# Luigi Boccherini
Vous lisez un « article de qualité » labellisé en 2018.
Œuvres principales
- 6 quintettes avec violoncelles op. 11 (1771) dont le no 5 contient le célèbre Menuet, le no 6 : L'Uccelleria
- La Musica Notturna delle strade di Madrid
- 12 Quintettes avec piano, op. 56 & 57 (1797–1799)
- 8 Quintettes avec guitare dont le no 4 Fandango [G.445-453] (1798–1799)
- 12 concertos pour violoncelle et orchestre
- 6 Symphonies op. 12 dont la no 4 La casa del Diavolo (1771)
- Symphonie op. 41 en do mineur [G.519] (1788)
- Stabat Mater (1781/1800)
- La Clementina opéra-zarzuela (1786)
  - Catalogue complet

Luigi Boccherini (prononcé : [luˈiːdʒi bokkeˈriːni] ), né le 19 février 1743 à Lucques (république de Lucques, aujourd'hui Italie) et mort le 28 mai 1805 à Madrid (Espagne), est un compositeur et violoncelliste italien de la période classique. Avec Joseph Haydn et Wolfgang Amadeus Mozart, il est considéré comme l'un des plus importants compositeurs de musique de chambre pour cordes de la seconde moitié du XVIIIe siècle.
Créateur à la même époque mais indépendamment de Joseph Haydn, du quatuor à cordes, Boccherini contribue tout au long de sa carrière passée en Espagne à en développer le cadre formel. Sa musique, abondante et régulière, est reconnaissable à sa maîtrise d'écriture ainsi qu'à sa richesse d'invention dans laquelle se décèlent les influences hispanisantes (fandango, séguédille, folia, etc.). Il a aussi composé de nombreuses œuvres de musique de chambre pour des formations jusqu'alors inédites telles que le quintette à cordes avec deux violoncelles, le quintette avec piano ou encore le sextuor à cordes avec deux altos, formations dont il s'attache à explorer les couleurs par le mélange de timbres et d'accords, de trouvailles instrumentales, d'ambiance et de climat sonores faisant de lui l'héritier par certains traits de Vivaldi ou de Corelli.
Un des rares virtuoses du violoncelle de son temps, le compositeur lucquois le « fit apprécier et l'imposa définitivement » (Jean et Brigitte Massin) en France à la fin des années 1760. Boccherini compte à son actif une douzaine de concertos pour violoncelle et orchestre — une quantité exceptionnelle — se signalant autant par les exigences techniques demandées à l'instrumentiste, notamment dans le registre aigu, que par un équilibre naturel entre l'orchestre et le soliste.
Longtemps associée à l'image réductrice d'un compositeur de musique de cour (surnommé « la femme d'Haydn » par Giuseppe Puppo), dont le « célèbre menuet » est la parfaite illustration du style galant, la production de Boccherini à l'instar de celle de Mozart est imposante et variée. Son catalogue établi par Yves Gérard en 1969 recense quelque 580 œuvres parmi lesquelles se comptent en nombre, outre la musique de chambre, les musiques symphonique, concertante, vocale (zarzuela) et sacrée (Stabat Mater).

## Biographie

### Origines familiales
L'arrière-grand-père paternel de Luigi, Giovacchino Boccherini quitte Florence pour Lucques (Lucca en italien) et se marie le 5 février 1663 avec la Lucquoise Maddalena Partigliani en l'église Santi Giovanni e Reparata. Ils ont douze enfants dont le neuvième, Antonio (1676-1754), se marie avec Maria Felice Teresa Mancini (1676–1770) le 20 juin 1706, elle-même fille de Francesco Mancini, négociant florentin en tabac et d'une Lucquoise nommée Maria Isabetta Lena. Il semble qu'Antonio Boccherini se soit impliqué dans deux activités distinctes, occasionnellement dans celle de bombardiere (canonnier) pour la défense des remparts de la ville dans le cas d'une agression militaire, renforçant ainsi la batterie ; d'autre part, dans celle de barbier chirurgien,.
|  |                                                            |  |  |  |  |  |  |  |  |  |  |  |  |  |  |  |
|  | Giovacchino Boccherini                                     |  |  |  |  |  |  |  |  |  |  |  |  |  |  |  |
|  |                                                            |  |  |  |  |  |  |  |  |  |  |  |  |  |  |  |
|  |                                                            |  |  |  |  |  |  |  |  |  |  |  |  |  |  |  |
|  | Antonio Boccherini (1676-1754) : barbier chirurgien        |  |  |  |  |  |  |  |  |  |  |  |  |  |  |  |
|  |                                                            |  |  |  |  |  |  |  |  |  |  |  |  |  |  |  |
|  |                                                            |  |  |  |  |  |  |  |  |  |  |  |  |  |  |  |
|  | Maddalena Partigliani                                      |  |  |  |  |  |  |  |  |  |  |  |  |  |  |  |
|  |                                                            |  |  |  |  |  |  |  |  |  |  |  |  |  |  |  |
|  |                                                            |  |  |  |  |  |  |  |  |  |  |  |  |  |  |  |
|  | Francesco Leopoldo Boccherini (1713-1766) : contrebassiste |  |  |  |  |  |  |  |  |  |  |  |  |  |  |  |
|  |                                                            |  |  |  |  |  |  |  |  |  |  |  |  |  |  |  |
|  |                                                            |  |  |  |  |  |  |  |  |  |  |  |  |  |  |  |
|  | Francesco Mancini : négociant en tabac                     |  |  |  |  |  |  |  |  |  |  |  |  |  |  |  |
|  |                                                            |  |  |  |  |  |  |  |  |  |  |  |  |  |  |  |
|  |                                                            |  |  |  |  |  |  |  |  |  |  |  |  |  |  |  |
|  | Maria Felice Teresa Mancini (1676–1770)                    |  |  |  |  |  |  |  |  |  |  |  |  |  |  |  |
|  |                                                            |  |  |  |  |  |  |  |  |  |  |  |  |  |  |  |
|  |                                                            |  |  |  |  |  |  |  |  |  |  |  |  |  |  |  |
|  | Maria Isabetta Lena                                        |  |  |  |  |  |  |  |  |  |  |  |  |  |  |  |
|  |                                                            |  |  |  |  |  |  |  |  |  |  |  |  |  |  |  |
|  |                                                            |  |  |  |  |  |  |  |  |  |  |  |  |  |  |  |
|  | Ridolfo Luigi Boccherini (1743-1805)                       |  |  |  |  |  |  |  |  |  |  |  |  |  |  |  |
|  |                                                            |  |  |  |  |  |  |  |  |  |  |  |  |  |  |  |
|  |                                                            |  |  |  |  |  |  |  |  |  |  |  |  |  |  |  |
|  | Domenico Prosperi : artisan                                |  |  |  |  |  |  |  |  |  |  |  |  |  |  |  |
|  |                                                            |  |  |  |  |  |  |  |  |  |  |  |  |  |  |  |
|  |                                                            |  |  |  |  |  |  |  |  |  |  |  |  |  |  |  |
|  | Maria Santa (Santina) Prosperi (1709-1776)                 |  |  |  |  |  |  |  |  |  |  |  |  |  |  |  |
|  |                                                            |  |  |  |  |  |  |  |  |  |  |  |  |  |  |  |
|  |                                                            |  |  |  |  |  |  |  |  |  |  |  |  |  |  |  |
|  | Angela Arbichani                                           |  |  |  |  |  |  |  |  |  |  |  |  |  |  |  |
|  |                                                            |  |  |  |  |  |  |  |  |  |  |  |  |  |  |  |
|  |                                                            |  |  |  |  |  |  |  |  |  |  |  |  |  |  |  |

« Ridolfo Luigi, fils de Leopoldo — lui-même fils d'Antonio Boccherini de Lucques — et de Maria Santa — elle-même fille de Domenico Prosperi de Lucques — son épouse, (Luigi) né le 19 de ce mois à 10 heures, à Lucques dans la paroisse du Saint-Sauveur, fut baptisé le 22 de ce mois par les soins du curé. Le parrain fut le noble Scipione Moriconi de Pologne et la marraine, la noble dame Caterina, femme du noble seigneur.
Luigi est issu de l'union du troisième fils d'Antonio, Francesco Leopoldo Boccherini né le 16 novembre 1713 et de la fille d'une famille d'artisans, Maria Santa Prosperi née en 1709. Tous deux originaires de Lucques se marient le 22 octobre 1737 et demeurent dans une maison qui subsiste encore de nos jours, à l'angle des rues Buia et Fillungo,,.
Sans être riche, la famille est assez aisée pour avoir sa tribune louée au théâtre municipal. Son père, Leopoldo, est le premier membre de la famille à vivre exclusivement de son activité musicale. S'il chante et joue du violoncelle, il est surtout excellent contrebassiste, employé à la Cappella Palatina depuis 1747, l'orchestre municipal de la cité-État de Lucques. La petite ville fortifiée est située à cinquante kilomètres de Florence et à proximité de Pise. Vers 1760, sa population est estimée à un peu plus de 20 000 habitants.

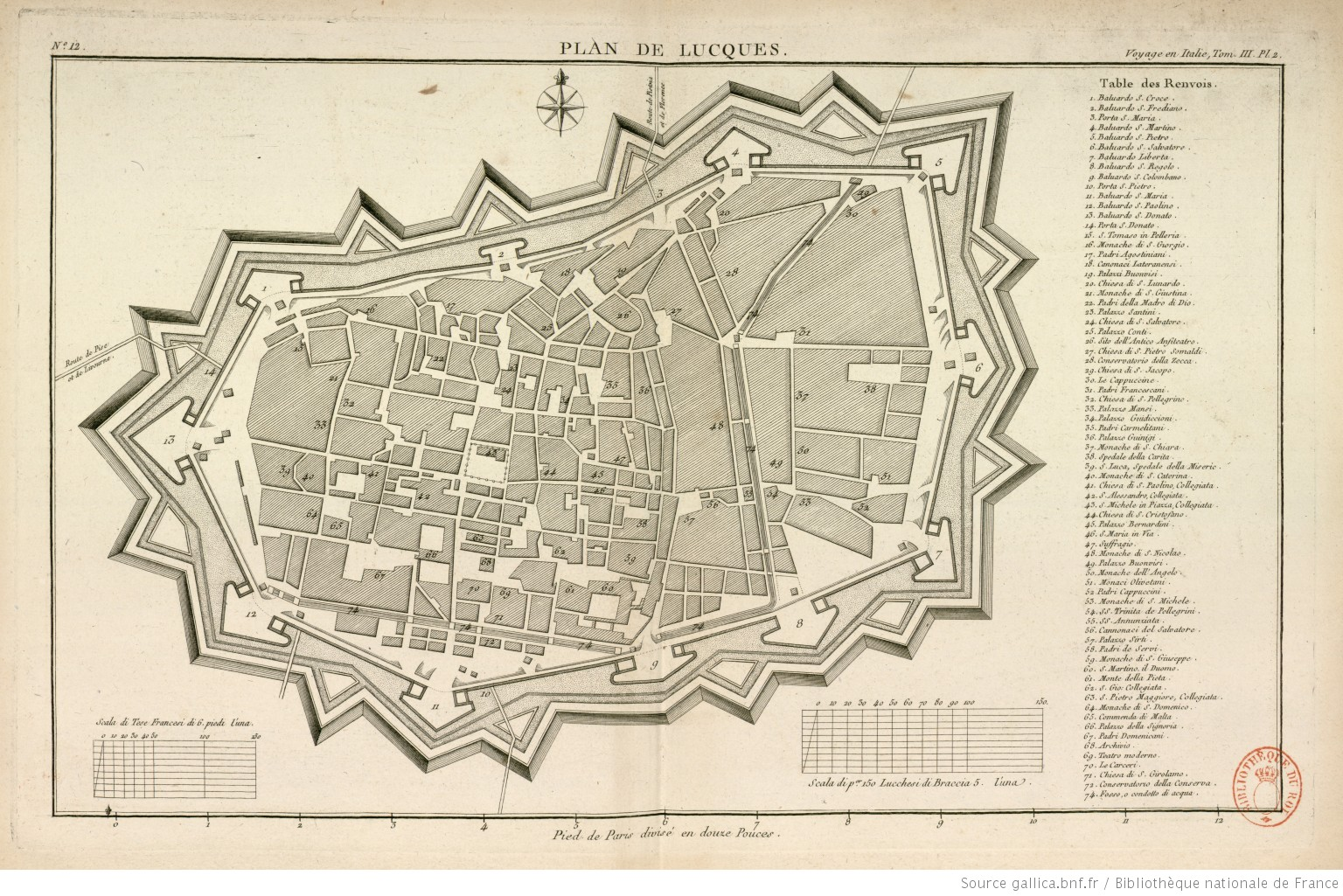
Plan de Lucques en 1768. Cette cité-État de Toscane possède déjà à l'époque de Boccherini une tradition musicale bien implantée. Des compositeurs comme Francesco Geminiani et Francesco Barsanti y sont nés. Plus tard, Alfredo Catalani et surtout Giacomo Puccini devaient à leur tour s'y illustrer.

Luigi est le quatrième enfant d'une fratrie de six,,,. Trois jours après sa naissance, le 22 février, il est baptisé sous les noms Ridolfo Luigi — mais n'a jamais utilisé son premier prénom, en la paroisse San Salvatore in Mustolio (actuelle église de la Misericordia),.
Le frère et les sœurs de Luigi sont tous artistes :
- Maria Ester (1740–?), sa sœur aînée, première ballerine, qui connaît le succès à Vienne, Bologne, Venise et Florence. Elle épouse le célèbre danseur et chorégraphe espagnol Onorato Viganò[c]. Leur fils, prénommé Salvatore (1769–1821), les surpasse en renommée et en talent dans le domaine de la danse et de la chorégraphie : il produit notamment la chorégraphie pour le ballet Les Créatures de Prométhée de Beethoven. De 1813 à sa mort, il est à La Scala, où il invente le chorédrame (coreodramma), sorte de pantomime dansée. Stendhal, à Milan en 1818, exprime louanges de ses talents[13].
- Giovanni Gastone (1742–après 1798), son frère aîné, commence une carrière de danseur à Vienne dès 1756 et se produit également comme violoniste et chanteur avant de devenir le librettiste de la cour pour plusieurs compositeurs d'opéras tels qu'Antonio Salieri, Florian Gassmann, Giovanni Paisiello et Joseph Haydn pour le livret de l'oratorio, Il ritorno di Tobia (1775)[8] . En 1781, il rejoint son frère en Espagne et y poursuit son activité de librettiste.
- Anna Matilde (1746–?) est également danseuse, mais nous savons peu de choses sur elle, si ce n'est qu'elle est à Vienne en 1763, avec sa mère, sa sœur Maria Ester et son frère Giovanni Gastone ; par la suite elle se marie avec un certain Navarro.
- Riccarda Gonzaga (1748–1780), enfin, est cantatrice. Elle débute comme Seconda Donna au Teatro del Cocomero à Florence, avec sa sœur Maria Ester, avant de se fixer, elle aussi, en Espagne.

### Formation (1748-1757)

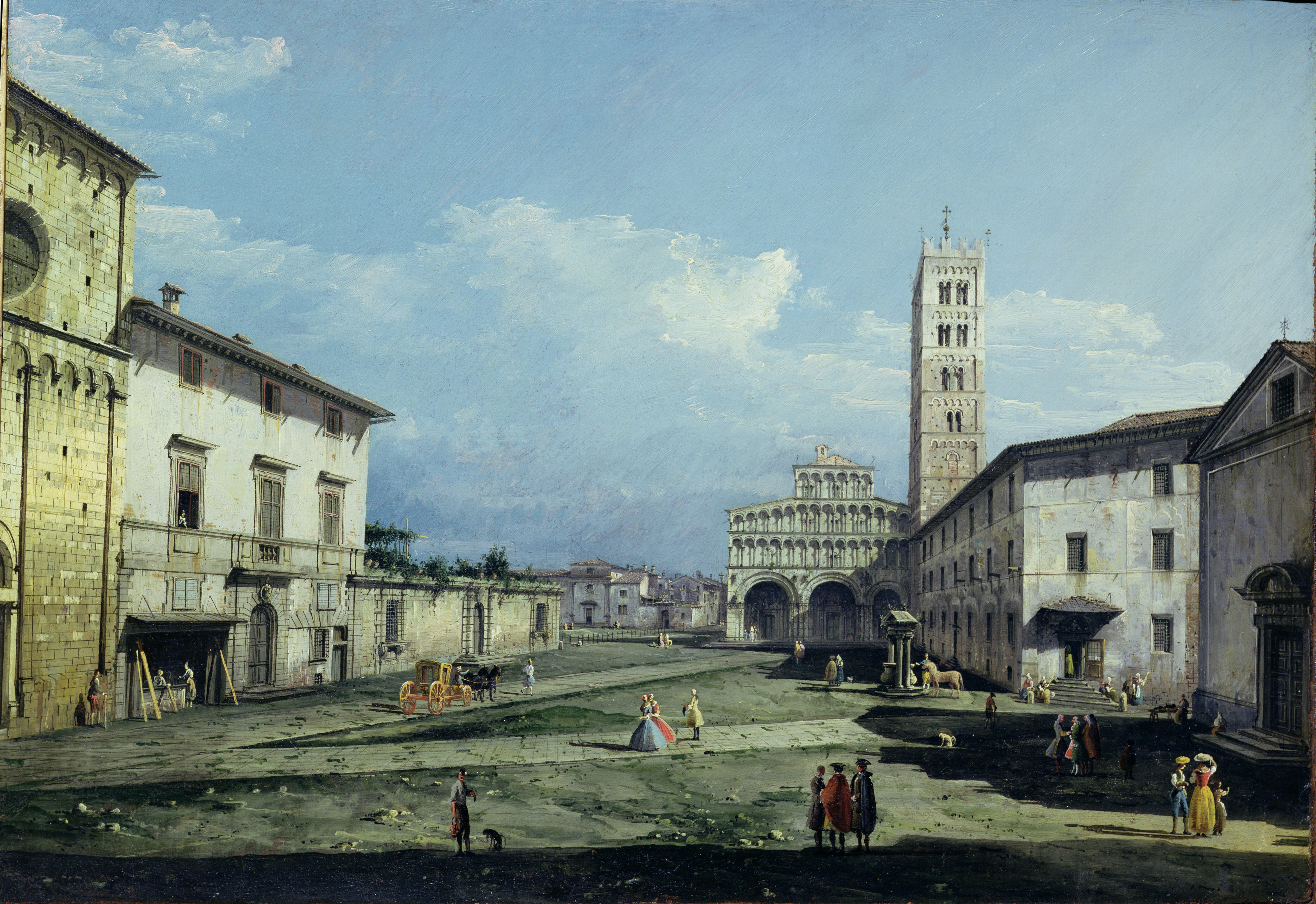
La place San Martino de Lucques vers 1746. Au fond, la cathédrale Saint-Martin. Peinture de Bernardo Bellotto (1721–1780).

Boccherini passe son enfance à Lucques et montre très tôt beaucoup d'intérêt pour la musique et particulièrement pour le violoncelle. Son père lui donne probablement ses premières leçons dès cinq ans. En 1751, convaincu de ses dispositions précoces, il confie l'enfant au violoncelliste et maître de chapelle à la cathédrale San Martino de Lucques, l'abbé Domenico Francesco Vannucci (c. 1718–1775). Petit soprano, il chante dans les églises de Lucques et lors de la saison d'opéra, dans le chœur.
C'est vraisemblablement Vannucci qui recommande l'enfant à l'un des plus éminents violoncellistes de Rome, Giovanni Battista Costanzi
(1704–1778). En effet, dès novembre 1753 et jusqu'au mois de mai ou juin 1754 , accompagné de son père, Boccherini âgé d'à peine plus de dix ans étudie à Rome auprès du célèbre compositeur dont la virtuosité du jeu lui vaut le surnom de « Giovannino del Violoncello ». En tant que maître de chapelle à la Cappella Giulia de Saint-Pierre, Costanzi l'initie à la composition.
Boccherini se familiarise avec l'œuvre de Palestrina et d'Allegri ; le célèbre Miserere impressionne le jeune homme, mais aussi les partitions de Corelli qui sont « largement utilisées comme matériau pédagogique au XVIIIe siècle (Peter Holman) » — hommage que l'on retrouve plus tard dans une sonate pour violoncelle. On ne sait rien de la durée de cet enseignement romain, ni de sa vie après son retour à Lucques. Jusqu'à ce que Luigi donne son premier concert à l'église San Romano. Il a 13 ans et y interprète un concerto pour violoncelle (4 août 1756).
Un musicien semble suivre le parcours du jeune violoncelliste. Il s'agit de Giacomo Puccini (1712–1781) – ancêtre du célèbre compositeur d'opéra homonyme du XXe siècle. Puccini appartient à une dynastie de musiciens de Lucques, qui joue un rôle notable depuis six générations. C'est le musicien le plus important et le plus actif de la ville : il cumule les fonctions de maître de chapelle du palais depuis 1739, d'organiste à San Martino (1740), compositeur et responsable de la musique liturgique des autres églises de Lucques. Grâce à son soutien, Boccherini participe à la fête de la Sainte Croix (Santa Croce), la plus grande fête de la ville qui se déroule le 13 septembre de chaque année. De nombreux musiciens de toute l'Italie et même de l'étranger, viennent s'y produire, chanteurs ou solistes célèbres.
Le succès aidant, il se produit assez souvent à Lucques et ses gages augmentent. Mais Leopoldo, son père, recherche un poste stable pour son fils, ce qu'il ne peut trouver à Lucques. Ainsi, avec la protection de Domenico Sardini, ambassadeur de la république de Lucques à la cour des Habsbourg, Leopoldo Boccherini tente sa chance avec sa famille à l'étranger.

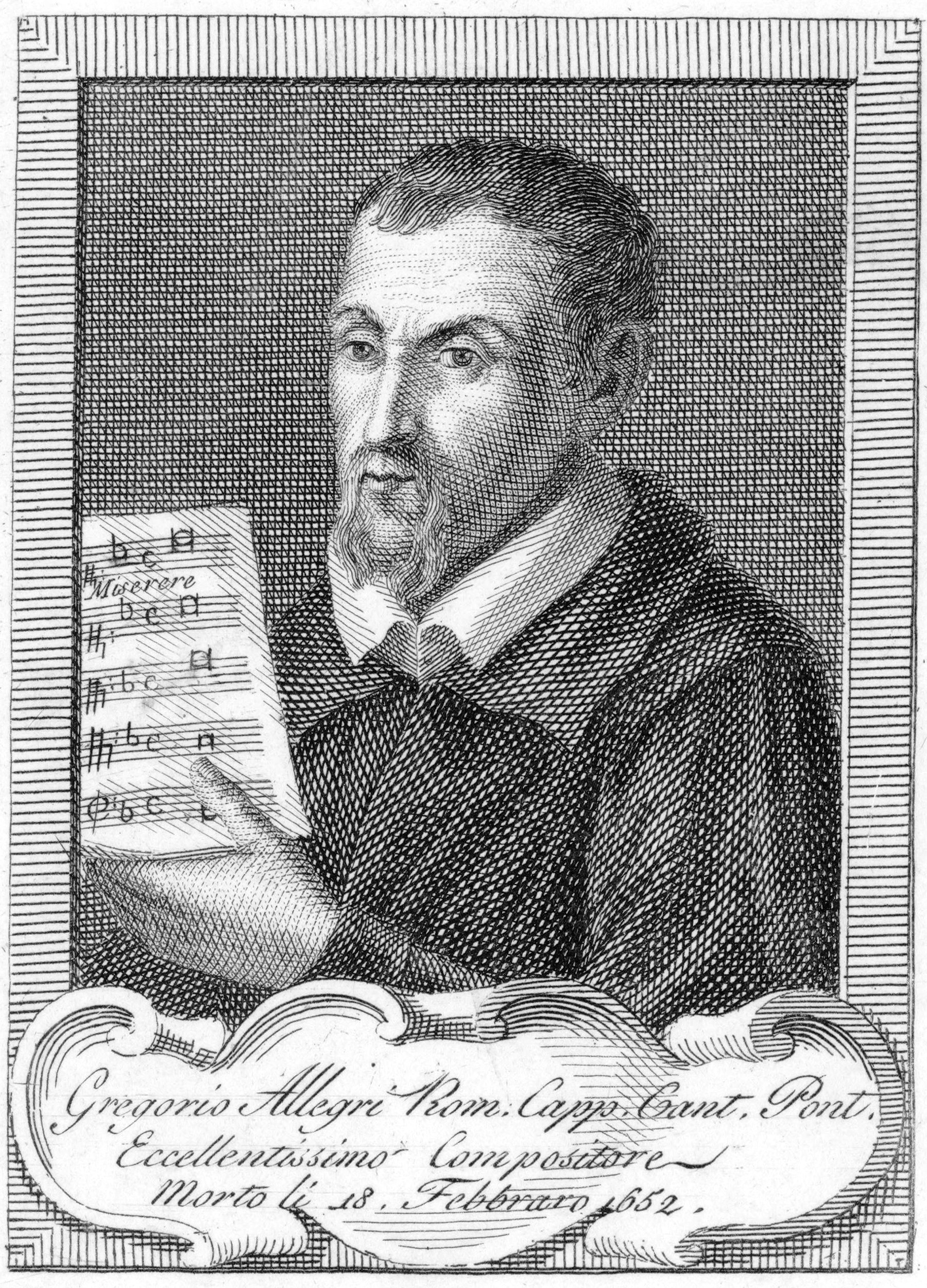
Gregorio Allegri
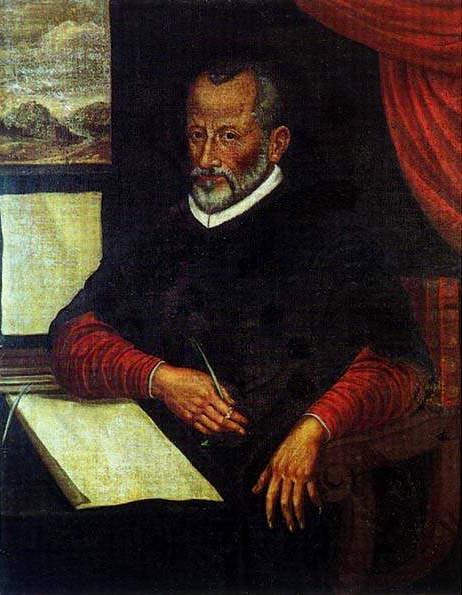
Giovanni da Palestrina
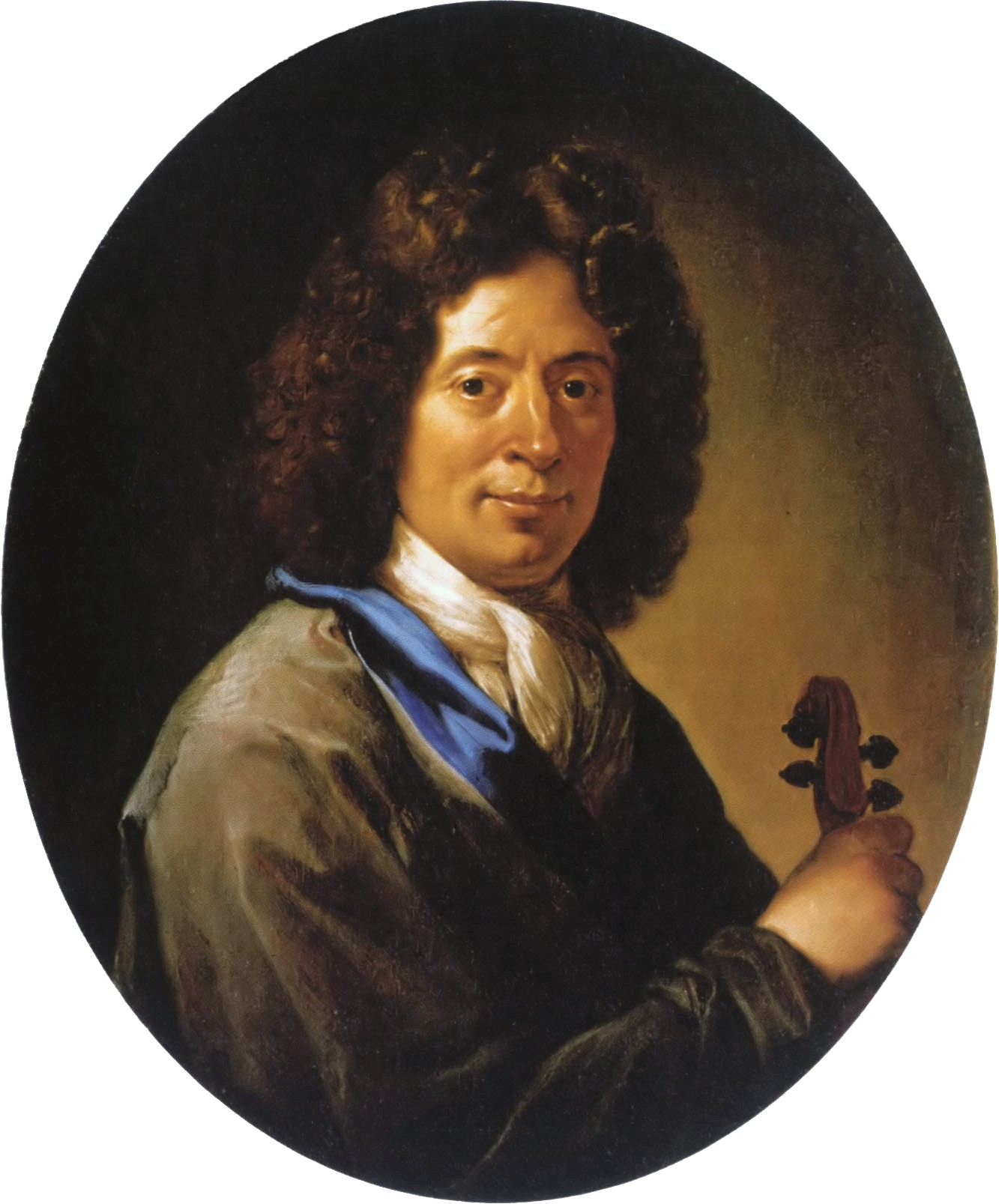
Arcangelo Corelli par Jan Frans van Douven (1656–1727)

### Années de voyages (1757-1768)
Avec son père Leopoldo, ses sœur et frère aînés, Boccherini effectue une tournée à Vienne qui est bien accueillie par le public et par la Cour. Le compositeur allemand Christoph Willibald Gluck s'enthousiasme pour le jeune musicien. Pendant ses séjours intermédiaires à Lucques, le Concile le charge à plusieurs reprises d'écrire de la musique et de jouer au violoncelle. Des opportunités s'offrent à lui.
À la mort de son père, en 1766, Boccherini entreprend de nouveau une tournée, au nord de la péninsule italienne (Milan, Gênes) avec les violonistes Pietro Nardini, Filippo Manfredi et l'altiste Giuseppe Cambini, constituant le « Quatuor de Toscane », le premier quatuor à cordes de l'histoire.
Fin 1767, Boccherini et Manfredi arrivent à Paris afin de se faire connaître, se produisant notamment au Concert Spirituel. Une rencontre dans un Salon avec une jeune claveciniste l'amène à la composition des sonates opus 5. Le séjour parisien est couronné par la publication de ses œuvres antérieures. Sa réputation de compositeur est établie.

#### Vienne

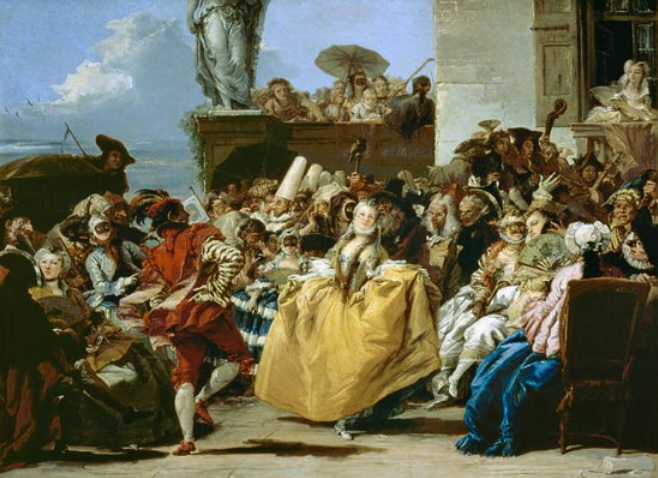
Scène de carnaval à Venise, ou le Menuet (1750) par Giandomenico Tiepolo (1727–1804).

Au printemps 1757 — suivi de sa sœur Maria Ester et de son frère Giovanni Gastone, engagés dans un corps de ballet — il accompagne Leopoldo à Vienne, passant par Venise, à l'occasion du carnaval, ainsi qu'à Trieste.
Début décembre, ils sont tous deux engagés au sein de l'orchestre de la cour impériale d'Autriche. Luigi, âgé seulement de quatorze ans, reçoit un quart du salaire de son père. Après la fin de la saison d'été 1758, ils sont réengagés pour deux autres saisons, d'avril 1760 à mars 1761 et en 1763–1764.
À tout juste dix-sept ans, en 1760, Luigi compose à Vienne ses Sei Trietti Per Due Violini et Basso, opus 1 [G.77-82] (publ. 1767). La remarquable partie de violoncelle, libérée « du joug de la basse continue » est totalement indépendante et dépasse largement ce qui lui est ordinairement dévolu.

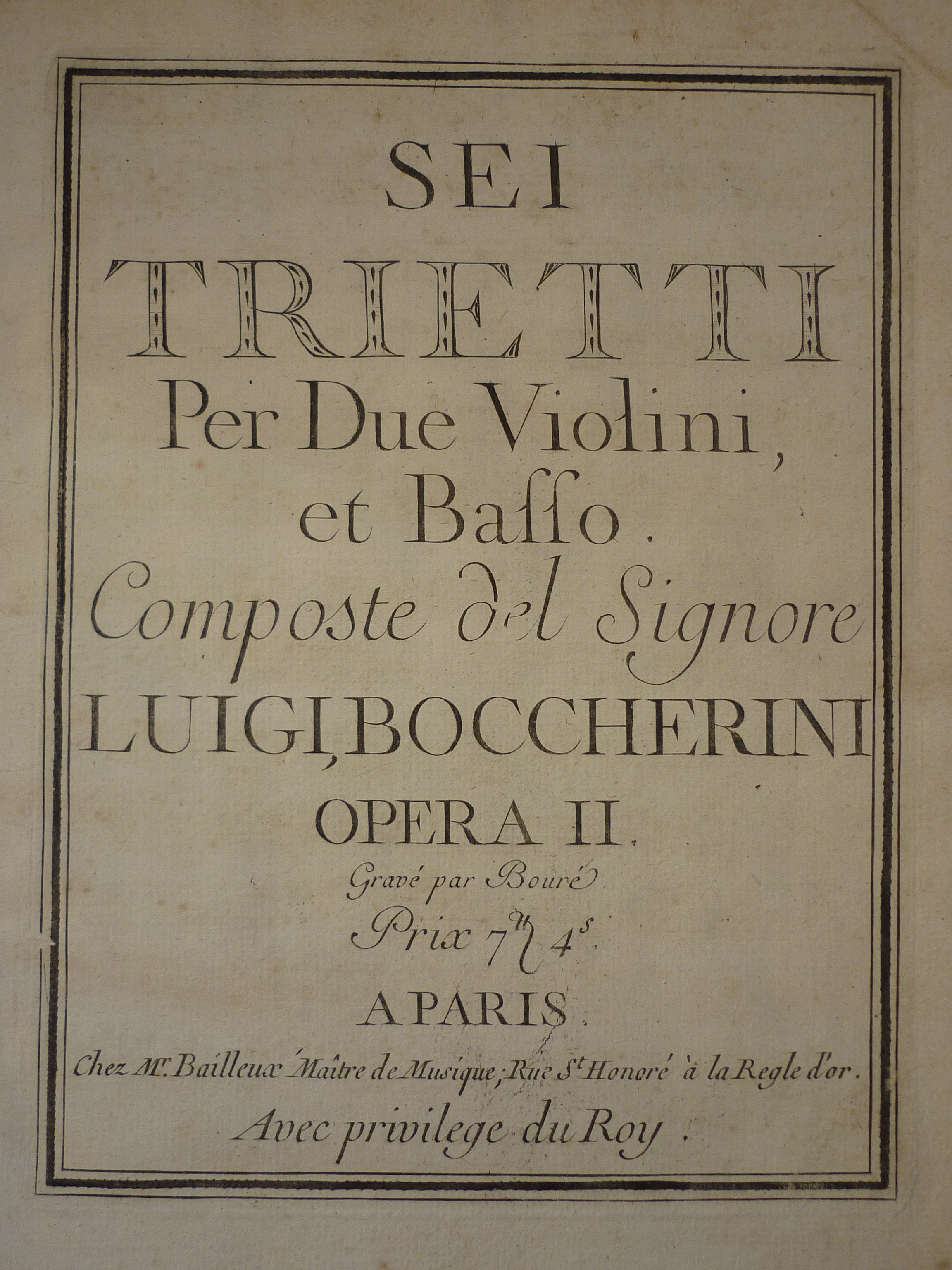
Composés en 1760 à Vienne, les six trios opus 1 [G.77-82] sont gravés à Paris chez Bailleux en juillet 1767,.

Une série de six quatuors à cordes suit en 1761, comme opus 2 [G.159-164] (publ. 1767). Ce sont les tout premiers quatuors avec ceux de Haydn (1769) dans l'histoire de la musique. L'écriture est déjà ce qu'elle devait être dans l'histoire du genre : chaque partie est conçue de manière indépendante, à parts égales tout en faisant évoluer les quatre instruments dans une « conversation musicale », usant des techniques de mouvement les plus divers « du sévère contrepoint à la mélodieuse homophonie » (Ludwig Finscher). On ne sait rien des compositions antérieures, pourtant le style d'écriture est parfaitement maîtrisé : « Tous les traits du quatuor mature sont présents dans l'op. 2 de Boccherini, à partir de l'émancipation du violoncelle […] et dans quelques cas de l'alto. »
Boccherini trouve en Gluck, chef de l'opéra en poste à la cour depuis 1752, une oreille attentive à ses Trios et un protecteur influent. Mais Luigi semble refuser un poste prestigieux dans l'orchestre de l'impératrice Marie-Thérèse, pour lequel Gluck offre pourtant son soutien ; le Lucquois préférant postuler pour un emploi de violoncelliste dans sa ville natale, dès août 1761,,,. Cette décision ne manque pas de surprendre. Après plus de six mois sans nouvelles ne recevant aucune réponse de Lucques, le père et son fils Giovanni Gastone décident en avril 1761 d’« aller voir sur place ». Mais ils ne le peuvent qu'entre octobre et décembre 1762. À leur retour néanmoins, le jeune compositeur est immédiatement repris dans l'orchestre du Burgtheater de Vienne (janvier 1763).
Pendant les périodes où les théâtres sont en relâche (Carême), Boccherini se produit avec succès, en soliste dans ses propres œuvres à un ou deux violoncelles, non seulement à Vienne à partir de 1758 (et deux autres fois en 1763), mais aussi à Florence (19 mars 1761) et Modène (7 janvier 1763). Un critique présent au concert de Florence l'appelle déjà célèbre joueur de violoncelle (« celebre suonatore di violoncello ») et poursuit en relevant le caractère totalement nouveau du jeu du musicien : « d’un maniera dell tutto nuova ». Les programmes précis de ces différents concerts ne sont pas connus.
Son séjour de sept ans dans la capitale autrichienne (jusqu'en avril 1764) offre à Luigi des opportunités de suivre les évolutions musicales du moment (répertoire, musiciens en vogue) et de confronter son style à celui d'autres compositeurs : — exception faite de Gluck qui réforme l'opéra — les productions de Georg Mathias Monn, Georg Christoph Wagenseil et Carl Philipp Emanuel Bach par exemple, qui comportent toutes des œuvres concertantes pour violoncelle et orchestre. Boccherini peut également se familiariser avec la musique de ballet, deux étant donnés en fin de chaque saison (celle-ci comprenant environ 200 spectacles). Christian Speck note l'« influence décisive sur [sa] manière de composer », outre que son frère est danseur et ses sœurs ballerines.

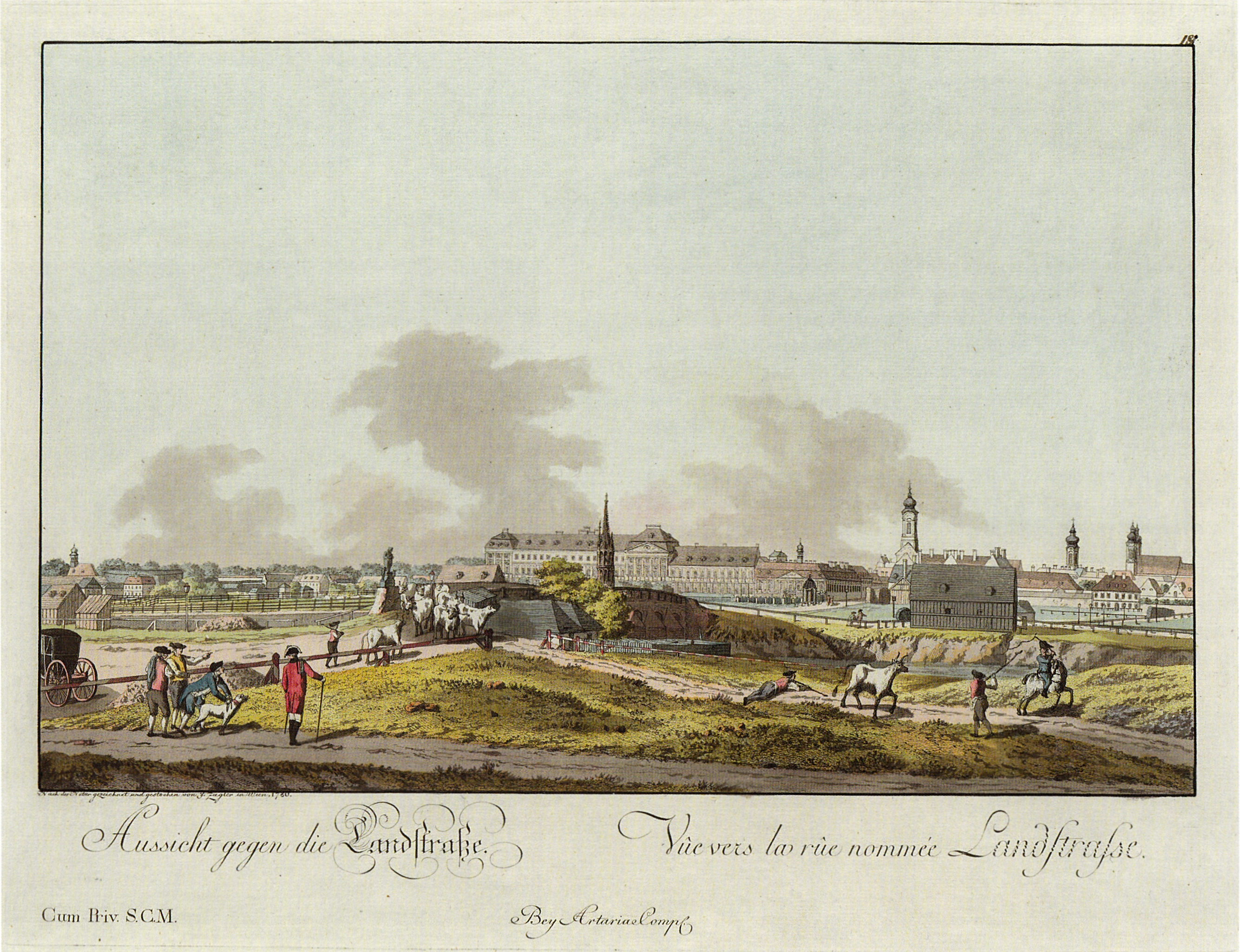
Vienne vue depuis la route, par Johann Ziegler (gravé en 1780 par Artaria, l'éditeur viennois avec qui Boccherini est en relation à partir de la même année).
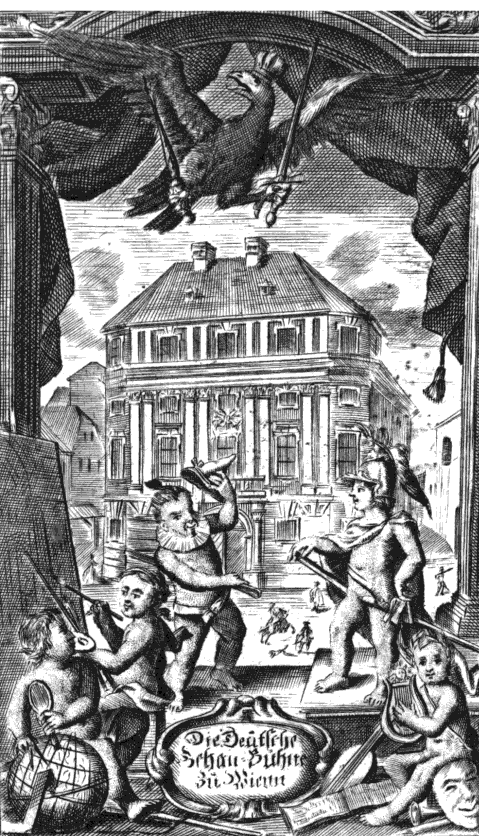
Le Theater am Kärntnertor (Gravure, 1756).
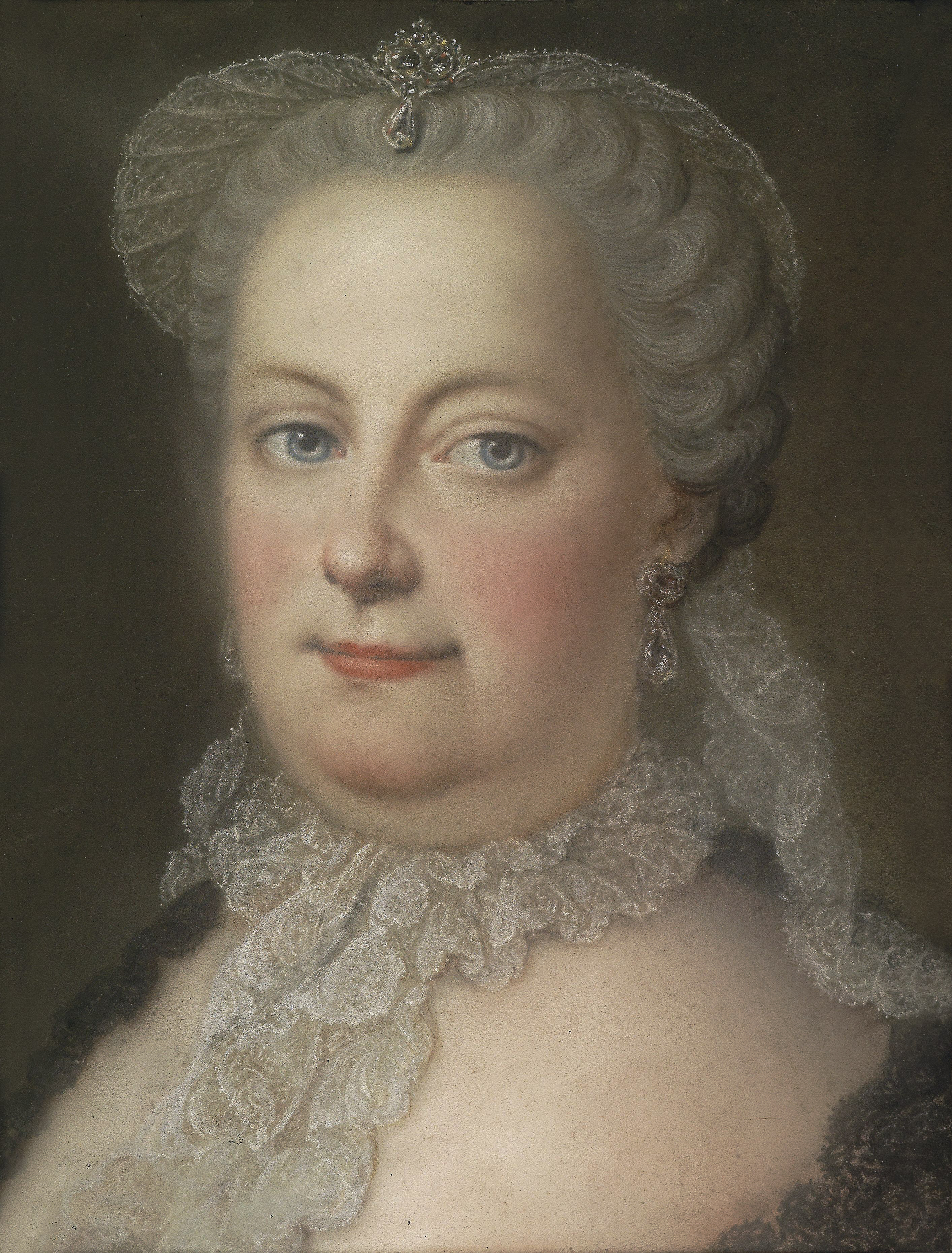
Portrait de l'Impératrice Marie-Thérèse (1762) par Michael Christoph Hagelgans (1725–1766).

#### Italie

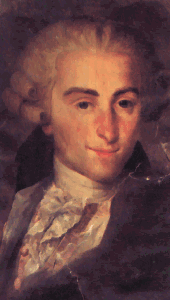
Giovanni Battista Sammartini, prolifique compositeur : 2800 œuvres, maître de Gluck en 1737–41. Le compositeur bohémien Josef Mysliveček décrit Sammartini comme le vrai prédécesseur de Haydn. En octobre 1770, Mozart le rencontre à Milan et assure en avoir beaucoup appris. En 1772, Wolfgang retourne à Milan, où il écrit ses premiers quatuors à cordes.

Gagné par la nostalgie du pays, après quatre ans d'absence, Boccherini retourne à Lucques au printemps 1764. Cette même année, le 26 avril, à 21 ans, il est enfin convié par la municipalité à occuper un poste (fixe) de violoncelliste dans l'orchestre princier, pour cinq écus par mois. Le musicien quitte alors Vienne pour sa ville natale, privilégiant la place de violoncelliste à la Cappella Palatina (la chapelle du Palais ducal) de Lucques. Pourtant, moins de quatre mois après le premier concert du 4 août, il demande un congé au magistrat de la ville. Peut-être parce que le poste ne répond plus à ses attentes. Il décide en revanche — toujours accompagné par son père — de se rendre à Milan.
Il rencontre le très influent Sammartini qui dirige l'orchestre lors d'une fête donnée pour le passage du grand-duc de Toscane à Pavie en juillet 1765. Crémone ensuite, où son père et lui obtiennent un contrat bien rémunéré,. Sammartini encourage Boccherini à persévérer dans la composition d'œuvres de musique de chambre avec violoncelle. En avril 1766, il apparaît en soliste au Teatro Alibert à Rome dans des concerts.
Le passage de Boccherini et de son père est également attesté à Gênes en 1765 dans les Stati delle anime (registres) de la paroisse de San Siro, fréquentée par l'élite de la ville. Ils logent chez un luthier, Cristiano Nonnemacker, non loin de l'église de San Filippo Neri pour laquelle il met en musique ses deux oratorios. Il revient à nouveau dans la cité génoise en 1767 où des traces de son passage (cette fois, seul) se trouvent dans les archives de la paroisse de Santa Maria delle Vigne où il est employé comme instrumentiste et compositeur.
En octobre 1765, père et fils rentrent à Lucques où Luigi reprend son poste dans l'orchestre. Il écrit des œuvres de grandes dimensions, notamment une cantate politique La confederazione dei Sabini con Roma [G.543], importante commande du concile de Lucques par l'entremise de Puccini pour la fête delle Tasche [« des Sacs »] en décembre 1765. Entre 1764 et fin 1765, il compose deux oratorios : Il Giuseppe Riconosciuto [G.538] (« Joseph reconnu ») et Gioas, Re di Giuda [G.537] (« Joas, roi de Judée ») sur des livrets de Métastase, commandes de l'église de San Filippo Neri à Gênes, où sont conservées les copies manuscrites de [G.537], ainsi que des œuvres liturgiques,,.
Une symphonie en ré majeur [G.490] est composée la même année (publ. à Venise c. 1775). Elle apparaît comme ouverture dans La confederazione dei Sabini con Roma et Il Giuseppe Riconosciuto. Boccherini réutilise un thème de l’Andante dans un concerto pour violoncelle [G.478] dans la même tonalité. Plus tard, la symphonie constitue l'Ouverture [G.527] de la seconde partie de la Buona figliola de Piccinni lorsque l'œuvre est représentée l'été 1769, à Aranjuez,.

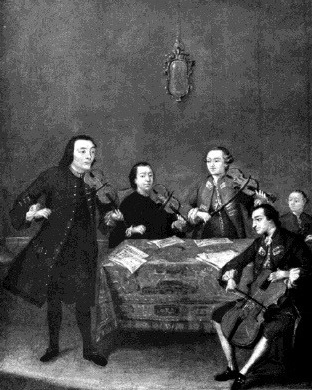
Le Quartetto toscano par Pietro Longhi (c.1767, collection privée, Turin, Italie). Boccherini est au premier plan, à droite. Un cinquième musicien tient le rôle de basse au clavecin,.

Pour quelques mois, un ensemble de quatuor à cordes professionnel se forme vers 1766 : le Quartetto toscano,,. Chose exceptionnelle à l'époque. Il est composé d'élèves de Tartini rencontrés à Milan, les violonistes Pietro Nardini (1722–1793) et un de ses élèves, Filippo Manfredi (1731–1777) né à Lucques et premier violon de la Cappella Palatina , ainsi que l'altiste, également compositeur, Giuseppe Maria Cambini (1746–1825).

« Hélas ! que ceux qui ne regardent pas la musique instrumentale que comme un vain bruit n'ont-ils comme moi, entendu exécuter les quatuors de Boccherini, de Haydn, et de quelques autres maîtres célèbres, par Manfredi, Boccherini, Nardini, et moi, qui étais trop heureux de faire l'alto ! »

— Giuseppe Maria Cambini,.
C'est à Milan que l'ensemble aurait donné les premiers concerts publics de quatuor à cordes jamais exécutés. Selon Cambini (Nouvelle Méthode théorique et pratique pour le violon, c. 1795-1803), le répertoire joué est composé d'œuvres de Haydn, de Boccherini et de quelques compositeurs en vogue. Mais le récit de Cambini est sujet à caution car il cite des œuvres de Haydn plus tardives.
Son père disparaît le 30 août 1766, Boccherini a 23 ans. Boccherini montre les premiers symptômes de tuberculose.
Face à la relative précarité de sa carrière et la maigre rémunération qu'il reçoit, le violoncelliste quitte à nouveau la Toscane. Il entreprend (probablement accompagné de sa mère) une tournée de concerts pendant l'été 1767, avec son ami Filippo Manfredi, en Italie du Nord (Lombardie) où le public se montre enthousiaste. Puis le duo quitte Gênes en septembre pour un concert à Nice le 5 octobre. Après quelques concerts, ils arrivent à Paris mais, leur intention est de se rendre à Londres, où comme leur compatriote, le violoniste Francesco Geminiani (1687–1762) beaucoup d'Italiens ont fait carrière,. Paris ne leur semble qu'une étape. Le séjour dure six mois.

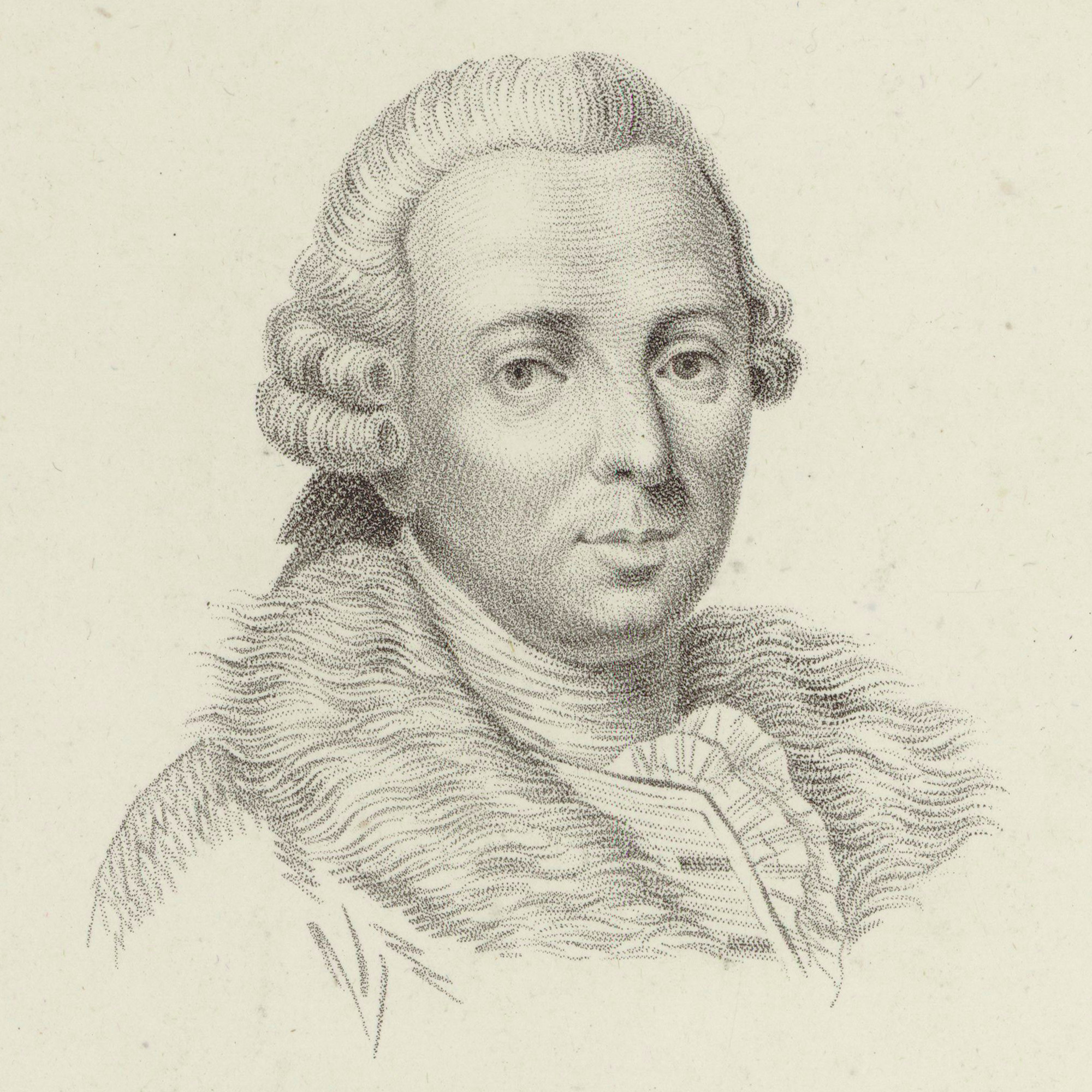
Pietro Nardini, membre du Quartetto toscano[w 1].
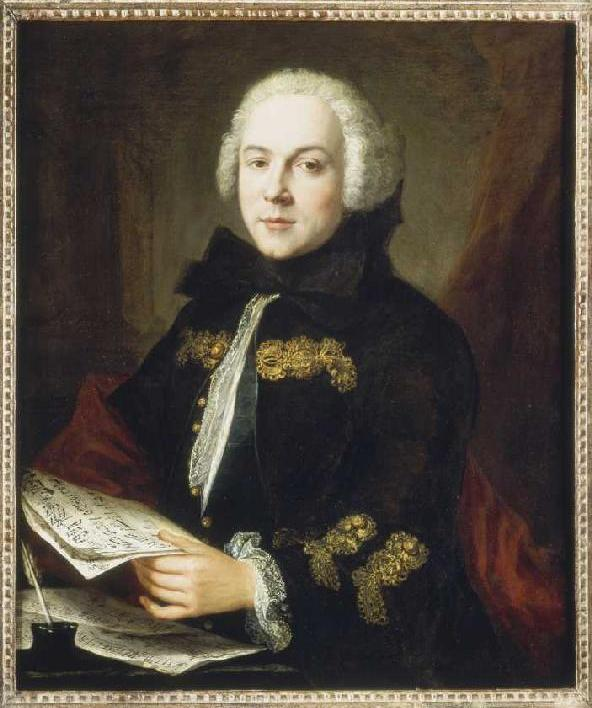
Jean-Étienne Liotard, Portrait de Luigi Boccherini, 1764-68. Huile sur toile. Collection privée, Budenheim, Allemagne.
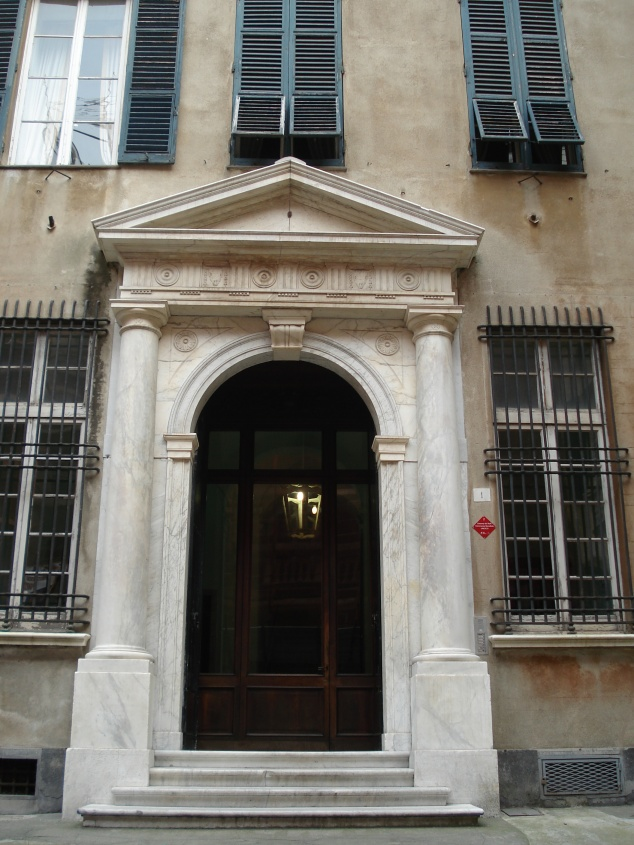
Le Palazzo Clemente Della Rovere dans lequel séjourne Boccherini lors de son second passage à Gênes en 1767[29].

#### Paris

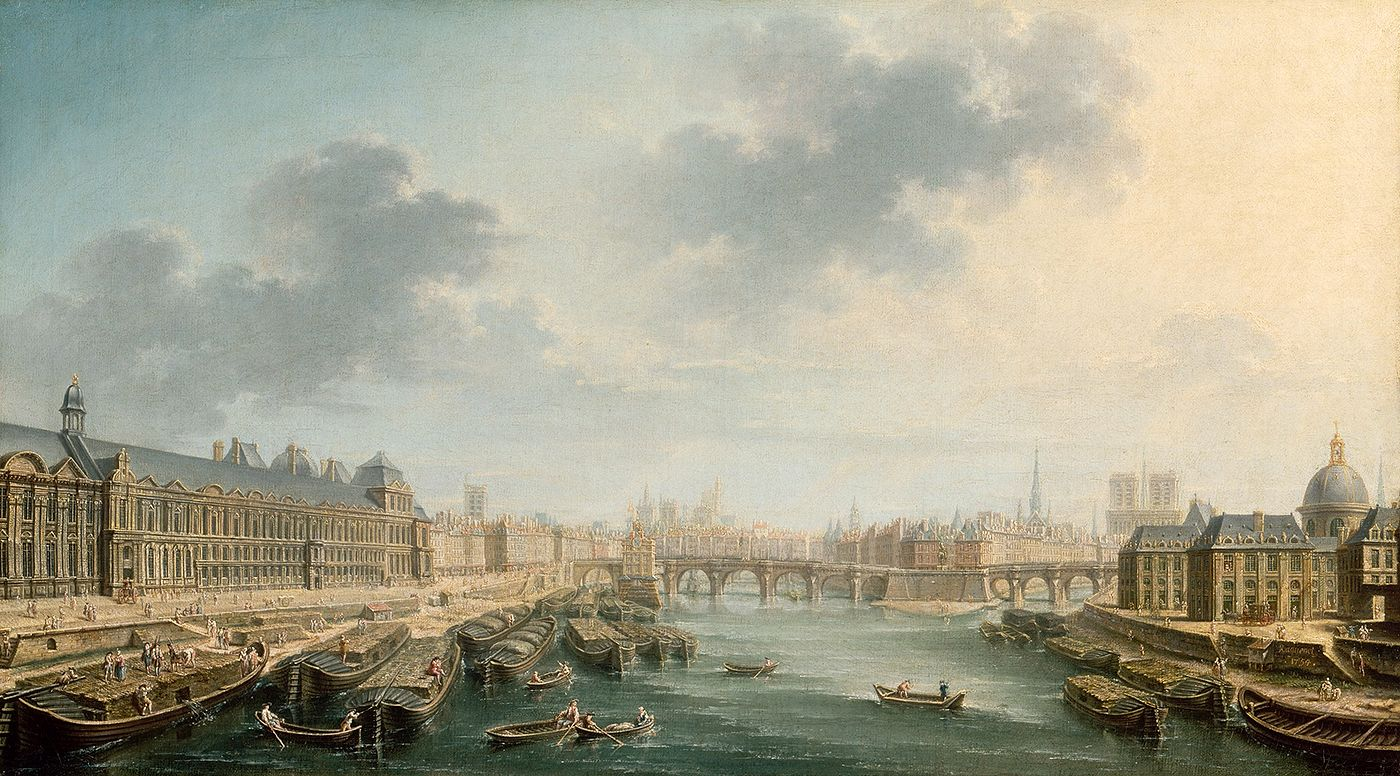
Nicolas-Jean-Baptiste Raguenet, La Seine en aval du pont Neuf, (1754), Musée du Louvre.

La renommée du musicien acquise durant ces années de voyages se répand lors de son séjour parisien. Paris est alors une des deux grandes villes européennes les plus peuplées avec Londres. Rayonnante d'une vie culturelle, intellectuelle et artistique intense, la ville est déjà un lieu convoité par les artistes désireux de se faire un nom. C'est également, un centre d'éditions musicales très actif au tournant de la moitié du siècle.
En effet, les premières partitions publiées de Boccherini — avec ou sans son autorisation — qui l'ont devancé de quelques mois se succèdent. Ses Sei Sinfonie O Sia Quartetti Per Due Violini, Alto, e Violoncello obbligati [G.159-164] œuvres composées à Vienne six ou sept ans plus tôt sont annoncées par le Mercure de France du 1er avril 1767 et gravées par Venier tandis que ses Sei Trietti Per Due Violini, et Basso [G.77-82], le sont par Bailleux en juillet de la même année. En mars 1768, c'est au tour de son opus 4, les Sei Trio [G.83-88], d'être publié chez Venier. Pour Boccherini, Paris devait rester sa vie durant le lieu privilégié de ses publications.

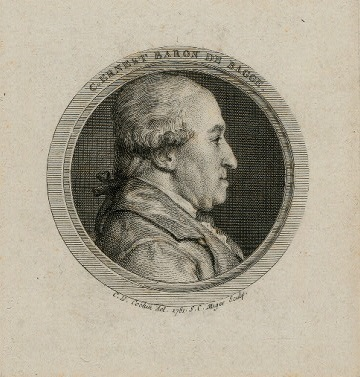
Portrait de Charles Ernest baron de Bagge.

Signe d'un certain succès, une autre œuvre paraît chez Grangé : une symphonie en ré majeur [G.500], avec une entête pittoresque : « Premiere Symphonie, A A  [sic] Quatre Parties Obligées, [...] Del Signore Bouqueriny ». Il s'agit de la première falsification. Christian Speck, suivant le « supplément Breitkopf » de 1768, précise que la symphonie « au développement si peu inspiré » pourrait être de Herman-François Delange (1715–1781).
Boccherini et Manfredi sont introduits dans divers salons privés parisiens, invités du Prince de Conti, exactement un an après le passage de Mozart et surtout de celui du Baron de Bagge, mécène, dilettante, lui-même violoniste et compositeur à ses heures, où se retrouve le « Tout-Paris ». Outre Boccherini, le violoncelliste Jean-Pierre Duport est de ses protégés ,. Le Baron est très influent sur la vie musicale notamment par la qualité de ses concerts. Sa protection permet aux deux musiciens de se faire mieux connaître du milieu aristocratique. Grâce à son appui, Boccherini se produit seul, ou avec Manfredi, dans des soirées musicales et les œuvres des deux musiciens sont présentées et interprétées au Concert Spirituel, le 20 mars 1768:

« M. Manfredi exécuta sur le violon, un concerto de sa composition, & eut lieu d'être satisfait de la façon dont le public rendit justice aux talens de l'artiste & du compositeur. […] M. Boccherini, déjà connu par ses trio & ses quatuor  [sic], qui sont d'un grand effet, a exécuté, en maître, sur le violoncelle, une sonate de sa composition. »

— Mercure de France, avril 1768.

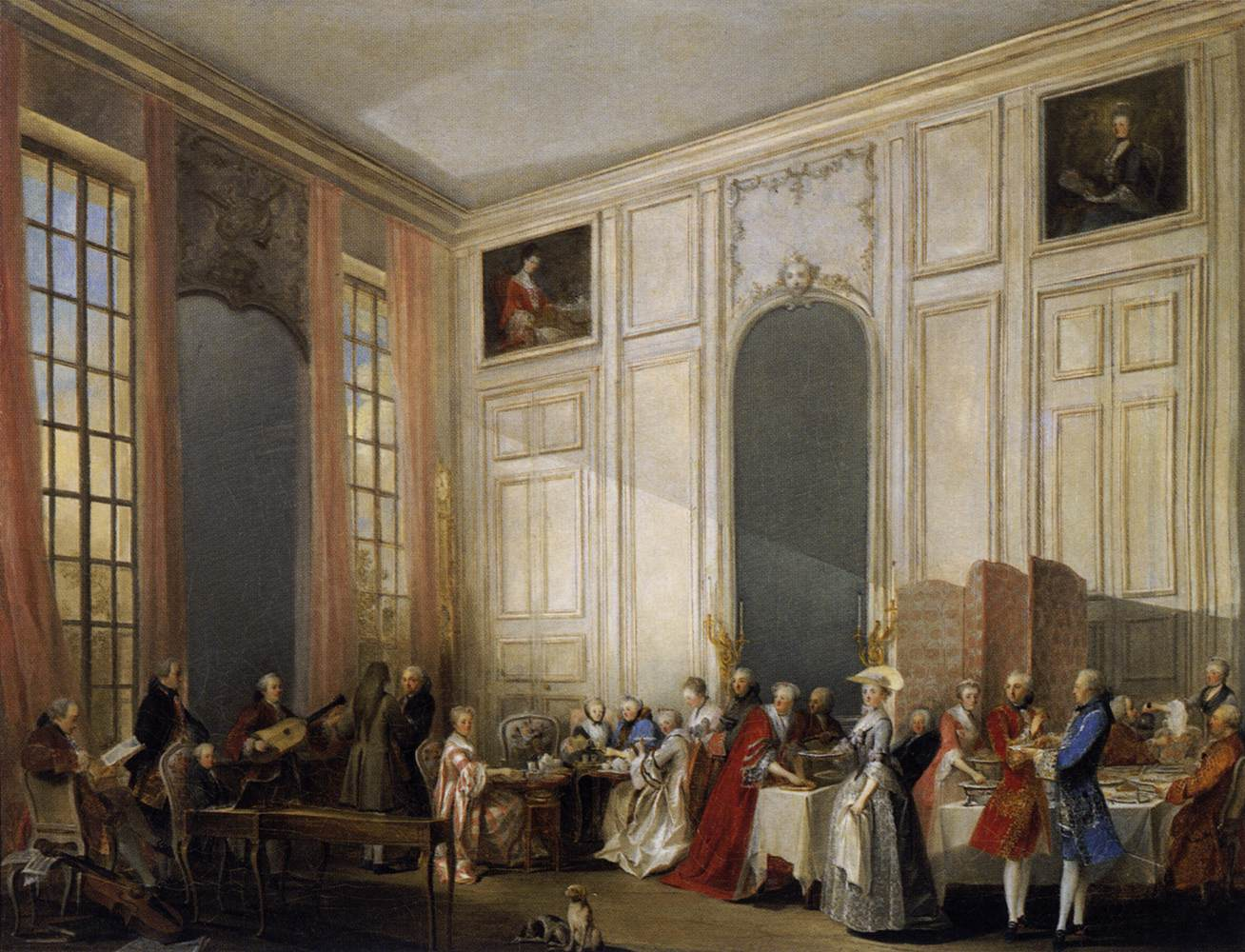
Michel-Barthélemy Ollivier, Le thé à l'anglaise chez le prince de Conti (1766), musée de Versailles. Le jeune Mozart — dix ans —, lors de son second passage à Paris, divertit les invités du Prince de Conti. Boccherini y est reçu tout juste un an après.

Tout autre est la teneur du second témoignage de leur apparition au Concert Spirituel. Celui de Louis Petit de Bachaumont, écrivain et critique des arts, dans ses célèbres Mémoires secrets à l'entrée du 2 avril 1768. Ce témoignage est à mentionner tout en gardant à l'esprit que ce genre de chroniques fourmillant d'anecdotes et de rumeurs se fait volontiers l'écho de nombreux scandales et circule généralement sous forme de nouvelles à la main afin d'éviter la censure. Du reste, c'est la seule critique à se montrer peu favorable aux deux musiciens italiens :

« Différents grands-maîtres d'Italie ont débuté au concert spirituel. Le sieur Manfredi, fameux violon, n'a point eu le succès qu'il espérait. On a trouvé sa musique plate, son exécution large et moelleuse, mais son jeu fou et désordonné. Le sieur Boccarini  [sic] a joué du violoncelle avec aussi peu d'applaudissement; ses sons ont paru aigres aux oreilles,  & ses accords très-peu [sic] harmonieux. »

— Louis Petit de Bachaumont, Mémoires secrets, (2 avril 1768).

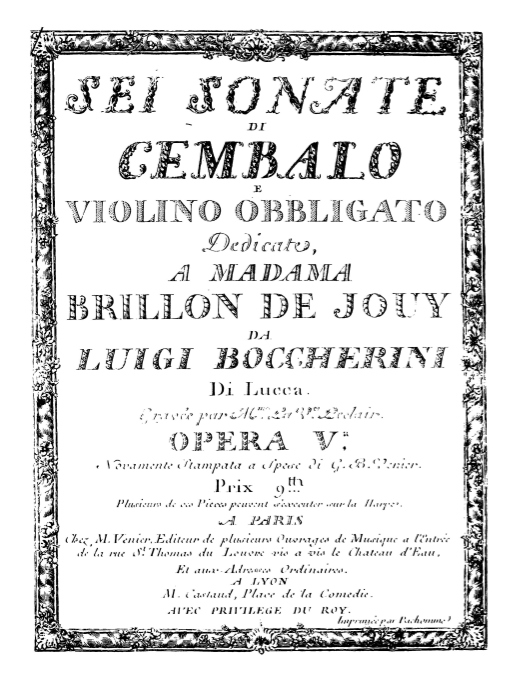
Frontispice de l'édition Venier (Paris, février 1769) de la partition des Sei sonate di cembalo e violino obbligato (...) Opera Va. La dédicace est à Madame Brillon De Jouy,.

La mode est à la symphonie, nouveau genre conquis surtout par les compositeurs de Mannheim dont le principal représentant est Johann Stamitz. Mais lorsque les solistes italiens se produisent, ils attirent l'attention d'une fameuse claveciniste parisienne de 24 ans, Madame Brillon De Jouy,,. Lors de son passage à Paris deux ans plus tard, Charles Burney fait sa connaissance et donne ses impressions sur les qualités de jeu de la musicienne, après un concert donné chez elle, à Passy :

« Elle est une des plus grandes clavecinistes d'Europe […] considérée ici comme la meilleure interprète de piano-forte […] De nombreux compositeurs célèbres d'Allemagne et d'Italie qui ont séjourné en France lui ont dédié leurs ouvrages ; parmi ceux-ci il y en a de Schobert et Boccherini. »

— Charles Burney, 20 juillet 1770.

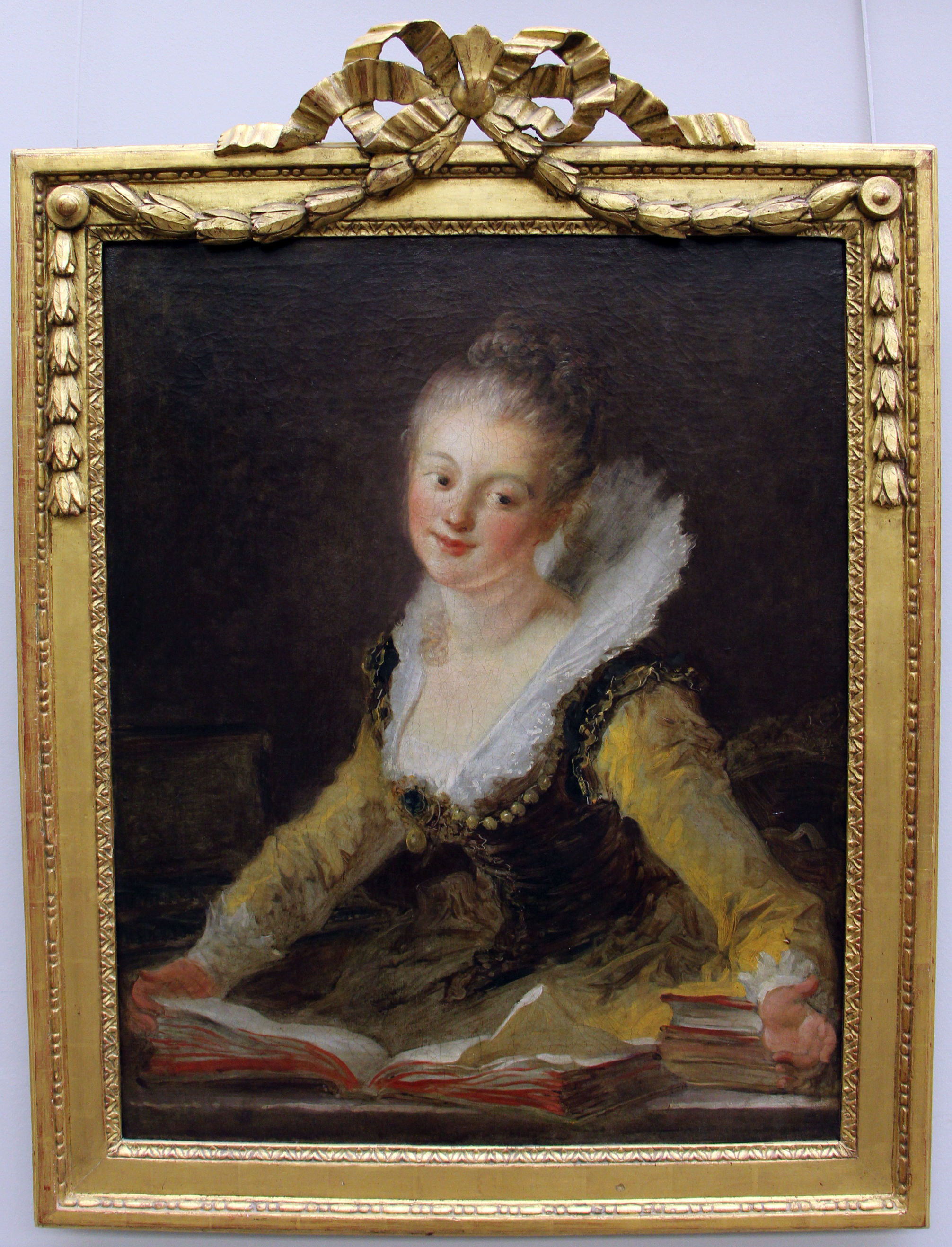
Anne-Louise Brillon de Jouy (c. 1769), par Jean-Honoré Fragonard, Musée du Louvre.

L'œuvre évoquée est une de ses rares compositions avec clavier, les « Sei sonate di cembalo e violino obbligato opera Va » [G.25-30]. À noter que le titre figurant sur le manuscrit autographe de leur révision de 1798 est « pianoforte con accompagnamento di un violino » sans l'obbligato. Les nombreux arrangements pour divers instruments tels que le clavecin, le violon, la flûte ou la harpe d'éditeurs français, anglais ou allemands attestent le vif succès rencontré par cette œuvre. Dès lors, sa réputation de compositeur est établie. Boccherini compose très vraisemblablement à l'intention de la claveciniste le concerto pour piano-forte et orchestre en mi-bémol majeur [G.487], le seul du musicien dans cette combinaison,. Les trios à cordes sont réédités de nombreuses fois, signe de leur succès et même copiés jusque dans les années 1800 dans toute l'Europe : Riga, Londres, Mannheim, Vienne, Amsterdam.
L’ambassadeur d'Espagne à Paris Joaquín Atanasio Pignatelli de Aragón y Moncalvo, comte de Fuentes (1724-1776), d'origine italienne, les ayant rencontrés dans des salons parisiens celui du baron de Bagge notamment, parvient à convaincre Boccherini et Manfredi de se rendre à Madrid. Le comte leur aurait fait miroiter une place stable sous la protection et grâce au mécénat de Don Luis Antonio de Borbón y Farnesio, frère du roi d'Espagne, Charles III (fils de Philippe V) tout en leur procurant des lettres de recommandation,,,. Cette proposition à première vue peut paraître surprenante, car le roi n'apprécie guère la musique et l'influence exercée par le comte de Fuentes n'est documentée par aucune source. Alors que la musique jouée à la Cour d'Espagne est produite par des Italiens et parmi eux le castrat Farinelli, il est possible que son immense succès ait encouragé Boccherini et Manfredi à y tenter leur chance en même temps que d'abandonner le projet de s'installer à Londres. En outre, le fait que depuis l'année précédente (1767), la Cour ne dispose plus de violoncelliste a probablement pesé sur leur décision.
Début 1768, après un dernier concert donné par Manfredi le 4 avril, les deux musiciens accompagnés de la mère de Boccherini, se remettent en route pour l'Espagne. Manfredi retourne en Italie en 1772, alors que Boccherini, âgé de 26 ans à son arrivée, ne devait plus quitter ce pays, les trente-six années suivantes.

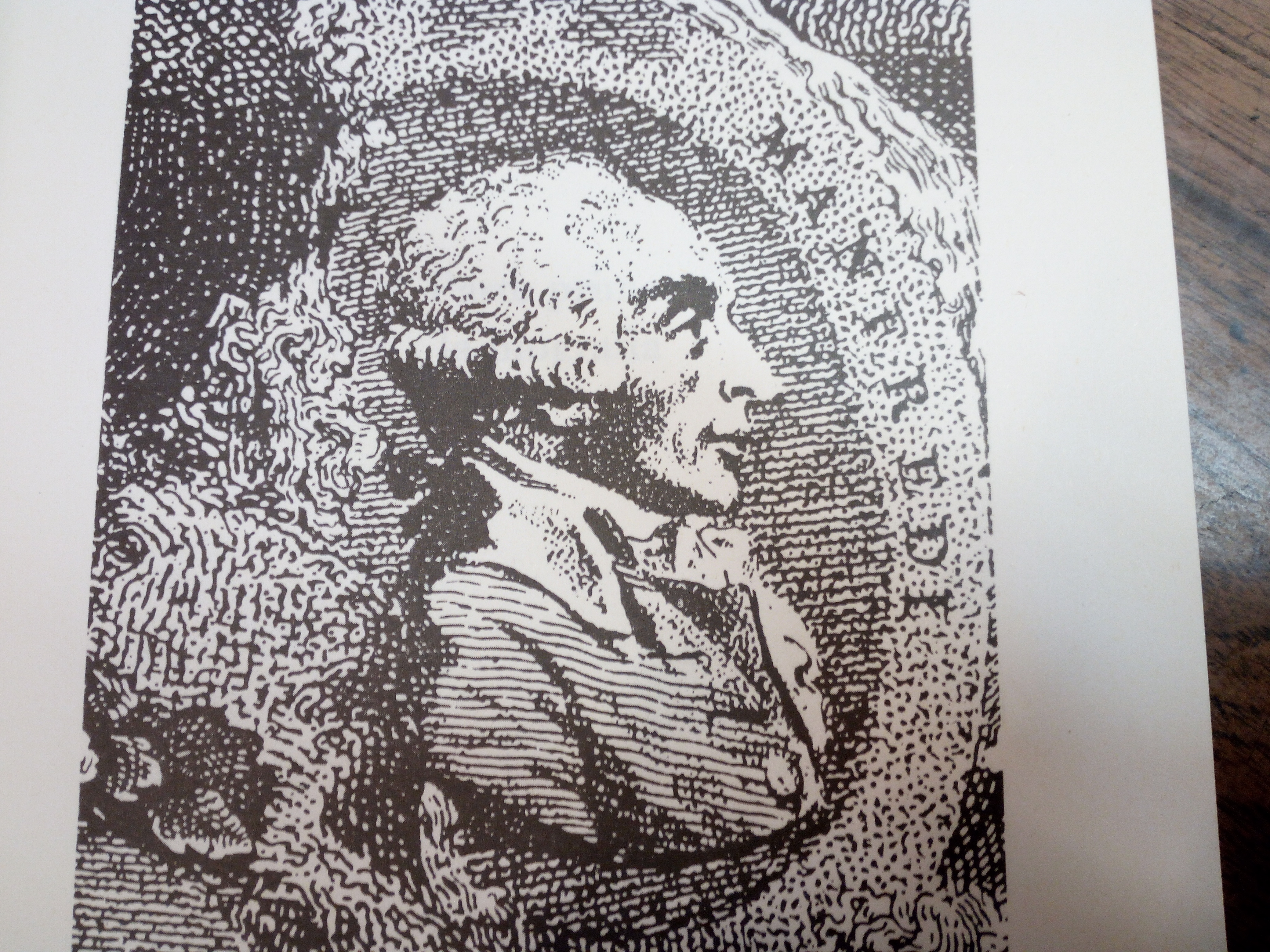
Portrait du violoniste Filippo Manfredi.
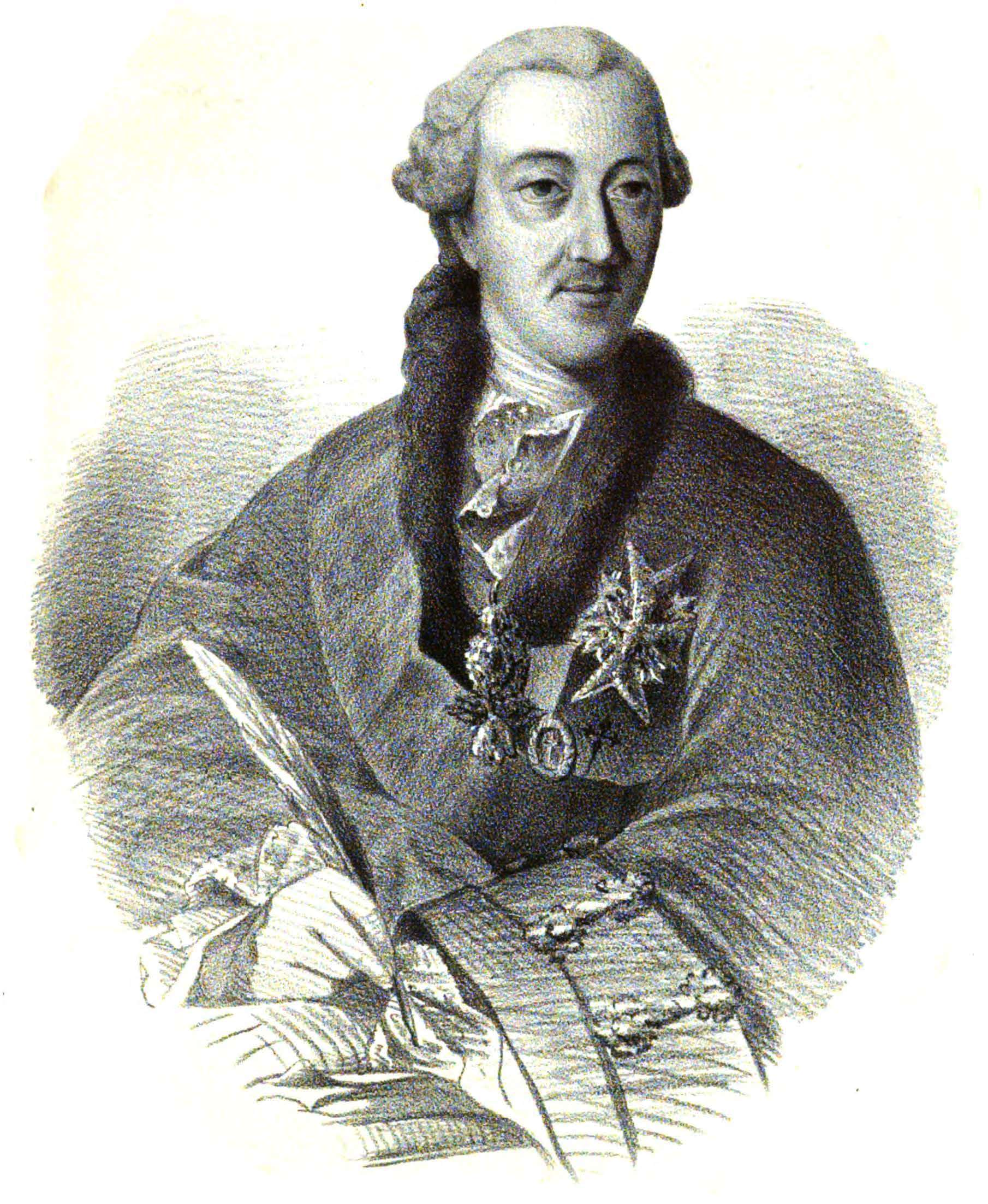
Joaquín Atanasio Pignatelli de Aragón.
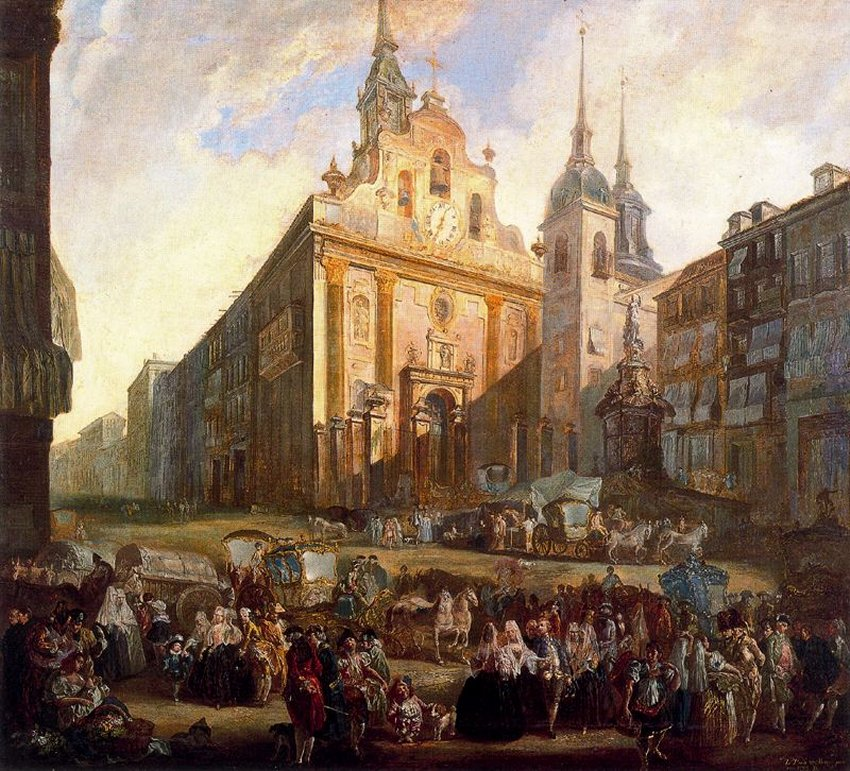
La Puerta del Sol à Madrid (1773), par Luis Paret y Alcázar.

### L'établissement à la Cour d'Espagne (1768-1785)
À Madrid, Boccherini s'attire les faveurs de la Cour d'Espagne par la composition d’œuvres de musique de chambre dédiées aux membres de la famille royale notamment au Prince des Asturies. Mais c'est son frère, l'infant Don Louis de Bourbon qui l'engage à son service en 1770 comme violoncelliste et compositeur de musique. Dès lors, son destin semble tracé. Un mariage l'année précédente avec une chanteuse romaine, Clementina Pelliccia, suivi rapidement par la naissance de premiers enfants confirme le début d'une période heureuse et créatrice. Les premiers quintettes à cordes avec deux violoncelles, les opus 10 et 11 sont composés à Boadilla del Monte en 1771 ainsi que les symphonies opus 12 à Aranjuez.
En 1776, lorsque Don Luis est contraint à l'exil à la suite de son mariage morganatique, Boccherini le suit pour s'établir à Arenas de San Pedro, à une centaine de kilomètres de Madrid. Isolé de tous les centres musicaux européens, le compositeur n'en continue pas moins à produire une œuvre — en majorité de la musique de chambre — dans laquelle se ressentent les influences hispanisantes.

#### En quête d'une situation

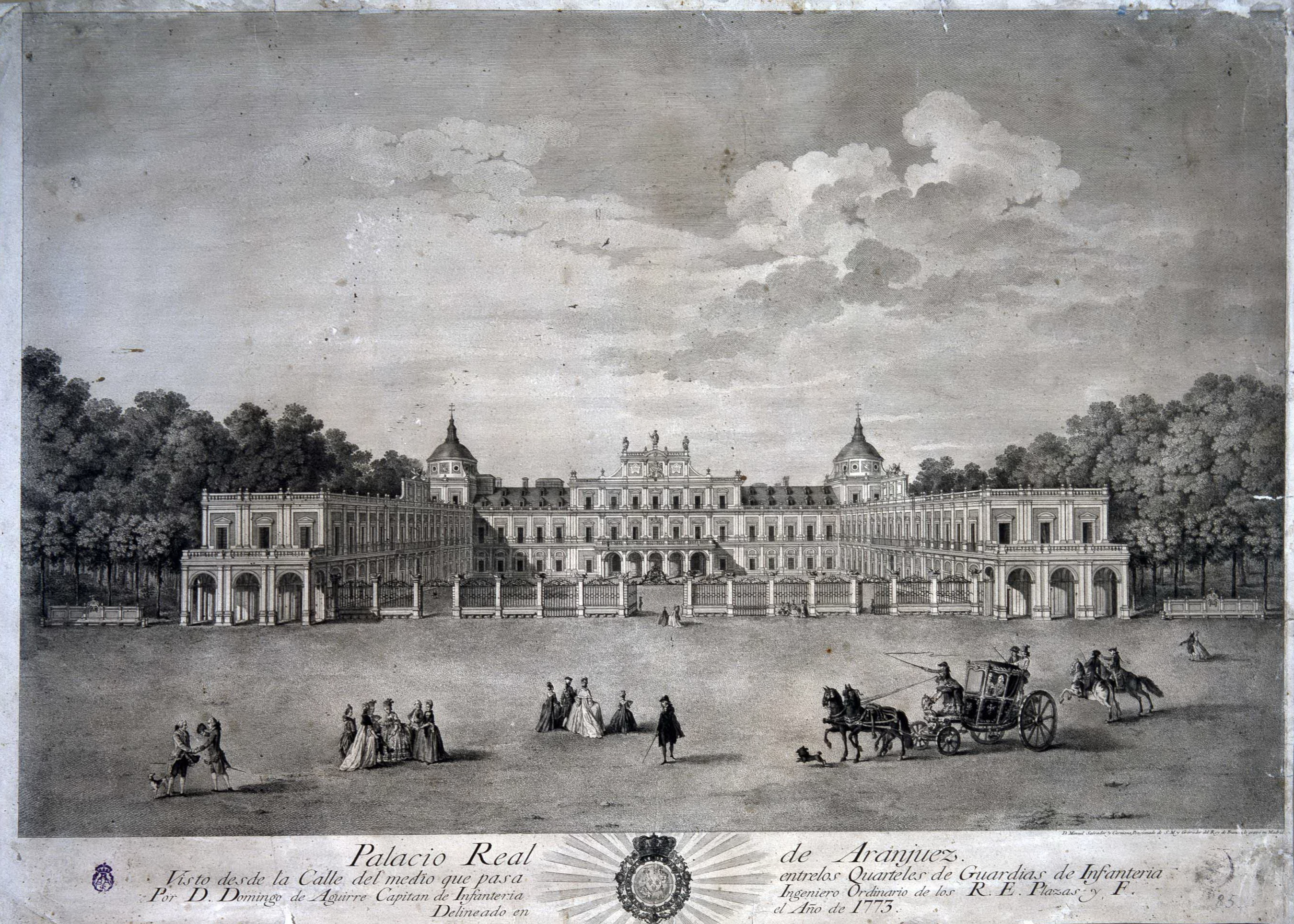
Palais royal d'Aranjuez en 1773. Gravure de Manuel Salvador Carmona (1734–1820). Boccherini y passe les années les plus heureuses de sa vie.

Au printemps 1768 (jusqu'en 1770), le violoncelliste joue dans un ensemble qui se produit dans le nouveau théâtre du Palais d'Aranjuez, la « Compañía de los Reales Sitos », dirigé par Luigi Marescalchi. Boccherini y rencontre la chanteuse romaine Clementina Pelliccia, alors en tournée avec la troupe. Cette année-là, elle figure avec sa sœur dans la distribution de l'opéra l'Almeria du compositeur napolitain Juan Francisco de Majo,. Une aria [G.542] interlude du second acte de l'opéra l'Almeria aurait été composée et accompagnée au violoncelle seul par Boccherini,. Malheureusement, la partition demeure à ce jour perdue.
C’est lors d'une de leurs représentations en automne de la même année à Valence que Casanova fait la connaissance de Clementina, sa sœur Maria Teresa, et Boccherini,.

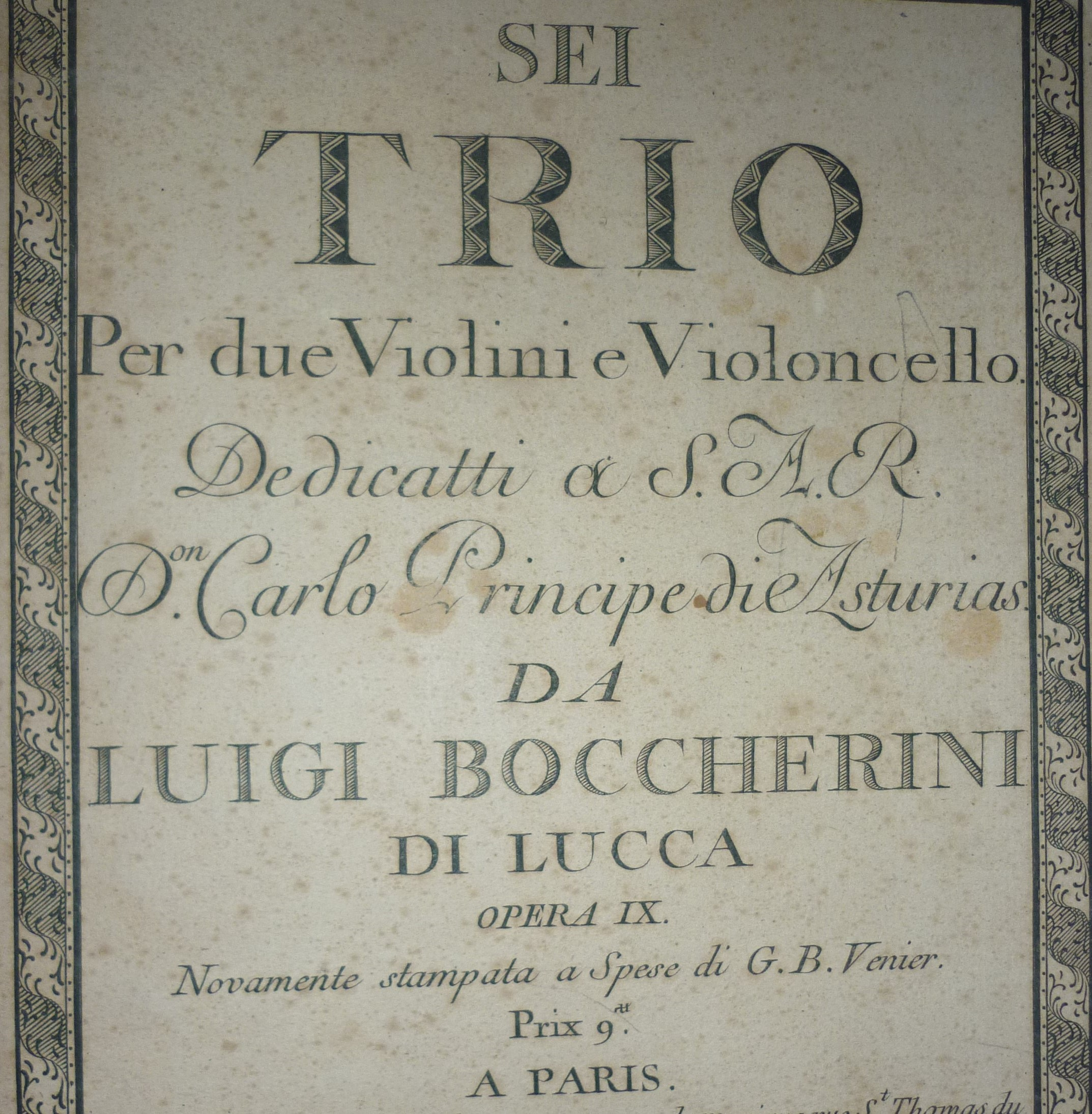
Six trios à cordes Dedicatti a S. A. R. Don. Carlo Principe di Asturias, (Paris, avril 1771) [G.89-94].

La situation en Espagne est cependant compliquée. De nombreux musiciens italiens exercent à Madrid depuis plusieurs années : le chef d'orchestre Francesco Corselli et Nicola Conforto notamment occupent des postes importants à la Cour. Même si les relations entre Boccherini et son compatriote Gaetano Brunetti, alors violoniste à la Real Cappilla, ont souvent été présentées comme conflictuelles depuis les travaux biographiques de Fétis et Picquot, aucune raison sérieuse, jusqu'à présent, n'a été retenue pour justifier qu'une telle rivalité existe entre les deux musiciens.
D’autres éléments infirment ces allégations : Boccherini entre au service de l'Infant Don Luis quelques mois avant que Brunetti ne soit nommé maître de violon du Prince des Asturies (le futur Charles IV) en novembre 1770 ; les revenus annuels que perçoit Boccherini pour sa fonction, sont nettement supérieurs à ceux perçus par Brunetti et, à la mort de l'Infant (1785), Charles III — qui aurait été influencé par un malveillant Brunetti contre Boccherini — nomme le violoncelliste futur membre de la Real Cappilla avec des appointements annuels de 12 000 reales, salaire que Brunetti n'a jamais atteint en tant que violoniste dans la même Institution.
Bien que le fils de Brunetti, Francisco, soit choisi en 1787 par Charles III à la place de Boccherini pour occuper le poste vacant de violoncelliste, Boccherini n'en continue pas moins de percevoir les 12 000 reales pour le reste de sa vie. Il est certain qu'un favoritisme à l'égard de Brunetti existe à la Cour, mais une compétition fondée sur de vils enjeux relève du mythe. Tout montre au contraire que Brunetti imite dans sa musique l'originalité de Boccherini . Lorsqu'on lui soumet les six trios opus 6 [G.89-94] (1771), il reconnaît immédiatement la valeur du musicien.
L'année suivant leur arrivée en Espagne, le 17 août 1769, Luigi et Clementina se marient dans la Real Colegiata de la Santísima Trinidad, paroisse de San Ildefonso. De cette union sont nés sept enfants : Joaquina, Felix Luis, Luis Marcos, Josef Mariano, Teresa, Mariana et Isabel. Seuls deux, Luis Marcos, ordonné prêtre et Josef Mariano, archiviste de la comtesse de la Oliva de Gaytán, veuve de Cerralbo, atteignent l'âge adulte et survivent à leur père :
|                      |                      |                      |                      |                              |                              |                              |                              |                              |                              |                     |                     |                     |                     |                  |                  |                      |                      |                      |                      |                                  |                                  |                                  |                                  |                                  |                                  |                           |                           |                           |                           |  |  |                   |                   |                   |                   |                   |                   |  |  |                     |                     |                     |                     |                     |                     |  |  |                    |                    |                    |                    |                    |                    |
|                      |                      |                      |                      | Clementina Pelliccia (∞1769) | Clementina Pelliccia (∞1769) | Clementina Pelliccia (∞1769) | Clementina Pelliccia (∞1769) | Clementina Pelliccia (∞1769) | Clementina Pelliccia (∞1769) |                     |                     | Luigi Boccherini    | Luigi Boccherini    | Luigi Boccherini | Luigi Boccherini | Luigi Boccherini     | Luigi Boccherini     |                      |                      | M.Pilar Joachina Porreti (∞1787) | M.Pilar Joachina Porreti (∞1787) | M.Pilar Joachina Porreti (∞1787) | M.Pilar Joachina Porreti (∞1787) | M.Pilar Joachina Porreti (∞1787) | M.Pilar Joachina Porreti (∞1787) |                           |                           |                           |                           |  |  |                   |                   |                   |                   |                   |                   |  |  |                     |                     |                     |                     |                     |                     |  |  |                    |                    |                    |                    |                    |                    |
|                      |                      |                      |                      | Clementina Pelliccia (∞1769) | Clementina Pelliccia (∞1769) | Clementina Pelliccia (∞1769) | Clementina Pelliccia (∞1769) | Clementina Pelliccia (∞1769) | Clementina Pelliccia (∞1769) |                     |                     | Luigi Boccherini    | Luigi Boccherini    | Luigi Boccherini | Luigi Boccherini | Luigi Boccherini     | Luigi Boccherini     |                      |                      | M.Pilar Joachina Porreti (∞1787) | M.Pilar Joachina Porreti (∞1787) | M.Pilar Joachina Porreti (∞1787) | M.Pilar Joachina Porreti (∞1787) | M.Pilar Joachina Porreti (∞1787) | M.Pilar Joachina Porreti (∞1787) |                           |                           |                           |                           |  |  |                   |                   |                   |                   |                   |                   |  |  |                     |                     |                     |                     |                     |                     |  |  |                    |                    |                    |                    |                    |                    |
|                      |                      |                      |                      |                              |                              |                              |                              |                              |                              |                     |                     |                     |                     |                  |                  |                      |                      |                      |                      |                                  |                                  |                                  |                                  |                                  |                                  |                           |                           |                           |                           |  |  |                   |                   |                   |                   |                   |                   |  |  |                     |                     |                     |                     |                     |                     |  |  |                    |                    |                    |                    |                    |                    |
|                      |                      |                      |                      |                              |                              |                              |                              |                              |                              |                     |                     |                     |                     |                  |                  |                      |                      |                      |                      |                                  |                                  |                                  |                                  |                                  |                                  |                           |                           |                           |                           |  |  |                   |                   |                   |                   |                   |                   |  |  |                     |                     |                     |                     |                     |                     |  |  |                    |                    |                    |                    |                    |                    |
| Joaquina (1770-1796) | Joaquina (1770-1796) | Joaquina (1770-1796) | Joaquina (1770-1796) | Joaquina (1770-1796)         | Joaquina (1770-1796)         |                              |                              | Felix Luis (?-1780)          | Felix Luis (?-1780)          | Felix Luis (?-1780) | Felix Luis (?-1780) | Felix Luis (?-1780) | Felix Luis (?-1780) |                  |                  | Luis Marcos (1774-?) | Luis Marcos (1774-?) | Luis Marcos (1774-?) | Luis Marcos (1774-?) | Luis Marcos (1774-?)             | Luis Marcos (1774-?)             |                                  |                                  | Josef Mariano (1776-1847)        | Josef Mariano (1776-1847)        | Josef Mariano (1776-1847) | Josef Mariano (1776-1847) | Josef Mariano (1776-1847) | Josef Mariano (1776-1847) |  |  | M.Teresa (?-1804) | M.Teresa (?-1804) | M.Teresa (?-1804) | M.Teresa (?-1804) | M.Teresa (?-1804) | M.Teresa (?-1804) |  |  | Mariana (1782-1802) | Mariana (1782-1802) | Mariana (1782-1802) | Mariana (1782-1802) | Mariana (1782-1802) | Mariana (1782-1802) |  |  | Isabel (1783-1802) | Isabel (1783-1802) | Isabel (1783-1802) | Isabel (1783-1802) | Isabel (1783-1802) | Isabel (1783-1802) |

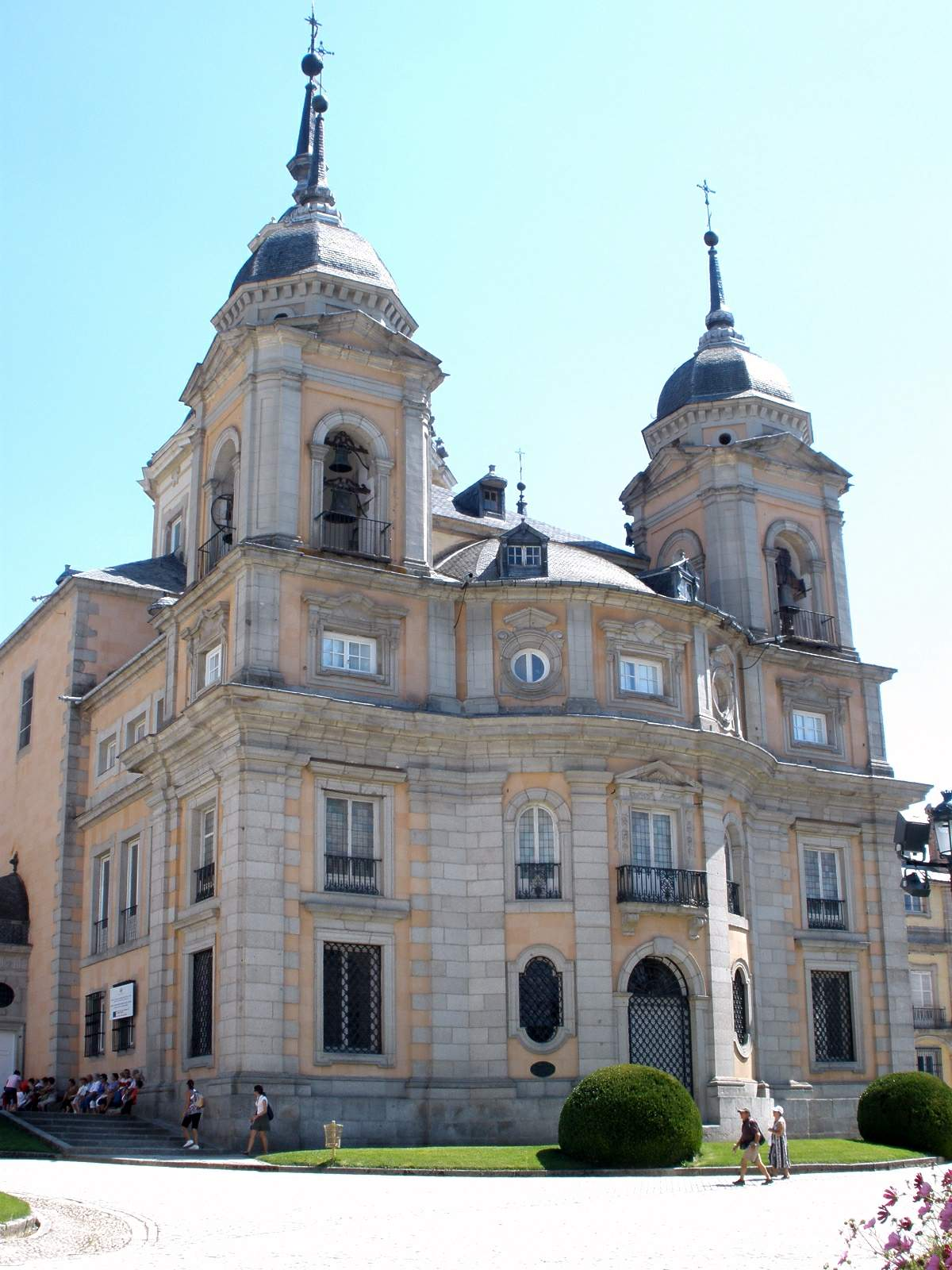
San Ildefonso, la Real Colegiata de la Santísima Trinidad.
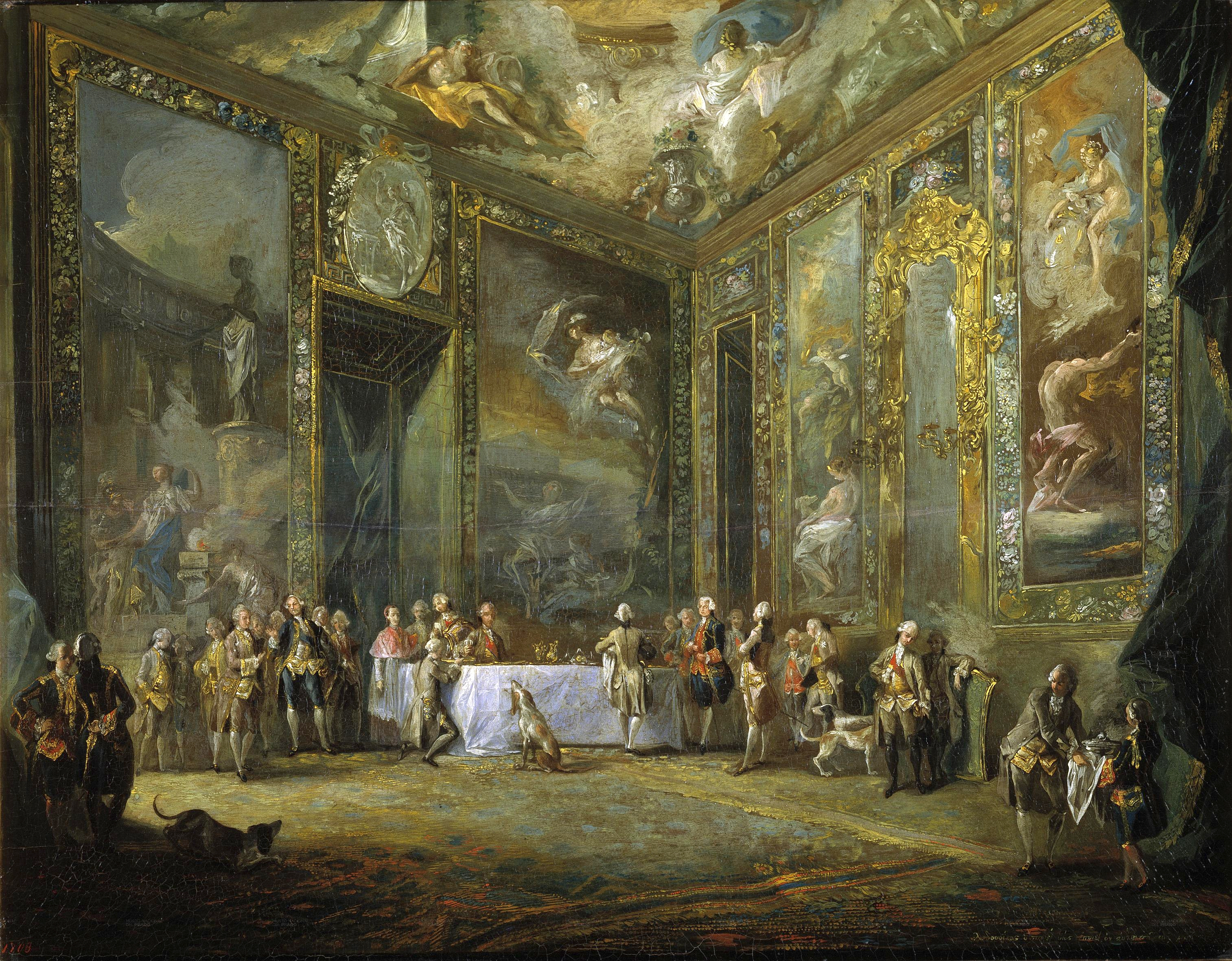
Le dîner de Charles III devant la cour (c. 1775), par Luis Paret y Alcázar.

#### Au service de Don Luis

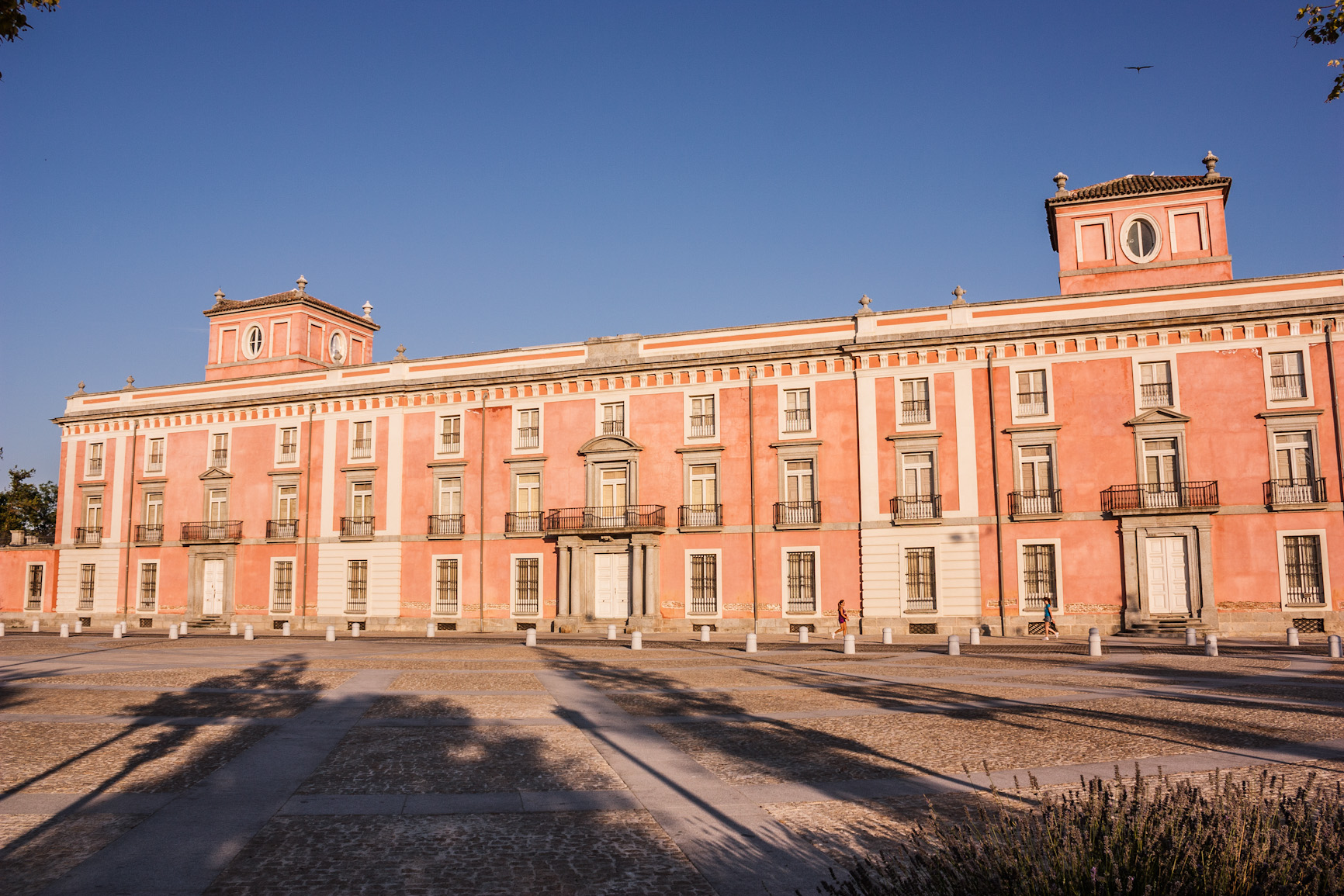
Le Palais de Boadilla del Monte, l'une des résidences de l'infant don Louis de Bourbon.

À la fin 1769, Boccherini dédie ses six quatuors à cordes opus 8 [G.165-170] à un membre de la famille royale, l'infant Don Luis de Bourbon. Celui-ci engage Boccherini quelques mois plus tard, le 8 novembre 1770, comme virtuoso di camera e compositor di musica (« violoncelliste de sa chambre et compositeur de musique »), avec un traitement annuel de 30 000 reales, Boccherini percevant deux salaires : 18 000 reales comme violoncelliste et 12 000 reales comme compositeur, l'un des plus élevés de la cour.
L'année suivante, il compose les six quatuors opus 9 [G.171-176] destinés « alli Signori Diletanti di Madrid » imprimés à Paris mais aussi à Madrid Seis cuartetos (1772) par Juan Fernando Palomino tout comme les trios op. 6 Seys Tryos (1771). Preuve de ses premiers débuts en Espagne, l'annonce de leurs publications dans la Gaceta de Madrid témoigne de leur antériorité d'à peine quelques mois par rapport à celles publiées par Paris et montre qu'elles sont considérées par leur auteur comme des éditions autorisées indépendamment de celles gravées par Venier.

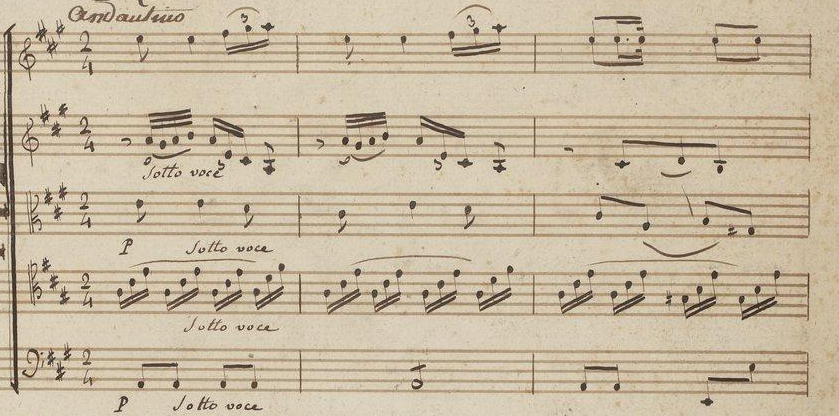
Incipit de la partition du quintette opus 10 no 1 [G.265] (Fonds BnF).

Dans l'entourage de Don Luis, il trouve un quatuor à cordes, composé du père Font et de ses trois fils. C'est de cette heureuse rencontre que seraient nés ses quintettes. Durant cette période, il compose une première série de douze quintettes à cordes avec deux violoncelles, les opus 10 et 11 (1771) [G.265-276], forme qu'il a fortement contribué à développer — il en laisse 110 sur les 137 quintettes écrits. Pour l'orchestre il compose ses premières symphonies et une douzaine en tout durant le séjour à Aranjuez — sur les vingt-sept mentionnées dans son catalogue. Ces œuvres montrent les moyens dont dispose l'orchestre, davantage développé, avec des pupitres de vents.

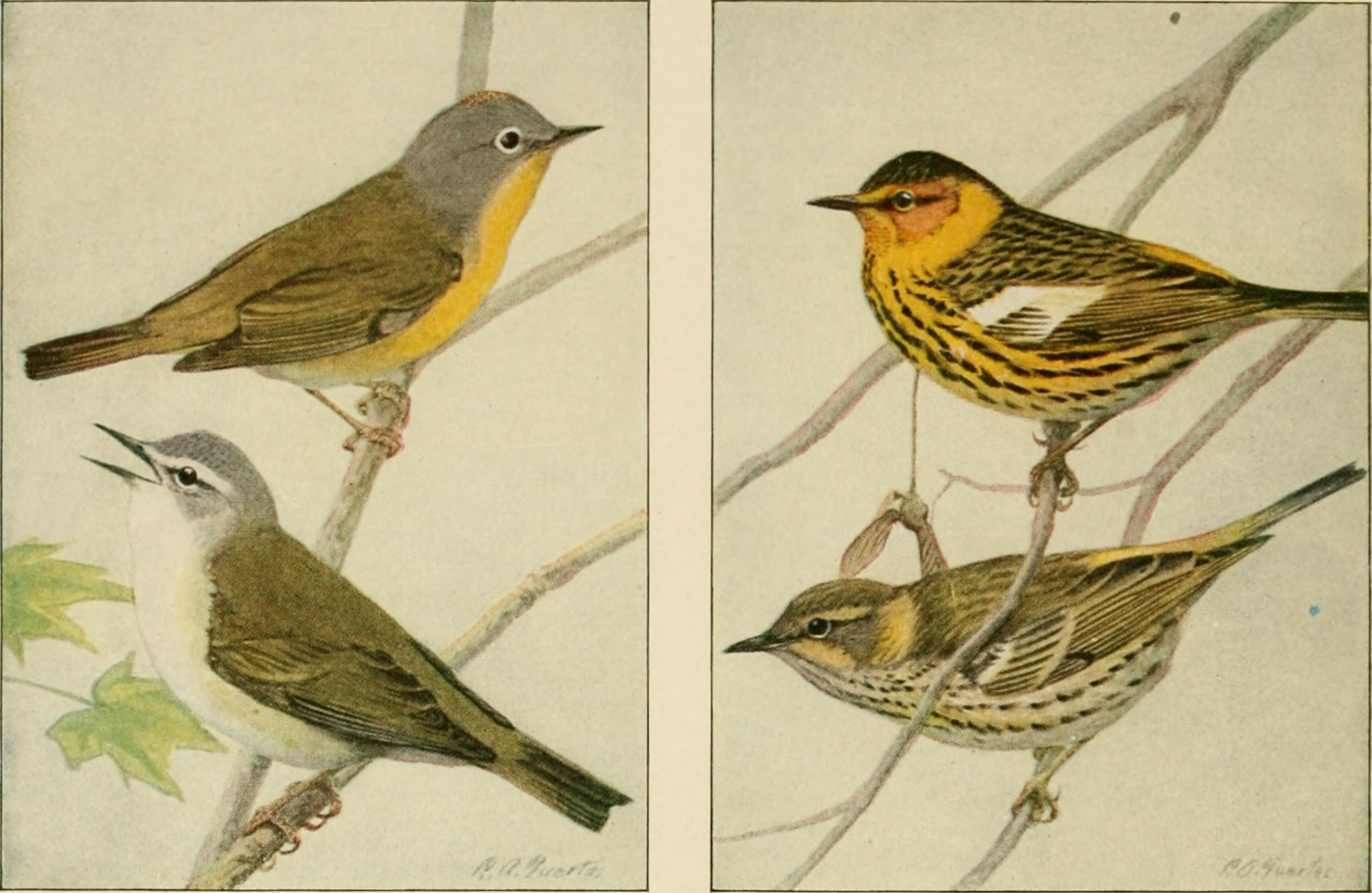
Dans son quintette L'Uccelleria, Boccherini suggère la présence d'oiseaux en imitant leurs vocalisations au moyen de trilles.

Dans une partition d'orchestre de 1771, sa symphonie opus 12 no 4 [G.506] Boccherini rend hommage à Gluck avec lequel il a travaillé à l'Opéra lors de son séjour autrichien. Dans le mouvement conclusif, il parodie le Finale du ballet en trois actes, Don Juan ou le Festin de Pierre, donné à Vienne dix ans plus tôt (17 octobre 1761) ; mieux connu sous le nom de danse des furies dans la version parisienne d'Orphée et Eurydice (1774) où il est aussi inclus. Sur certaines éditions de la symphonie, on trouve le titre La casa del Diavolo et sur l'édition parisienne, le dernier mouvement porte le titre : « Chaconne qui représente l'Enfer et qui a été faite à l'imitation de celle de Mr Gluck dans le Festin de pierre », pourtant la musique n'a rien d'une chaconne. Les pupitres traditionnels soutenus par les cors et les hautbois rendent l'atmosphère menaçante, tandis que les tremolandos de cordes, des « bouffées de colère » (Stanley Sadie) et l'écriture chromatique plus développée que chez Gluck, anticipent l'ère romantique.
De la moisson de cette époque, se détache le célèbre menuet, troisième mouvement du quintette op. 11 no 5 en mi majeur [G.275], ainsi que le quintette en ré majeur op. 11 no 6 L'Uccelleria [G.276], première incursion de Boccherini dans la musique à programme. Son premier mouvement en ré majeur, Adagio-Allegro giusto, évoque les ramages de toutes sortes d'oiseaux (caille, coucou, rossignol, etc.) que possède Don Luis dans les oiselleries de ses résidences d'été,. Le second mouvement, l’Allegro en la mineur intitulé I pastori e il cacciatori, est inspiré des images de chasses qui figurent sur les longues tentures qui décorent les appartements du prince et montre la propension de Boccherini pour la pastorale,.

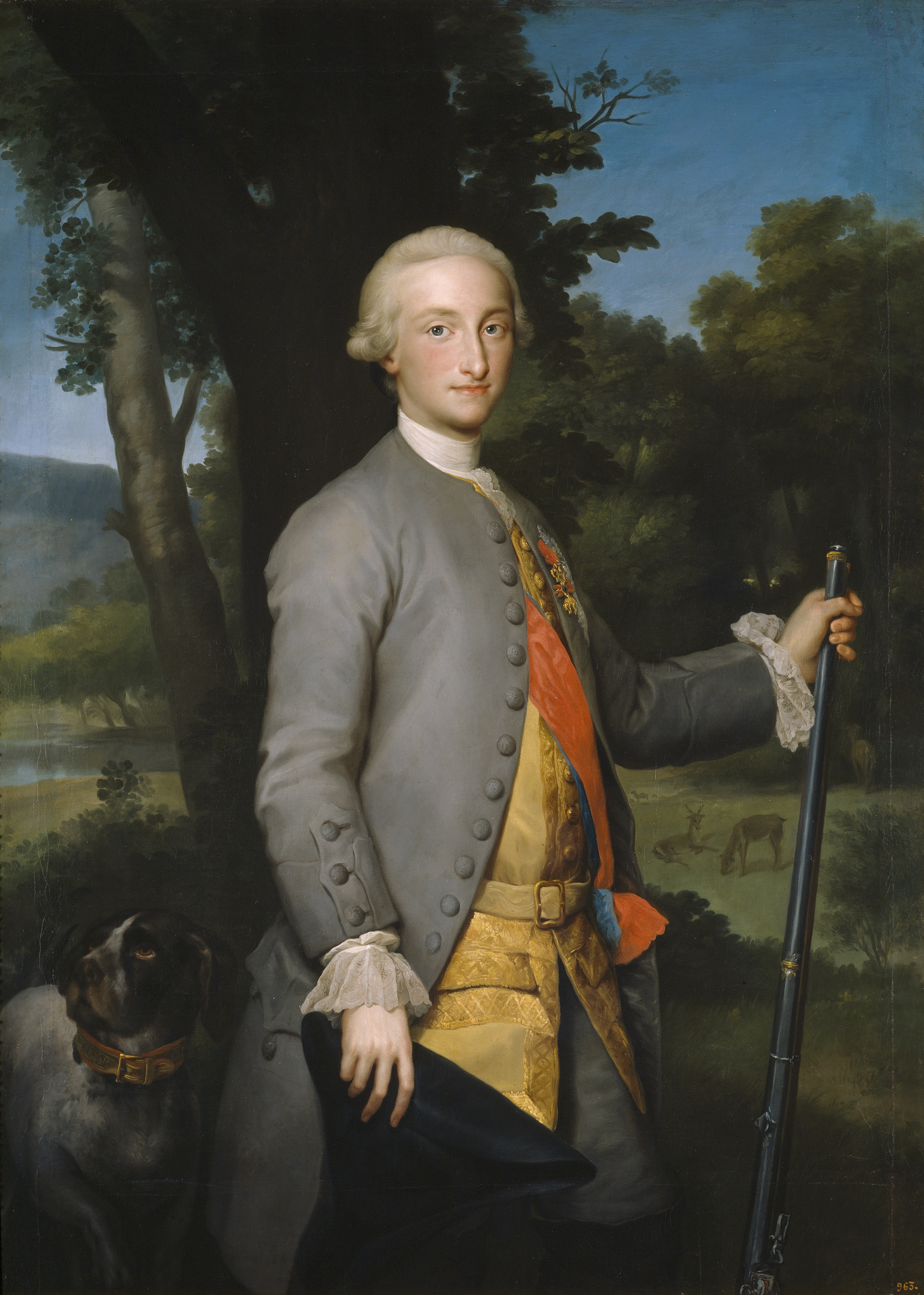
Le prince des Asturies, (le futur Charles IV (roi d'Espagne)) par Anton Raphael Mengs, (c. 1765).

C'est pendant ces années que se situe une anecdote rapportée par Castil-Blaze se basant sur les dires d'Alexandre Boucher et relayée à son tour par Louis Picquot dans sa Notice,. Don Luis, oncle de Charles IV, alors prince des Asturies conduit un jour Boccherini chez son neveu pour lui faire entendre ses nouveaux quintettes. Le prince « prend son archet : il tenait toujours la partie de premier violon ; or, dans cette partie figurait un trait d'une extrême longueur et d'une complète monotonie. Ut si, ut si : ces deux notes rapidement coulées, se répétaient au point de couvrir la moitié d'une page ». Quelques instants se passent et soudain en proie à un agacement, Charles se lève et avec l'accent de la colère s'adresse à Boccherini dans ces termes : « C'est pitoyable, misérable, un écolier en ferait autant : ut si, ut si ! » Le compositeur, confiant dans les effets sonores obtenues, lui répond : « Sire, que Votre Majesté veuille bien prêter l'oreille aux jeux que le second violon et l'alto exécutent, au pizzicato que le violoncelle fait entendre en même temps que je retiens le premier violon sur un trait uniforme. Ce trait perd sa monotonie dès que les autres instruments sont entrés et se mêlent à la conversation ». Loin d'être convaincu, le prince répète à nouveau les notes incriminées jusqu'à ce que Boccherini finisse par lâcher une phrase fatale pour lui : « Sire, avant de porter un tel jugement, il faudrait s'y connaître ». L'anecdote poursuit en racontant la rage avec laquelle le prince saisit Boccherini par ses vêtements pour le mener jusqu'à la fenêtre comme suspendu sur l'abîme,,,. Sujette à caution et déjà mise en doute par Germaine de Rothschild qui y voit « beaucoup d'exagération dans la relation du fait », l'anecdote illustre cependant l'une des caractéristiques des quintettes à cordes notamment cette attention portée par Boccherini au mélange des timbres et des accords. Certains se sont plu à identifier le quintette responsable de son hypothétique « bannissement » de la Cour de Madrid. Yves Gérard suggère qu'il s'agit du Larghetto en do majeur du quintette en la majeur opus 28 no 2 de 1779 [G.308] — mais Boccherini a suivi Don Luis en exil dès 1776 — alors que Elisabeth Le Guin pense plutôt à l’Allegro giusto en la majeur du quintette opus 13 no 5 de 1772 [G.281],,. Cependant comme elle le remarque il s'agirait davantage d'un quatuor que d'un quintette à cordes car il n'est fait aucune mention d'un second violoncelle.
La production importante de l'époque est sans doute en rapport avec la qualité de vie et les années les plus heureuses passées au Palais d'Aranjuez au service de l'Infant. Seul le décès de sa mère en 1776 (à Aranjuez), vient troubler la clarté de ces années.

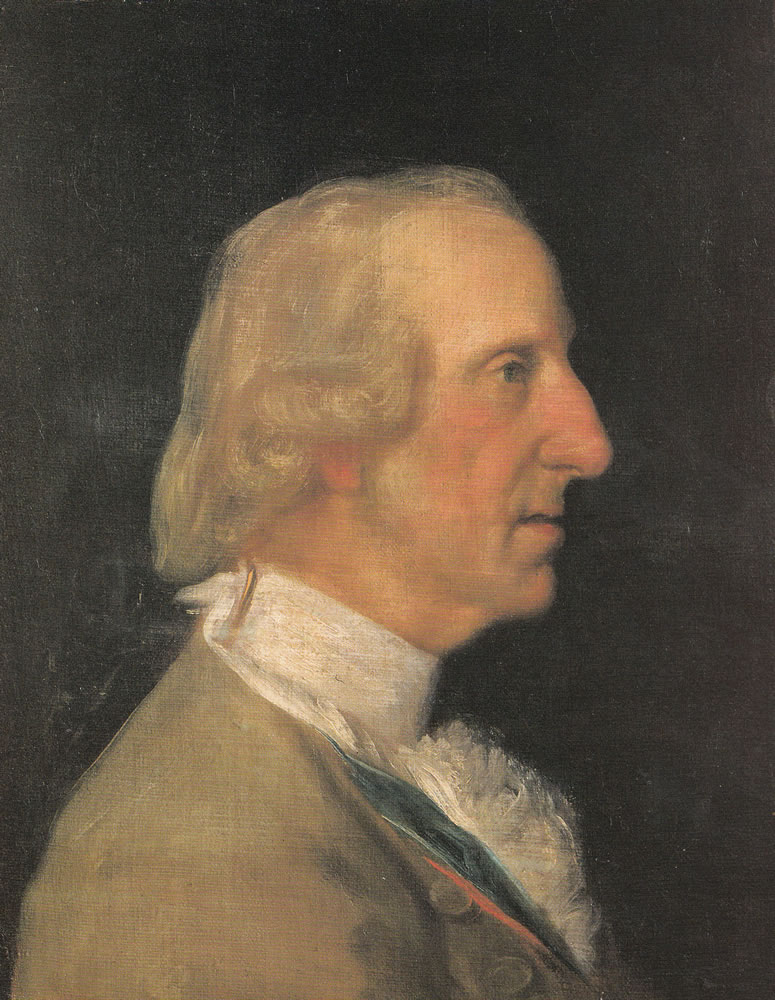
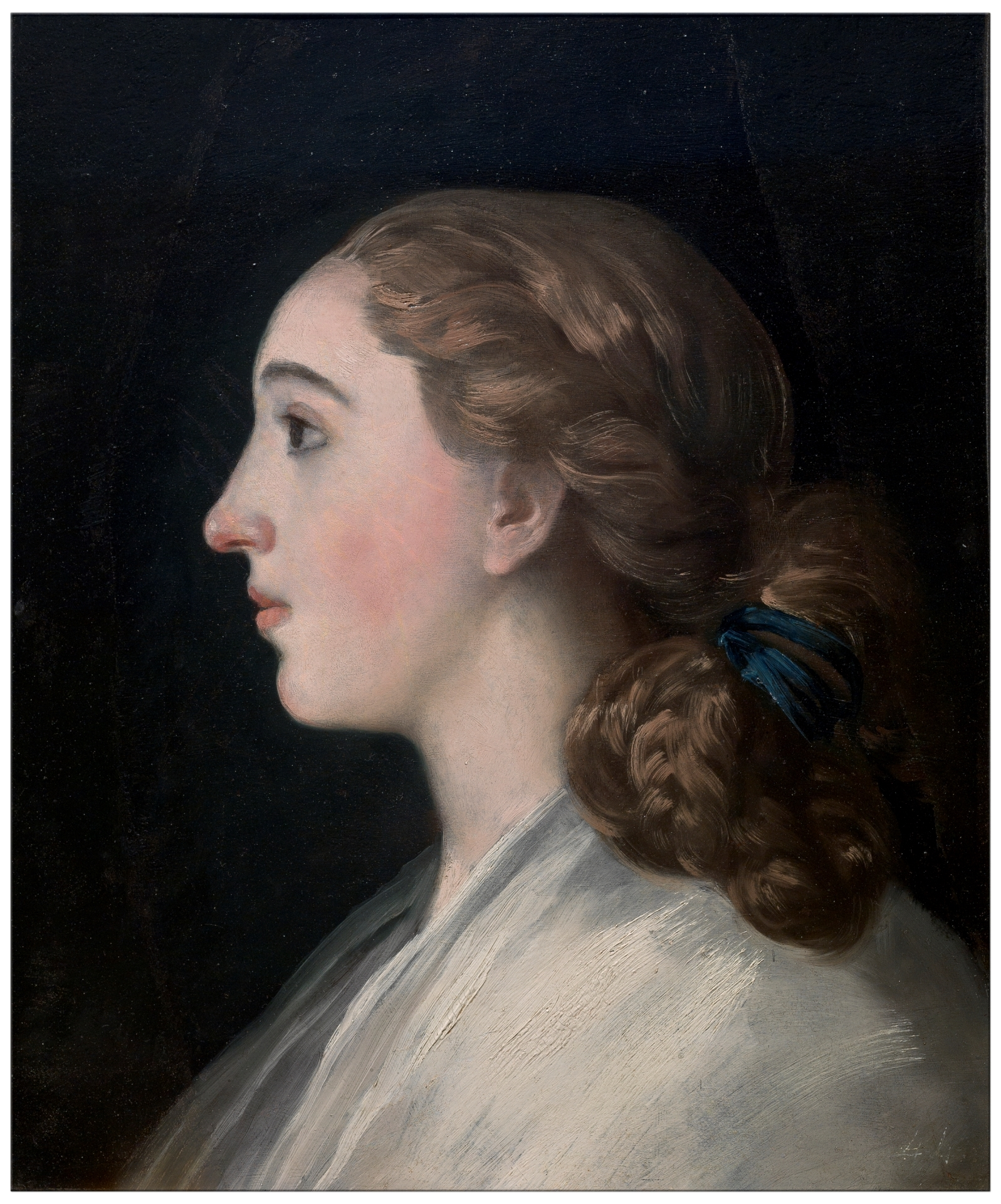

#### Arenas de San Pedro

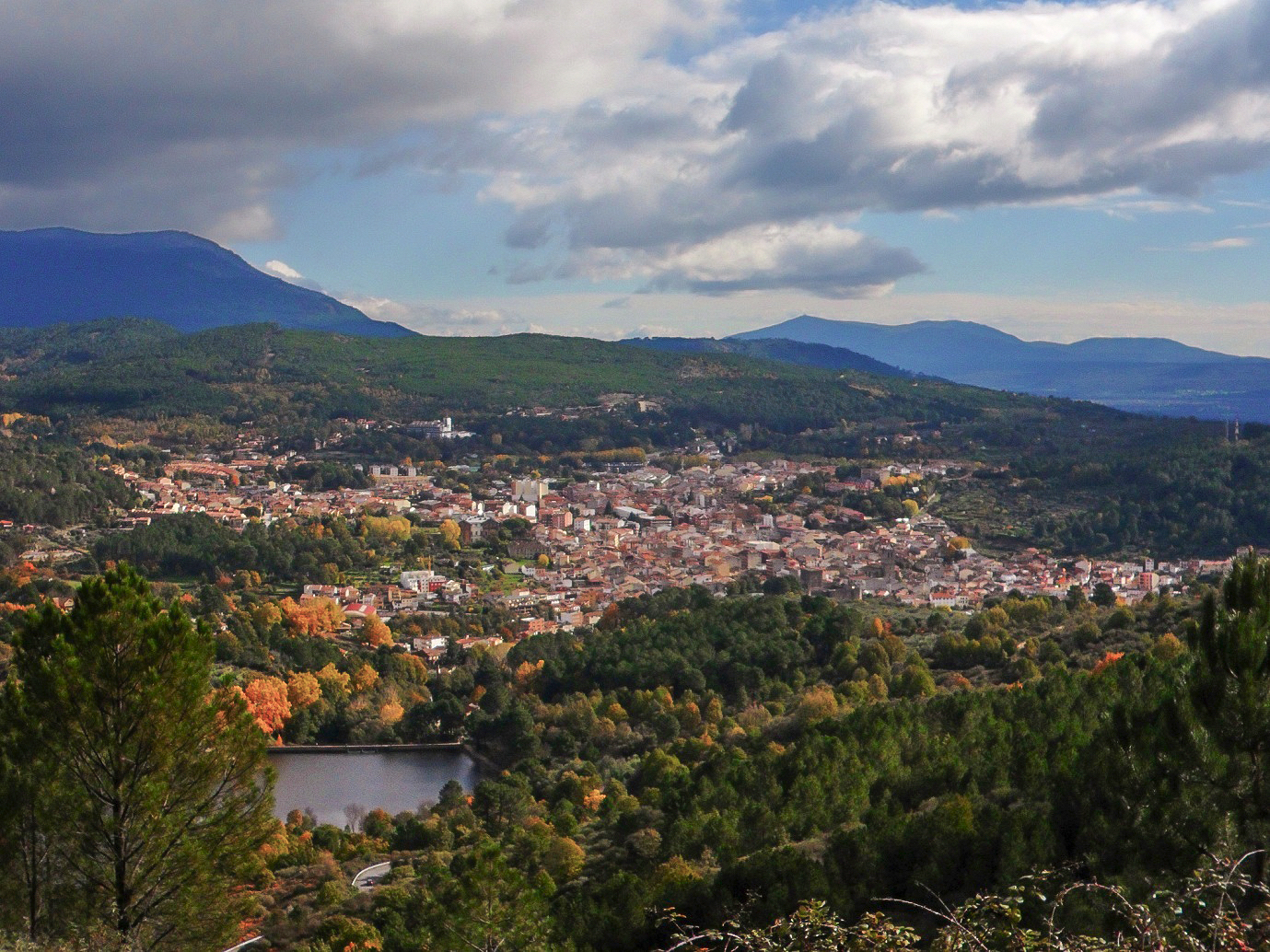
Vue générale d'Arenas de San Pedro.

Le mariage morganatique de l'infant Don Luis âgé de quarante-neuf ans avec María Teresa de Vallabriga de trente-deux ans sa cadette, le 27 juin 1776, entraîne son départ de la Cour de Madrid, où il est persona non grata. Après bien des pérégrinations, à la fin de l'année 1777, Don Luis se fixe finalement à Arenas de San Pedro, petite localité de la province d'Ávila, à 145 km de Madrid. Logés dans plusieurs palais et maisons du centre-ville, Don Luis et sa famille résident principalement dans un manoir loué ou emprunté à une riche famille appelée Frías, en attendant que se construise son Palais de La Mosquera du nom de la colline au nord-est d'Arenas.
Éloigné de tous les centres musicaux d'Europe, Boccherini peut néanmoins y approfondir son style personnel. Cette période de sept années passées à Arenas de San Pedro est sans conteste l'une des plus fécondes de sa vie de compositeur. En raison de moyens limités, il cultive essentiellement la musique de chambre. Il n'écrit en 1778 qu'un ballet — aujourd'hui perdu — destiné à son beau-frère et sa sœur Maria Ester, Cefalo e Procri [G.524]. Pour la seule année 1779, pas moins de dix-huit quintettes à cordes (opus 27, 28 et 29) voient le jour. Les quatuors à cordes de l'opus 32 [G.201-206] composés durant l'année 1780 marquent l'apogée de sa contribution au genre, selon Luigi della Croce. Son opus 29 [G.313-318], six quintettes à cordes, où il intègre des tournures typiquement baroques, comme la fugue, les variations ou bien le præludium, sont une synthèse de son sens inné pour le rythme, les coloris, le folklore, où tendresse et humour se côtoient, atteint au sommet d'une forme instrumentale qu'il a créée.

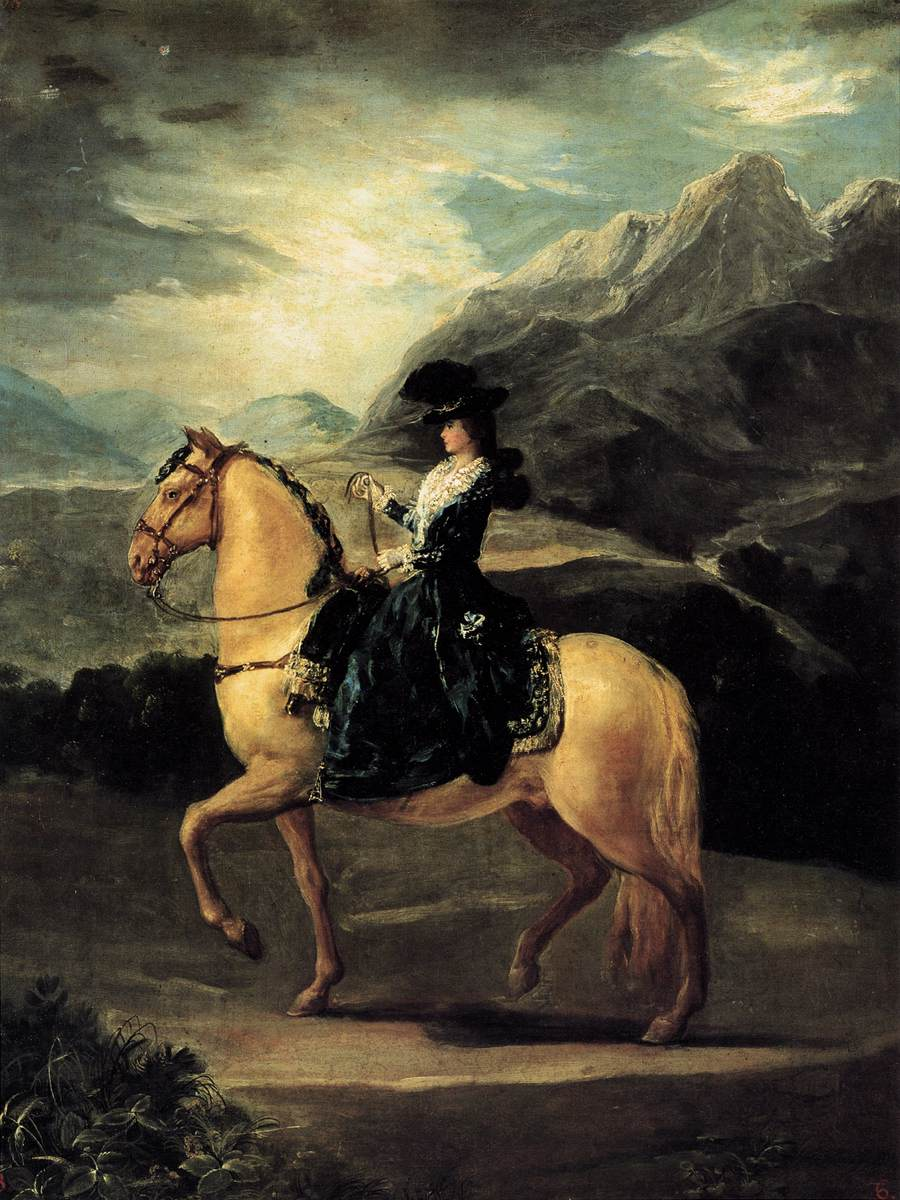
Portrait équestre de María Teresa de Vallabriga par Goya, (1783). En toile de fond, se détache la sierra de Gredos à quelques kilomètres de la petite localité d'Arenas.

Un quintettino de 1780 se détache de ce massif par ses mouvements inhabituels : c'est celui de l'opus 30 no 6 (G.324), intitulé La Musica Notturna delle strade di Madrid. Composé pour un Don Luis exilé depuis près de cinq ans, Boccherini a cherché à évoquer l'atmosphère des rues de Madrid au crépuscule, lorsque résonnent les accords de guitares.
En ces mêmes années, le musicien s’attelle à la composition du pudique, mais non moins remarquable, Stabat Mater [G.532], œuvre commandée à la fin de l'année 1781 par Don Luis. L'effectif requiert une soprano avec accompagnement d'un quintette à cordes avec deux violoncelles, ou quatuor à cordes avec contrebasse. Jugeant qu'une seule voix pouvait lasser l'auditeur, Boccherini y apporte par la suite des modifications, pour finalement le publier dans une seconde version pour trois voix solistes et orchestre à cordes en 1801, non plus dédié à Don Luis, mais à Lucien Bonaparte. Ce procédé atteste une habitude à laquelle il devait recourir très souvent : celle de vendre deux, trois ou quatre fois la même œuvre, à différents mécènes « en réutilisant des fragments, des citations, voire des parties entières, en créant des accommodements, arrangements et transcriptions à partir d'esquisses ou d'ouvrages originaux. » C'est également le cas des Villancicos al Nacimiento de Nuestro Señor Jesu-Christo [G.539] de 1783 pour quatre voix, chœur et orchestre à cordes, réarrangés en italien pour être offerts à l'empereur de Russie en 1802,. Cette œuvre de circonstance basée sur des thèmes populaires traditionnellement chantés en Espagne à Noël, rencontre un vif succès,.
La productivité de Boccherini ensuite s'infléchit, avec seulement neuf œuvres pour les quatre années suivantes. Mais parmi ces neuf, huit sont destinées à l'orchestre. La raison reste obscure… Manifestement, Don Luis ne devait plus lui commander d'œuvres de musique de chambre.
Quelques années après avoir travaillé avec son frère, Giovanni Gastone Boccherini, le librettiste de Il ritorno di Tobia (1775), Joseph Haydn tente d'entrer en contact avec Herr Boccherini (lettres datées d'Esterhaza du 27 mai 1781 et d'août 1782) par le biais d'Artaria, leur éditeur commun à Vienne. Artaria est en relation avec Boccherini depuis l'année précédente par l'intermédiaire de Carlo Emanuele Andreoli employé à la chancellerie de Joseph Kaunitz-Rietberg, l'ambassadeur impérial à Madrid. Pourtant, le courrier envoyé par Haydn n'a jamais été reçu par Boccherini, pas plus qu'il ne devait l'être en août de l'année suivante (1782).

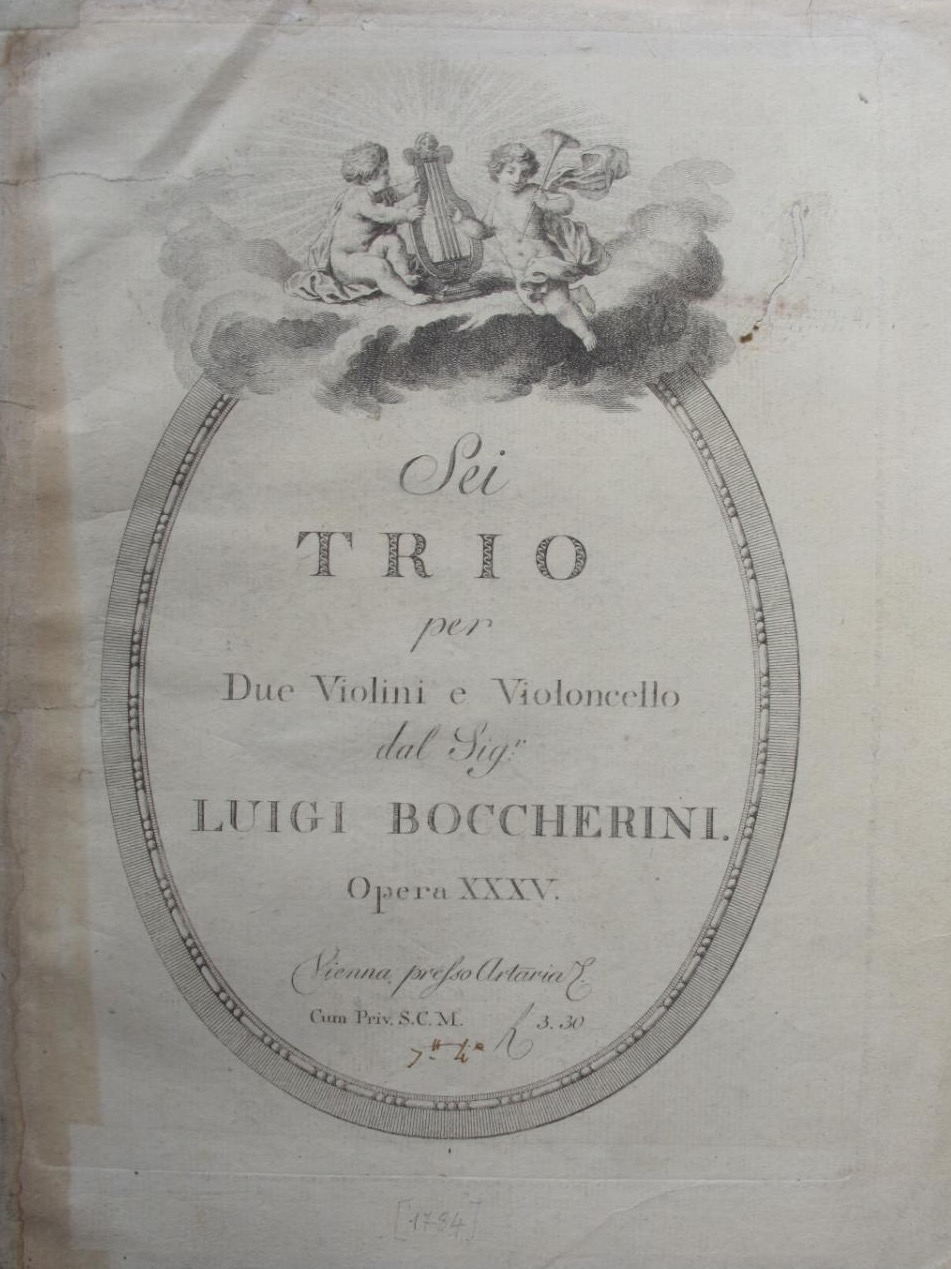
Frontispice de l'édition Artaria des six trios opus 34 [G.101-106] (Opera XXXV), Vienne, août 1784.

C'est également à Arenas de San Pedro que Boccherini rencontre Francisco de Goya, peintre devenu rapidement célèbre pour ses talents de portraitiste. Durant les deux étés des années 1783 et 1784, Goya est invité par l'Infant Don Luis dans son Palais de La Mosquera encore en construction afin d'y réaliser une série de portraits de sa Famille.

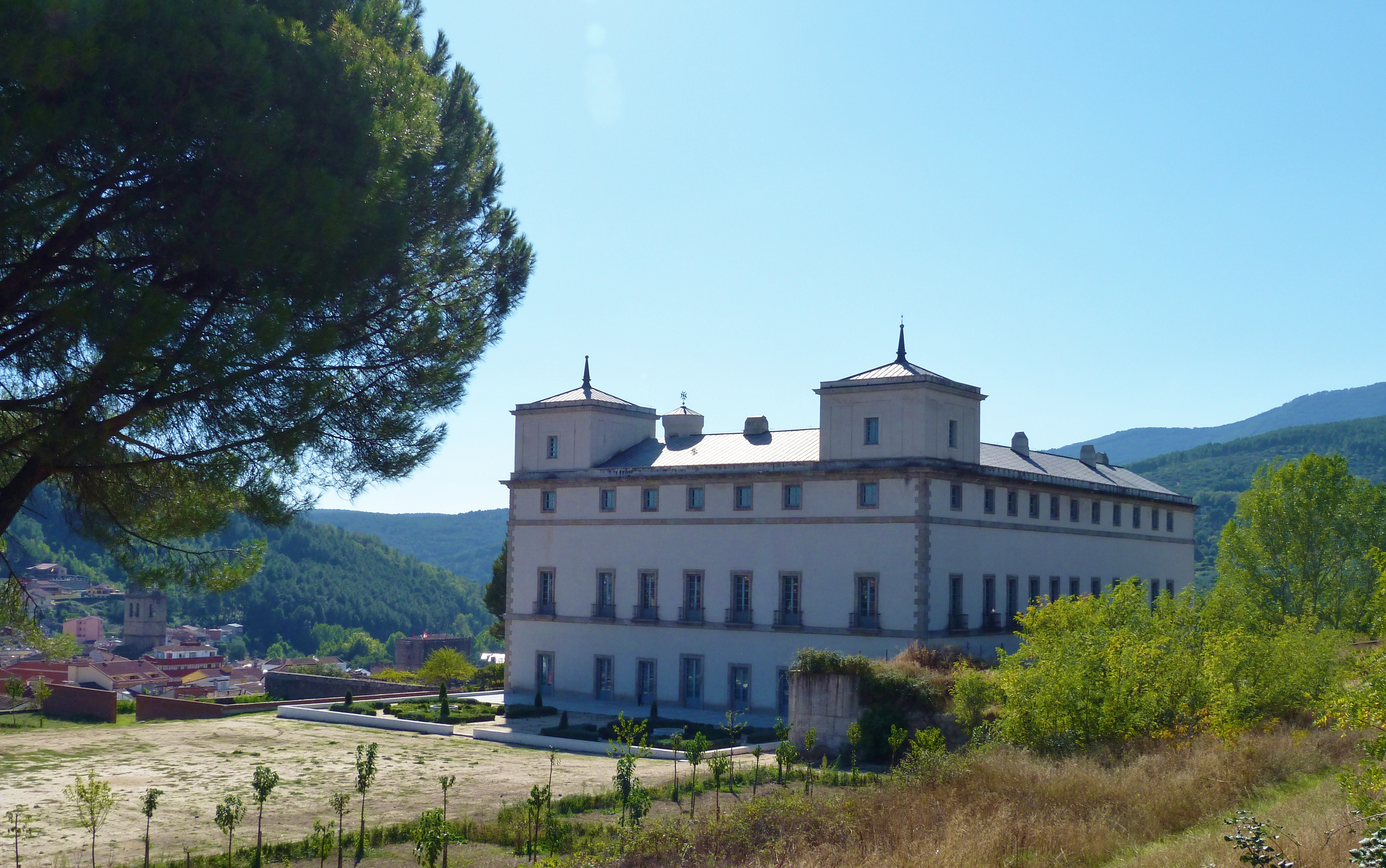
Le Palacio de La Mosquera. Commencé en 1778, il est encore inachevé lorsque Don Luis et sa famille décident d'y résider en 1783. Seules la partie centrale et l'aile droite sont alors habitables,.

Au nombre de ces tableaux, une toile de grandes dimensions — le premier portrait de groupe important peint par Goya — est à mettre à part. Il s'agit de La Famille de l'infant Don Luis de Bourbon (1784) qui représente sa famille dans l'intimité d'una velada (« une soirée ») avec quelques domestiques. Quatorze personnes proches de l'Infant figurent sur cette toile. Doña María Teresa de Vallabriga en chemise de nuit blanche au centre de la scène est éclairée par une unique bougie sur la table et tandis qu'elle se fait coiffer par son peluquero, deux dames d'honneur à sa droite apportent un plateau avec des ornements pour sa chevelure. Don Luis en veste d'intérieur est assis en train de jouer au solitaire. Derrière lui, son fils aîné Luis-Maria, vêtu de bleu et sa fille María Teresa penchée d'un air avide vers le peintre qui exécute le tableau. À la droite de la composition, une bonne porte dans ses bras la petite María Luisa, la dernière fille de Don Luis née en 1780. Quatre hommes non identifiés de manière certaine (secrétaires, cuisinier, architecte ?) complètent l'ensemble à sa gauche,. Parmi ces personnages, se distingue un homme d'une quarantaine d'années, debout plutôt grand au profil élancé et qui regarde son patron jouer aux cartes. Certains spécialistes dont Remigio Coli et Jaime Tortella pensent reconnaître en lui Boccherini. Selon eux, son dos en arc de cercle serait la caractéristique d'un violoncelliste — ou d'un tuberculeux — et la place importante qu'il occupe dans la scène pourrait laisser penser que cette personne est le compositeur de musique de Don Luis,,. Une autre interprétation, celle du philosophe et historien Francisco Vázquez García, l'identifie plutôt à Don Francisco del Campo, secrétaire ou courtisan (cortejo) de la Señora.
Dans ce quotidien en apparence calme et serein, les premières publications viennoises se succèdent, certaines sans avoir reçu l'autorisation expresse du compositeur. Néanmoins figurent en bonne place : les quatuors op. 26 (32) [G.195-200] (1781) et op. 32 (33) [G.201-206] (1782) les trois premiers quintettes de l'op. 25 [G.295-297] comme Tre quintetti opera XXXVI (1784), les trios à cordes op. 34 (opera XXXV) [101-106] (1784) ainsi que le concerto pour violoncelle et orchestre en ré majeur [G.483] comme Concerto per il violoncello obligato opus 34 (1785). Quant aux six quintettes opus 27 [G.301-306] de 1779, ils sont publiés à Venise vers 1782 par Antonio Zatta comme opera XXXIII.
Année difficile dans la vie de Boccherini : le 2 avril 1785 il perd son épouse et se retrouve avec six enfants en bas âge à charge. Le 7 août 1785, il perd son protecteur, Don Luis de Bourbon. Charles III lui maintient néanmoins une pension annuelle de 12 000 reales. Le compositeur décide de revenir à Madrid.

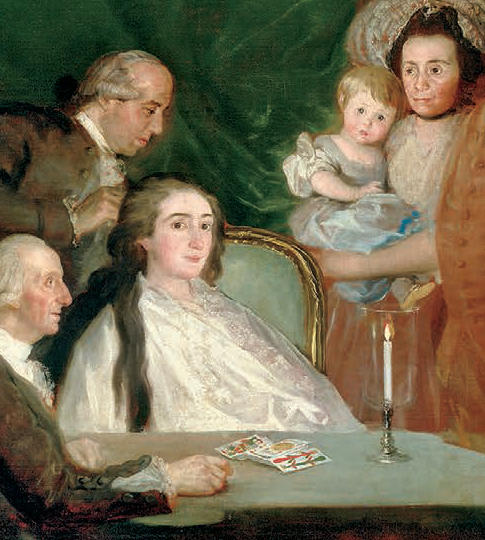
La Famille de l'infant Don Luis de Bourbon, (détail du centre de la scène).
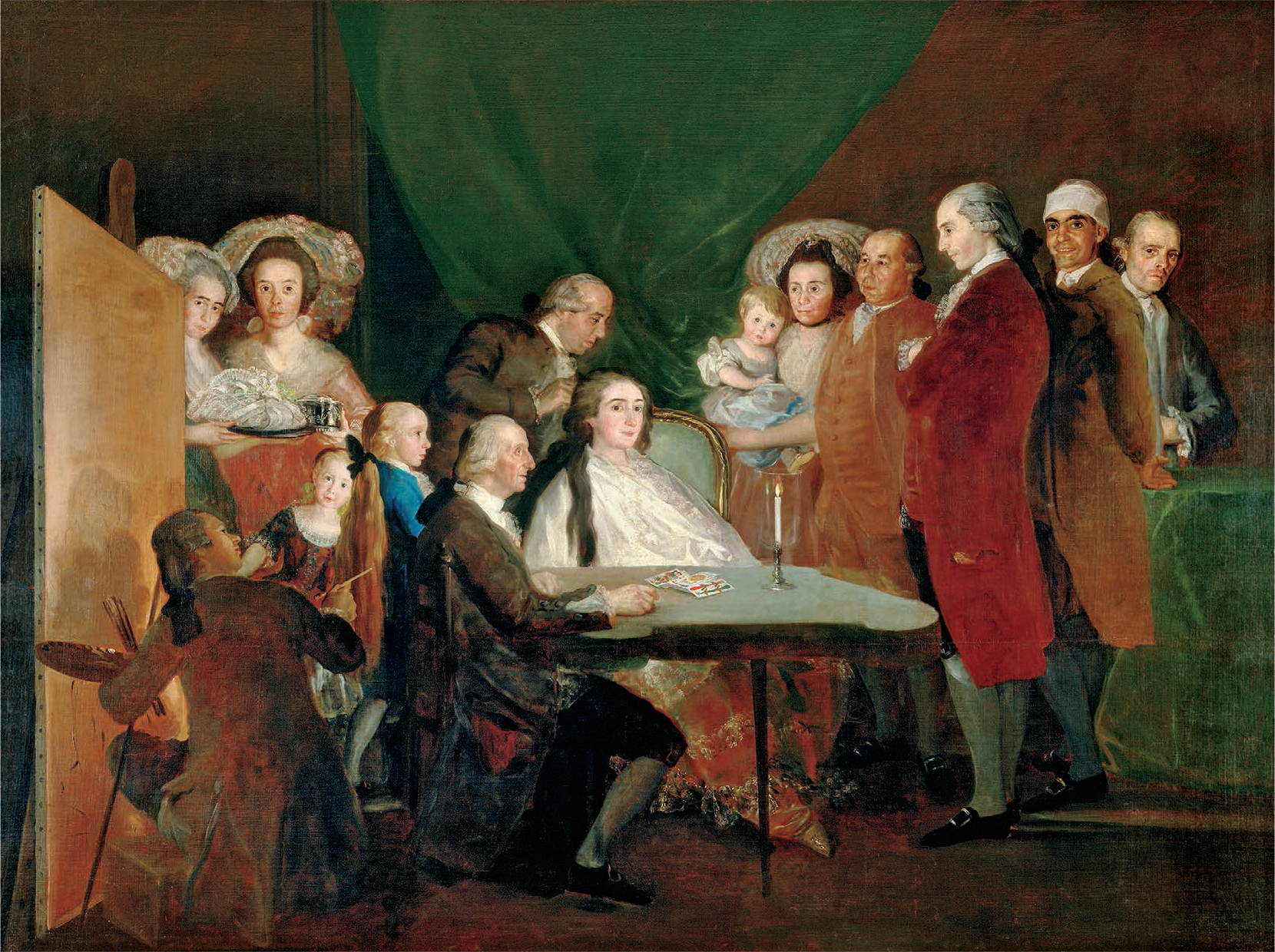
Francisco de Goya, La Famille de l'infant Don Luis de Bourbon, Fondazione Magnani-Rocca, Parme (1784).
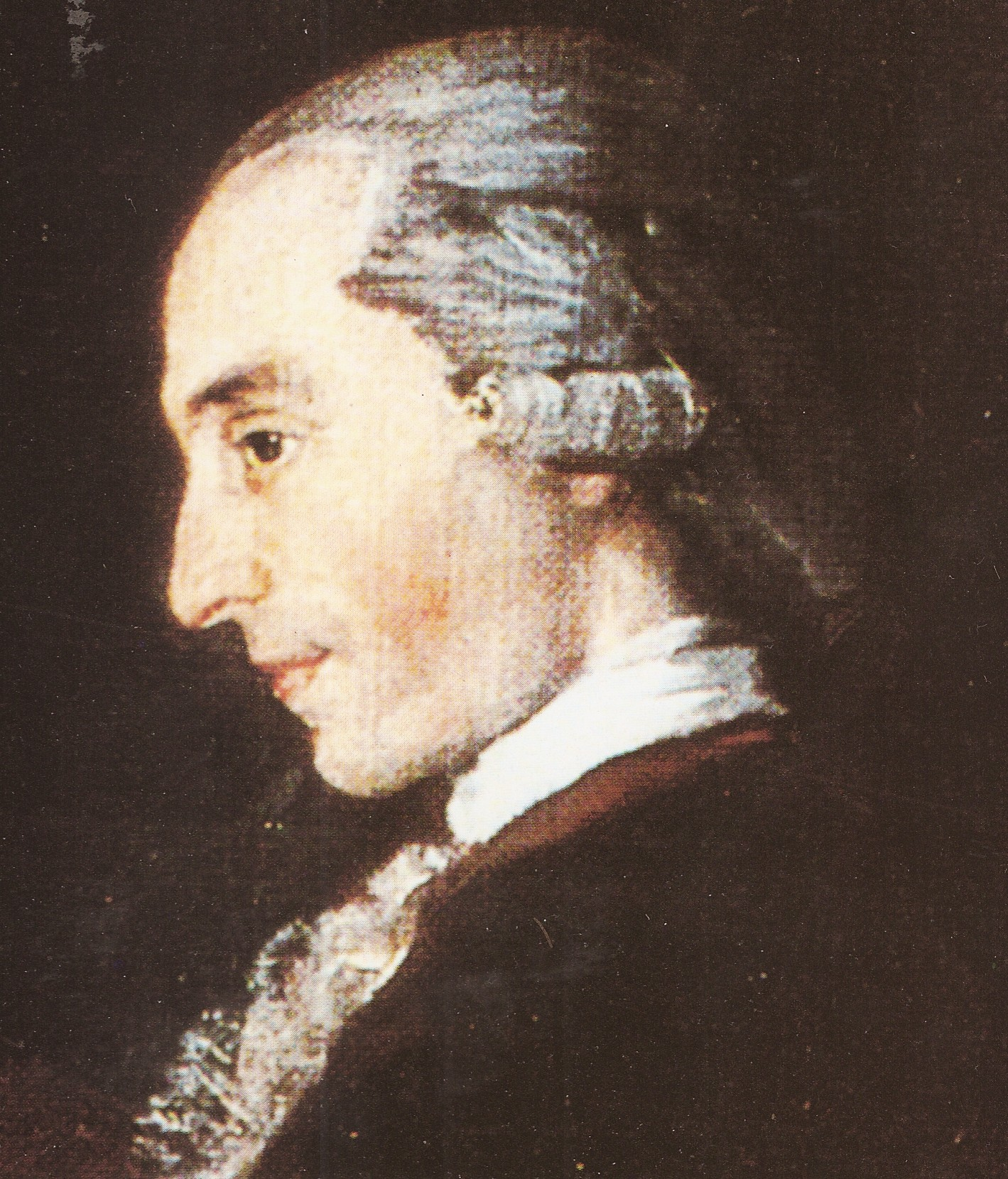
La Famille de l'infant Don Luis de Bourbon, (vue rapprochée montrant le profil supposé de Boccherini).

### Retour à Madrid et nouvelles perspectives (1785-1799)
De retour à Madrid, Boccherini commence à réorganiser sa vie. Durant l'année 1786, il se met au service des comtes-ducs de Benavente-Osuna tout en conservant sa pension royale en tant qu'ancien violoncelliste de Don Luis. Un nouveau mécène, en la personne du prince héritier, puis roi de Prusse le nomme également compositeur de chambre. En 1787, le compositeur épouse en secondes noces María del Pilar Joachina Porreti, fille orpheline du célèbre violoncelliste Domenico Porreti. Elle lui apporte une dot importante et des intérêts en banque sont perçus. Une décennie fructueuse est sur le point de commencer au cours de laquelle le catalogue du compositeur s'étoffe progressivement.
Alors que le décès et le départ de ses protecteurs l'engagent à se tourner dès 1797 vers des éditeurs de musique, de nouvelles perspectives liées à sa condition actuelle de musicien indépendant s'offrent à lui.

#### Un nouveau mécène

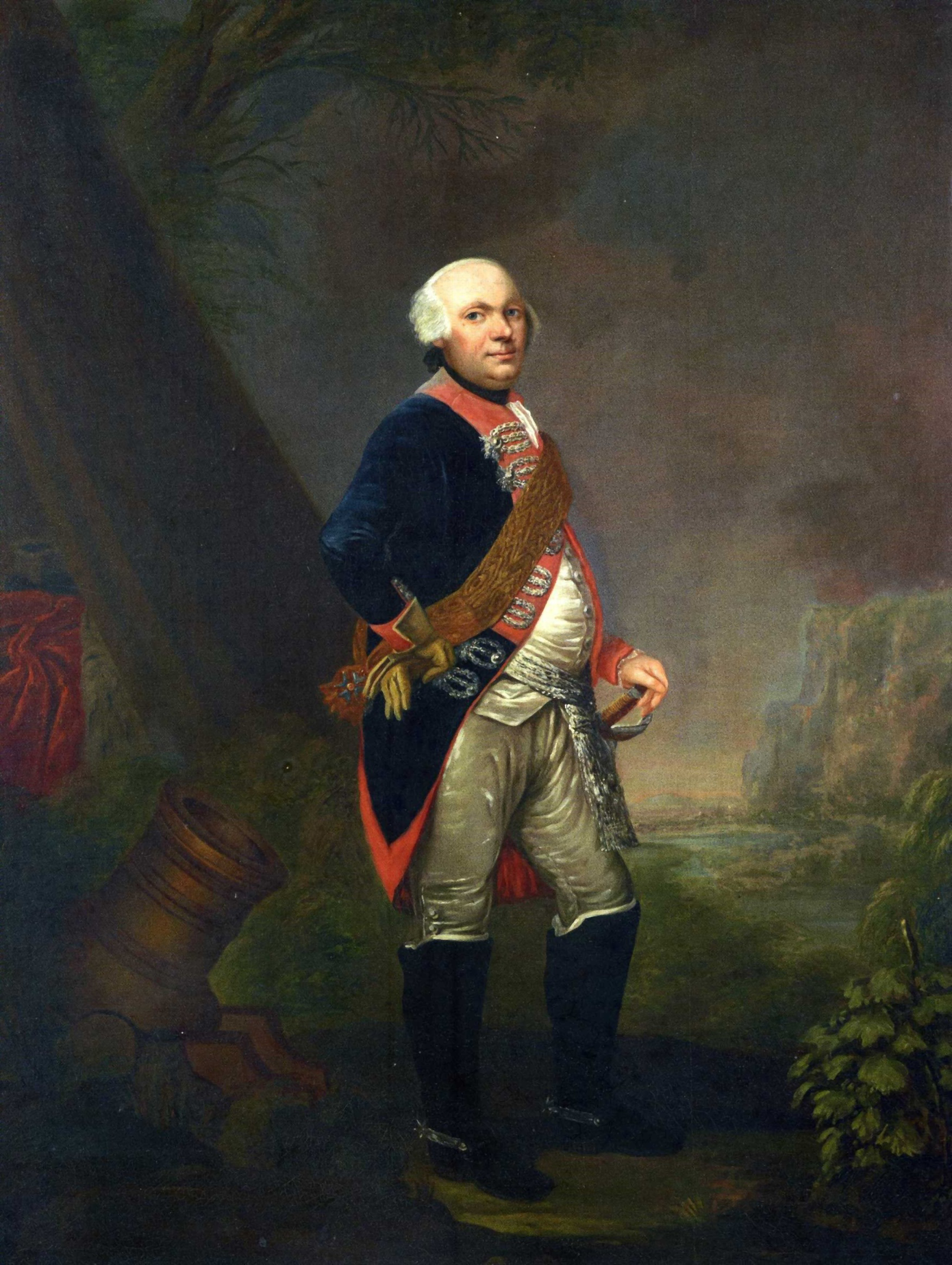
Mélomane et violoncelliste, Frédéric-Guillaume II possède dans sa collection un nombre substantiel de manuscrits non encore publiés de Boccherini.

En janvier 1786, il se met au service de Frédéric-Guillaume II de Prusse, encore prince héritier de Prusse, qui connaît la plupart de ses œuvres. En effet, dès 1783, l'ambassadeur de Prusse à Madrid lui fait parvenir une copie des quatuors à cordes de l'opus 33 [G.207-212]. Le prince lui adresse de Potsdam ces lignes élogieuses en italien :

« Aucune chose ne pouvait me faire autant de plaisir, signor Boccherini, que de recevoir de vos compositions, écrites de votre main, et au moment où je puis les exécuter sur votre instrument le violoncelle. Elles m'ont donné une entière satisfaction et, si je jouis aujourd'hui de ce plaisir, je veux croire que votre goût pour la composition ne s'arrêtera pas là; j'ose espérer que je verrai encore quelques-unes de vos productions, ce qui, en ce cas, me fera un grand plaisir. En attendant acceptez, signor Boccherini, cette boîte en or en souvenir de moi et en témoignage de l'estime que j'ai pour vos talents en un art que j'aime particulièrement. »

— Frédéric-Guillaume II, lettre du 1er octobre 1783,,,.
Près de trois ans plus tard, par une lettre datée du 21 janvier 1786, Frédéric-Guillaume le nomme, à distance, Compositore di Camera pour un traitement annuel de 1 000 talers (soit 19 000 reales), :

« Nous, Frédéric-Guillaume, par la grâce de Dieu prince royal héréditaire de Prusse, héritier présomptif de la couronne, ayant reconnu l'éminent talent musical de M. Luigi Boccherini, nous avons décidé de lui accorder cette patente avec le titre de compositeur de notre Chambre,,,. »

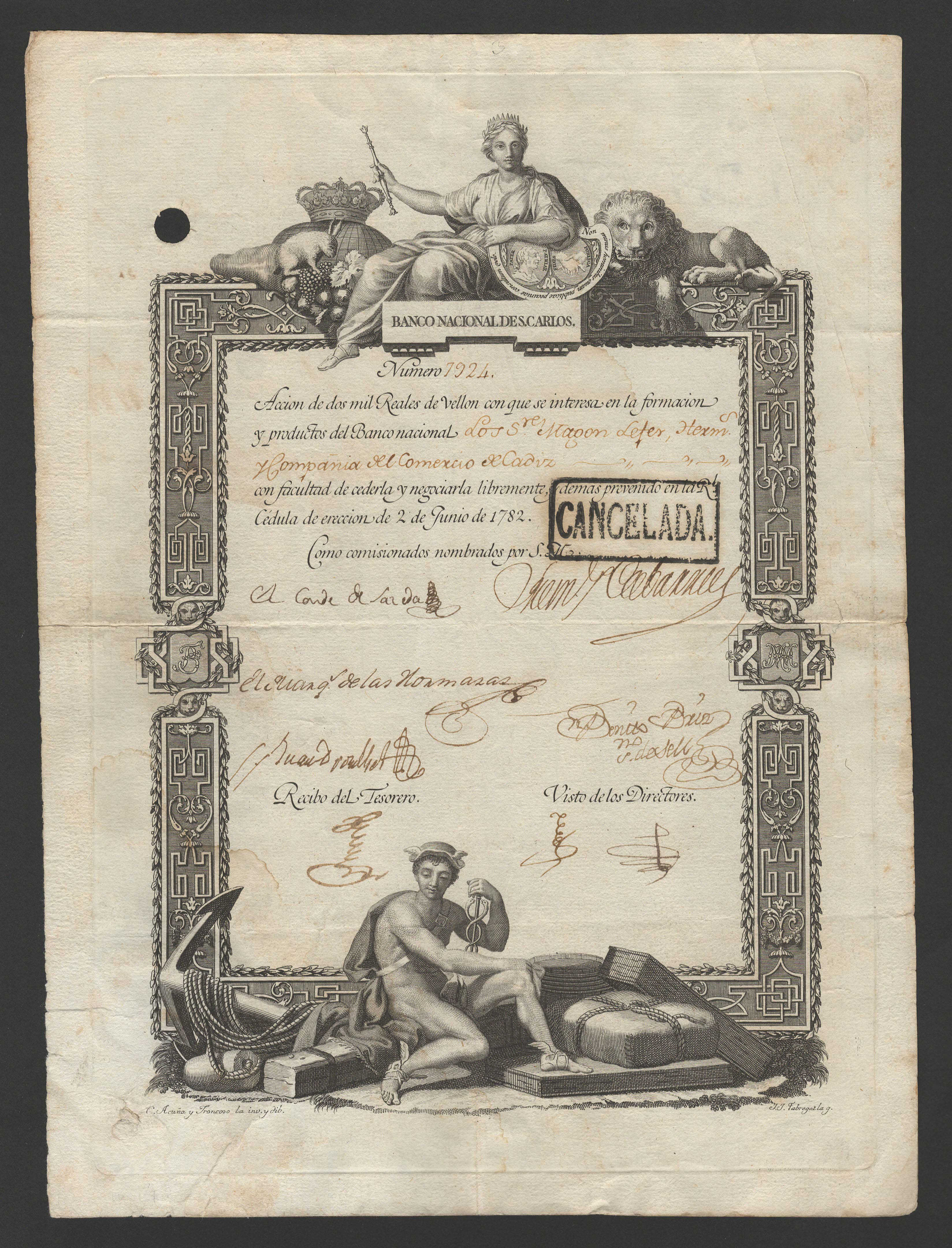
Billet au nom de Sr Dn Luys Boccherini délivré par la Banque de Saint-Charles de Madrid (Banco de San Carlos).

Boccherini devait ainsi recevoir commande d'une douzaine environ de compositions par an, pendant douze ans. Essentiellement des quatuors, des quintettes à cordes et, surprenant, huit symphonies (op. 37 nos 1 à 2 et no 4, et celles, parmi les opus 41, 42, 43, 45 qui rassemblent des genres différents). En tout 104 œuvres subsistent. Mais contrairement à Don Luis qui lui permettait de les publier, ces œuvres destinées à l'usage exclusif du monarque restent à l'état manuscrit jusqu'à sa mort advenue en novembre 1797.

#### Des actions en Banque
En dépouillant le fonds de l'Archivo Histórico del Banco de España (Archives Historiques de la Banque d'Espagne) à Madrid, Jaime Tortella a mis à jour à la fin des années 1990, dix actions nominatives signées de la main du compositeur attestant la possession d'une partie du capital détenu par la Banque de Saint-Charles de Madrid (Banco de San Carlos). Grâce à ces précieux documents, Tortella a permis de connaître sur une période bien précise la situation financière de Boccherini. En effet, alors qu'il demeure encore à Arenas de San Pedro, celui-ci achète en janvier 1785, dix actions de la Banque Nationale en investissant 20 000 reales.
Peu de temps après le décès de sa femme survenu en avril de la même année, Boccherini emprunte 6 000 reales à la Banque en déposant 3 actions en guise de garantie. Après le décès de Don Luis, en août, et déjà de retour à Madrid, Boccherini annule sa dette et vend ses actions en obtenant un bénéfice proche de 25 % (en termes annuels). De cette façon, à la fin du mois d'août 1785, le musicien dispose de près de 26 000 reales pour faire face à sa nouvelle situation (en tenant compte du fait qu'à la fin du XVIIIe siècle, le salaire annuel le plus bas se situe aux environs de 2 000 reales). D'autre part, pour effectuer ses transactions avec la Banque Nationale, Boccherini s'est appuyé sur la garantie de son ami Joseph Phelipe (c.1730-c.1795), une haute-contre de la Real Cappilla, comme cela est mentionné au verso de chacune de ces dix actions,,.

#### Les Benavente-Osuna
En mars 1786, il est aussi engagé au service de la Comtesse-Duchesse Maria Josefa de Benavente-Osuna qui entretient un petit orchestre de seize musiciens dans son palais de la Puerta de la Vega à Madrid : Boccherini en est nommé direttore del concerto (chef d'orchestre et directeur des concerts),.

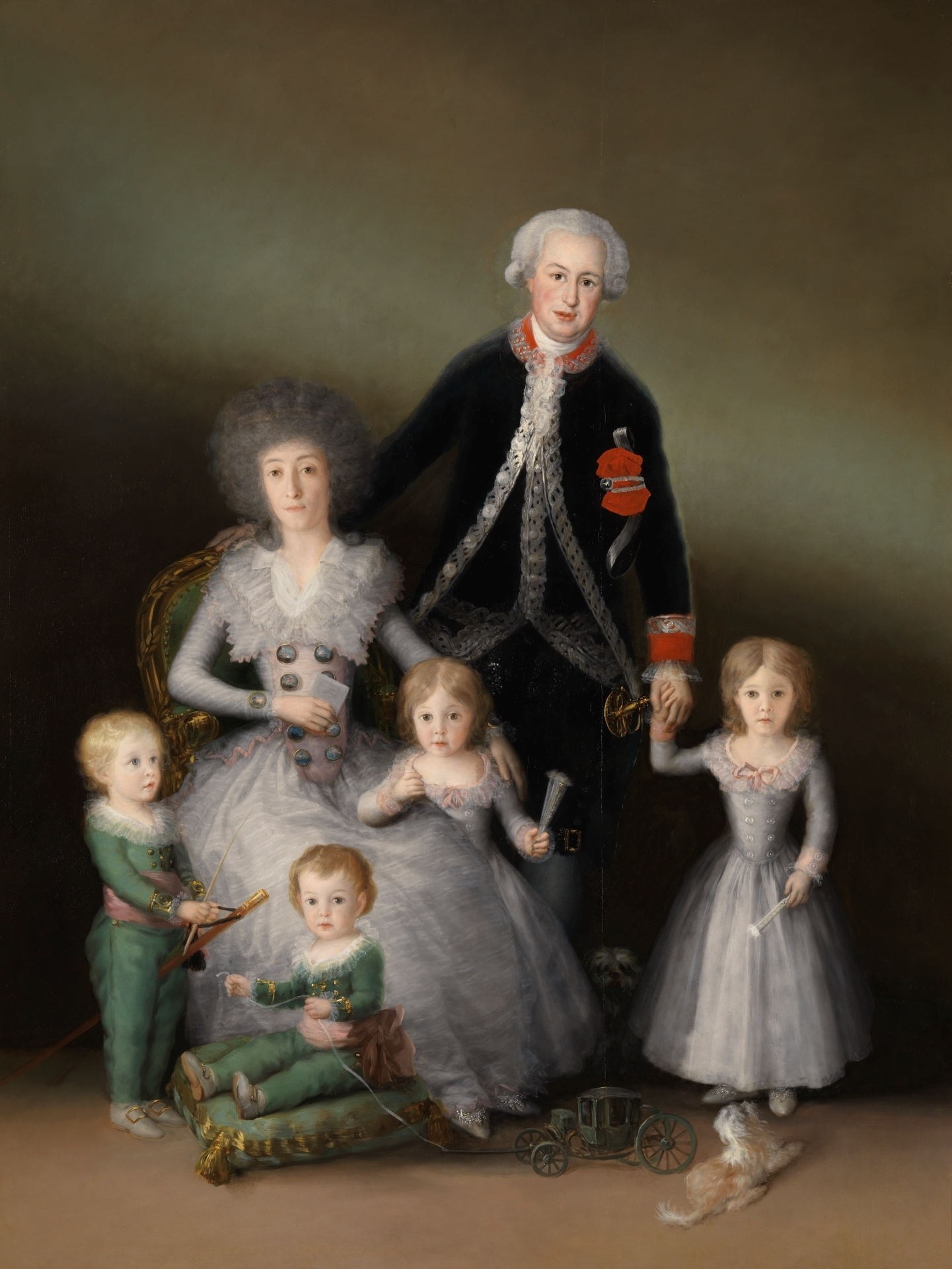
Francisco de Goya, La famille du duc et de Maria Josefa de Benavente-Osuna (vers 1788 - Musée du Prado).

La Duchesse lui commande, entre autres, son unique zarzuela intitulée La Clementina [G.540], sur un livret de son protégé, Ramón de la Cruz (1731–1794), sorte de Métastase espagnol. L'œuvre est représentée le 3 janvier 1787 au « théâtre de l'Excellentissime comtesse-duchesse de Benavente » du palais de la Puerta de la Vega avec des chanteurs probablement non professionnels (membres de la famille),. Dans sa préface au livret, Ramón de la Cruz après avoir remercié la duchesse de sa générosité insiste sur le fait que « l'auteur ne peut nier combien l'ont flatté les louanges respectives et combien l'auraient flatté les louanges qu'avec plus de justice a méritées la musique du Maître Boccherini ; mais ses satisfactions ne seront pas complètes jusqu'au jugement impartial auquel il dit qu'il acceptera toutes les critiques et reproches sur les défauts de cette pièce que lui ferait n'importe quel individu qui ait quelque connaissance de la poésie dramatique et qui soit capable de manier une plume critique avec esprit, prudence, désintéressement et civilité ». L'œuvre est représentée du vivant de Boccherini en 1796 à Valence ainsi qu'en 1799 au Teatro de los Caños del Peral, à Madrid.

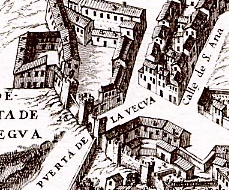
La Puerta de la Vega. Plan de Pedro Teixeira (XVIIe siècle).

À cette époque, Boccherini fréquente de nouveau le peintre Goya qui fait partie des hommes de lettres et artistes qui gravitent autour du palais, et participent aux fameuses tertulias, soirées musicales et littéraires, chez les Benavente-Osuna. Si J. Haydn y « jouit d'une faveur particulière » à l'orchestre, Boccherini compose pour la Duchesse les quintettes opus 36 et 39 (1786–87), ainsi que certains numéros parmi les grandes symphonies opus 35 et 37 : l’opus 35 no 6 [G.514] et l'opus 37 no 3 [G.517] (1786) ; auxquelles s'ajoute en 1788, le Gioco di minuetti ballabili a grande orchestra [G.525]. Dans le groupe des symphonies opus 37, il abandonne la coupe en trois mouvements pour adopter, sous l’influence de Haydn, celle en quatre. Pour des raisons inconnues, tout en conservant des relations avec l'orchestre, Boccherini renonce à ce poste et aux 1 000 reales mensuels, ne conservant que la charge de compositeur de Frédéric-Guillaume II.
En 1787, il épouse, en secondes noces, la fille de son collègue Dominico Porreti, premier violoncelle à la Real Cappilla, mort quatre années plus tôt, María del Pilar Joachina Porreti (c. 1750–1805),.
C'est en décembre 1787 ou janvier 1788 que se situe la rencontre de William Beckford avec Boccherini. Dans ses mémoires de voyages intitulés Italy; with Sketches of Spain and Portugal (1834), Beckford raconte comment il rencontre le compositeur à l'occasion d'une fête donnée dans la maison d'un riche portugais à Madrid nommé Pacheco,. Une première représentation par une troupe de musiciens turcs a lieu et Beckford lui-même admet qu'il a dansé d'une manière quelque peu incontrôlée. Immédiatement après, un groupe de guitaristes espagnols entre sur la scène et il semble que Boccherini se soit montré indigné des « exhibitions chorégraphiques de l'Anglais » et des guitares qui « écorchent les oreilles des vrais musiciens ». La description de Boccherini par Beckford nous montre un personnage plutôt inattendu mais plein d'ironie :

« Boccharini  [sic], qui dirigeait et présidait les concerts de la Duchesse d'Ossuna  [sic] et qui avait été prêté à Pacheco par faveur spéciale, était témoin de ces originales dérogations à toutes les règles de la musique, avec un mépris supérieur et une profonde consternation. Il me dit à haute voix : « Si vous dansez et qu’ils jouent avec moi de cette manière ridicule, je ne serai plus jamais capable d'introduire un style décent dans notre monde musical d'ici, et justement je me flattais d'être sur le point d'y parvenir. Êtes-vous possédé ? Est-ce le diable ? Qui eût pu supposer qu'un individu raisonnable, qu'un Anglais distingué entre tous encouragerait ces barbares incorrigibles dans leurs folies ! Il y a un cri en chromatique ! Et un passage ! On parle de ne pas respecter la mesure ; mais c'est la tuer qu'il faut dire ! Que fera-t-on encore ?  Ah ! C'est encore pire qu'un hoquet convulsif, ou que le dernier râle dans la gorge d'un malfaiteur expirant. J'aime encore mieux les vociférations des Turcs : ils sont moins importuns et moins impudents ! » Ayant ainsi parlé, il s'éloigna à grandes enjambées, et nous repartîmes à danser avec un plaisir double et plus d'ardeur que jamais. »

— William Beckford, Italy; with Sketches of Spain and Portugal, vol.  II (1834),.

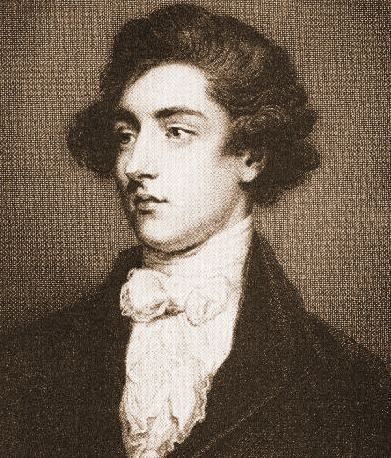
William Thomas Beckford.

La période (1787–1796) reste encore aujourd'hui obscure pour les biographes. Certains documents, comme une lettre datée de Breslau du 30 juillet 1787 laissant à penser que Boccherini aurait entrepris un voyage à la cour de Prusse, sont aujourd'hui écartés,. La lettre, dont l'original n'a jamais été retrouvé, est considérée comme apocryphe.
À la fin de 1796, le compositeur reçoit une commande d'œuvres généreusement payées par Francisco de Borja de Riquer, Marquis de Benavent (1768-1849), un guitariste dilettante, souhaitant que la musique pour guitare se produise dans les cercles de la haute société. C'est cette commission qui est à l'origine de la création des quintettes à cordes avec guitare ainsi que la symphonie en do majeur pour guitare et orchestre [G.523] (1798-1799),,.

#### Transactions avec Pleyel
Le 16 novembre 1797, meurt son royal mécène Frédéric-Guillaume II. À rebours de ses espérances, la pension n'est pas renouvelée par son fils et successeur Frédéric-Guillaume III malgré une supplique du musicien adressée en français au nouveau souverain :

« J'attache ma plus grande gloire à servir une Cour qui fut toujours la protectrice des arts et des sciences. C'est avec la plus grande confiance que j'ose implorer la continuation de la Royale Bienfaisance de Votre Majesté si nécessaire à ma propre existence liée à celle d'une famille nombreuse, qui tomberait avec moi dans la plus grande misère si nous étions privés des bienfaits de Votre Majesté. Son Auguste Père m'en avait préservé en daignant m'honorer de la place de compositeur de Chambre depuis la mort de l'Infant Don Luis auquel j'étais attaché. »

— Lettre du 25 janvier 1798,,.
En réponse à sa requête, le destinataire le fait prévenir par un courrier daté du 2 mars 1798 : « Le Roi fait savoir au sieur Boccherini, en réponse à son exposé du 25 janvier que n’ayant pas besoin des services pour lesquels il tirait une pension du feu Roi père de Sa Majesté, cette pension ne peut plus avoir lieu. »,,.

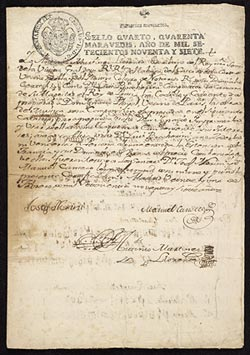
Catalogo (acte notarié) du 21 février 1797 scellant la vente des œuvres de Boccherini à Pleyel.

Courant 1798, le duc d'Osuna et sa famille quittent Madrid avec l'intention de s'installer à Vienne à la suite de sa nomination au poste d'ambassadeur d'Espagne à Vienne. Cependant la capitale autrichienne s'étant opposée à l'entrée d'un représentant de Charles IV dans le pays, le duc et la duchesse d'Osuna s'installent finalement à Paris le 26 janvier 1799.
À défaut de protecteurs et délivré de toute obligation, Boccherini tente alors de vendre quelques œuvres aux éditeurs parisiens, tels que Imbault, Sieber et surtout Ignace Pleyel. Bien que ce dernier profite de la situation difficile du compositeur, ne lui reversant qu'une part négligeable des bénéfices des publications, un nouvel éclairage sur leur échange épistolaire apporte néanmoins une version à nuancer plus proche de la réalité. Les vingt lettres de Boccherini à Pleyel, aujourd'hui perdues, nous sont parvenues à travers les traductions imprimées de la biographie de Germaine de Rothschild,. La première datée du 12 septembre 1796 en réponse à celle de l'éditeur parisien et la dernière datée du 20 juin 1799, relatent des négociations placées dès le début sous le signe d'une brève idylle. La tension de la part du vendeur et de l'acheteur se faisant plus palpable à mesure que leur relation se heurte à des désaccords de prix, au retard de la restitution de manuscrits, etc. Pleyel obtient 58 œuvres ou morceaux de musique (pezzi di musica), les opus 44 à 54 probablement inédits, pour 7 200 reales lors d'une première transaction le 14 novembre 1796,. L'éditeur de musique se réservant ainsi une exclusivité d'achat auprès de Boccherini qui ne peut vendre ses œuvres « ni en France, ni aux colonies françaises ». Une deuxième transaction a pour objet les opus 21, 25, 27 à 43 (soit cent-dix œuvres) et est conclue le 21 février 1797 (documents signés le 8 juillet) pour 9 600 reales. Puis celle du 18 août 1798 concernant les Arie accademiche, toujours vendues à Pleyel pour 25 pistoles et enfin le 23 juin 1799 a lieu une quatrième transaction pour les opus 55-56 de l'année 1797 cédés pour 3 000 reales,. Chaque négociation donne lieu à la rédaction de la part de Boccherini d'une « Nota », note autographe de ses œuvres à vendre par genres et incipits ainsi que l'année probable de leur composition et d'un acte notarié, le « Catalogo » lorsque la transaction est achevée. À ce jour, nous disposons, des preuves de ces transactions avec Pleyel, de 2 Note et de 3 « Cataloghi ».

« Très estimé Monsieur et Ami, […] Je vous prie de considérer qu'il s'est déjà écoulé plus de seize mois depuis que vous avez en votre possession la première remise de 58 morceaux de musique, et que votre obligation la plus sacrée vis-à-vis de moi était de me les retourner dès qu'ils auraient été copiés ; qu'avant la présente lettre, je vous les ai vainement réclamés; que la privation que j'en ai (par votre seule faute) a causé, et cause beaucoup de préjudice à mes intérêts, et finalement que je ne demande qu'une seule chose : que vous me rendiez justice. Considérez encore que, passé le temps nécessaire pour recevoir réponse à cette lettre, je me verrai obligé et forcé, contre ma volonté, de prendre toutes les mesures et faire tous recours que je jugerai opportun, afin d'obtenir mes manuscrits […] Pour ce qui est de la seconde remise des 110 autres morceaux, j'attendrai jusqu'à la fin de l'année courante, délai qui me paraît plus que suffisant pour en faire une copie, puisque depuis environ huit mois ils se trouvent en votre possession. Après vous avoir averti déjà trois ou quatre fois, considérez donc bien que je ne puis vous donner preuve plus claire de la considération et amitié que je vous conserve et avec lesquelles je suis votre très dévoué Serviteur et Ami, Luigi Boccherini. »

— Extraits de la lettre du 30 avril 1798 à Ignace Pleyel,,,.

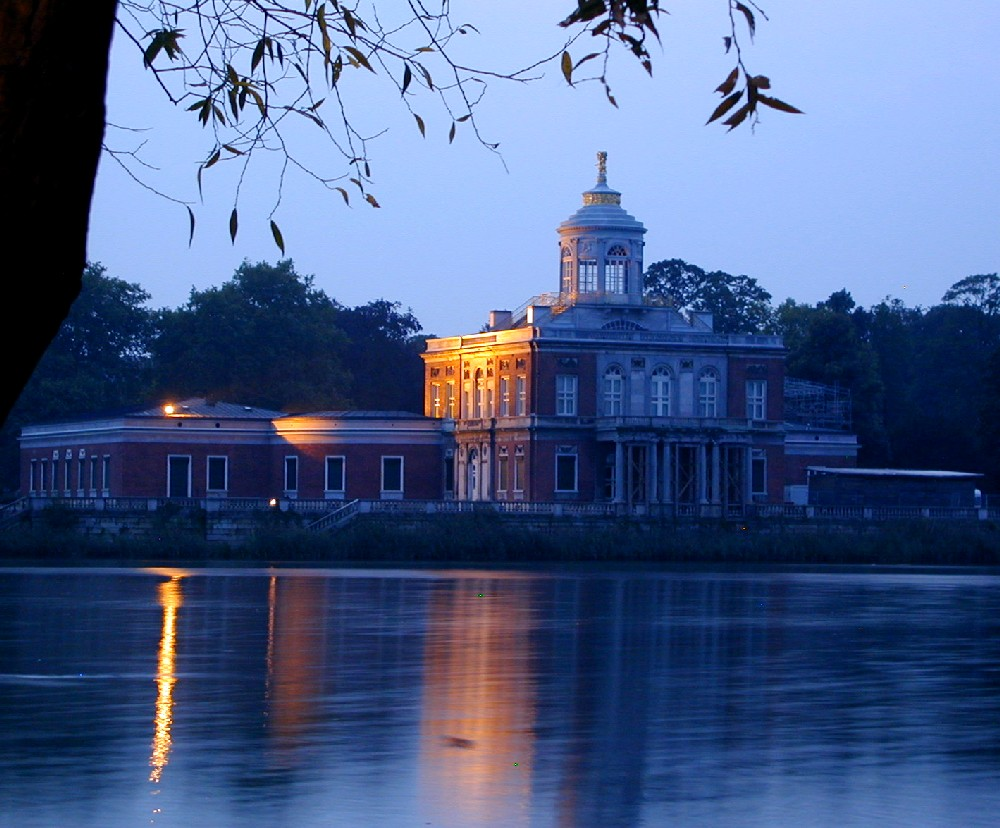
Le Marmorpalais (Le Palais de Marbre) à Potsdam.
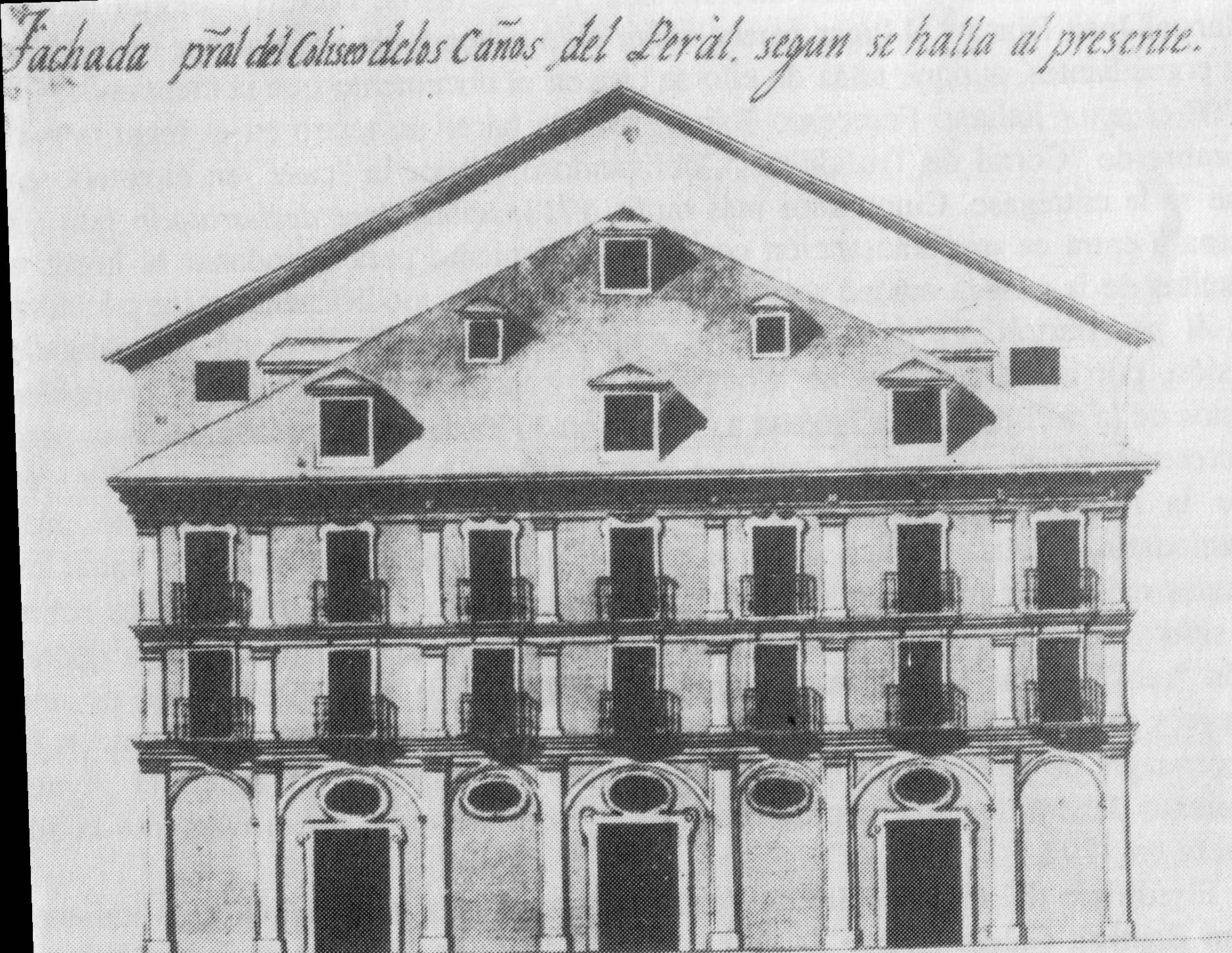
Façade du Coliseo de los Caños del Peral, en 1788, Madrid.
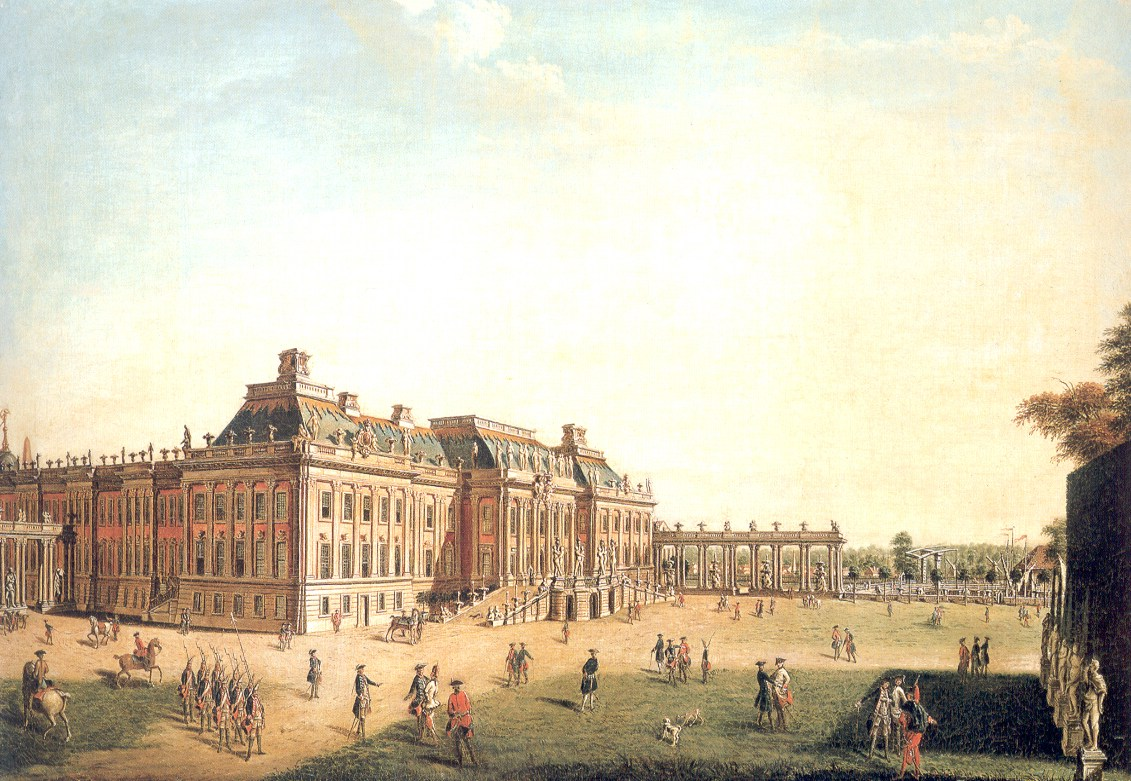
Le château de Potsdam (1777).

### Les dernières années (1799-1805)
La perte de l'appui de ses mécènes contraint Boccherini à se tourner vers la France, un marché éditorial avec lequel il renoue après plusieurs années d’absence. Mais ses attentes sont déçues. Sa relation avec Pleyel montre les signes d'une rupture consommée dès 1799 et le débouché économique tant espéré pour ses œuvres, se révèle bien maigre : son opus 57 ne devant pas être publié de son vivant. Un homme providentiel, Lucien Bonaparte, exerçant alors la fonction d'ambassadeur à Madrid, contribue momentanément à subvenir aux besoins du compositeur lors de ses réceptions musicales au Palais San Bernardino.
Lorsque Bonaparte quitte l'Espagne à la fin de 1801, une tentative en direction de la Russie afin de s'attacher un nouveau protecteur est entamée, mais sans résultat. Au contraire, c'est une période de profonde tristesse qui commence pour Boccherini, aggravée par de fréquents épisodes de tuberculose, et la mort de ses filles et de sa femme, María Joachina en janvier 1805.

#### L'horizon français

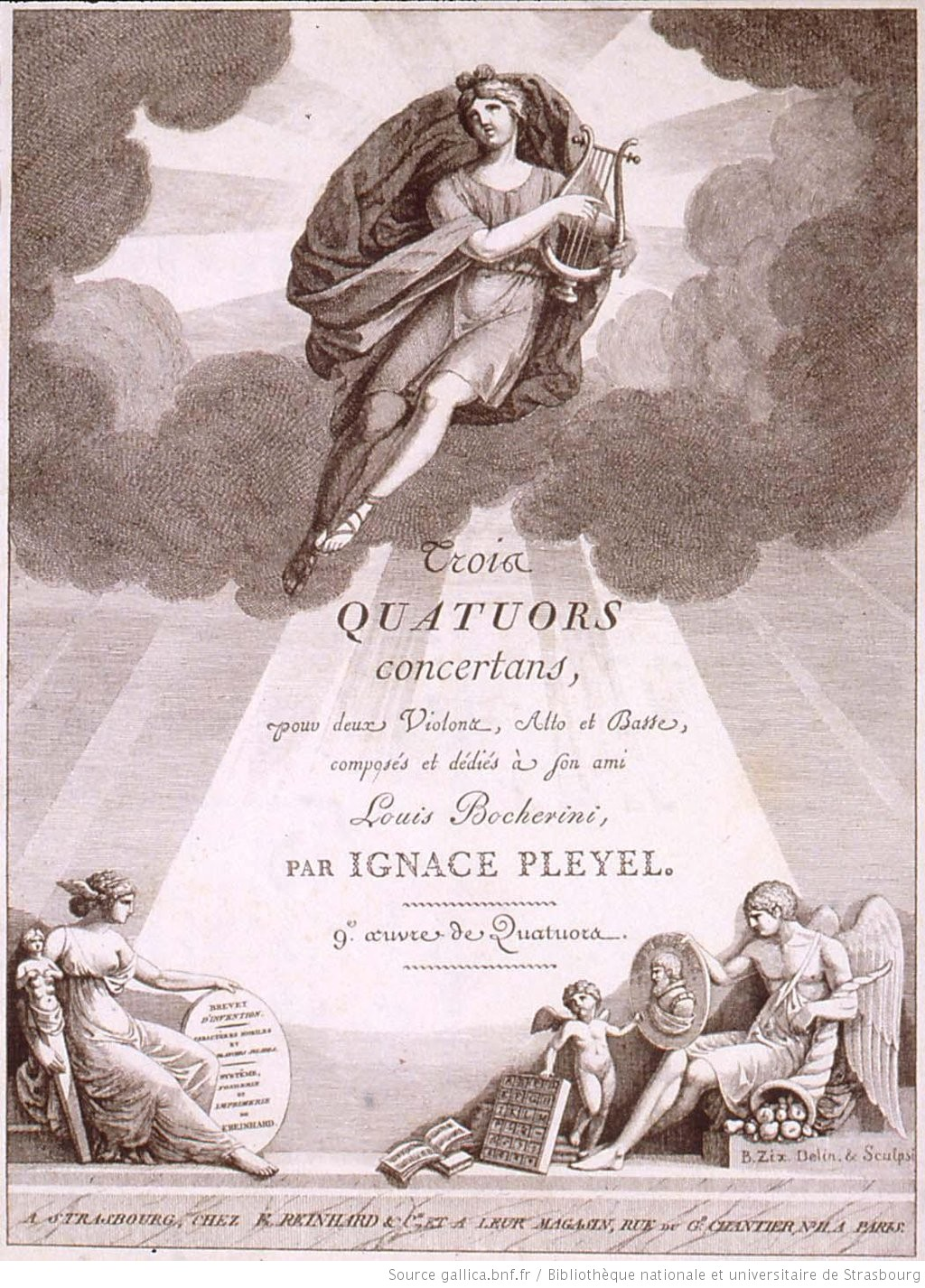
Trois quatuors concertans par Ignace Pleyel dédiés à Boccherini (Reinhard, 1803). Ce dernier accepte la dédicace en ces termes : Vous me faites plus d'honneur que je ne le mérite en m'offrant de me dédicacer une de vos œuvres ; je comprends toute votre délicatesse et vous en remercie de grand cœur, (lettre du 13 juillet 1797),,.

L’été 1799, par l'intermédiaire de Marie-Joseph Chénier (auteur du Chant du départ, mis en musique par Méhul), il dédie « à la Nation Française » un groupe de Six quintettes avec piano opus 57. Dans sa lettre du 8 juillet adressée au poète, il écrit cette magnifique phrase qui est en quelque sorte sa profession de foi, capable de décrire toute sa musique :

« Je ne puis juger si j'ai fait quelque chose de bon, mais je sais bien que la musique est faite pour parler au cœur de l'homme ;  et c'est à quoi je m'efforce de parvenir, si je le puis : la musique privée de sentiment et de passions est insignifiante ; d'où il résulte que le compositeur n'obtient rien sans les exécutants. »

— Boccherini, lettre du 8 juillet 1799, à Marie-Joseph Chénier,,,.
À la fin des années 1790, il a une relation amicale avec le grand chanteur Pierre-Jean Garat et le violoniste Pierre Rode (amis tous deux),. Boccherini a probablement contribué à l'orchestration d'un concerto du maître français. Il a aussi, pour l'interprétation de ses œuvres, un élève, le jeune violoniste Alexandre-Jean Boucher, qui exerce à la cour espagnole de 1795 à 1805 — mais on ignore s'il a reçu des cours de violoncelle ou de composition. Boucher n'ayant laissé aucun traité, nous ne disposons pas d'élément sur le jeu de Boccherini. Une anecdote rapportée par Louis Picquot le met en scène chez le marquis de Benavent. Au cours d'une réception musicale, Boucher se fait applaudir par l'assistance et par Boccherini pour le brio de son exécution dans un concerto de grande difficulté. Après quoi, le jeune virtuose demande au Maître l'autorisation de jouer un de ses quintettes. Boccherini lui répond : « Vous êtes bien jeune ; vous jouez trop bien du violon ; il faut, pour ma musique, une certaine habitude qui vous manque, une manière enfin qui s'écarte trop de vos principes. » Boucher insiste cependant et à peine arrivé à la douzième mesure du mouvement, il est soudain saisi au poignet par Boccherini lui-même confirmant son jeune âge pour une telle exécution. Boucher, abasourdi d'un pareil affront lui réplique cependant : « Maître, il n'y a qu'un moyen de réparer le mal que vous me faites, c'est de m'initier vous-même à l'exécution de vos chefs-d'œuvre ; apprenez moi à les interpréter dignement. » Et Boccherini de lui répondre : « Volontiers ! Venez chez moi, je serai heureux de diriger un talent comme le vôtre »,,.

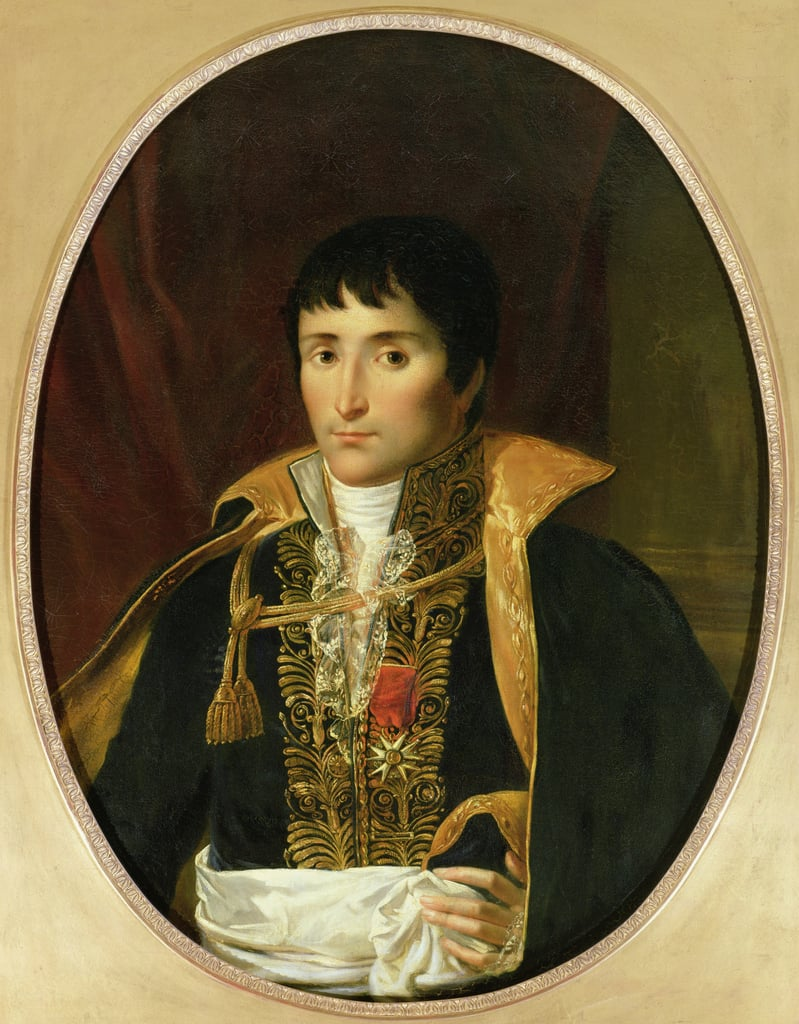
Le dernier mécène de Boccherini : Lucien Bonaparte.

Ayant décliné l'invitation à participer à la création du Conservatoire de musique, « charge qu'il n'accepta pas pour ne pas quitter l'Espagne où il vivait depuis si longtemps et qu'il considérait presque comme son pays natal,, », Boccherini obtient néanmoins en 1800 une pension de 3 000 francs par an, pour l'organisation de concerts au palais San Bernardino et la composition, grâce à l'ambassadeur français à Madrid, Lucien Bonaparte (le frère de Napoléon). Ce qui vaut à ce dernier la dédicace de deux séries de quintettes avec altos opus 60 et opus 62. Après le départ en 1801 de Bonaparte de Madrid, Boccherini, à nouveau soucieux de s'octroyer les faveurs d'un mécène, compose la Cantata al Santo Natale di Nostro Signor Jesu-Cristo opus 63 [G.535] (1802) pour quatre solistes, chœur et instruments, dédiée à l'empereur de Russie Alexandre Ier tout récemment intronisé après l'assassinat de son frère Paul Ier. Aujourd'hui considérée comme perdue, cette cantate selon Germán Labrador devait partager de nombreuses similitudes avec les Villancicos al Nacimiento de Nuestro Señor Jesu-Christo (chants de Noël) [G.539] de 1783 pour ne former qu'une seule et même œuvre, selon l'habitude chère au compositeur de réemployer un même matériau musical,.

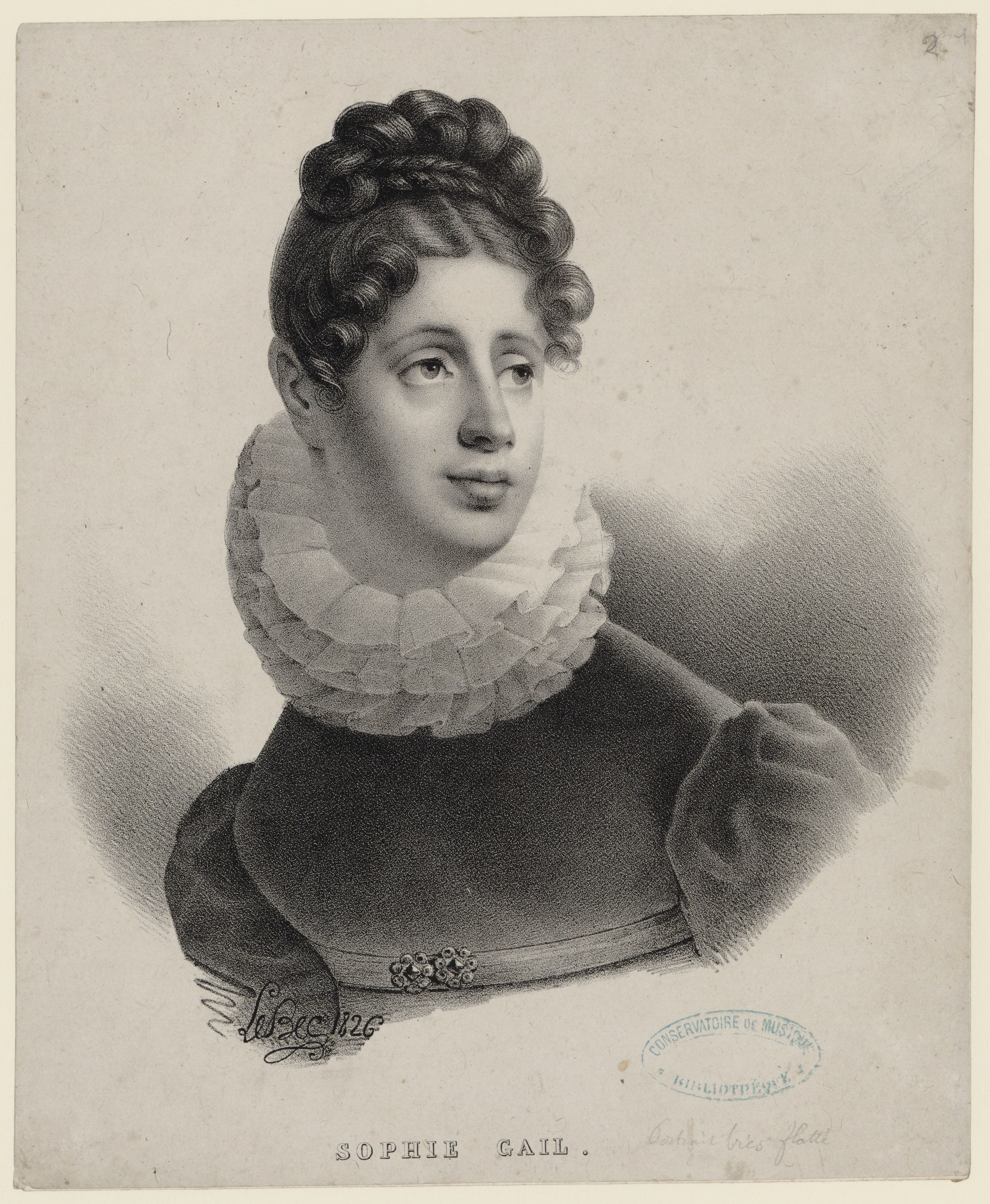
La compositrice Sophie Gail.

En 1801, il reçoit la visite du virtuose Bernhard Romberg ; en février 1803, celle de la compositrice, pianiste et chanteuse Sophie Gail. Selon elle, il « n'avait qu'une seule chambre pour sa famille et lui. Quand il voulait y travailler en repos, il se retirait, à l'aide d'une échelle, dans une sorte d'appentis en bois, pratiqué contre la muraille, et décoré d'une table, d'une chaise et d'un vieil alto troué, veuf de trois cordes »,,. Elle le trouve très épuisé physiquement. Le compositeur lui remet le manuscrit de la seconde version de son Stabat Mater accompagné de la dédicace suivante : Regalato da me Luigi Boccherini alla stimabile Madama Gail. Yves Gérard suppose que « le compositeur avait fourni à Mme Gail une copie de son Stabat, lui demandant de rafraîchir la mémoire de Sieber, ou même d'entrer dans de nouvelles négociations avec un autre éditeur, dans le cas où Sieber aurait manqué à sa parole ». Cependant, selon les informations disponibles aujourd'hui, Sophie Gail ne saurait être impliquée dans aucune tractation éditoriale et le manuscrit est resté dans sa collection particulière. Sieber publie néanmoins sa série de six quatuors opus 58 [G.242-247] en « deux livraisons » à Paris respectivement en 1803 et 1805 ainsi que le Stabat Mater la même année (1805),. C'est le dernier à avoir édité des œuvres de Boccherini du vivant du compositeur.

#### Vivre avec la mort
Une succession de malheurs familiaux l'amoindrissent. D'abord le décès de plusieurs enfants : sa fille Joaquina en mai 1796, à moins de 25 ans, puis Mariana (née en 1782) et Isabel en juillet et novembre 1802, puis sa quatrième fille, Teresa en juillet 1804. Enfin la disparition de sa seconde épouse, María Joachina le 11 janvier 1805. Ces événements semblent avoir précipité sa fin. Son testament, rédigé et signé, porte la date du 6 septembre 1799. De nouvelles études, notamment la thèse de Jaime Tortella, tendent à démythifier l'état de précarité voire d'indigence de ses dernières années.
Initialement prévu pour un recueil de six — « Sei quartetti (...) composti espressamente per il cittadino Luciano Bonaparte » — son opus 64 daté de 1804 reste inachevé. Le compositeur de plus en plus affaibli n'achève que le « Quartetto primo » en fa majeur [G.248]. Du second, en ré majeur [G.249] ne subsiste au complet que l’Allegro con brio, son premier mouvement. Cette dédicace à Lucien Bonaparte pose problème. En effet, c'est en 1801 que cessent ses fonctions d'ambassadeur à Madrid. Certains commentateurs estiment que Lucien Bonaparte a versé au compositeur une pension annuelle. Mais, aucune documentation n'en fait part d'autant plus que Bonaparte n'apprécie guère la musique. Yves Gérard pour sa part, pense qu' « il semble plus probable que le compositeur, avec une santé très fragile et désormais sans appui dans un pays convulsé par la crise politique et économique, eut l'idée de faire appel une fois de plus à un mécène étranger dont il avait éprouvé la bonté quelques années auparavant »,.
Luigi Boccherini succombe à Madrid, des suites d'une maladie pulmonaire, le 28 mai 1805 et est inhumé dans la crypte de l'église San Justo y Pastor, à Madrid. En 1798, dans une lettre à Pleyel, il se décrit par ces quelques mots :

« Tous ceux qui me connaissent me font l'honneur de me considérer comme un homme probe, honorable, sensible, bienveillant et affectueux, tel que mes compositions musicales montrent que je suis. »

— Luigi Boccherini, 4 janvier 1798,.
Parmi les instruments de Boccherini, se trouvent deux Stradivarius, dont un de 1709, tour à tour en possession de l'Infant d'Espagne Don Sebastián, puis de son neveu, le duc d'Hernani,. Au XXe siècle, il passe des mains de Gaspar Cassadó (1897–1966) — élève de Pablo Casals et auteur d'une transcription du célèbre menuet pour piano et violoncelle — à Julius Berger (né en 1954), élève d'Antonio Janigro et l'interprète d'une intégrale des concertos pour violoncelle et de sonates. C'est le violoncelle représenté dans le Portrait anonyme de Luigi Boccherini, c. 1764-1767, anciennement attribué à Pompeo Batoni et conservé à la National Gallery of Victoria, à Melbourne, Australie.

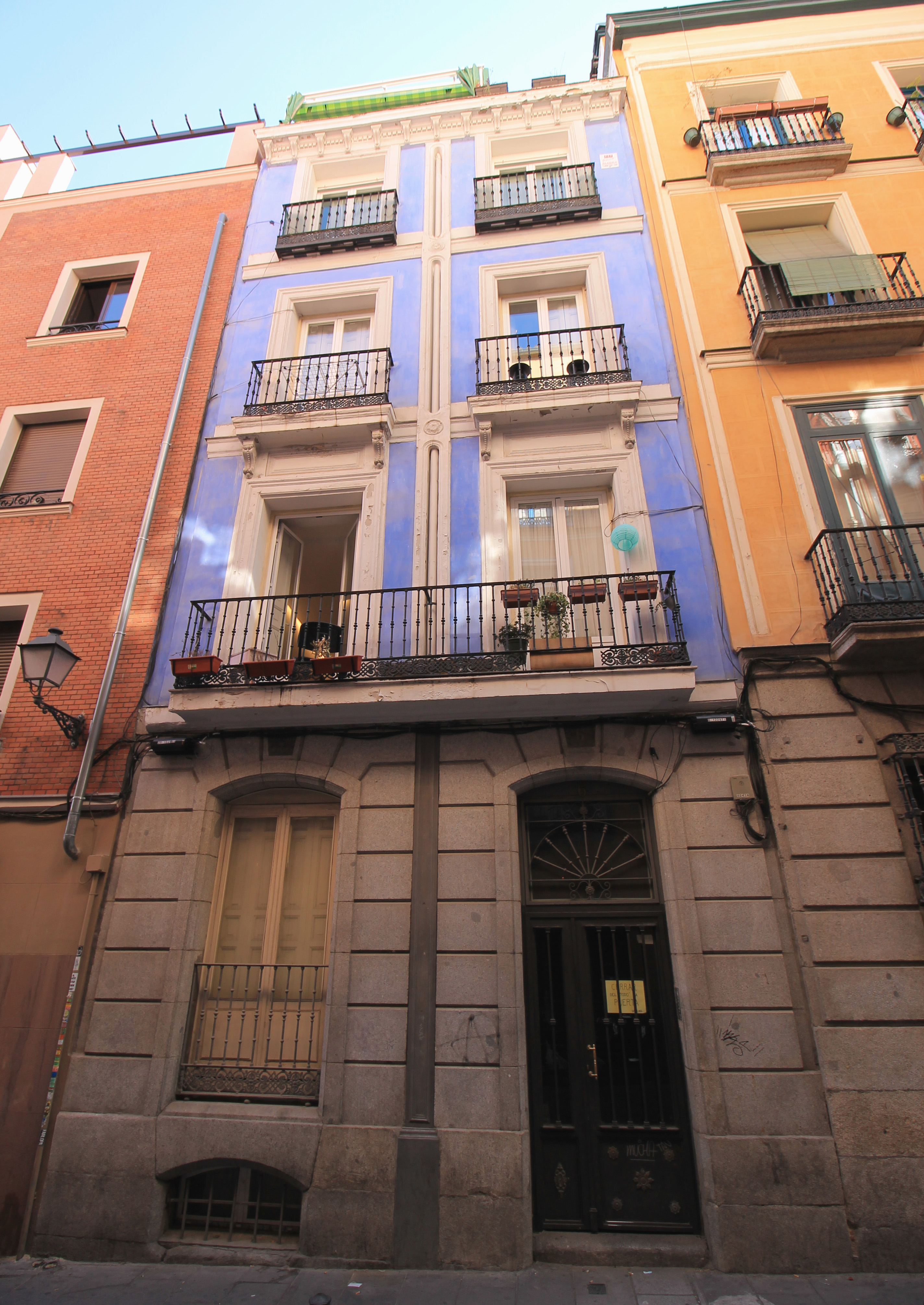
La dernière demeure de Boccherini: Calle de Jesús y María nº 6, à Madrid.
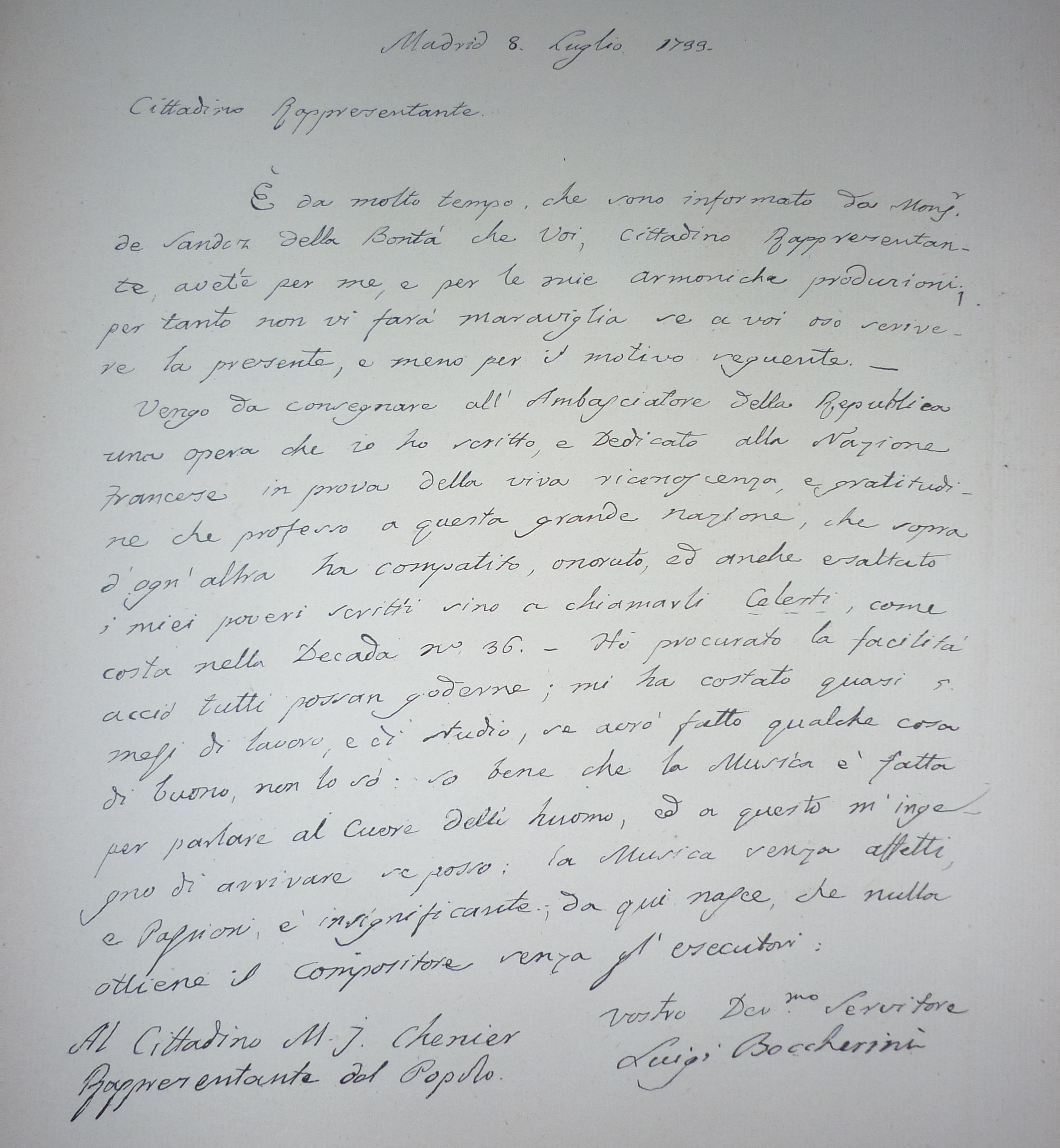
Lettre du 8 juillet 1799 adressée à Marie-Joseph Chénier.
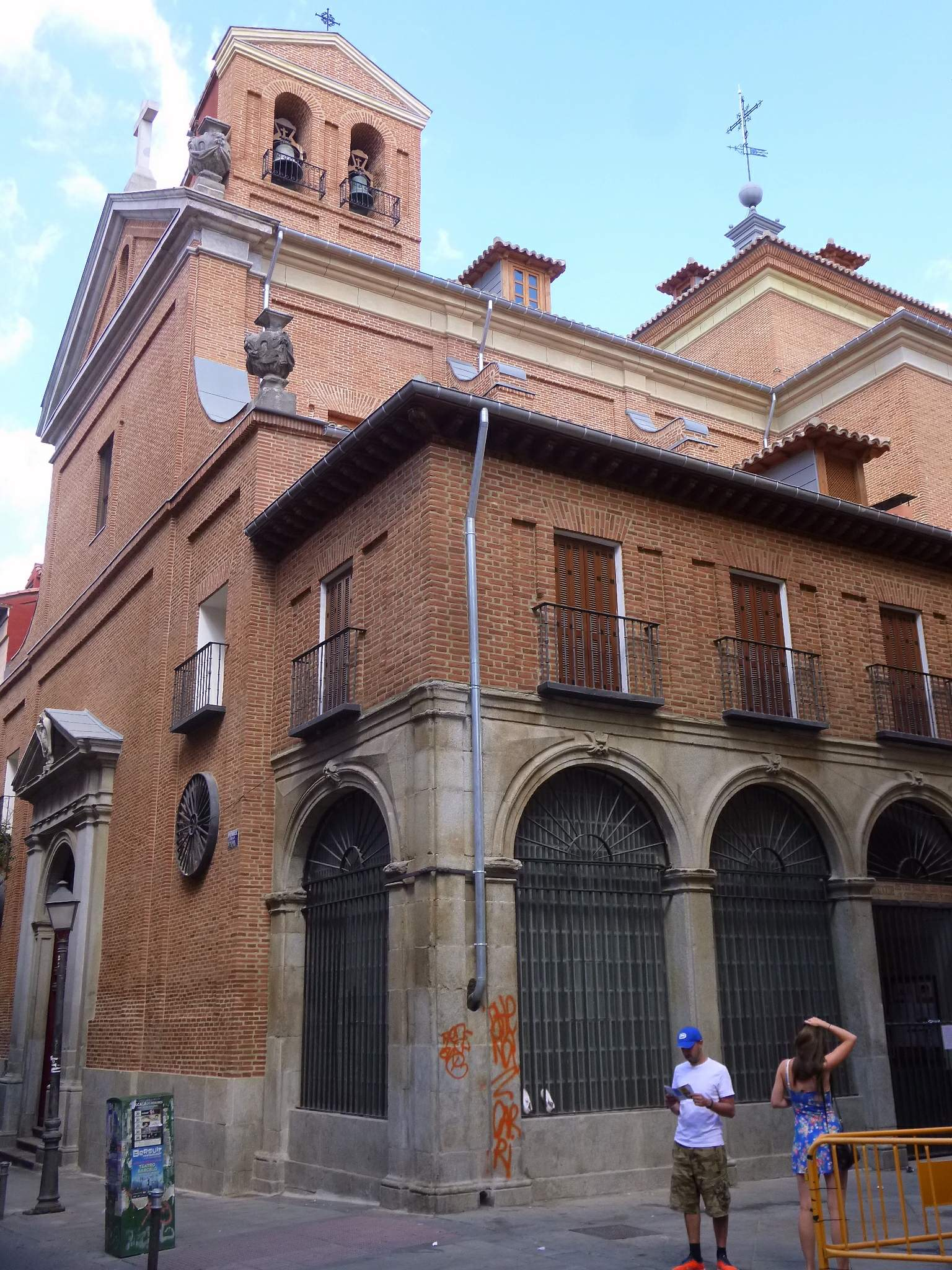
Église San Justo y Pastor, à Madrid.

### Post mortem

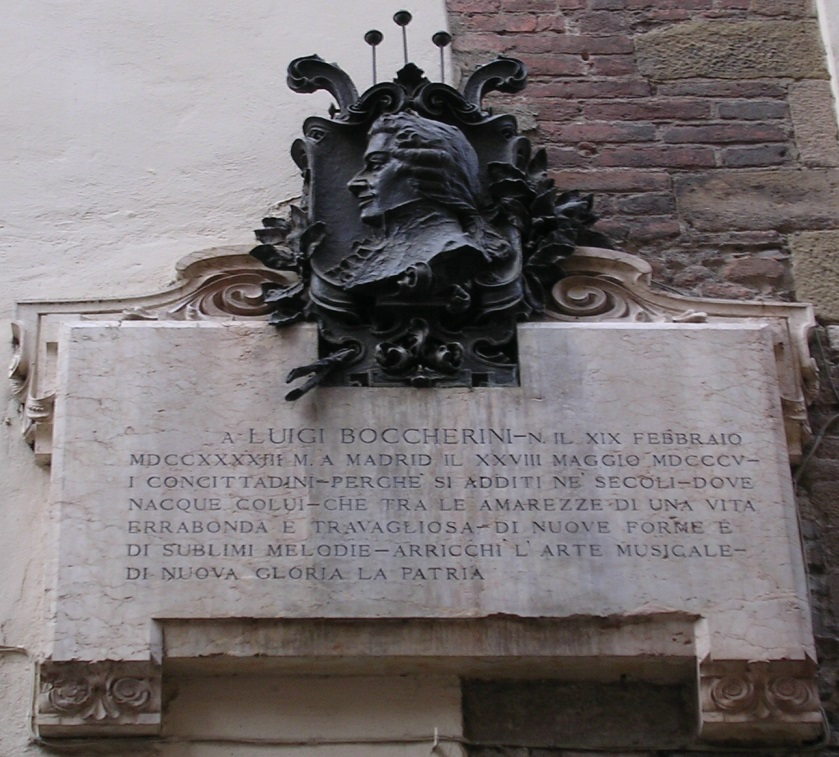
Plaque commémorative de Luigi Boccherini (1905), via Fillungo, Lucques.

Dès 1864, alors que le lieu précis de sa naissance reste encore inconnue, la ville de Lucques appose la première plaque honorant le compositeur, via di Bordello. Toutefois, cette dernière est rapidement enlevée eu égard à la mauvaise réputation de la rue dominée par trois maisons de Donne di malavita, Donne cattive (« Femmes de mauvaise vie, Femmes méchantes »). Lors du premier centenaire de la mort de Boccherini, le 28 mai 1905, sous l'impulsion du comte Raffaello Sardi, président du comité d'honneur, une plaque en marbre surmontée d'un buste à son effigie, œuvre du sculpteur Francesco Petroni est finalement inaugurée sur la façade de sa maison natale, via Fillungo,. C'est cette plaque que l'on peut encore admirer de nos jours.
En 1927, 122 ans après la mort du musicien, un accord passé entre Miguel Primo de Rivera et Benito Mussolini permet à ses restes d'être rapatriés à Lucques, dans la Basilique San Francesco, considérée à l'époque comme le Panthéon des gloires de la ville. Conformément à son testament dressé en 1799, les restes du musicien sont mis à jour revêtus de la robe de bure des Franciscains. Une plaque en bas-relief fixée au-dessus de sa sépulture honore « […] une pure âme d'artiste qui ouvrit une ère nouvelle à la musique de chambre instrumentale […] ».
En 1994, une nouvelle exhumation est décidée afin de pallier des problèmes de conservation. Une équipe de scientifiques dirigée par le professeur italien Gino Fornaciari pratique par la même occasion une autopsie historique qui révèle d'intéressantes données sur son anatomie, la maladie qui devait l'emporter (tuberculose : le bacille de Koch ayant été détecté), une dentition très détériorée et les déformations et pathologies dues à sa profession de violoncelliste (majeur de la main gauche déformé). L'autopsie a en outre démontré que ses habitudes alimentaires sont celles d'un homme aux ressources économiques bien éloignées de l'état de pauvreté communément admise.
|                     |                     |                     |                     |                        |                        |                           |                           |                           |                           |                           |                           |                     |                     |                |                |                       |                       |                                           |                                           |                                           |                                           |                                           |                                           |                      |                      |                |                |                |                |  |  |                 |                 |                 |                 |                 |                 |
|                     |                     |                     |                     |                        |                        | Josef Mariano (1776-1847) | Josef Mariano (1776-1847) | Josef Mariano (1776-1847) | Josef Mariano (1776-1847) | Josef Mariano (1776-1847) | Josef Mariano (1776-1847) |                     |                     |                |                |                       |                       | M. Concepción Gallicioli y Hernández (∞?) | M. Concepción Gallicioli y Hernández (∞?) | M. Concepción Gallicioli y Hernández (∞?) | M. Concepción Gallicioli y Hernández (∞?) | M. Concepción Gallicioli y Hernández (∞?) | M. Concepción Gallicioli y Hernández (∞?) |                      |                      |                |                |                |                |  |  |                 |                 |                 |                 |                 |                 |
|                     |                     |                     |                     |                        |                        | Josef Mariano (1776-1847) | Josef Mariano (1776-1847) | Josef Mariano (1776-1847) | Josef Mariano (1776-1847) | Josef Mariano (1776-1847) | Josef Mariano (1776-1847) |                     |                     |                |                |                       |                       | M. Concepción Gallicioli y Hernández (∞?) | M. Concepción Gallicioli y Hernández (∞?) | M. Concepción Gallicioli y Hernández (∞?) | M. Concepción Gallicioli y Hernández (∞?) | M. Concepción Gallicioli y Hernández (∞?) | M. Concepción Gallicioli y Hernández (∞?) |                      |                      |                |                |                |                |  |  |                 |                 |                 |                 |                 |                 |
|                     |                     |                     |                     |                        |                        |                           |                           |                           |                           |                           |                           |                     |                     |                |                |                       |                       |                                           |                                           |                                           |                                           |                                           |                                           |                      |                      |                |                |                |                |  |  |                 |                 |                 |                 |                 |                 |
|                     |                     |                     |                     | M.Narcisa Calonje (∞?) | M.Narcisa Calonje (∞?) | M.Narcisa Calonje (∞?)    | M.Narcisa Calonje (∞?)    | M.Narcisa Calonje (∞?)    | M.Narcisa Calonje (∞?)    |                           |                           | Fernando (?-?)      | Fernando (?-?)      | Fernando (?-?) | Fernando (?-?) | Fernando (?-?)        | Fernando (?-?)        |                                           |                                           | M.Amparo Abenza (∞?)                      | M.Amparo Abenza (∞?)                      | M.Amparo Abenza (∞?)                      | M.Amparo Abenza (∞?)                      | M.Amparo Abenza (∞?) | M.Amparo Abenza (∞?) |                |                |                |                |  |  |                 |                 |                 |                 |                 |                 |
|                     |                     |                     |                     | M.Narcisa Calonje (∞?) | M.Narcisa Calonje (∞?) | M.Narcisa Calonje (∞?)    | M.Narcisa Calonje (∞?)    | M.Narcisa Calonje (∞?)    | M.Narcisa Calonje (∞?)    |                           |                           | Fernando (?-?)      | Fernando (?-?)      | Fernando (?-?) | Fernando (?-?) | Fernando (?-?)        | Fernando (?-?)        |                                           |                                           | M.Amparo Abenza (∞?)                      | M.Amparo Abenza (∞?)                      | M.Amparo Abenza (∞?)                      | M.Amparo Abenza (∞?)                      | M.Amparo Abenza (∞?) | M.Amparo Abenza (∞?) |                |                |                |                |  |  |                 |                 |                 |                 |                 |                 |
|                     |                     |                     |                     |                        |                        |                           |                           |                           |                           |                           |                           |                     |                     |                |                |                       |                       |                                           |                                           |                                           |                                           |                                           |                                           |                      |                      |                |                |                |                |  |  |                 |                 |                 |                 |                 |                 |
|                     |                     |                     |                     |                        |                        |                           |                           |                           |                           |                           |                           |                     |                     |                |                |                       |                       |                                           |                                           |                                           |                                           |                                           |                                           |                      |                      |                |                |                |                |  |  |                 |                 |                 |                 |                 |                 |
| Concepción (1844-?) | Concepción (1844-?) | Concepción (1844-?) | Concepción (1844-?) | Concepción (1844-?)    | Concepción (1844-?)    |                           |                           | Alfredo (1845-1907)       | Alfredo (1845-1907)       | Alfredo (1845-1907)       | Alfredo (1845-1907)       | Alfredo (1845-1907) | Alfredo (1845-1907) |                |                | Maria Juliana (†1847) | Maria Juliana (†1847) | Maria Juliana (†1847)                     | Maria Juliana (†1847)                     | Maria Juliana (†1847)                     | Maria Juliana (†1847)                     |                                           |                                           | Luisa (1848-?)       | Luisa (1848-?)       | Luisa (1848-?) | Luisa (1848-?) | Luisa (1848-?) | Luisa (1848-?) |  |  | Josefa (1854-?) | Josefa (1854-?) | Josefa (1854-?) | Josefa (1854-?) | Josefa (1854-?) | Josefa (1854-?) |

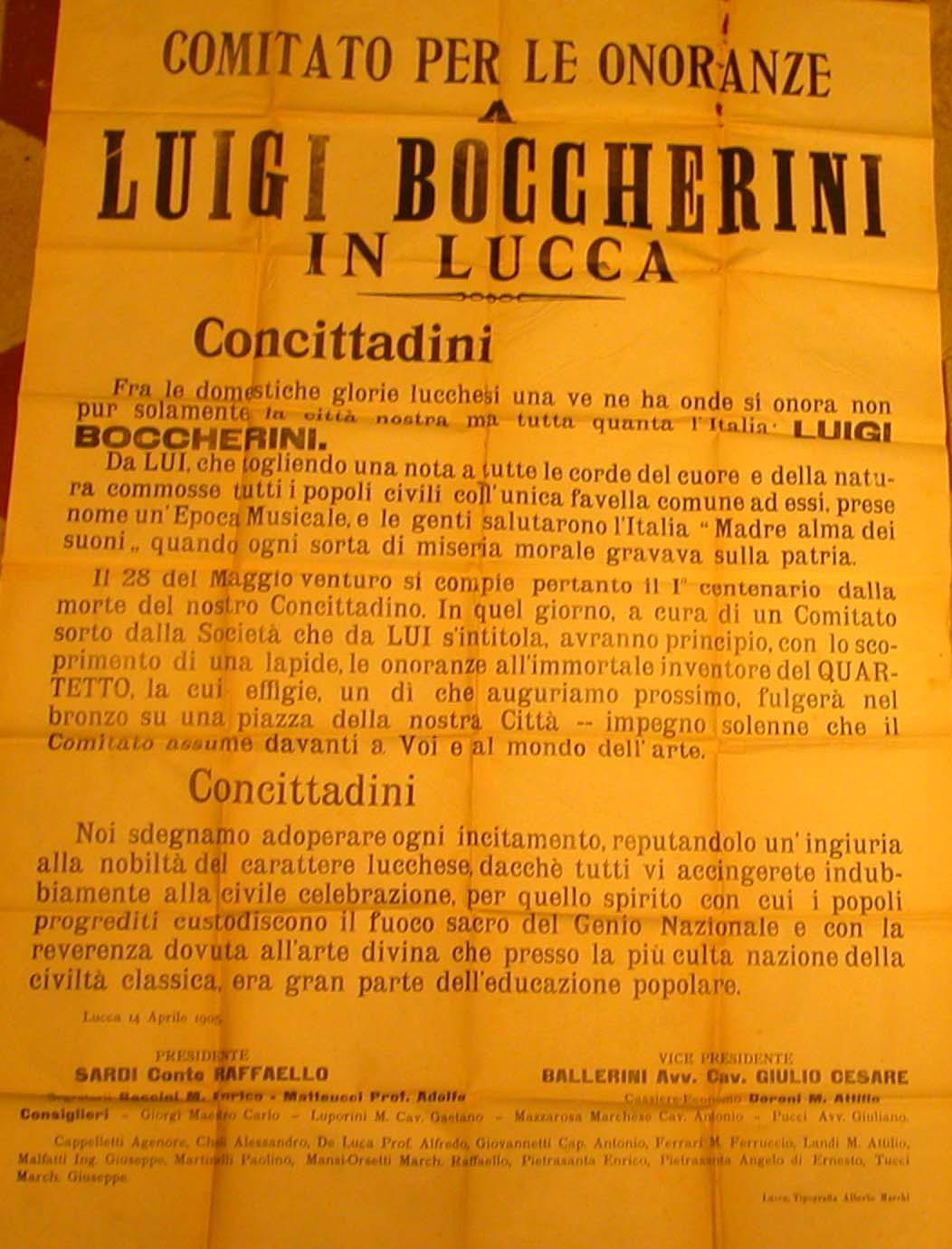
Affiche en date du 14 avril 1905 annonçant la célébration du centenaire de Luigi Boccherini l'« inventore del quartetto », à Lucques.
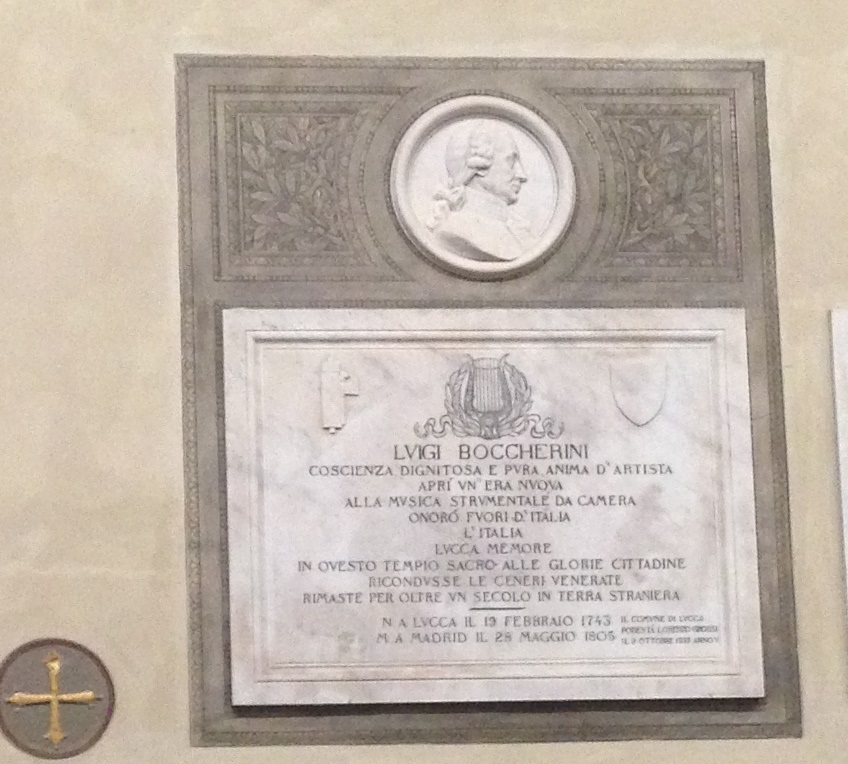
Plaque honorant Luigi Boccherini, « coscienza dignitosa e pura anima d'artista aprì un'era nuova alla musica strumentale da camera », (1927). Église San Francesco, Lucques.
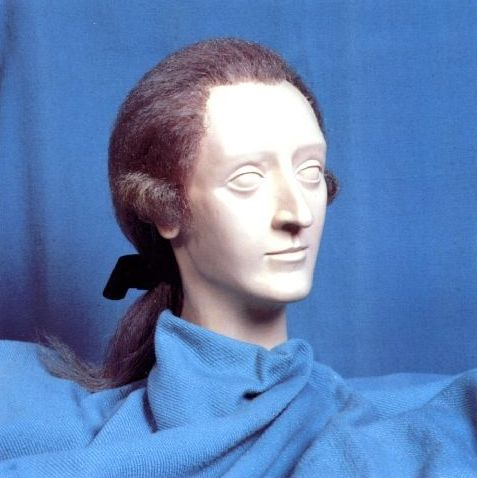
Reconstitution morphologique du visage de Boccherini à partir de son crâne (1994). Istituto Storico Lucchese.

### Frise chronologique
Né 11 ans après J. Haydn (1732-1809), Boccherini a 13 ans à la naissance de Mozart (1756). Après le début d'une carrière itinérante à Vienne, dans son Italie natale et à Paris, il sert la Cour espagnole ou la noblesse pendant près de 37 ans.

## Renaissances de Boccherini
Plusieurs étapes jalonnent la redécouverte de Boccherini. D'abord des ouvrages, puis la réédition des partitions, enfin plus proche de nous l'enregistrement de ses œuvres.

### Études et biographes

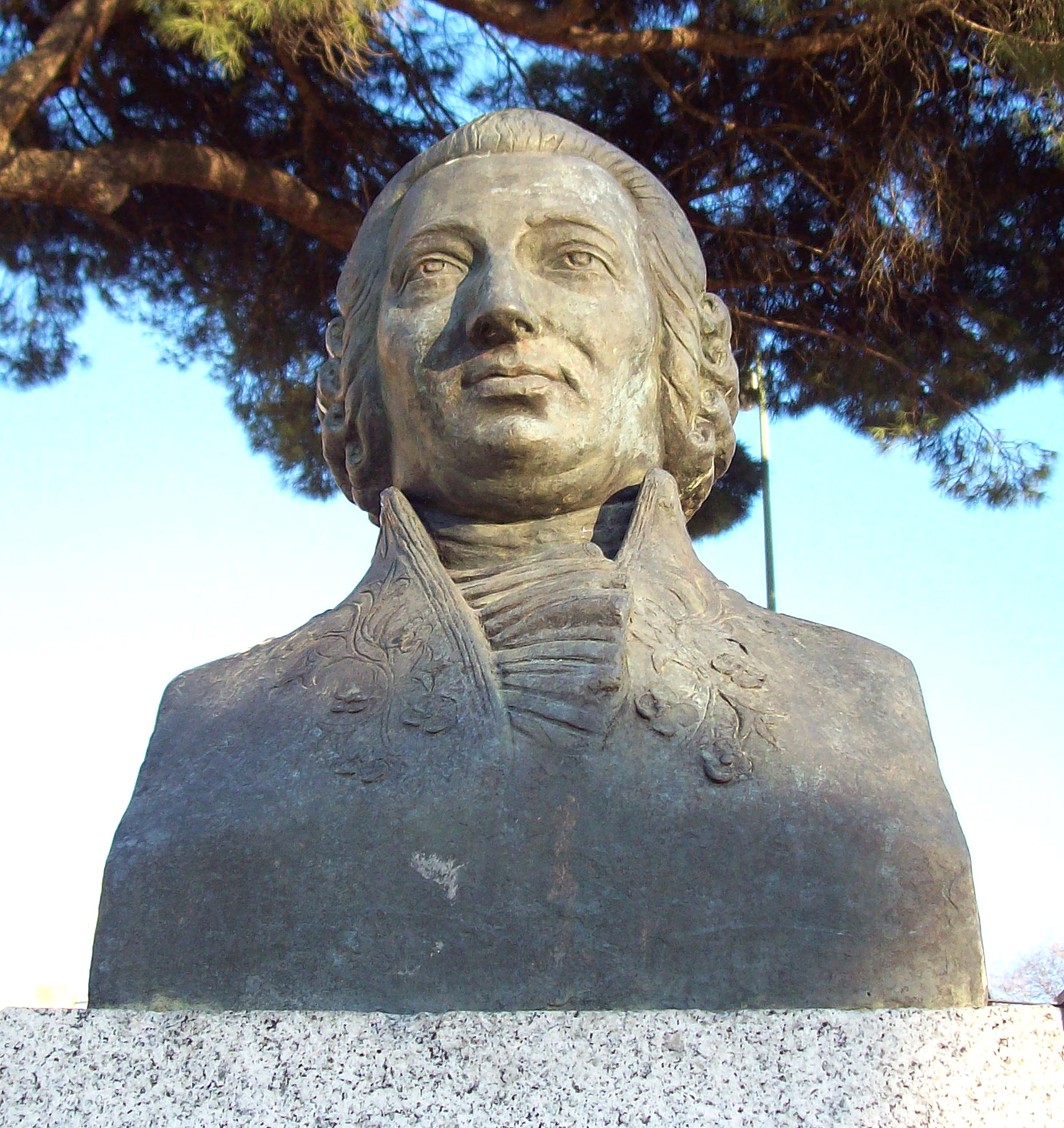
Buste en bronze de Rita Marsili dans un jardin de Madrid, Cuesta de la Vega. Offert par la ville de Lucques et inauguré le 12 mai 1966. Le jardin porte le nom de Glorieta de Boccherini.Derrière le buste, où coule une fontaine, une plaque a été apposée avec la fameuse phrase de J-B. Cartier, déjà citée, mais dans sa version espagnole : Si Dios quisiera hablar a los hombres se serviría de la música de Haydn, pero si quisiera oir música, elegiría sin duda la de Boccherini.

La première biographie de Luigi Boccherini, parue à Paris en 1851, est celle de Louis Picquot : Notice sur la vie et les œuvres de Luigi Boccherini, suivie du catalogue raisonné de toutes ses œuvres, tant publiées qu'inédites. Elle est rééditée en 1930 par Georges de Saint-Foix avec une importante préface et une actualisation des connaissances.
En 1864, est publiée à Lucques sa première biographie en italien : Cenni intorno alla Vita e le Opere di Luigi Boccherini due au Lucquois Domenico Agostino Cerù, amateur de musique et bibliophile, suivie en 1879 par celle de son arrière-petit-fils, Don Alfredo Boccherini y Calonje, Luis Boccherini. Apuntes biográficos y catálogo de las obras de este célebre maestro publicados por su biznieto , à Madrid. Ce dernier ouvrage, d'une trentaine de pages contient un catalogue des œuvres du compositeur par numéros d'opus, sans doute une copie de l'original disparu pendant la Guerre d'Espagne. Mais il faut attendre la seconde moitié du XXe siècle pour que des études savantes étudient en profondeur l'homme et sa musique – malheureusement, après la destruction des archives de la famille Boccherini en 1936, pendant la guerre civile.

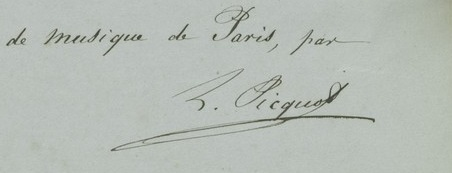
Signature de Louis Picquot sur la page de garde de sa Collection des 20 Quintetti inédits de L. Boccherini, recopiés par ses soins en 1851.

À ce titre des ouvrages comme ceux de Germaine de Rothschild ou d'Yves Gérard s'avèrent déterminants pour une meilleure compréhension du compositeur.
Actuellement, un nouvel élan dans les recherches et les publications le concernant se dessine grâce entre autres au  Centro Studi Luigi Boccherini  en Italie et l'  Asociación Luigi Boccherini en Espagne.
Par le décret ministériel du 27 avril 2006, les œuvres complètes (Opera Omnia) de Boccherini ont été promues Édition Nationale Italienne. Son comité scientifique se compose de Theophil Antonicek (Vienne), Sergio Durante (Padoue), Ludwig Finscher (Heidelberg), Roberto Illiano (Lucques — secrétaire trésorier), Miguel Angel Marin (Madrid), Fulvia Morabito (Lucques), Rudolf Rasch (Utrecht), Luca Sala (Paris), Massimiliano Sala (Lucques), Andrea Schiavina (Bologne) et enfin de Christian Speck (Koblenz-Landau) son président. Il a pour objectif l'édition complète de sa musique ainsi que l'étude, l'analyse, les recherches les plus récentes se rapportant au compositeur et à son univers,.
L'Institut supérieur d'études musicales de la ville de Lucques porte son nom.
Sur la Piazza del Suffragio, qui lui fait face, une statue en bronze représentant Boccherini assis jouant du violoncelle (2005), œuvre de l'artiste néerlandaise Daphné Du Barry (née en 1950) est inaugurée en 2008,.

### Au disque

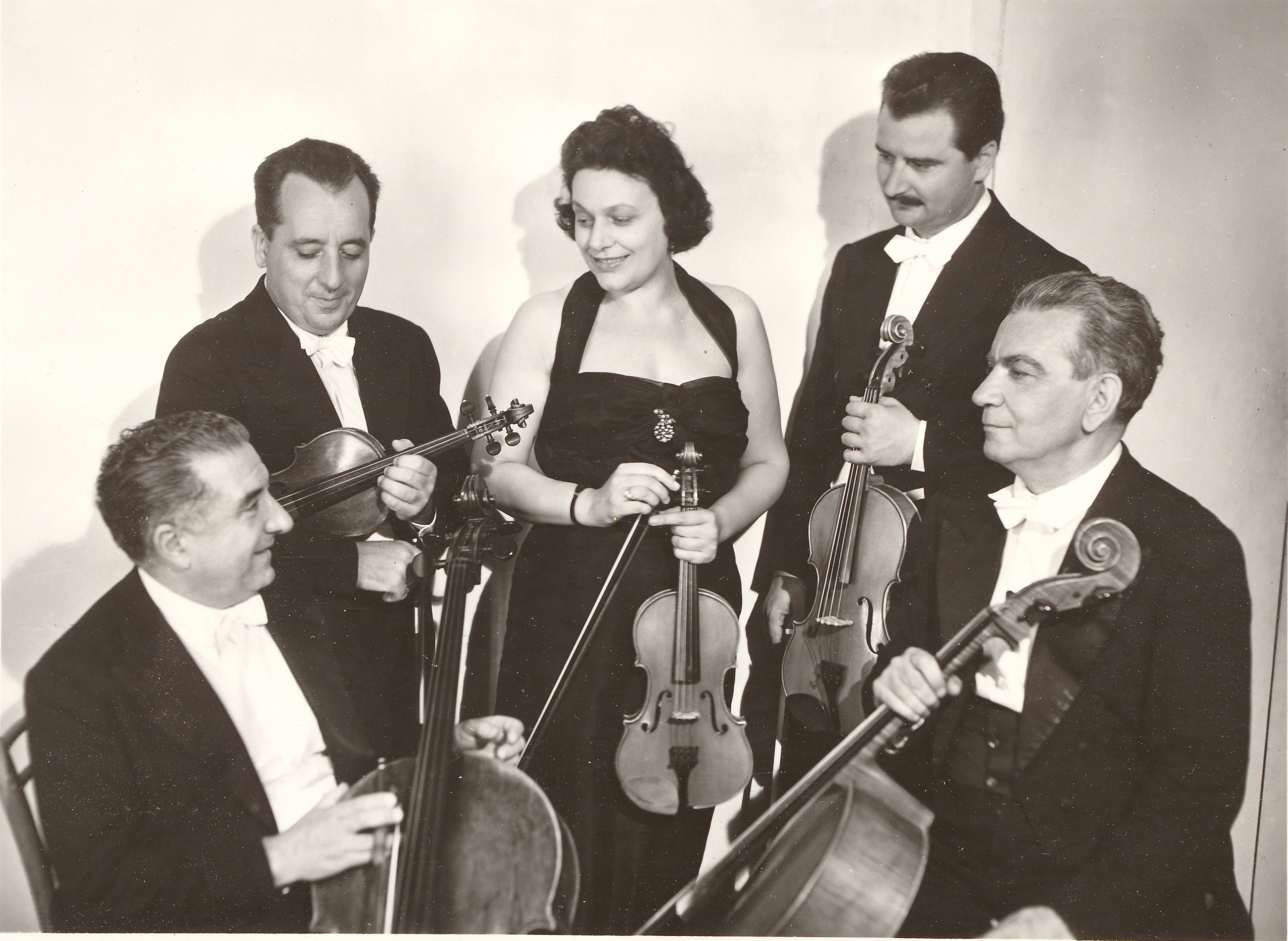
Le Quintetto Boccherini (Nerio Brunelli, Guido Mozzato, Pina Carmirelli, Luigi Sagrati, Arturo Bonucci) dans les années 1950.

Le premier enregistrement d'une œuvre de Boccherini — hormis le Menuet — est, selon la BnF, le Trio à cordes op. 14 no 6 
[G.100] (1772) par le Trio Pasquier, en 1943. Alors que toujours pour « L'Anthologie sonore », est gravée l'interprétation de Pierre Fournier et du Quatuor Pascal dans le quatuor opus 1 no 2. Pablo Casals se produit dans le concerto en si-bémol majeur [G.482] (arr. Friedrich Grützmacher), avec le London Symphony Orchestra sous la direction de Ronald Landon en mai 1938 pour HMV. L'année suivante Antal Doráti dirige un ballet intitulé « Scuola di ballo », composé de pièces orchestrées et arrangées par Jean Françaix pour Columbia.
En 1949, la fondation à Rome du Quintetto Boccherini, composé d'Arrigo Pelliccia et Guido Mozzato aux violons, Luigi Sagrati et Renzo Sabatini aux altos et Arturo Bonucci et Nerio Brunelli aux violoncelles, sous l'impulsion de Pina Carmirelli et Arturo Bonucci ouvre de nouvelles perspectives en se donnant pour mission l'enregistrement et la diffusion d'une musique jusqu'alors négligée.
De nos jours, Alessandro Dozio résume en quelques mots la situation discographique de Boccherini par rapport à celle d'autres compositeurs de la même époque : « Alors que plusieurs interprétations — par exemple — de l'intégrale des quatuors de Haydn sont disponibles sur un marché parfois pléthorique, la discographie de Boccherini présente des lacunes importantes ; aucun enregistrement complet de ses trios, quatuors et quintettes n'a été réalisé à ce jour ».
L'ensemble italien de musique de chambre, La Magnifica Comunità, a gravé de nombreux quintettes à cordes avec deux violoncelles sous le label Brilliant Classics au sein d'une intégrale Boccherini poursuivie actuellement par I Virtuosi della Rotonda.

Créée en 2012, une station espagnole de radiodiffusions sur Internet est exclusivement consacrée à la musique de Boccherini.

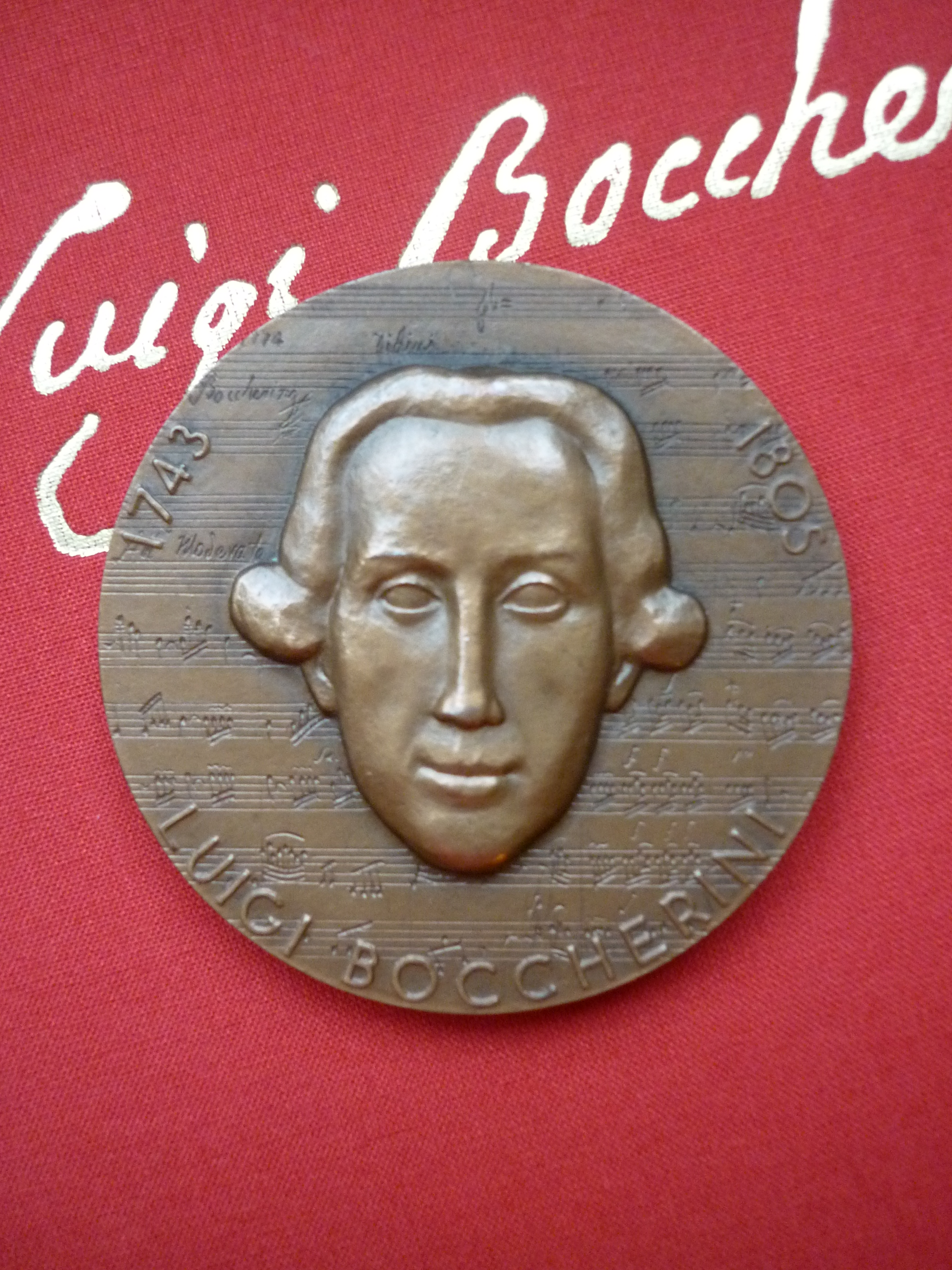
Médaille en bronze à l'effigie de Luigi Boccherini réalisée en 1972 par Marcel Renard.
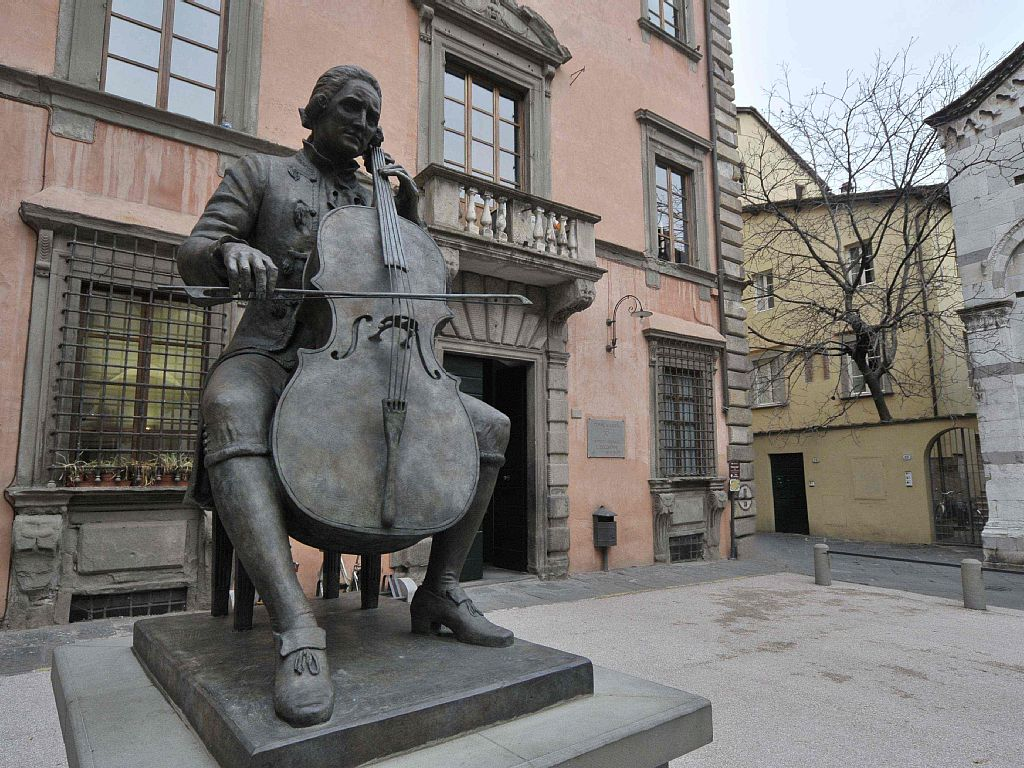
Luigi Boccherini par Daphné Du Barry, Piazza del Suffragio, Lucques (2005).
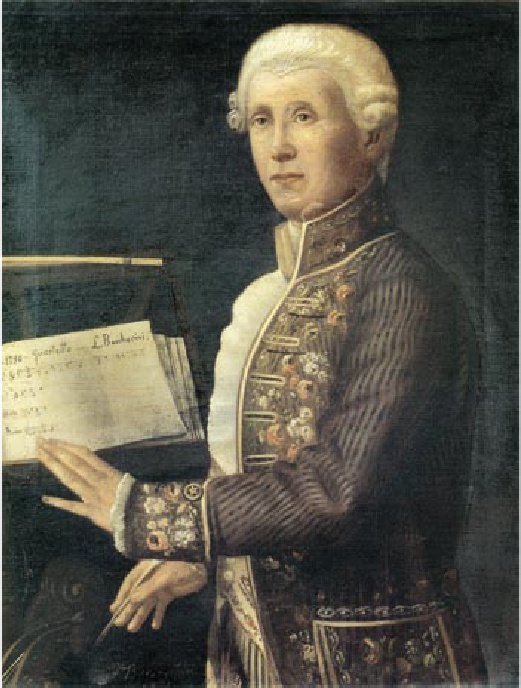
Francesco Barsocchini, Portrait de Boccherini, 1871, huile sur toile. Collection de l'Institut musical Luigi Boccherini, Lucques.

## Style
Le style musical de Boccherini, de ses premières œuvres à ses dernières est d'une grande unité et immédiatement reconnaissable à l'oreille. Après avoir précisé son originalité avec quelques citations à travers deux siècles de commentaires, sont discutés successivement : les liens entre Haydn et Boccherini, l'apport de l'Espagne dans sa musique et enfin, son usage de la forme cyclique.

### Spécificité et originalité

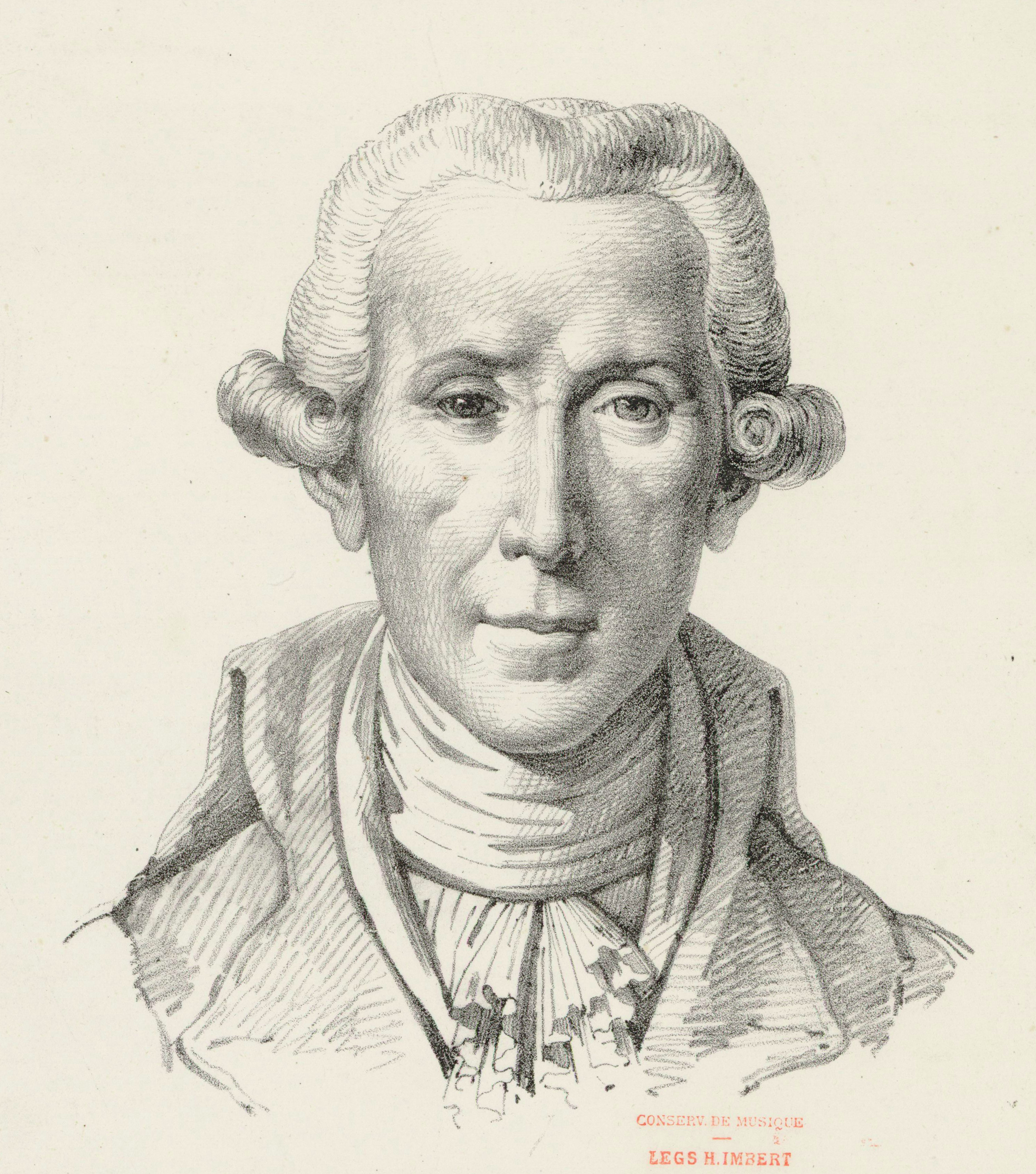
Dessin au crayon par Jacques Féréol Mazas (1782–1849). Mazas a étudié le violon avec Pierre Baillot à Paris. Dans le premier tiers du XIXe siècle il voyage à travers l'Europe et séjourne en Espagne pendant deux ans. C'est à cette occasion qu'il croque un buste. Mais d'après Jean-Baptiste Cartier, Mazas a pris pour modèle, non celui de Boccherini, mais un buste de Haydn.

Le musicologue Ludwig Finscher, éditeur de Boccherini, explique ce qui change à la fin du XXe siècle dans la perception du rapport entre Haydn et Boccherini :

« Parmi les compositeurs importants du XVIIIe siècle, c'est certainement à Boccherini que l'histoire a fait le plus de tort. […] La recherche et la pratique musicales commencent lentement à découvrir l'autre Boccherini : le contemporain et, à maints égards, le rival de Haydn, dont l'importance historique et esthétique commence à se faire sentir. »

— Ludwig Finscher, 1977.
Ce constat est récurrent depuis que Charles Burney, dans le dernier quart du XVIIIe siècle, avait posé le problème en des termes plus généraux :

« Les Italiens ont tendance à pécher par négligence, et les Allemands par complication, car la musique, pour les premiers, semble un jeu, et pour les seconds, un travail. Les Italiens n’ont sans doute pas leur pareil pour badiner avec grâce, de même que les Allemands détiennent seuls le pouvoir de rendre l’effort agréable. »

— Charles Burney, 1775.
ou encore du même, un jugement qui laisse transparaître tout son enthousiasme :

« ... bien qu'il compose peu actuellement, il a livré aux instrumentistes à cordes et aux mélomanes plus de compositions de qualité que n'importe quel grand musicien de notre époque, Haydn excepté. Son style est à la fois alerte, magistral et élégant. On trouve tous les styles dans son œuvre, des styles correspondant toujours exactement au caractère spécifique des instruments pour lesquels il écrit ; il occupe ainsi l'une des premières places parmi les plus grands compositeurs ayant écrit pour le violon ou le violoncelle. »

— Charles Burney, 1789.

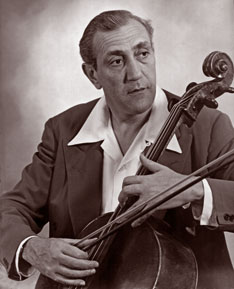
Aux yeux de Gregor Piatigorsky, Boccherini est le plus grand violoncelliste de tous les temps. Conscient de sa valeur et de la négligence dont souffre jusqu'à présent son œuvre, il n'hésite pas à convaincre sa belle-mère, Germaine de Rothschild d'entreprendre la biographie du compositeur.

Un peu plus tard, dans la première moitié du XIXe siècle, François-Joseph Fétis se fait l'écho, avec quelque exagération, de son originalité et de sa fragilité : 

« Jamais compositeur n'eut plus que Boccherini le mérite de l'originalité : ses idées sont tout individuelles, et ses ouvrages sont si remarquables sous ce rapport, qu'on serait tenté de croire qu'il ne connaissait point d'autre musique que la sienne. [...] Bientôt cette musique ravissante sera tombée dans un profond oubli ; car le nombre d'amateurs intelligents qui la connaissent et en sentent les beautés diminue chaque jour. Je fais ce qui est en mon pouvoir pour en perpétuer le souvenir, en la faisant exécuter par les jeunes artistes du Conservatoire de Bruxelles ; mais bientôt je ne serai plus : Dieu sait ce qui en adviendra quand j'aurai fermé les yeux. »

— François-Joseph Fétis, Biographie universelle des musiciens, 1844.

Mais le rendu soyeux de sa musique est aussi noté par D'Annunzio dans une page de son roman L'Enfant de volupté, où il évoque l'audition d'un quintette : 

« ...il m'a semblé magnifique, très neuf, plein d'épisodes inattendus. Je me rappelle fort bien qu'en certains passages le quintette était ramené au duo par l'emploi de l'unisson ; mais les effets produits par la différence des timbres étaient d'une finesse extraordinaire. Je n'ai rien retrouvé de semblable dans aucune autre composition instrumentale. »

— Gabriele D'Annunzio, Il Piacere, 1889.
En revanche, Louis Spohr, après avoir entendu un quintette de Boccherini à Paris — où il se trouve en 1821 —, s'exclama : « Je pense que cela ne mérite pas le nom de musique ! ».
La musicologie n'est pas tendre avec la production boccherinienne. Des ouvrages savants consacrent des dizaines de pages à Mozart et Haydn et expédient Boccherini en quelques lignes. Charles Rosen dans son livre sur le style classique « ne mentionne Boccherini qu'à la dérobade, uniquement pour rabaisser » : « travaux agréables mais insipides », musique « falote et anodine ». Joël-Marie Fauquet redresse la situation en arguant que ces allusions défavorables, « loin de nuire au musicien, soulignent ce qui le singularise. Car Boccherini a su préserver l'intégrité d'une approche de la musique qui se réclame moins de la dialectique classique utilisée par Haydn et Mozart que de la résonance, de l'impression, de l'humeur, de tout ce qui créer un univers sonore à soi, reconnaissable entre tous […] ».

### Haydn et Boccherini

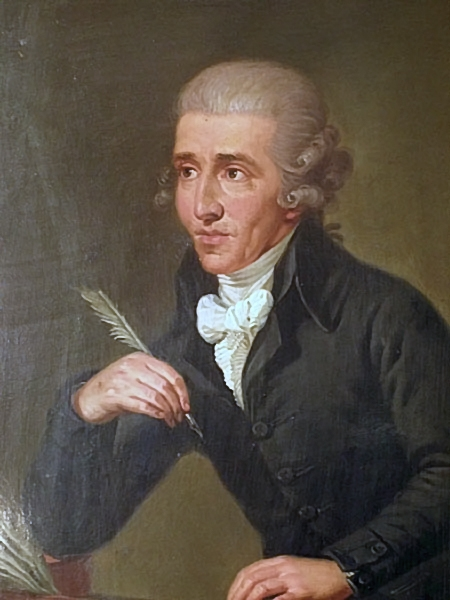
Portrait de Joseph Haydn par Ludwig Guttenbrunn (c. 1770).

Anner Bylsma, le violoncelliste néerlandais qui a consacré plusieurs disques au musicien italien et joué aussi bien les concertos et la musique de chambre de Haydn que ceux de l'Italien, confie son opinion sur le caractère de sa musique, là aussi, en comparaison avec l'Autrichien :

« Comparé à Haydn, qu'il respectait beaucoup, Boccherini est un producteur de son plutôt qu'un architecte. Il n'a aucun scrupule a répéter plusieurs fois le même élément, simplement pour la beauté des sons. En fait Boccherini compose des couleurs – j'aimerais parfois l'appeler le premier impressionniste. Lorsqu'on joue ses quintettes — qui sont à mes yeux le chef-d'œuvre de sa production — l'un joue une corde pleine, l'autre un pizzicato, et tout devient couleur et béatitude. Certes, il y avait aussi des couleurs déplaisantes (un commentaire privé sur l'interprétation d'une sonate par Boccherini lui-même à Paris, qualifie son jeu de « Rauque »). Pour que l'éventail des couleurs puisse se déployer entièrement, il est préférable de jouer Boccherini sur un instrument d'époque à cordes de boyaux. »

L'admiration de Boccherini pour Haydn, évoquée par Anner Bylsma, était réciproque entre les deux compositeurs. Leur contemporain, le violoniste lucquois Giuseppe Puppo se fait ainsi l'écho de leur estime mutuelle par le surnom de « la femme d'Haydn », donné à son compatriote. Ce qui peut aussi se comprendre comme une comparaison entre deux styles de composition différents : Boccherini étant davantage soucieux d'une musique à la sensualité sonore, au charme insouciant ; alors que Haydn plutôt préoccupé par sa construction. Malgré des buts artistiques qui diffèrent, leur estime se manifeste dans trois lettres adressées à l'éditeur viennois Artaria,, : deux de Haydn pour Boccherini datées respectivement du 27 mai 1781 et du mois d'août 1782 et une fragmentaire de Boccherini pour Haydn datée de février 1781 dans laquelle il écrit :

« […] si parmi Vos Seigneuries il se trouvait quelqu'un (ce que je crois probable) qui connaisse Monsieur Giuseppe Haidn  [sic] écrivain admiré au plus haut point par moi et par tout le monde, qu'il veuille bien lui présenter mes respects et lui dire que je suis un de ses plus passionnés appréciateurs et admirateurs aussi bien de son génie que de ses compositions musicales auxquelles on rend ici tout l'estime qu'en pleine justice elles méritent[…] »

— Luigi Boccherini, lettre à Artaria,,,.

### Boccherini et l'Espagne
À l'instar de plusieurs compatriotes (Viotti, Clementi, Cherubini...), Boccherini passe la majeure partie de sa vie créatrice en dehors de sa terre natale, comme l'avaient fait avant lui Francesco Corselli et Domenico Scarlatti, en Espagne. Son pays d'adoption devient très vite une seconde patrie pour lui. En témoignent, certains documents portant sa signature en Luis en lieu et place du Luigi italien et les prénoms choisis pour ses enfants : Joaquina, Josef Mariano, etc. Aussi, il est raisonnable de penser que son assimilation au mode de vie en général, et aux us et coutumes hispaniques, en particulier, en passant par une langue somme toute proche de la sienne, se soit réalisée dans d'assez bonnes conditions.

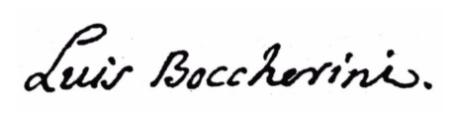
Signature de Luigi Boccherini en Espagne,.

 D'autre part, comme l'a bien rappelé Lluís Bertran, loin d'être musicalement un lieu stérile comme on s'est longtemps plu à la dépeindre, la Cour d'Espagne de la seconde moitié du XVIIIe siècle est au contraire un milieu dans lequel se croisent influences et créations,.

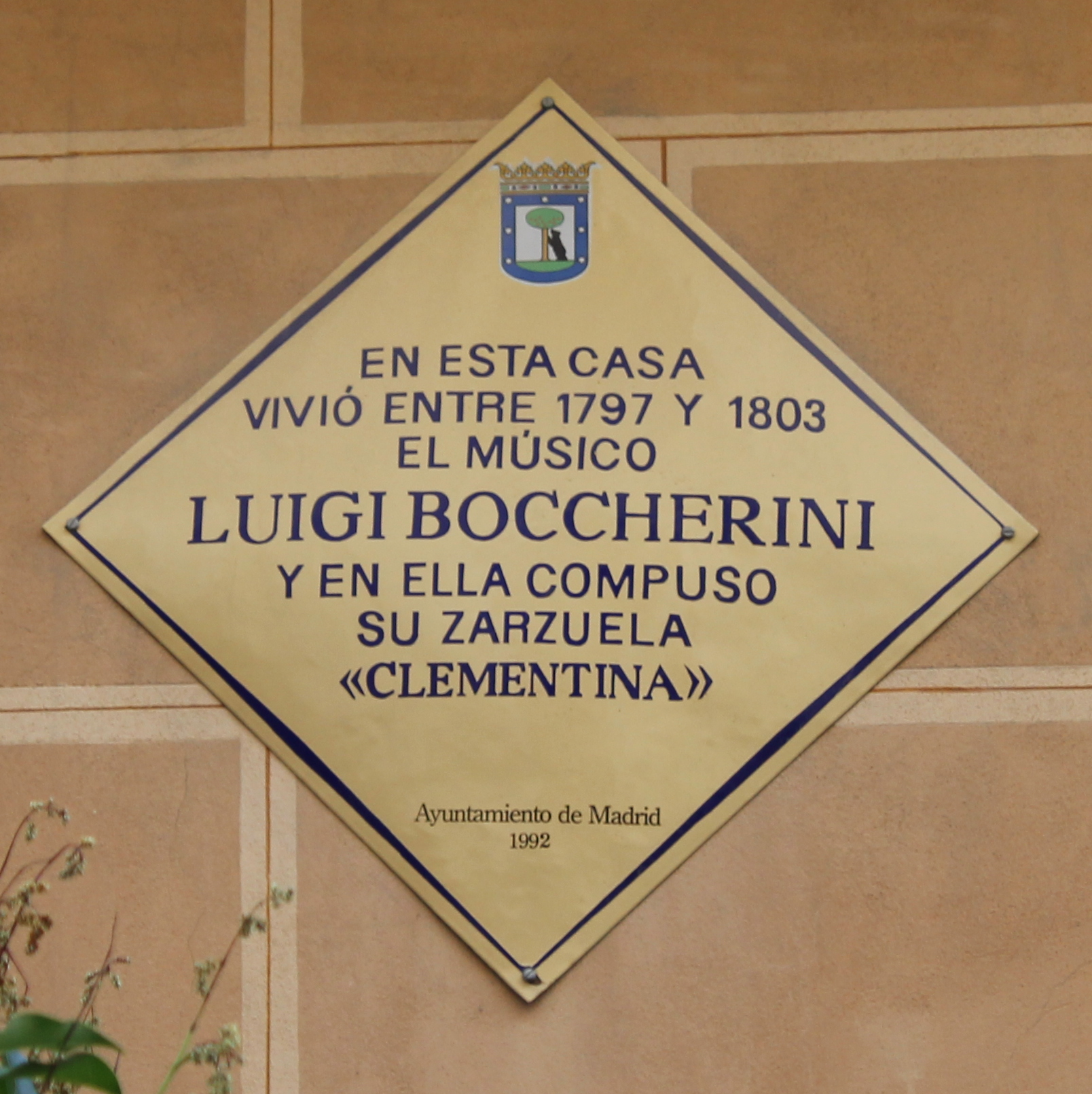
Plaque apposée en 1992 au no 26 de la Calle de la Madera, à Madrid. Boccherini habite en réalité au no 18, entre 1787 et 1802. Sa zarzuela est composée dans une maison précédemment située Plazuela de San Ginés.

Sa démarche compositionnelle en terre ibérique, quant à elle, procède d'un double mouvement : celui d'enrichir par son langage l'idiome musical tel qu'il le découvre dans les rythmes de danses populaires, de même que celui qu'il apporte, de par sa culture baroque héritée d'un Corelli ou d'un Sammartini, aux musiciens espagnols. Ce dernier aspect est bien mis en relief par une lettre adressée à Pleyel dans laquelle Boccherini lui recommande le compositeur espagnol Carlos Francisco Almeyda, à moins qu'il ne s'agisse du Portugais Joao Pedro Almeida Motta,, en ces termes :

« Un compositeur qui habite Madrid, qui s'appelle don Giovanni Pietro Almeyda, m'a prié de vous proposer quelques unes de ses œuvres qui comprennent 10 opus de Grands Quatuors et 4 opus de petits Trios […] Le style de l'auteur en question est très bien, étant un mélange de Haydn, Pleyel et Boccherini, mais ceci entre nous. »

— Boccherini à Pleyel, le 13 juillet 1797,,.
Un autre exemple, celui de Manuel Canales, dont les quatuors opus 1 publiés en 1774 à Madrid sont tout autant redevables à Haydn qu'à Boccherini.
D'un point de vue strictement musical, Boccherini intègre nettement les influences espagnoles à la fin des années 1760, lorsqu'il compose ses premières œuvres pour la Cour d'Espagne.
Refusant tout « flamenquisme » facile et inutile, Boccherini est capable de reprendre à son compte aussi bien les tournures mélodiques « naïves » que la géniale spontanéité de danses aux contours subtils et folkloriques, tels le fandango, la séguédille ou la tirana. D'après Emilio Moreno, il est possible d'entendre à travers sa production de chambre « les musiques du peuple madrilène, la tonadilla qui (le) fascinait tellement […] par sa simplicité, sa cohésion et sa force ». Mais il peut aussi recourir à de simples mélodies d'apparence banale comme la chanson enfantine qui ouvre le quintette opus 60 no 1. L'allusion à la musique espagnole et plus particulièrement madrilène se révèle évidente dans son quintette à cordes opus 30 no 6 intitulé La Musica Notturna delle strade di Madrid mais est bien plus constante quoiqu'en demi-teinte dans ses autres œuvres de musique de chambre. Qu'ils soient suggérés par un titre, composition généralement centrée autour d'une danse : La Folia (opus 40 no 1); Del Fandango (opus 40 no 2) « imitando il fandango che suona sulla chitarra il Padre Basilio » ; La Tiranna (opus 44 no 4), de galants menuets subtilement détournés en de véritables danses hispanisantes (opus 6 no 2), ou bien dans des Adagios où se devine un accompagnement à la guitare (opus 29 no 1, opus 64 no 1) ou encore dans des finales par leur rythme très proche du zapateado, Boccherini fait flèche de tout bois en se réappropriant ces apports populaires avec une science consommée dans l'art du rythme et des effets sonores. Mieux, il crée tout un « folklore » qui lui est personnel car reconstruit de l'intérieur, imaginé.

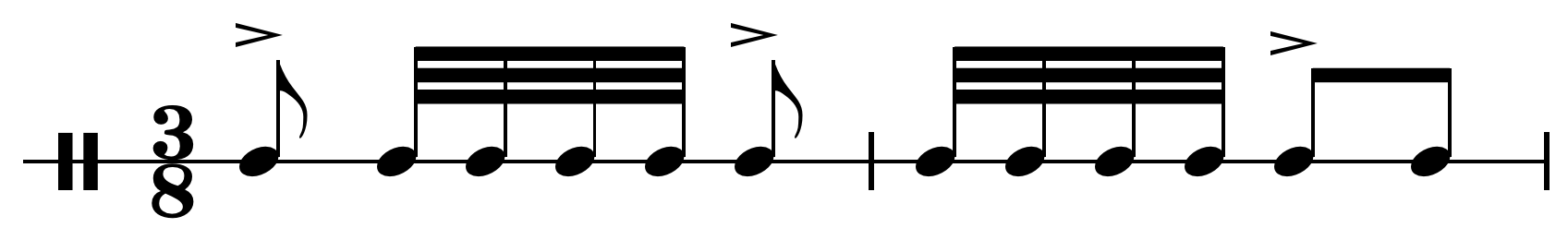
Rythme de fandango.

Mais c'est surtout avec le fandango que Boccherini se révèle le plus espagnol des compositeurs italiens. Tout en rappelant l'origine de cette danse, Matteo Giuggioni souligne le fait que le fandango est chargé dans la seconde moitié du XVIIIe siècle d'une valeur symbolique, devenant ainsi une forme d'expression d'un grand poids dans le cadre du mouvement de revendication d'identité soutenu par une partie importante de l'aristocratie espagnole et de la bourgeoisie, tout particulièrement celle de Madrid. De fait, cette danse connaît un succès extraordinaire dans les années postérieures à la seconde moitié du siècle. Tel qu'il est utilisé, le fandango de Boccherini « se caractérise notamment par un comportement harmonique typique, formé par l'alternance de pulsations à la dominante et de pulsations à la tonique, et de motifs rythmiques également typiques qui sont liés à l'intervention de moyens (instruments) tels que castagnettes populaires, tambourins, claquements rythmiques des doigts, des pieds (de talons : taconeado) ou des mains, etc. ».

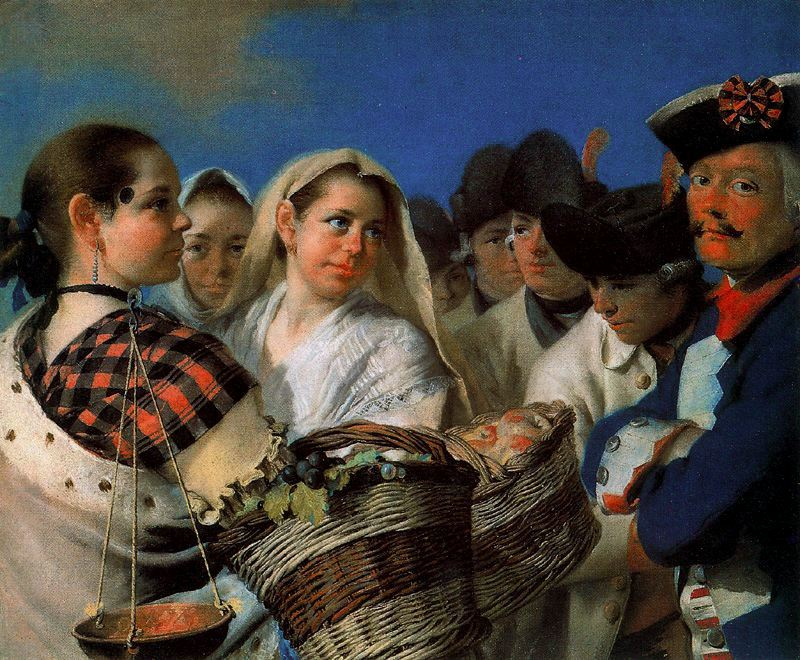
Tipos populares par Lorenzo Tiepolo (1736–1776).
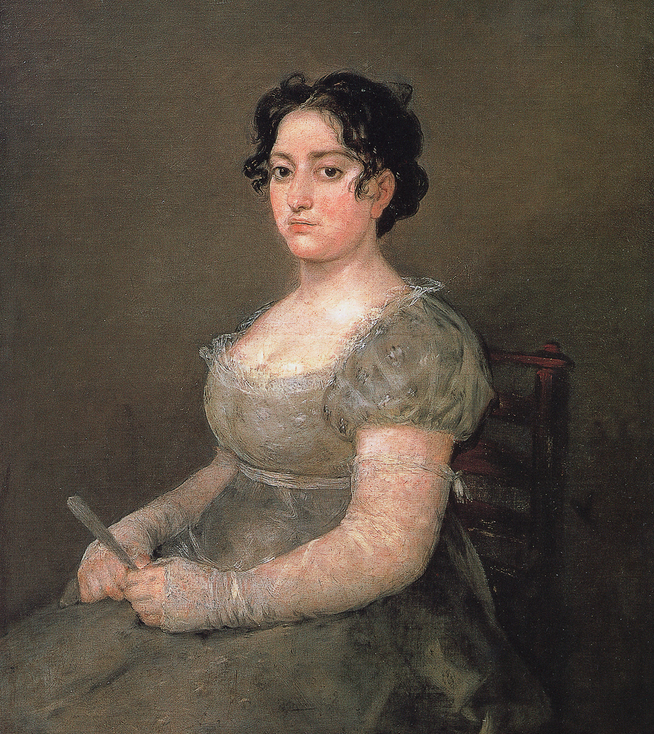
Francisco de Goya, Femme à l'éventail, c. 1805.
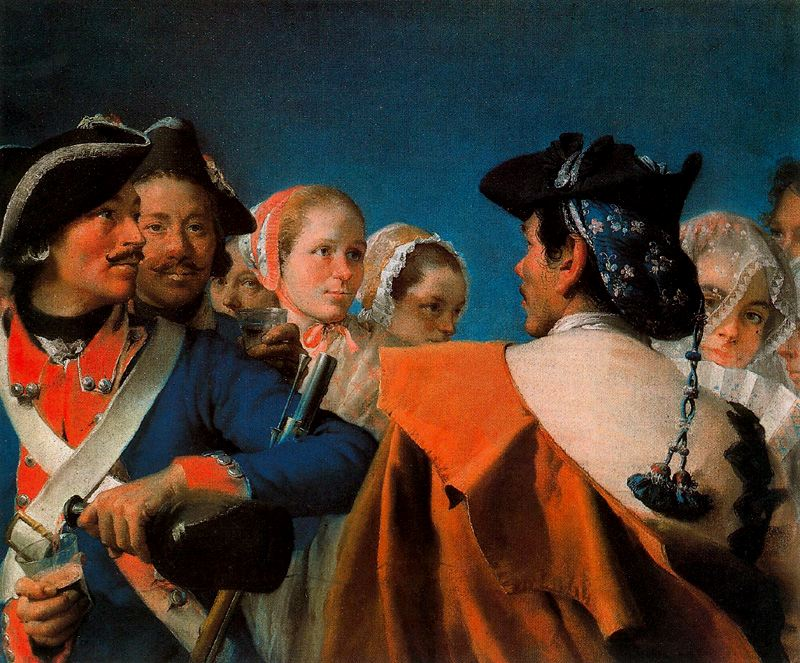
Tipos populares par Tiepolo.

### La forme cyclique
Comme le rappelle Timothy P. Noonan, la forme cyclique renvoie à la répétition, dans une même œuvre, d'un matériau sonore entendu dans un mouvement précédent. Dans la production instrumentale de Boccherini, la présence de « migrations » internes, du matériel thématique ou d'une reprise textuelle de section, est fréquente. Cette technique qui devait se développer tout au long du XIXe siècle avec Beethoven, Liszt, Franck entre autres, est plutôt rare à l'époque de Boccherini. Marco Mangani, du reste, n'hésite pas à qualifier l'utilisation qui en est faite par le compositeur comme « d'un cas unique dans le contexte de la production instrumentale du XVIIIe siècle ». À ce titre, Boccherini est considéré par les musicologues comme un pionnier du genre, quand il n'en est pas l'inventeur. Bathia Churgin a proposé une classification des modèles cycliques qui se retrouvent dans ses œuvres :
| forme                                                                                | commentaire | autres exemples |
| ------------------------------------------------------------------------------------ | --- | --- |
| Le thème d'un mouvement est répété à l'intérieur d'un autre mouvement                | Un thème peut être répété à l'intérieur d'un mouvement, comme c'est le cas dans le quintette à cordes en si bémol majeur op. 39 no 1 [G.337] : - Andante lento - Allegro vivo – Tempo di minuetto – Grave – Allegro vivo (Répétition) - Rondeau allegro non tanto – Minuetto – Rondeau (Répétition). | Autre forme de répétitions plus complexe : celui du quintette en la mineur op. 56 no 6 [G.412] où des reprises de mouvements partielles s'intercalent entre les autres mouvements.                                                                              |
| Répétition d'un module rythmique ou d'une figure mélodique d'un mouvement à un autre | Plus complexe est le modèle dans lequel les répétitions d'un module rythmique ou d'une figure mélodique se répondent d'un mouvement à l'autre. On trouve cette technique dans le menuet de la symphonie en do mineur, op. 41 [G.519], où Boccherini reprend par les voix inférieures, le même motif qui avait servi de contrepoint au thème principal du premier mouvement. | Dans le quintette en fa majeur op. 56 no 1 [G.407] : à la fin du Trio, le bref passage qui introduit la reprise du menuet rappelle le fragment mélodique du thème principal du premier mouvement.                                                               |
| Répétition d'une introduction lente avant le finale                                  | La forme cyclique a aussi l'avantage de conférer une unité organique à l'ensemble de l’œuvre ainsi terminée. Comme dans le cas de la répétition de l'introduction lente Andante sostenuto avant le finale de la symphonie en ré mineur op. 12 no 4 [G.506] donnant ainsi « […] l'impression […] d'un tout destiné à nous suggérer l'idée d'une scène coupée par divers épisodes, et qui reproduit avant la fin, en leur donnant un sens définitif, leur véritable sens, les péripéties du début. » | Le quintette à cordes en do majeur op. 51 no 2 [G.377] : reprise de la première section : Grave assai en format abrégé suivie de la seconde section : Allegro assai du premier mouvement.                                                                       |
| Utilisation de la seconde section du premier mouvement comme finale                  | L'exemple le plus représentatif est le célèbre quintette à cordes en ré majeur, opus 11 no 6 [G.276] (1771) « L’Uccelleria » où le développement et la réexposition du mouvement initial, Allegro giusto est reproduit à l'identique dans le quatrième mouvement. | Les quintettes à cordes, op. 25 no 4 [G.298], op. 28 no 2 [G.308] et le quatuor à cordes, op. 41 no 1 [G.214]. Dans la symphonie en la majeur, opus 12 no 6 [G.508], Boccherini intercale un Grave avant la reprise de la seconde partie du premier mouvement,. |

Marco Mangani souligne à juste titre qu'il ne faudrait pas voir dans ces répétitions un « expédient mécanique » ou un « moyen commode pour s'épargner du travail » mais au contraire, un effet de surprise subtilement calculé par Boccherini car inattendu de la part de l'auditeur.

## Œuvre

### Musique de chambre
- Première œuvre : 1760 (op. 1), G.77
- Dernière œuvre : 1804 (op. 64 no 2), G.249Catalogue :
- Sonates pour vlc. solo et B.c. : G.1–19, G.562–580 et 7 G. deest
- Sonates pour vln et clav. ou piano : G.25-30
- Duos pour vln : G.56–61 et G.62
- Duos pour vlc. : G.73–76 et G.571-572
- Trios à cordes : G.77–118
- Trios pour piano et cordes : G.143–154
- Quatuors à cordes : G.159–249
- Quintettes (2 vlc.) : G.265–377
- Quintettes avec cb. : G.337-339
- Quintettes (2 alt.) : G.391-402 (1 perdu)
- Quintettes avec piano : G.407–418
- Quintettes avec fl. ou htb. : G.419–442
- Quintettes avec guitare : G.445–451 et G.453
- Sextuors à cordes : G.454–459
- Sextuors avec flûte : G.461-466
- Sextuors et octuors pour cordes et vents : G.467-473 (3 perdus)

La musique de chambre occupe l'essentiel de l'œuvre de Luigi Boccherini. En particulier ses nombreux quintettes à cordes avec deux violoncelles, genre instrumental qui devait lui survivre et s'épanouir au XIXe siècle avec ceux de Cambini, George Onslow et Franz Schubert.

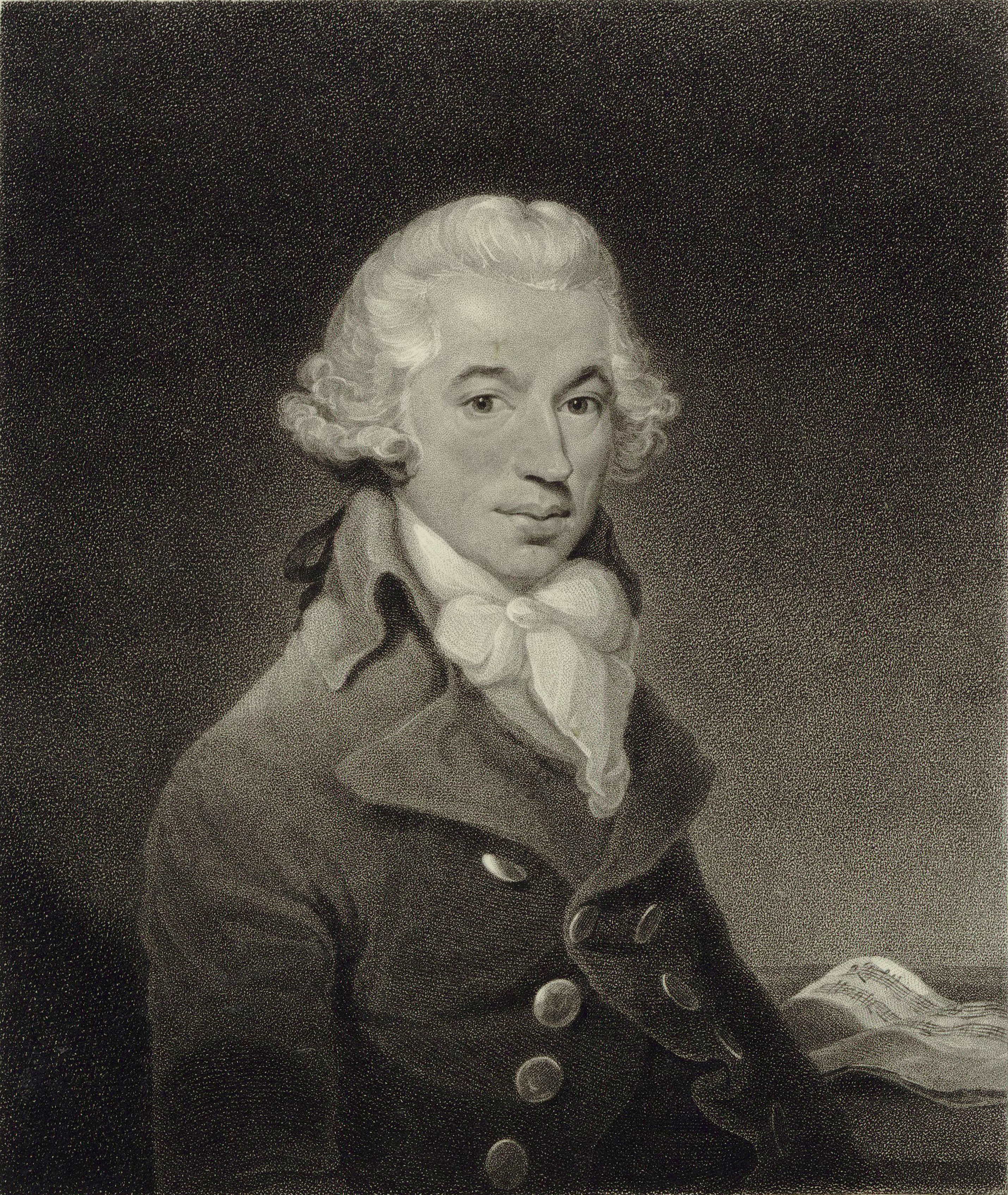
Le compositeur et éditeur de musique Ignace Joseph Pleyel, l'un des compositeurs le plus souvent joué vers 1800.

Du trio au sextuor, les opus se comptent par dizaines : 42 trios à cordes, 91 quatuors à cordes, 110 quintettes avec deux violoncelles (per due violoncelli obbligati) dont la composition s'étend de 1771 à 1795. Le musicien expérimente aussi d'autres combinaisons : 12 quintettes avec deux altos, 3 quintettes avec contrebasse, 6 sextuors à cordes. Suivant ce rapide inventaire, on admettrait volontiers que Boccherini affectionne les cordes et délaisse le piano. Mais il n'est pas oublié. Les 12 quintettes pour piano et cordes, dont six dédiés « à la Nation Française », sont dignes d'intérêt. De même que ceux destinés pour la flûte ou la guitare.
En ce qui concerne les quintettes avec deux violoncelles, leur quantité s'explique par des exigences liées à deux de ses mécènes : l'Infant d'Espagne don Luis et Frédéric-Guillaume II. Le premier possédait déjà un quatuor, auquel se joignit le violoncelliste italien. Le second, violoncelliste amateur, possédait assez d'aptitude technique pour jouer avec Duport. D'ailleurs, comme Boccherini l'explique à Pleyel, son éditeur parisien, il se considérait comme « obligé » d'écrire des œuvres pour deux violoncelles. Néanmoins, doté d'un réel sens autocritique et conscient de la valeur esthétique de ses productions dans ce domaine, il n'hésite pas à affirmer au même Pleyel :

« Je vous recommande ma musique : qu'elle reçoive une bonne exécution avant que vous ne la jugiez. Je vous recommande surtout deux quintettes qui font partie de l'opus 42, un en fa mineur [G.348], l'autre en sol mineur [G.351], ce sont ceux que je préfère. Je ne sais s'ils seront dignes d'être aussi préférés par vous, mais je voudrais l'espérer d'un connaisseur du vrai travail tel que vous l'êtes. »

— Boccherini à Pleyel, le 17 juillet 1797,,.

#### Sonates pour violoncelle solo (et basse)
- Nombre : 39
- Catalogue : G.1 à G.19, G.562-G.580, 7 G.deest
- Publ. partielle : c.1775

Une douzaine de concertos et une trentaine de sonates forment l’œuvre entièrement consacrée au violoncelle de Boccherini. Les sonates pour violoncelle (et basse) ont été composées en grande partie pour son usage personnel durant les voyages entrepris par Boccherini et son père Leopoldo à travers l'Europe. Aussi peuvent elles être tenues pour ses premières compositions.

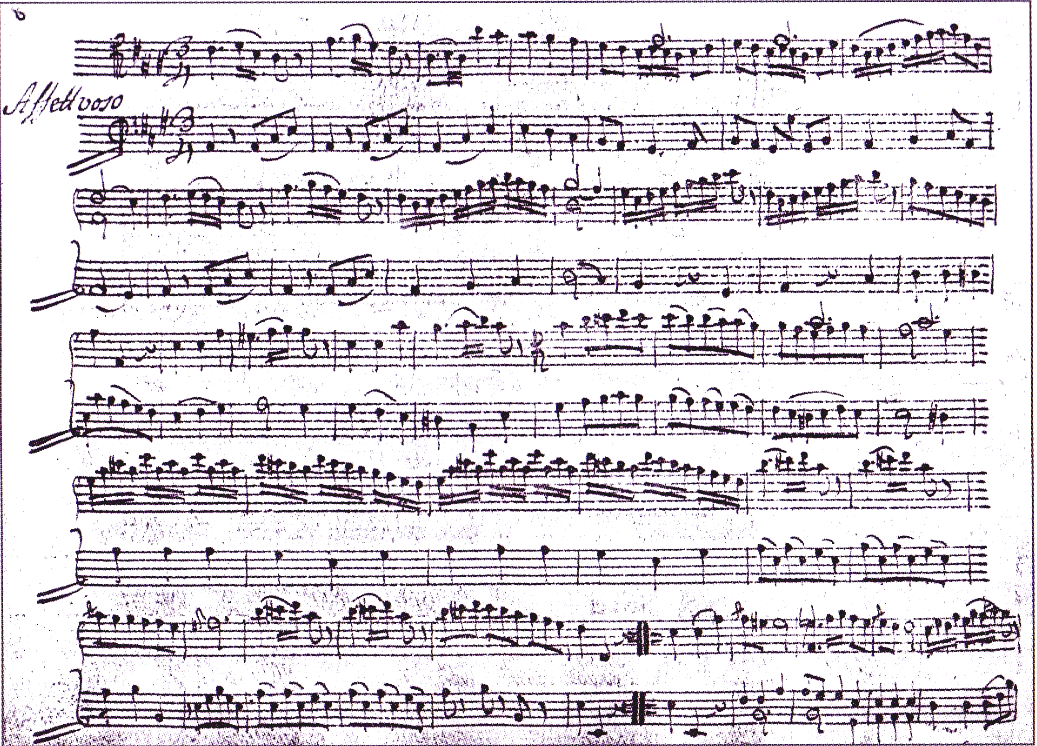
Manuscrit de la sonate en la majeur [G.4] (III. Affettuoso). La série a été composée à Vienne et comme les œuvres non destinées à la publication, elle ne figure pas dans le registre d'opus du musicien. Une autre sonate en la majeur, qui ne porte pas de numéro dans le catalogue Gérard, en raison de sa découverte tardive, est intitulée L’Impératrice, en dédicace à Marie Thérèse. C. Speck a publié l'œuvre en 1994.

Ces sonates nous sont parvenues à travers deux recueils de manuscrits préservés au Conservatoire « G. Verdi » de Milan d'où leur titre générique de « Sonates milanaises ». La première série est issue du recueil dit Noseda et contient 20 sonates, ce sont celles cataloguées par Yves Gérard portant les numéros G.1 à G.18 avec l'addition de G.2b et G.4b,. La seconde série, du livre dit Laterza rassemble 18 sonates notamment les G.565, G.565b, G.566 et plusieurs autres qui n'ont pas été incluses dans le catalogue Gérard G.deest. La plupart des copies ont été trouvées à Gênes, Florence, Prague, Dresde, Berlin, Liverpool, Graz; et seulement sept d'entre elles sont des copies isolées. Parmi l'ensemble de ce corpus, il a été confirmé que certaines sonates n'étaient pas de Boccherini. C'est le cas par exemple de la sonate en do majeur [G.3] attribuée au violoncelliste français Louis-Auguste Janson (né en 1749), frère de Jean-Baptiste (tout du moins les premier et troisième mouvements) et de la sonate en do majeur [G.7] attribuée au violoncelliste piémontais Gaetano Chiabrano (1725–1800). La sonate en do mineur [G.18] quant à elle, porte le titre de Sonata a Viola, ò violoncello solo.
En ce qui concerne les sonates portant le même numéro au catalogue Gérard, on peut remarquer que celle en la majeur [G.4] est pratiquement identique à [G.4b] à l'exception de son premier mouvement Allegro moderato qui est intitulé Allegro pour [G.4b] avec un registre et un phrasé différents. Celle en si bémol majeur [G.565], plus connue par le concerto pour violoncelle [G.482] dont seul le deuxième mouvement diffère, est une composition nouvelle qui n'a plus rien à voir avec G.565b. Alors que G.2 et G.2b se distinguent essentiellement par la façon dont sont traitées les parties de violoncelle et de basse. Tout comme G.565, le compositeur a souvent réutilisé le même matériau d'une sonate pour ses concertos pour violoncelle. Citons deux exemples, [G.13] pour le premier mouvement du concerto en la majeur [G.475] et [G.17] pour le deuxième mouvement du concerto en do majeur [G.477].
Enfin, pour s'en tenir aux caractéristiques générales de ces sonates, il est à observer que la basse est le plus souvent absente des copies ce qui pose un problème pour leur exécution. Comment comprendre le terme e basso ? Par qui Boccherini était-il accompagné ? Par la contrebasse de son père, par le violon de son ami Manfredi, par un clavecin ? Dans la section en mineur du Rondo de la sonate G.17, est portée l'indication suivante : punta d'arco al ponticello, p(ianissi)mo e strisciato, c'est-à-dire que la pointe de l'archet doit quasiment toucher le chevalet et le frotter très lentement. Le son ainsi produit est très sifflant, très aigu parfois faible. Pour le violoncelliste italien Luigi Puxeddu, c'est la preuve que seul un instrument à archet dont la tessiture est comprise entre le violon et le violoncelle est adapté pour ce genre d'accompagnement. Ce qui exclut une contrebasse qui rencontrerait d'énormes difficultés. Pour Gérard, au contraire, le titre de cello solo est « univoque », chacune de ces sonates ayant été conçue pour faire ressortir les qualités lyrique et virtuose du violoncelle exclusivement. Bien que Gérard ne l'a pas explicitement approuvé, Puxeddu avance le cas de figure selon lequel le compositeur accompagnait du violoncelle le violoniste Filippo Manfredi dans ses sonates, notamment lors de leurs tournées en Europe,.
Seules six sonates ont été publiées du vivant de Boccherini, par Robert Bremner à Londres vers 1775. Il s'agit des G.1, 4, 5, 6, 10 et 13,.

#### Sonates pour clavier accompagné
- Nombre : 6
- Catalogue : G. 25-30
- Publiées en 1769

Bien que le quatuor à cordes et la sonate pour clavier accompagné soient les deux genres majeurs au XVIIIe siècle, la contribution de Boccherini à la seconde catégorie demeure plutôt modeste et limitée. Seul un ensemble de six pièces, les six sonates pour clavier et violon de 1768, atteste son incursion dans un genre que Mozart devait par la suite approfondir. Œuvres de jeunesse, (Boccherini a seulement 25 ans), atypiques dans une production dominée par les cordes, les Sei sonate di cembalo e violino obbligato… Opera quinta jouissent dès leur publication par Venier la même année d'un succès immédiat. En témoigne, du reste, la diversité géographique de la diffusion des éditions et de leur réimpression à Leipzig, Madrid, Vienne, Londres, Amsterdam, Mannheim... ainsi que leurs nombreux arrangements pour harpe et flûte notamment.
Trente ans après leur composition, aux alentours de 1798, Boccherini révise les sonates auxquelles il donne le titre de Sei sonate per forte-piano, con accompagnamento di un violino . Ceci signifie pour R. Rasch qu'« en dépit du fait qu’il n’eût jamais composé d’autres sonates pour clavier accompagné après l’ensemble de 1768, Boccherini n’avait pas oublié le genre et apparemment pensa que ses premières compositions telles que celles-ci méritaient une seconde  vie ». Cette révision de l'opus 5 contemporaine de l'écriture des quintettes faisant de nouveau appel au piano-forte, les opus 56 et 57 de 1797 et 1799, attire l'attention des musicologues sur un pianiste alors actif à la cour d'Espagne : Pedro Anselmo Marchal. Aussi, il est tout à fait probable que la révision des sonates et la composition des quintettes aient été destinées à l'usage de ce pianiste, tout comme de la même manière les quintettes avec hautbois opus 55 l'ont été pour Gaspar Barli.

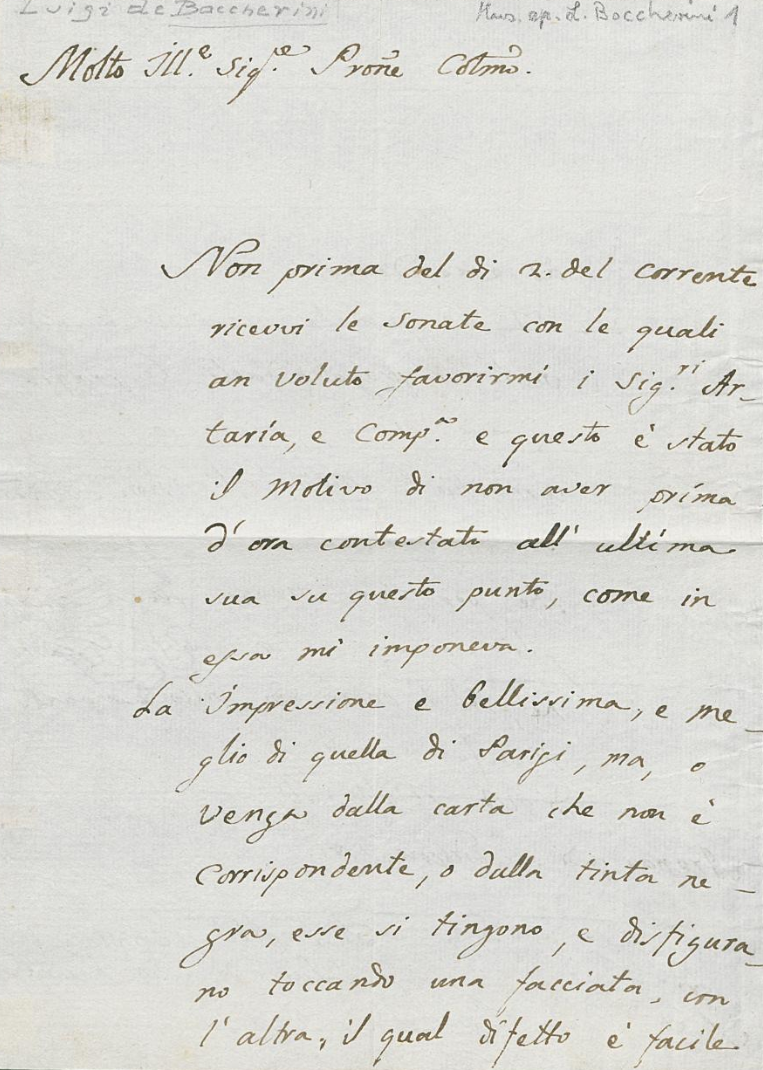
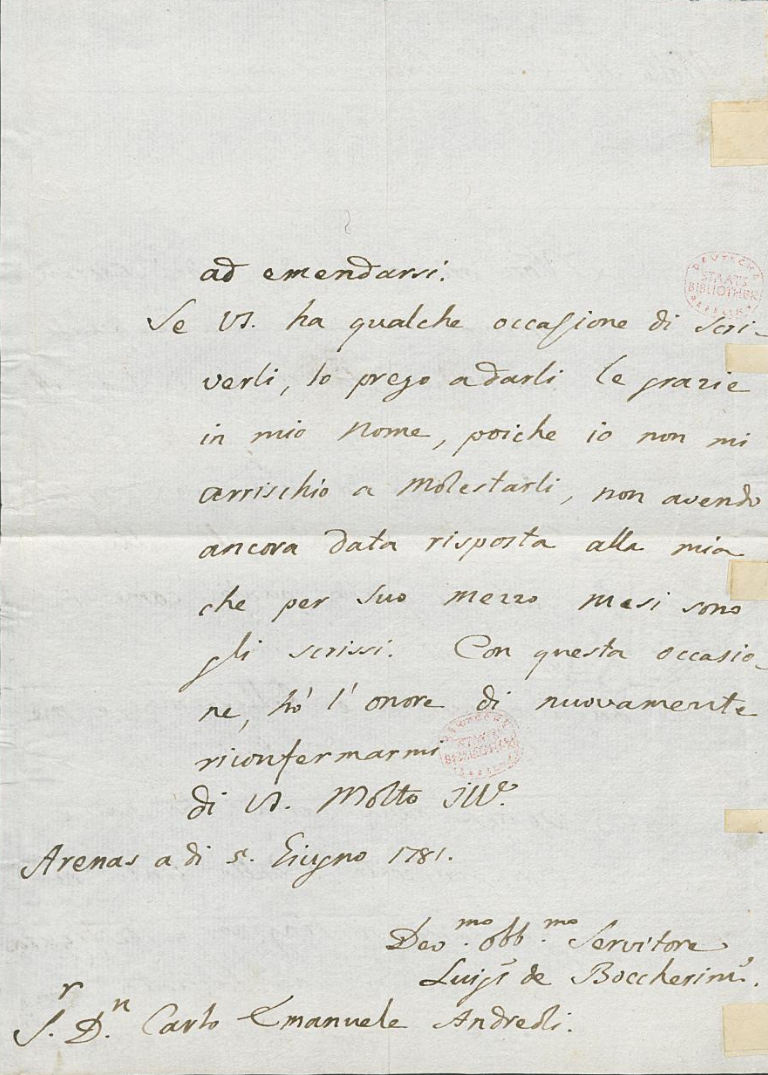

#### Duos pour deux violons
- Nombre : 7
- Première œuvre : 1761
- Dernière œuvre : (c.1766)
- Catalogue : G. 56-62
- Publiés en 1769 (G.56-61)
- G.62 : publ. posthume

Les Six duos pour deux violons remontent à 1761, année durant laquelle Boccherini entreprend de nombreux voyages de Lucques à Vienne à la recherche d'un poste fixe,. Ils peuvent être considérés avec les trios opus 1 et les quatuors opus 2 comme ses tout premiers travaux, ces trois recueils pour deux, trois et quatre archets apparaissant comme autant d'exercices destinés à peaufiner sa maîtrise de composition. Les six duos sont désignés comme Opera Piccola et portent le numéro d'opus 3 dans le catalogue tenu à jour par le compositeur.
Au moment où Boccherini écrit ces duos, la composition pour deux instruments solistes est en plein essor. En effet, c'est un genre musical qui se prête parfaitement à être utilisé tant dans l'enseignement que dans les salons à la mode parmi lesquels se retrouvent amateurs et élèves. C'est en outre une des compositions qui, avec le quatuor à cordes naissant, est la plus diffusée de tout le XVIIIe siècle. À titre d'exemples, on peut mentionner les Divertissements en duo (1762) de Johann Stamitz ; les Sei duetti per due violini op. 7 (1765) de Gossec ; les Six Duets in an easy style for the Duke of Parma (1770) d'Emanuele Barbella ; les recueils d'Ignace Pleyel, jusqu'aux duos pour violon et alto de Haydn et Mozart.

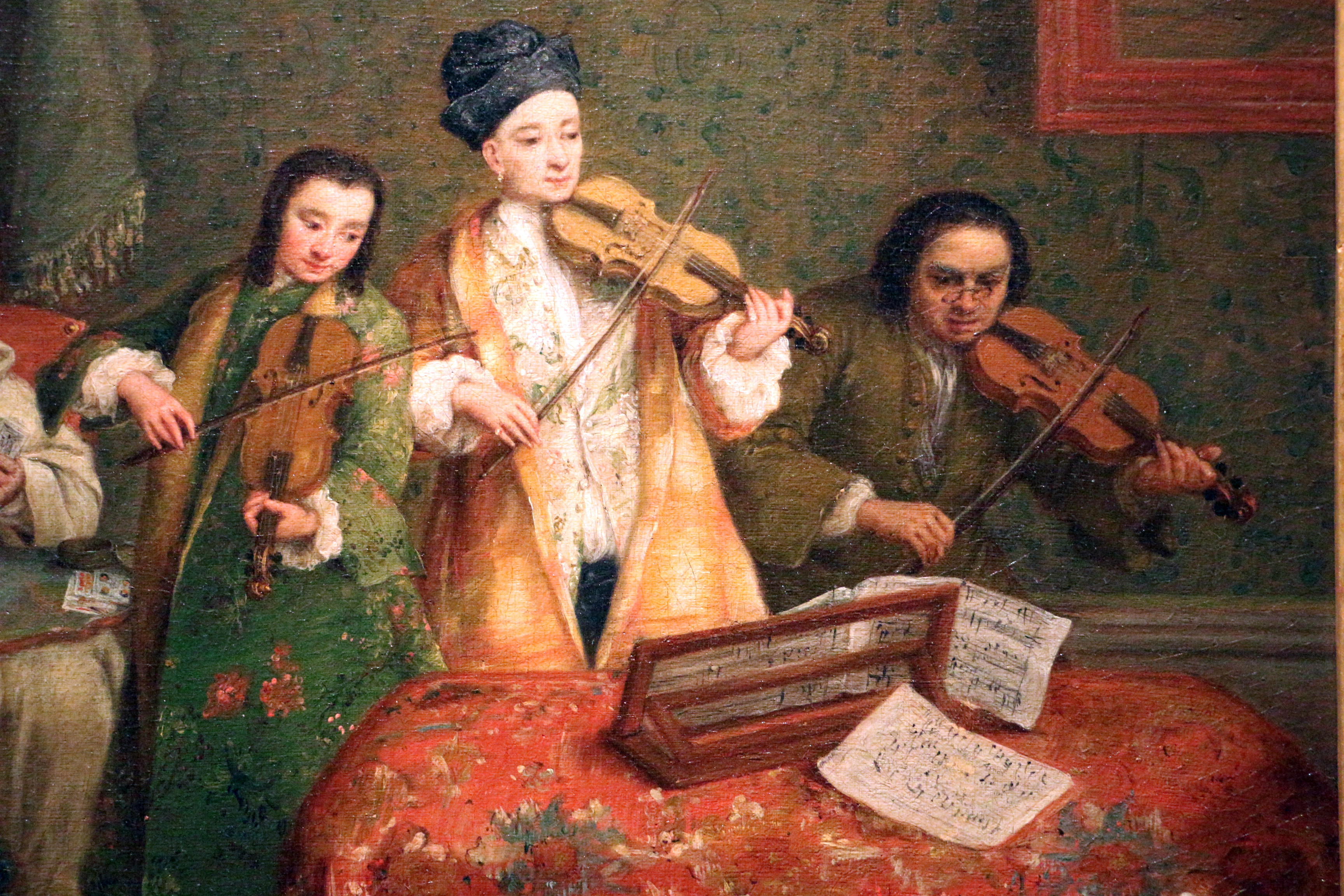
Pietro Longhi, Concertino (détail), 1741, Gallerie dell'Accademia, Venise.

Les duos de Boccherini sont avant tout destinés aux professionnels de l'époque. Ils exploitent toutes les potentialités instrumentales tout en faisant entendre des passages inhabituels et originaux. Les deux instruments sont traités, le plus souvent, à parts égales même si la partie la plus consistante quant à l'expression et à la virtuosité incombe au premier violon. Le second violon accompagne mais n'est pas en reste avec différents types de techniques telles que les double notes, les arpèges, etc. et crée parfois des harmonies audacieuses. La structure des six duos est en trois mouvements : un Allegro auquel succède un mouvement lent de type Largo ou Adagio avant de se conclure généralement par un Tempo di Minuetto. À l'exception du premier duo en sol majeur et du quatrième en si bémol majeur qui débutent par une allure plus modérée : Grazioso et Moderato, et qui se développent respectivement en un Allegro suivi par un Presto (sous forme d'un crescendo de tempi) et d'un Largo précédant un Allegro.
Un intéressant conflit d'attribution entre Boccherini et son ami violoniste Manfredi a accompagné la découverte au Conservatoire « N. Paganini » de Gênes, d'un manuscrit du XVIIIe siècle portant le titre Il Duetto Notturno per due violini del Signor Filippo Manfredi,. Bien que les parties séparées de ce duo faisant référence à Boccherini (Notturno per due violini dell Sigr Boccherini) se retrouvent au Conservatoire « G. Verdi » de Milan et aux archives musicales de la Cappella Antonina de Padoue sur lesquelles est inscrit sur le dernier mouvement le titre La Bona Notte, l'attribution de l’œuvre à Boccherini plutôt qu'à Manfredi n'a toujours pas été déterminée avec certitude. Selon Yves Gérard, l'inscription du dernier mouvement du manuscrit autographe de Padoue est de la main de Boccherini. Pour Carlo Bellora, les techniques d'écriture de cette période (c.1766) entre les deux compositeurs offrent si peu de disparités, qu'il reste difficile de se prononcer d'une manière catégorique. Le duo en mi bémol majeur [G.62] est composé de quatre mouvements dont le dernier est une brillante canzonetta italienne qui donne son nom à la pièce : La Bona Notte.

#### Trios à cordes
- Nombre : 42
- Catalogue : G. 77-118
- Op. 1 (publ. : 1767)
- Op. 4 (publ. : 1768)
- Op. 6 (publ. : 1771)
- Op. 14 (publ. : 1773)
- Op. 34 (publ. : c.1782)
- Op. 47 (publ. : 1798)
- Op. 54 (publ. partielle : 1798)

Yves Gérard recense dans son catalogage systématique des œuvres de Boccherini 42 trios à cordes avec numéros d'opus attribués par le compositeur. Soit 30 au total pour 2 violons et violoncelle contre 12 pour violon, alto et violoncelle. Sa production s'étale sur une période de plus de trente ans (1760-1796).

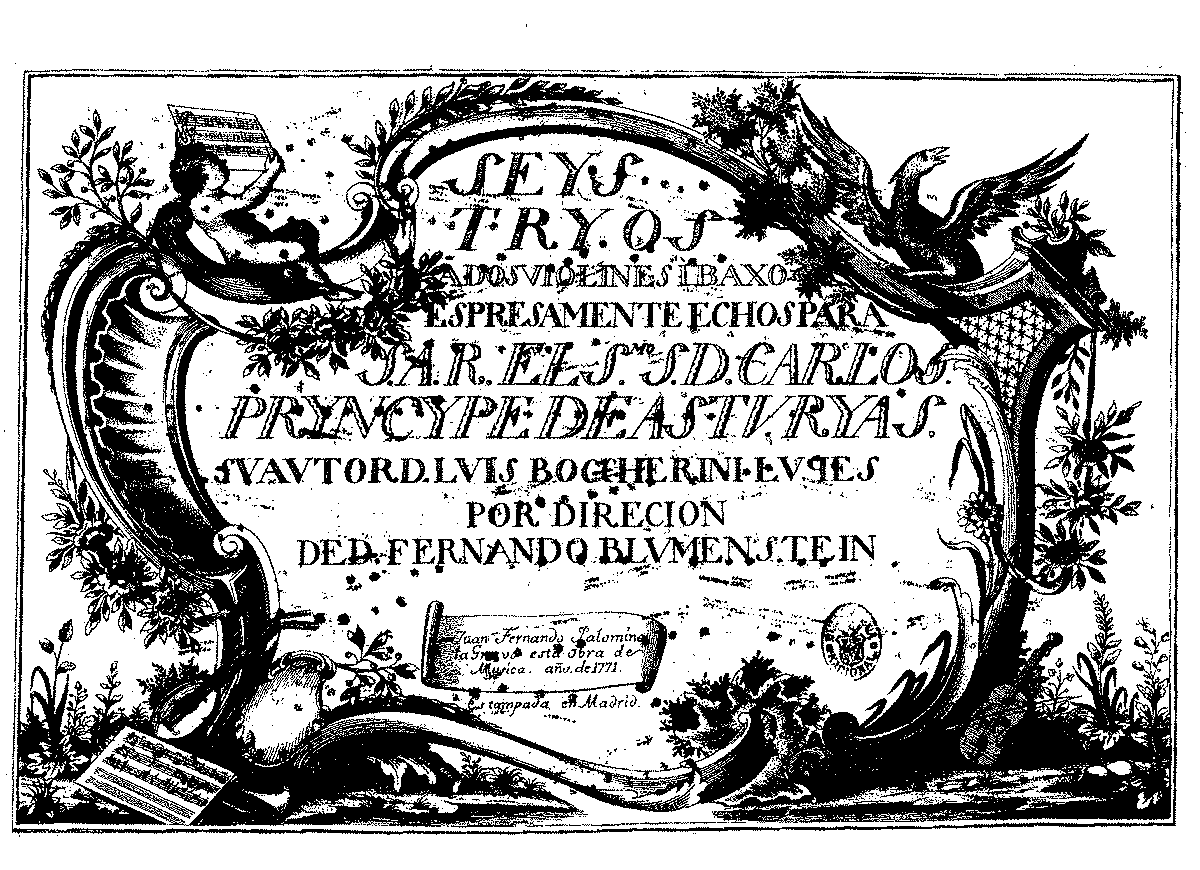
La première édition espagnole d’une œuvre de Boccherini : Seys tryos a dos violines i baxo gravés par Juan Fernando Palomino, Madrid, 1771, (opus 6),.

Ce genre musical connaît dans les années 1750-60 une phase transitoire, évoluant de la sonate en trio « baroque » du siècle précédent au trio à cordes « classique » que nous connaissons. Même si de nombreux trios ont encore recours à la combinaison instrumentale de la sonate à trois (2 violons ou 2 flûtes et basse continue), Boccherini est l'un des tout premiers avec Haydn à s'en démarquer. Pour R. Rasch, « il est très possible que Boccherini ait délibérément émancipé la partie de basse de son rôle obligé d’accompagnement afin d’en développer la ligne dans une vraie partie destinée au violoncelle, pour laquelle fut très vite utilisée l’expression violoncello obbligato ». En effet, dès son opus 1 de 6 trios pour deux violons et violoncelle (1760), les lignes mélodiques gagnent en liberté tandis que les textures, davantage limitées dans l'ancienne forme, permettent ici une plus grande variété expressive. D'une manière générale, Boccherini emploie dans ses trios les deux violons à l'identique en ce qu'ils jouent les mêmes thèmes et motifs, le plus souvent un premier violon au registre aigu et un second violon plus grave se contentant d'en souligner le phrasé. Bien différent, est le rôle du violoncelle. Tout en poursuivant sa fonction de basse continue par un accompagnement écrit en clé de basse, Boccherini le traite à part entière à tel point que « le violoncelle forme souvent un duo soit avec le premier, soit avec le second violon, jouant en tierces ou en sixtes avec ces instruments, et parfois même il se retrouve au-dessus d’eux ». C'est ce registre virtuose du violoncelle que l'on retrouvera quelques années plus tard dans ses quatuors et quintettes à cordes comme autant de marques de fabrique du Lucquois.

#### Quatuors à cordes
- Nombre : 91
- Première œuvre : op. 2 (1761)
- Dernière œuvre : op. 64 (1804)
- Catalogue : G. 159-249
- Publ. de 1767 à 1803

Les 91 quatuors à cordes de Boccherini composés de 1761 à 1804, reflètent les changements de son style ainsi que les transformations de l'esprit musical de l'époque. Si Boccherini part d'un schéma qu'il doit à Sammartini, qu'on peut appeler galant, il s'en détache avant la fin des années 1770 par l'opus 24, où son langage s'approfondit, devient plus strict et plus virtuose, notamment le violoncelle qui réclame de plus grandes capacités techniques [G.194].
Christian Speck dans son étude sur les quatuors à cordes de Boccherini a bien mis en relief l'évolution des quatre voix dans leur partie respective. Relativement homogènes et équilibrées avec l'opus 2 de 1761, celles-ci sont dominées par un premier violon davantage emphatique à partir de l'opus 8 de 1768 et jusqu'à l'opus 22 de 1775. Par la suite notamment avec l'opus 24, Boccherini commence à confier à l'alto et au violoncelle des lignes mélodiques plus étoffées voire un rôle de premier plan comme dans l’Allegro Bizarro du quatuor no 4 de l'opus 32 (1780) où le violoncelle se conduit en véritable soliste. Avec la série des quatuors « prussiens » (1787–1796), le style devient volontiers brillant, Boccherini approfondissant ses procédés techniques tels que la forme cyclique et le recours aux rythmes de danses espagnoles. Enfin, son ultime série complète de six quatuors opus 58 (1799) est dans le sillage de Viotti et se signale par la prédominance du premier violon et par une ampleur quasi orchestrale. Les deux derniers quatuors dont le second est inachevé (opus 64) atteignent une énergie et un lyrisme jamais encore rencontrés dans toute sa production de quatuors à cordes.

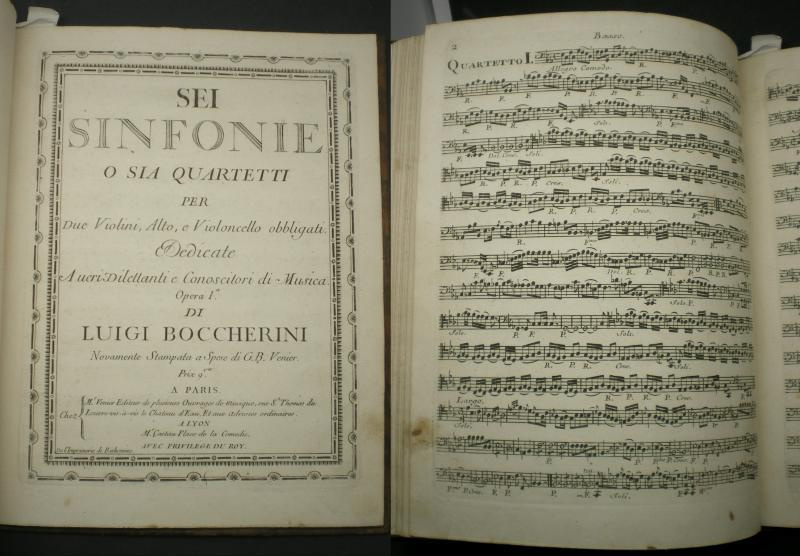
Sei Sifonie o sia Quartetti (Opera Ia) publiés par Venier en avril 1767 (opus 2 de 1761)[308].
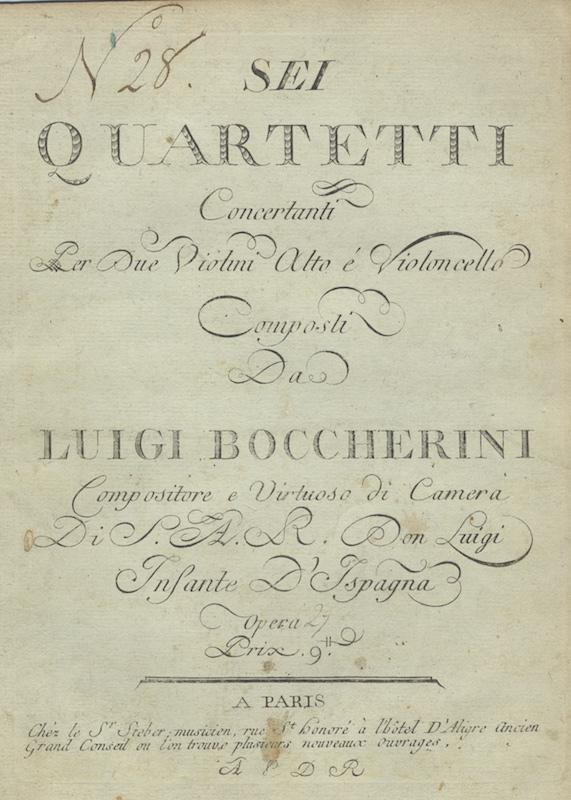
Quatuors opus 24 édités par Sieber comme Opera 27 (1778?)[309].
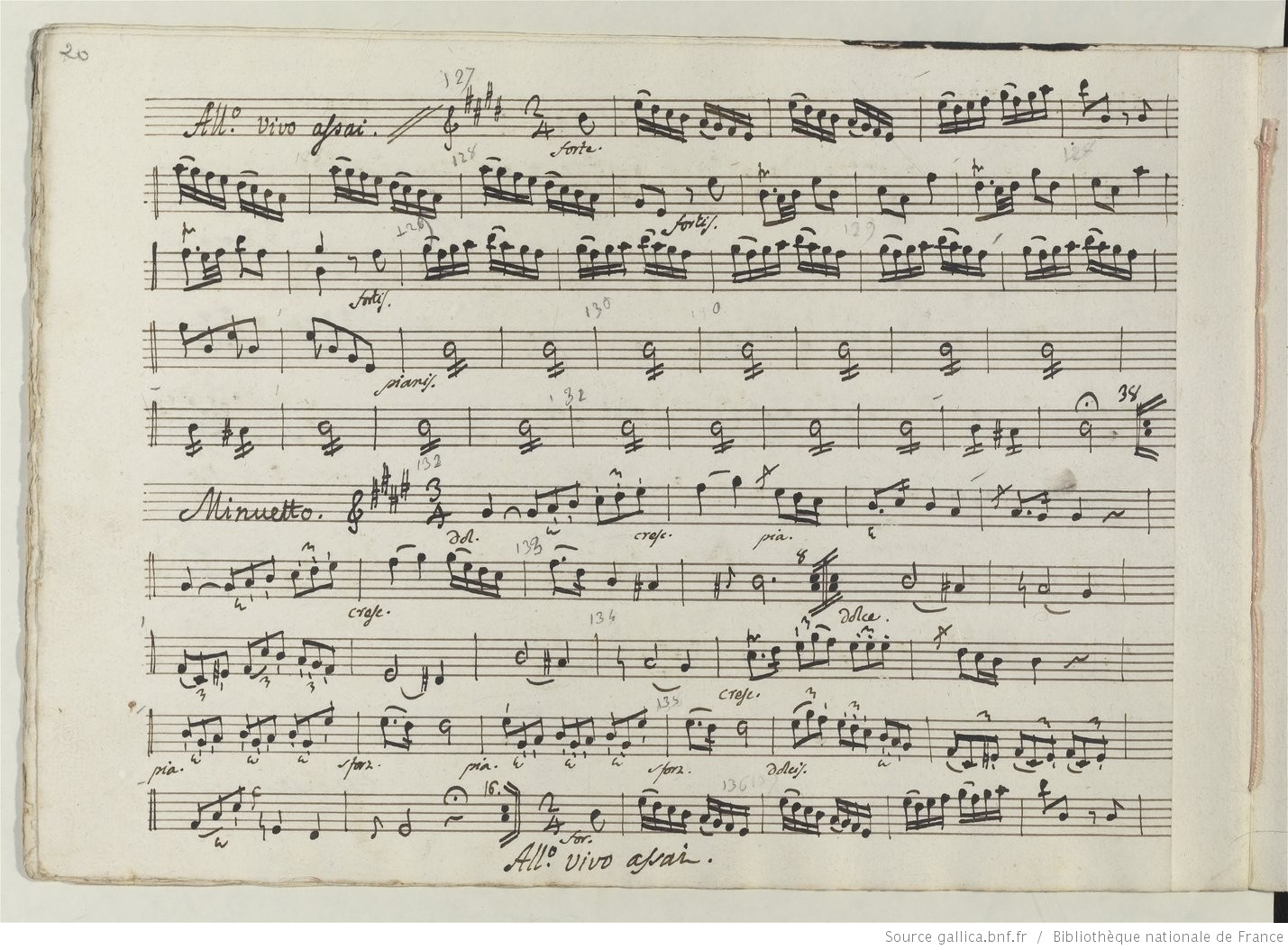
Second mouvement du quartettino opus 33 no 5 (1781)[310].

#### Quintettes à cordes
- Quintettes avec deux violoncelles

- Nombre : 110
- Première œuvre : op.10 (1771)
- Dernière œuvre : op.51 (1795)
- Catalogue : G. 265-377
- Publ. de 1774 à 1804

Boccherini est avec Karl Ditters von Dittersdorf, Gaetano Brunetti ou Giuseppe Cambini un des rares compositeurs de l'époque classique à privilégier le second violoncelle pour la formation quintette à cordes. En effet, la plupart d'entre eux, que ce soit Michael Haydn, Mozart ou Pleyel font le choix du second alto dans leurs compositions. Cependant, comme le rappelle Christian Speck, ce genre instrumental n'en reste pas moins associé à deux compositeurs du XVIIIe siècle : Boccherini et Mozart.
Tous deux, d'une manière qui leur est propre atteignent des objectifs différents dans le traitement de la texture sonore par exemple ou bien par la place accordée à la virtuosité dans le discours musical. Le quatuor à cordes ayant certainement été, pour l'un comme pour l'autre, une expérience décisive dans cette élaboration puisque les plus aboutis d'entre eux sont antérieurs de quelques années à leurs premiers quintettes à cordes.

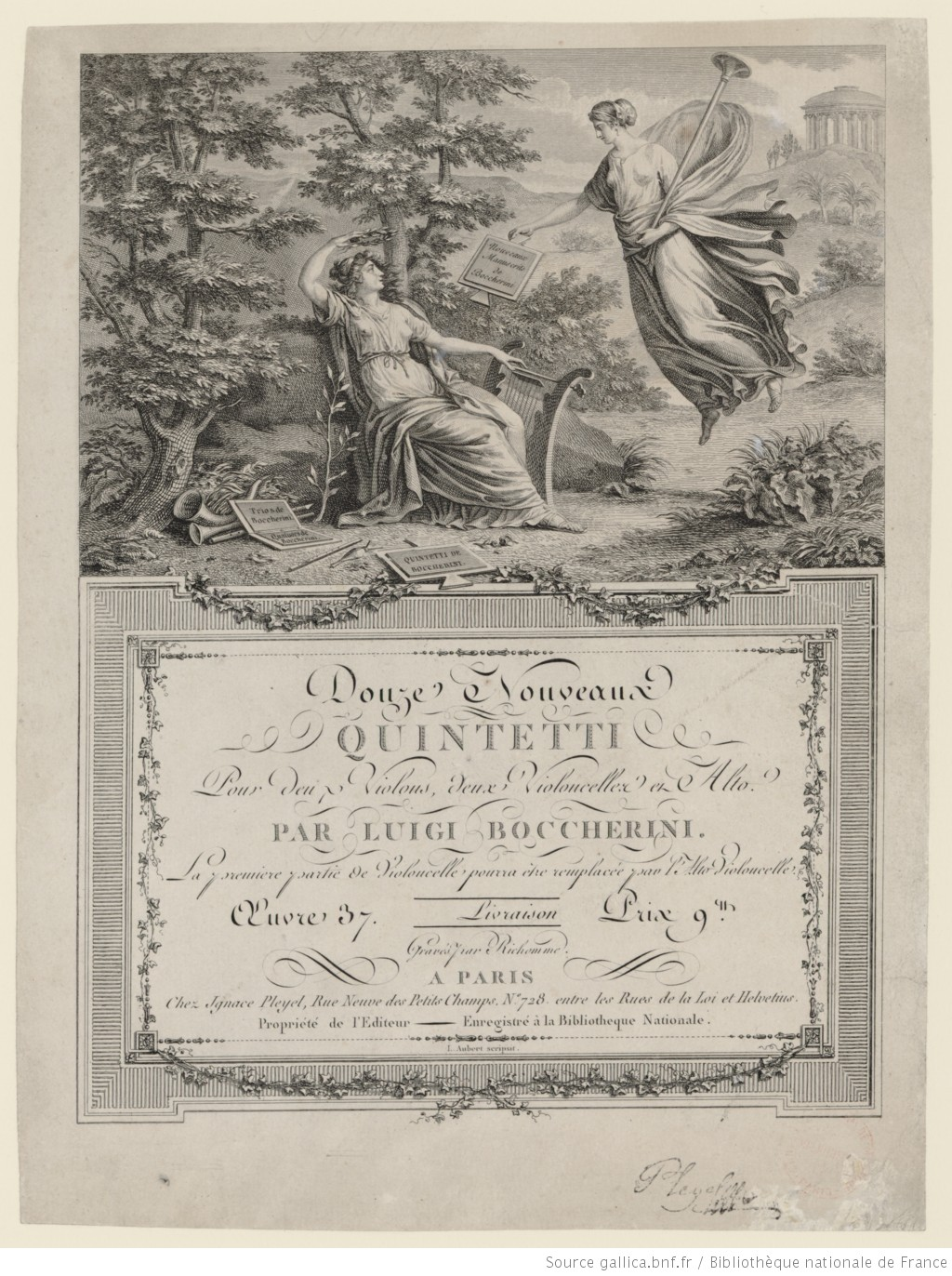
Page-titre du recueil de douze quintettes (arbitrairement réarrangés) publié comme Œuvre 37 par Pleyel entre 1798 et 1812.

Bien que la majorité des spécialistes remettent aujourd'hui en question l'origine du quintette boccherinien formé par un quatuor à cordes, celui de la famille Font et d'un violoncelliste providentiel, le choix d'un dialogue musical à cinq pose de nouveaux problèmes d'équilibre formel. Non seulement, le violoncelle supplémentaire accompagne mais le cas échéant se révèle concertant, à parts égales dans certains passages avec le premier violon tant et si bien qu'il n'est pas rare que ce dernier se contente par endroits de simples figures d'ornementation.
Pierre Baillot est l'un des premiers musiciens à avoir saisi la « sensibilité si profonde » des quintettes avec deux violoncelles de Boccherini :

« On sait quel rôle intéressant joue la Basse dans la musique dialoguée des meilleurs maîtres, c'est-à-dire dans les Trio et Quatuor. Mais il est un genre de composition qui semble avoir été fait pour le Violoncelle, c'est le Quintetto tel que le célèbre Boccherini l'a conçu; en y faisant entendre cet instrument et comme partie d'accompagnement et comme partie récitante, il a su lui donner un double charme et devenir créateur dans ce genre comme Haydn l'a été pour la symphonie et Viotti pour le concerto : son style original, plein de grâce, de fraîcheur et de pureté, et d'une expression toute particulière doit le faire citer comme un modèle pour ceux qui étudient le Violoncelle, et qui cherchent à lui faire parler son véritable langage dans les trois principaux mouvements […] Mais c'est dans l’Adagio que le Violoncelle a le plus de moyens pour émouvoir : rien ne surpasse le charme qui l'accompagne dans la musique du grand maître que nous citons; s'il le fait chanter seul, c'est avec une sensibilité si profonde, une simplicité si noble, qu'on oublie l'art et l'imitation, et que, pénétré d'un sentiment religieux, on s'imagine entendre une voix céleste, tant elle a une expression étrangère à tout ce qui blesse le cœur; l'on dirait plutôt qu'elle cherche à consoler; s'il fait parler à la fois les cinq instruments, c'est avec une harmonie pleine et auguste qui invite au recueillement, qui jette l'imagination dans une douce rêverie […] »

— Méthode de Violoncelle et de Basse d'Accompagnement […] adoptée par le Conservatoire Impérial de Musique .
- Quintettes avec deux altos

- Nombre : 12 (1 perdu)
- Catalogue : G. 391-402
- Publications posthumes

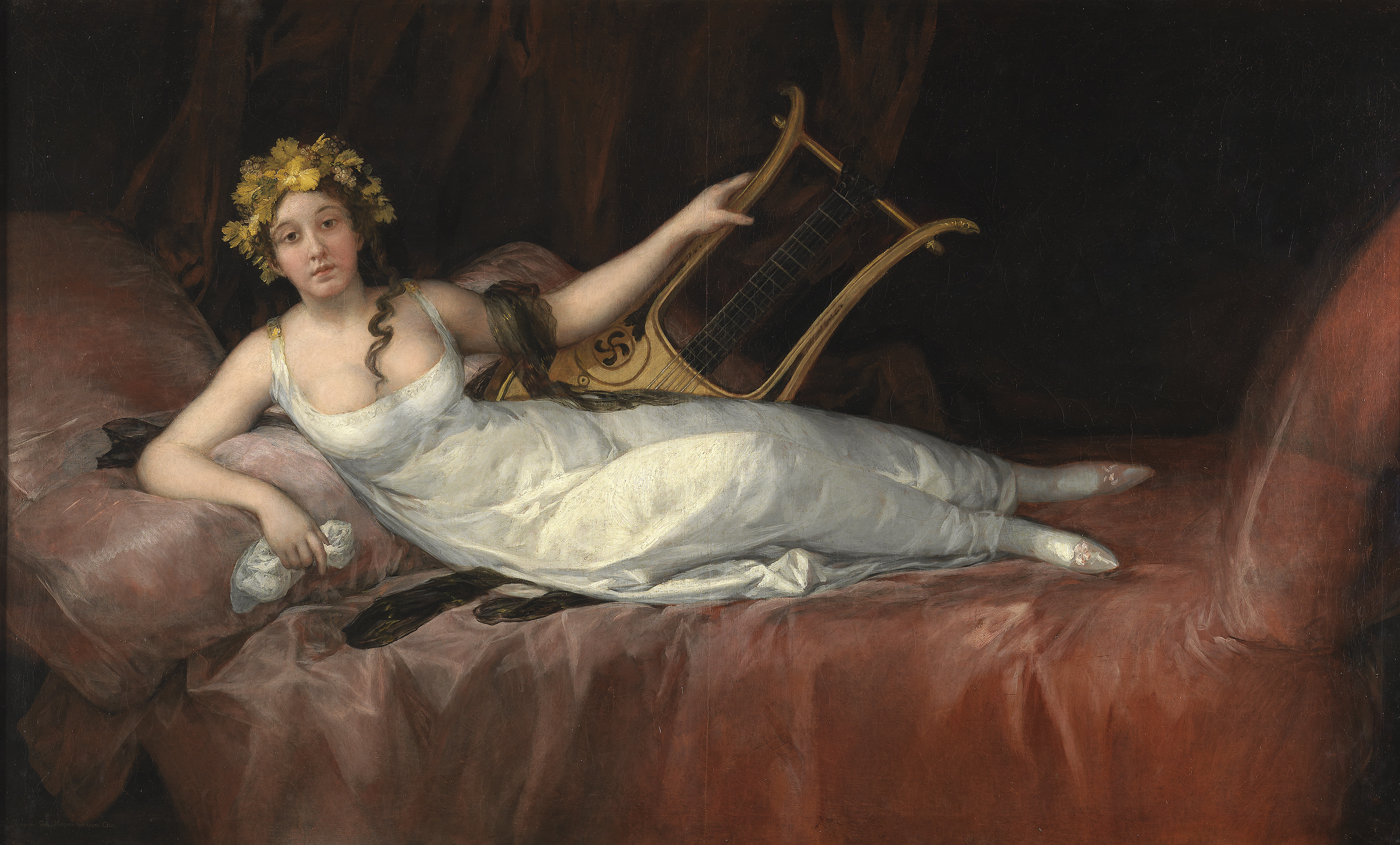
Dédicataire de ces quintettes, Lucien Bonaparte alors ambassadeur à Madrid, donne des réceptions très suivies au Palacio San Bernardino. Parmi ses invités, la marquise de Santa Cruz.

Parmi la vaste production de quintettes à cordes de Boccherini, seulement douze pour la formation deux altos ont été inclus dans son catalogue. Dédicacés à l'ambassadeur de France à la cour de Charles IV d'Espagne, Lucien Bonaparte, ils portent respectivement les numéros d'opus 60 et 62 et ont été composés en 1801 et 1802. Cependant, selon une hypothèse récemment émise par Loukia Drosopoulou, leur possible origine remonterait aux alentours de l'année 1781. Le compositeur ne dérogeant pas à une habitude prise assez tôt dans sa carrière de réutiliser le matériau musical dans d'autres de ses œuvres à venir. Les deux versions de son Stabat Mater (1781 et 1800) étant une bonne illustration de ce procédé.
En adoptant l'instrumentation classique du quintette à deux altos, formation que Michael Haydn et Mozart ont élevé à un haut niveau, Boccherini recherche un nouvel équilibre entre un premier violon qui n'a rien perdu de sa prédominance virtuose et un violoncelle moins présent qu'auparavant tout en traitant de manière privilégiée le premier alto et en soumettant à un même niveau de difficulté les seconds alto et violon. Pour l'altiste Emilio Moreno, le résultat ainsi obtenu se rapproche davantage de Mozart « pour ce qui est de l'équilibre interne et formel, sans que l'écriture de Boccherini perde pour autant son style ou cette méticulosité dans la dynamique, la rythmique et l'expression ». Écrits pendant une période difficile de sa vie, en proie à des ennuis pulmonaires et des contrariétés familiales, à la recherche de nouveaux mécènes, les deux séries de quintettes portent en eux une certaine mélancolie où prédomine un sentiment de résignation et presque de sérénité,. Le musicologue Luigi Della Croce y perçoit « aucune concession à la mode et au maniérisme, seulement une lumière plus intense et constante réunie à une mélodie encore plus accentuée des thèmes ». Tant il est vrai que les douze quintettes, y compris celui perdu dont il nous reste l'incipit [G.394], sont dans des tonalités majeures.

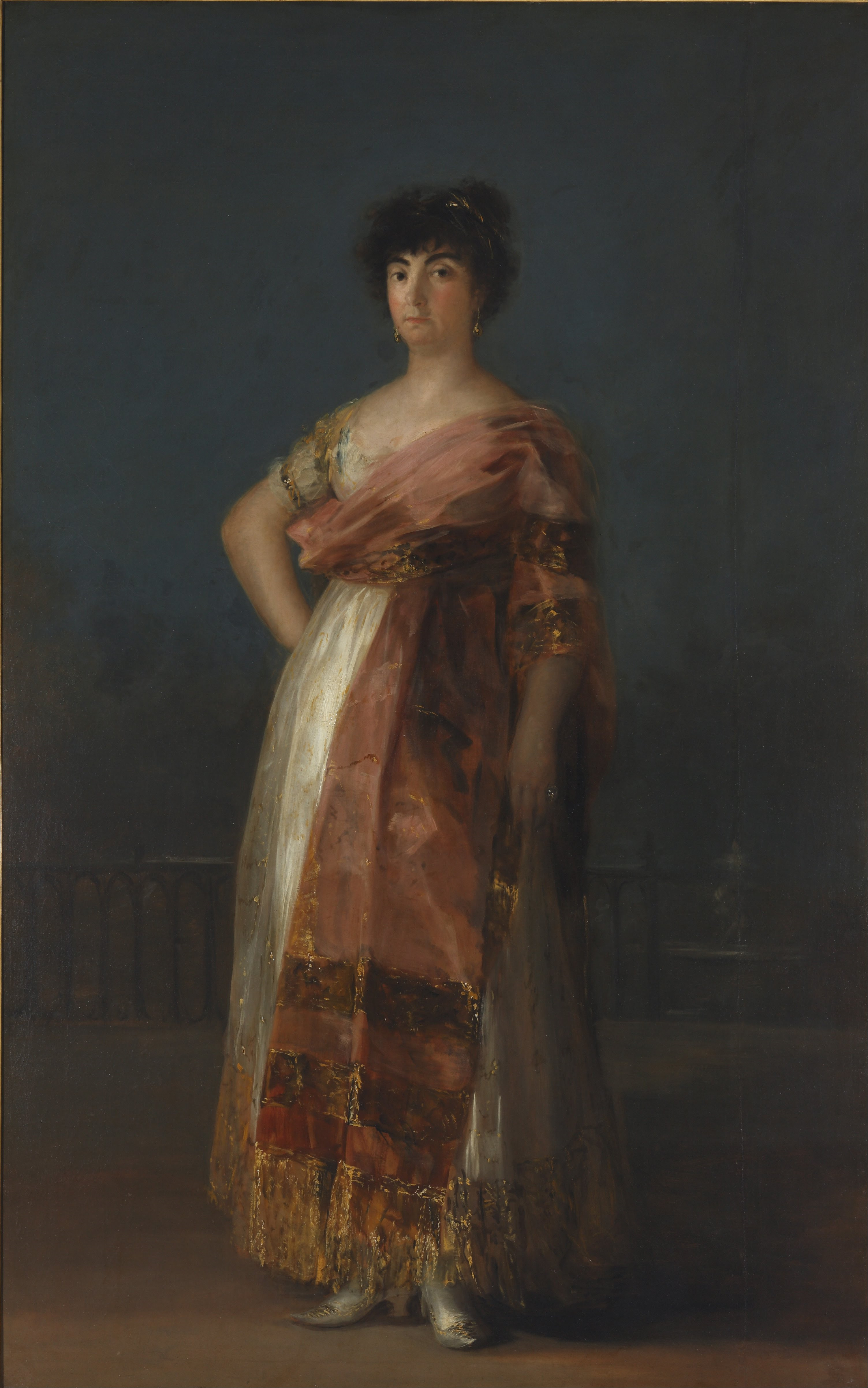
Le titre « La Tiran(n)a » donné par Boccherini à son quartettino opus 44 no 4 [G.223], pourrait tout aussi bien faire référence à la danse alors en vogue à Madrid, qu'à l'actrice et chanteuse sévillane María del Rosario Fernández (1755–1803), surnommée La Tirana, spécialiste des rôles tragiques et protégée de la duchesse d'Albe ,. Ici représentée en 1799 par Goya qui avait réalisé une première fois son portrait en 1794.

- Quintettes avec contrebasse

- Nombre : 3
- Catalogue : G. 337-339
- Publications posthumes

Nouvelle configuration à cinq cordes, les trois uniques quintettes avec contrebasse de Boccherini datent des trois premiers mois de l'année 1787. Au service à cette époque des Bonavente-Osunas, le compositeur dispose de deux contrebassistes : Ramón Monroy et Pedro Sebastián. Est-ce comme s'interroge Emilio Moreno, au contact de ces interprètes d'exception que Boccherini écrit pour la contrebasse ou bien en souvenir de son père mort en 1766 ? Quoi qu'il en soit, le rôle toujours prépondérant du violoncelle que lui attribue Boccherini est ici équitablement distribué au quatuor à cordes, tandis que la contrebasse n'intervient pas dans le développement thématique mais assure le support harmonique. Le premier quintette en si bémol majeur surtout comporte de nombreuses indications de dynamique, de liaisons et d'effets, absents chez les deux derniers,. Cette structure formelle et compliquée du quintette, dont des termes comme strascinando, al ponte, 
a contr'arco, soave, con smorfia apportent une exigence certaine à son interprétation, atteint son point culminant dans son dernier mouvement, où Boccherini combine Rondeau, Minuetto, forme sonate et forme cyclique sans rien ne laisser paraître d'une quelconque division à l'intérieur de celui-ci,. C'est une musique riche en effets sonores qu'un accompagnement en pizzicati dans l’Adagio ma non tanto du deuxième quintette en fa majeur ou qu'une délicate Pastorale du troisième en ré majeur rend séduisante en même temps qu'apparaissent par petites touches ou de manière plus ouverte les hispanismes si caractéristiques de l'idiome boccherinien.

#### Quintettes avec piano
- Nombre : 12
- Catalogue : G.407-418
- Op. 56 (publ. c. 1800)
- Op. 57 (publ.posth.)

Selon Louis Picquot, son premier biographe : « Boccherini avait une prédilection marquée pour ces deux œuvres de quintetti pour le piano, car outre la combinaison dans laquelle il les a reproduits pour le marquis de Benavente  [sic], il les a encore arrangés pour 2 violons, 2 altos et violoncelle. » De fait, les douze quintettes avec piano-forte de Boccherini occupent une place à part dans son immense production dominée par les ensembles à cordes.
Composé à partir de 1797, le premier groupe de six quintettes, son opus 56, devait très probablement être destiné au roi de Prusse. En témoigne l'unique partie de piano du quintette no 5 en ré majeur G.411 retrouvée à la Deutsche Staatsbibliothek de Berlin et qui porte le titre de « Quintetto V. Forte-Piano. Mese di Ottobre 1797 ». Dernière œuvre donc de Boccherini envoyée à Frédéric-Guillaume II qui meurt le 16 novembre 1797.

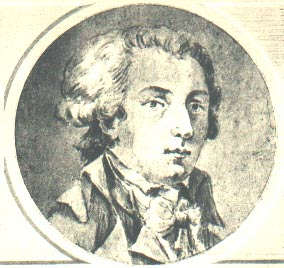
Marie-Joseph Chénier.

La perte de l'appui du roi de Prusse (pension non renouvelée) mais aussi des comtes-ducs de Benavente-Osuna partis pour Vienne comme ambassadeurs en 1798, oblige Boccherini à se tourner vers la France ne serait-ce que par l'intermédiaire de son éditeur parisien, Pleyel. La France du Directoire offrant un nouveau débouché économique et une opportunité vers de nouveaux mécènes. Un article publié à Paris en 1798 dans La Décade philosophique où il est question d'une soirée donnée par le violoniste Viotti achève de le décider. Vraisemblablement flatté par les éloges qui lui sont décernés, Boccherini compose et dédie son second groupe de quintettes, l'opus 57 de 1799, « […] à la Nation française en témoignage de la vive reconnaissance et gratitude  que j'éprouve à l'égard de cette grande nation, qui, plus que toute autre, a senti, honoré et aussi exalté mes pauvres compositions jusqu'à les qualifier de célestes, ainsi qu'il est dit dans le journal La Décade no 36 »,. Expédiés avec cette lettre du 8 juillet 1799 adressée au cittadino Rappresentante Marie-Joseph Chénier, le musicien lui enjoint de s'occuper de ses nouvelles compositions qui lui ont valu quasi 5 mesi di lavoro e di studio (« près de cinq mois de labeur et d'étude »),,. Cependant, en dépit de ses efforts dirigés aussi bien vers les éditeurs parisiens que vers Chénier et sans doute d'autres responsables politiques français, les quintettes opus 57 ne seront pas publiés de son vivant.
Yves Gérard caractérise le recueil de l'opus 57 (mais cela reste aussi valable pour l'opus 56) comme étant « […] à la fois classique — entre Mozart et Haydn — et pré-romantique, presque pré-schubertien parfois, par cette alternance d'éclat et de douceur, le maniement de modulations imprévues, et une teinte de nostalgie et de mélancolie digne de Chateaubriand et de Madame de Staël ».

#### Quintettes avec guitare
- Nombre : 8 (sur 16 composés)
- Catalogue : G. 445–451, G. 453
- Publications posthumes

La musique de Luigi Boccherini pour la guitare comprend les quintettes pour cordes et guitare : arrangements de quintettes à cordes, de quintettes avec piano et hautbois, ou même de quatuors à cordes composés à Madrid dans les années 1790, pour le marquis de Benavent (1768–1849) — lui-même guitariste — et une symphonie concertante pour guitare [G.523] de 1798, autre arrangement pour le marquis de Benavent, du quintette à cordes op. 10 no 4, [G.268].

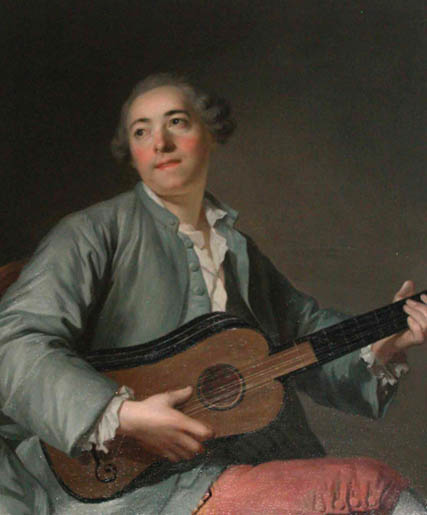
Portrait de P. de Jélyotte jouant de la guitare (collection Pierre du Bourg).

Selon les derniers travaux de Fulvia Morabito, les quintettes pour cordes et guitare de Boccherini devaient se chiffrer à seize. Huit nous sont parvenus, dont sept recopiés ou arrangés par les soins de François de Fossa : [G.445] à [G.451] et [G.453], plus un mouvement à part qui se compose des 12 variazioni sulla Ritirata di Madrid [G.deest].
Les quintettes no 1 [G.445], no 2 [G.446] et no 3 [G.447] reproduisent intégralement les trois quintettes avec piano, op. 57 nos 4, 5 et 2, sur lesquels Boccherini devait travailler à la même époque et ont du reste, d'après les conclusions de Fulvia Morabito, été composés avant eux. Il s'agirait donc d'une première mouture pour cordes et guitare de l'opus 57 sans les nos 1, 3 et 6 qui sont perdus. Le quintette no 4 [G.448], rassemble deux quintettes à cordes de 1771 [G.270] et de 1788 [G.341], dont Boccherini a extrait les mouvements les plus pittoresques : Pastorale et Fandango, entre autres. Quant aux autres quintettes, ils sont issus d’œuvres de formations diverses telles que quatuors à cordes, d'autres quintettes avec piano, l'opus 56, et de mouvements de quintettes avec hautbois, l'opus 55.
Yves Gérard précise que dans ces quintettes, « les caractéristiques de la guitare — comme instrument et comme jeu — sont intégrées, diluées, dans l'écriture pour cordes et réparties sur 3, 4 ou 5 voix selon le nombre d'instruments, haussant ainsi au niveau noble ce qui pouvait paraître une copie du populaire. Tant et si bien que le style même de Boccherini se retrouve intact ».

#### Sextuors à cordes
- Nombre : 6
- Catalogue : G. 454-459
- Publiés c.1776

Bien que Gaetano Brunetti soit le premier compositeur reconnu de sextuors à cordes (Paris, 1776, mais annoncés dans le catalogue de Venier dès 1775), Boccherini est le seul à cette époque à écrire pour une formation requérant deux altos,,. Ses six sextuors opus 23, tous écrits durant l'année 1776, constituent avec les six autres sextuors pour flûte et cordes (op. 16 de 1773) et les sept Nocturnes (cinq sextuors et deux octuors), l'une des rares contributions du compositeur pour les formations de chambre de plus de cinq instruments.

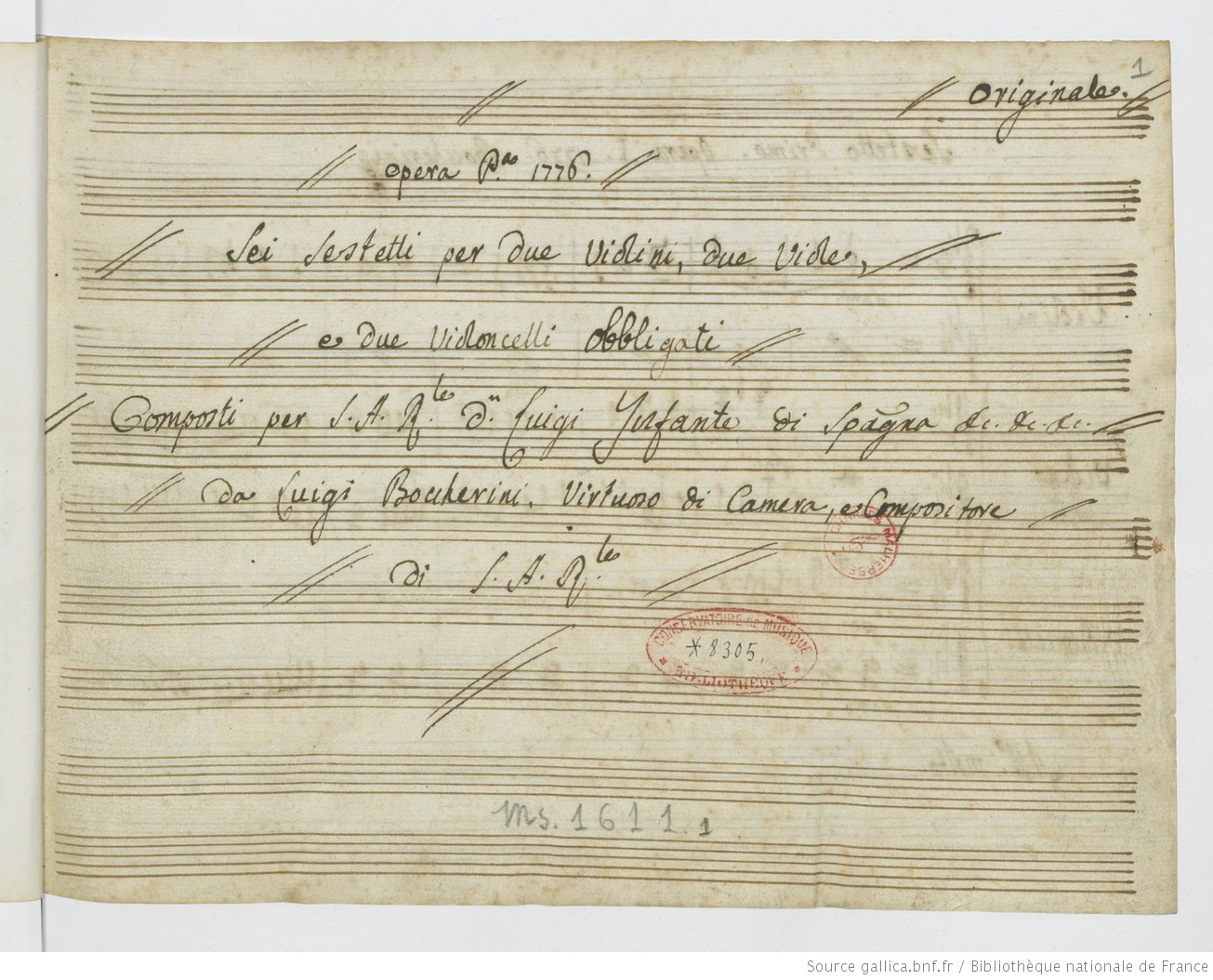
Manuscrit autographe des sextuors à cordes (1776).

 Plusieurs raisons pourraient justifier une production si mince. La première étant sans doute le peu d'attirance de son mécène, l'Infant Don Luis, pour les grands ensembles de musique de chambre. La seconde raison tout aussi importante, selon Emilio Moreno, serait d'ordre commercial : des trios, des quatuors et des quintettes se vendent davantage que des œuvres à moyens quantitatifs plus spectaculaires. Enfin, une troisième raison, influencée par les deux autres, réside dans le caractère introverti propre au langage de Boccherini : .
L'écriture de Boccherini dans ses sextuors est très différente de celle des autres « sextuors » de l'époque, les doubles trios de Haydn par exemple ou les sextuors avec trois violons que compose aussi à Madrid Brunetti, œuvres en réalité au service des solistes, avec une sorte de tutti de proportions réduites. Boccherini, dans son opus 23, va beaucoup plus loin : « il donne à chaque instrument une valeur équivalente et il est capable de résoudre […] à six le problème d'une harmonie à quatre voix, en faisant jouer à l'unisson non seulement les deux basses mais aussi les violons et les altos, afin d'occuper la tessiture médium ». D'autre part, le compositeur met en pratique un procédé qui devait prendre par la suite toute son importance dans l'écriture des quintettes : « l'évidente égalité entre toutes les parties, se manifestant par l'inhabituelle activité des altos, les solos de presque tous les instruments, sans oublier le très haut degré de difficulté du premier violon et du premier violoncelle ».

#### Musique de chambre avec vents
- Nombre : 37
- Première œuvre : 1773
- Dernière œuvre : 1797
- Catalogue : G.419–436, G.437-442 et G.461–473
- Op. 16 (publ. : 1775)
- Op. 17 (publ. : c.1775)
- Op. 19 (publ. : c.1776)
- Op. 38 (2 perdus, publ. : 1798)
- Op. 42 (perdu)
- Op. 55 (publ. : 1800)
- G.437-442 (publ. posth.)

La flûte et le hautbois ont particulièrement intéressé Boccherini. Dans une de ses lettres adressées à Pleyel, le compositeur fait référence à un hautboïste d'exception :

« Il y a ici un excellent hautbois, Musicien de Chambre du Roi, nommé M. Gaspar Barli,, celui-ci, en plus d'une douceur extraordinaire, tire de son instrument des sons très aigus, rares et qui lui sont propres. J'ai utilisé ces sons dans les Nocturnes pour instruments à vent. »

— Boccherini à Pleyel, le 10 juillet 1797,,,,.

Hormis les Nocturnes pour violon, alto, basson, flûte (ou hautbois), cor et basse, opus 38 [G.467–472] de 1787 et l'opus 42 de 1789 (perdu) [G.473], qui lui sont probablement dédiés, Boccherini compose à l'intention de son ami florentin, les quintettes pour hautbois et cordes opus 55 [G.431–436] (1797). Ces derniers en deux mouvements, opera piccola dans le catalogue du compositeur, pouvant être indifféremment exécutés par le hautbois ou la flûte.

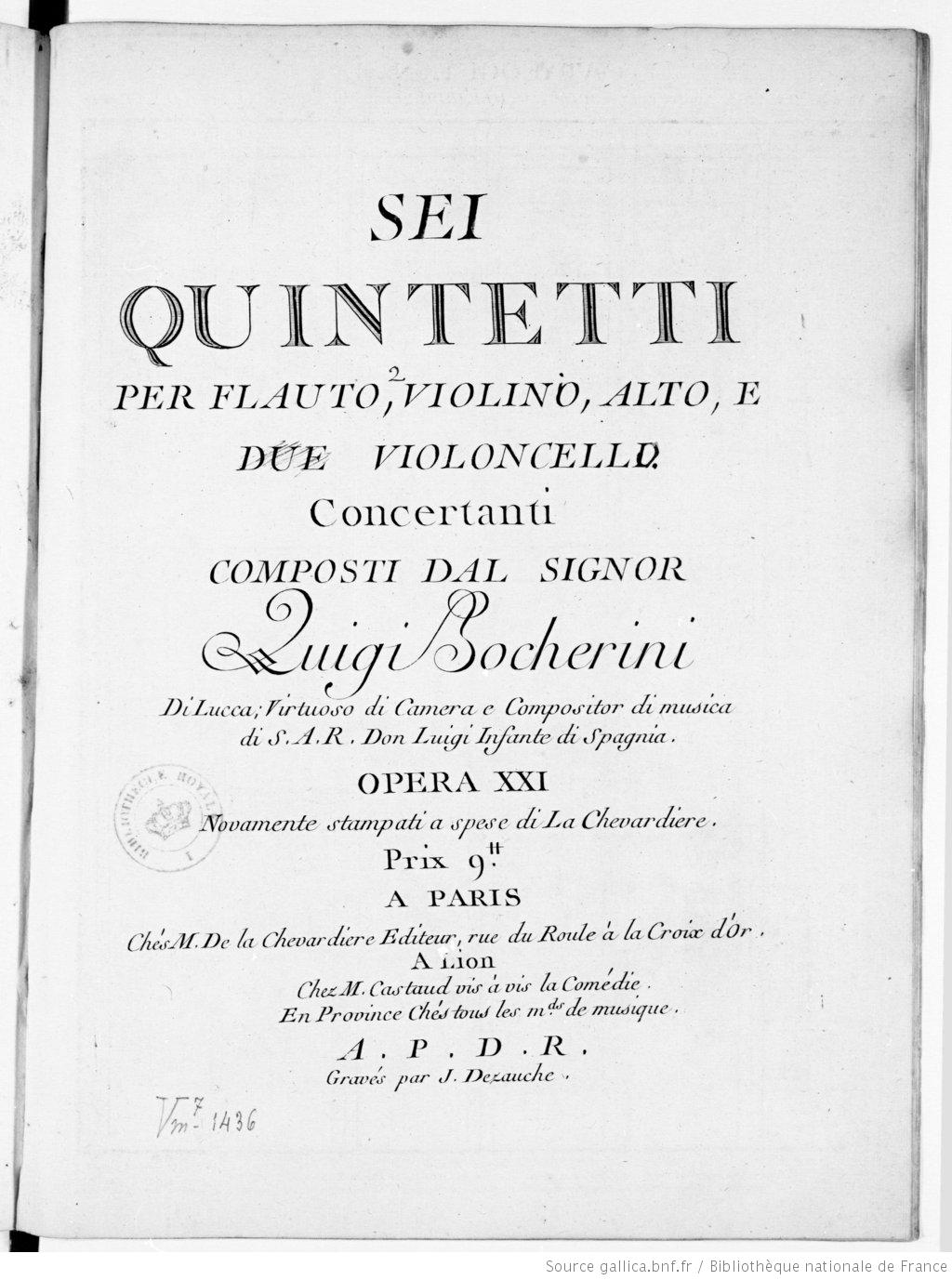
Page de titre de l'édition La Chevardière des quintettes avec flûte [G.419-424], parue comme Opera XXI (c. 1775).

Pendant deux ans, en 1773 et 1774, Boccherini s'investit presque exclusivement dans la composition d’œuvres pour flûte. Sans que nous sachions si, à l'instar des membres de la famille Font, Don Luis possédait un flûtiste attitré. Le compositeur n'hésite pas à l'intégrer dans des formations de cinq, voire sept instruments. La flûte, en présence des cordes, permet de renforcer tout en l'allégeant le velouté si caractéristique des instruments à archets. L'effet obtenu s'apparente à une toile de fond sonore, tissée par les cordes sur laquelle par petites touches les notes légères et discrètes de la flûte se fondent. Néanmoins, en de rares occasions, la flûte s'arroge le rôle de soliste – notamment dans les Divertimenti opus 16 : « À l'écriture souvent « orchestrale » de ces Divertimenti […] s'opposent de nombreux passages solistes pour la flûte et les deux violons ».
Des six Divertimenti ou sextuors, opus 16 [G.461–466] (1773), pour flûte, deux violons, alto et deux violoncelles (contrebasse ad libitum), le deuxième en fa majeur [G.462] se distingue par une cadence pour deux violoncelles : « Cadenza delli due violoncelli », la seule qui nous soit parvenue sous forme manuscrite,,. Son dernier mouvement, en forme de variations explore les nombreux effets de timbre, notamment des cordes, où la flûte décoche quelques traits de virtuosité longtemps contenue au début de cette composition.
Les douze quintettes pour flûte, deux violons, alto et violoncelle : opus 17 [G.419–424] (1773) et opus 19 [G.425-430] (1774), quant à eux, explorent une palette variée de tons tout en tirant de l'instrument à vent ses pleines capacités expressives. Le plus singulier est le sixième de l'opus 19, en ré majeur [G.430] « Las Parejas » (Les Paires). Composé de trois mouvements intitulés Entrada, Marcia et Galope, « son titre renvoie à une course de chevaux typiquement espagnole, où deux cavaliers courent main dans la main »,.
Bien que la question de leur authenticité soit toujours débattue, les six Quintettes de Madrid [G.437–442] pour flûte, violon, alto et deux violoncelles et non pour flûte et quatuor à cordes, pourraient être contemporains des opus 17 et 19,,. Mais à l'inverse de ces opus, « […] ces œuvres ne sont pas en deux mais en trois mouvements, et d'une ampleur expressive supérieure. Le Finale n'est pas, comme souvent, un Minuetto mais un Rondo Grazioso ou une série de Variations (quintettes no 2 et no 3) pouvant donner libre cours à tout le panache instrumental voulu. ». Si ces quintettes par la présence obligée du violoncelle rappellent des tournures musicales propres au style de Boccherini, on peut néanmoins les rapprocher de certaines pages d'Ignace Pleyel ou de Carlo Giuseppe Toeschi, écrites pour flûte, violon, alto, violoncelle et basse où le second violoncelle joue un simple rôle de soutien vis-à-vis des quatre autres instruments. Le musicologue Stanley Sadie a émis un jugement réservé sur ces œuvres.

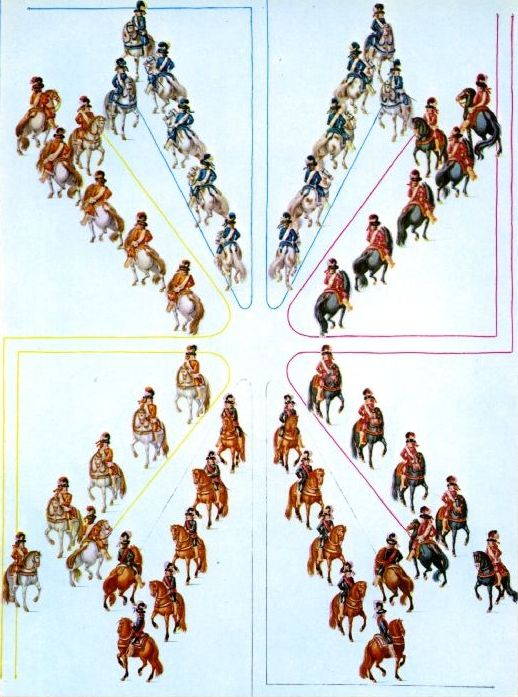
Parade hippique du XVIIIe siècle (Espagne).
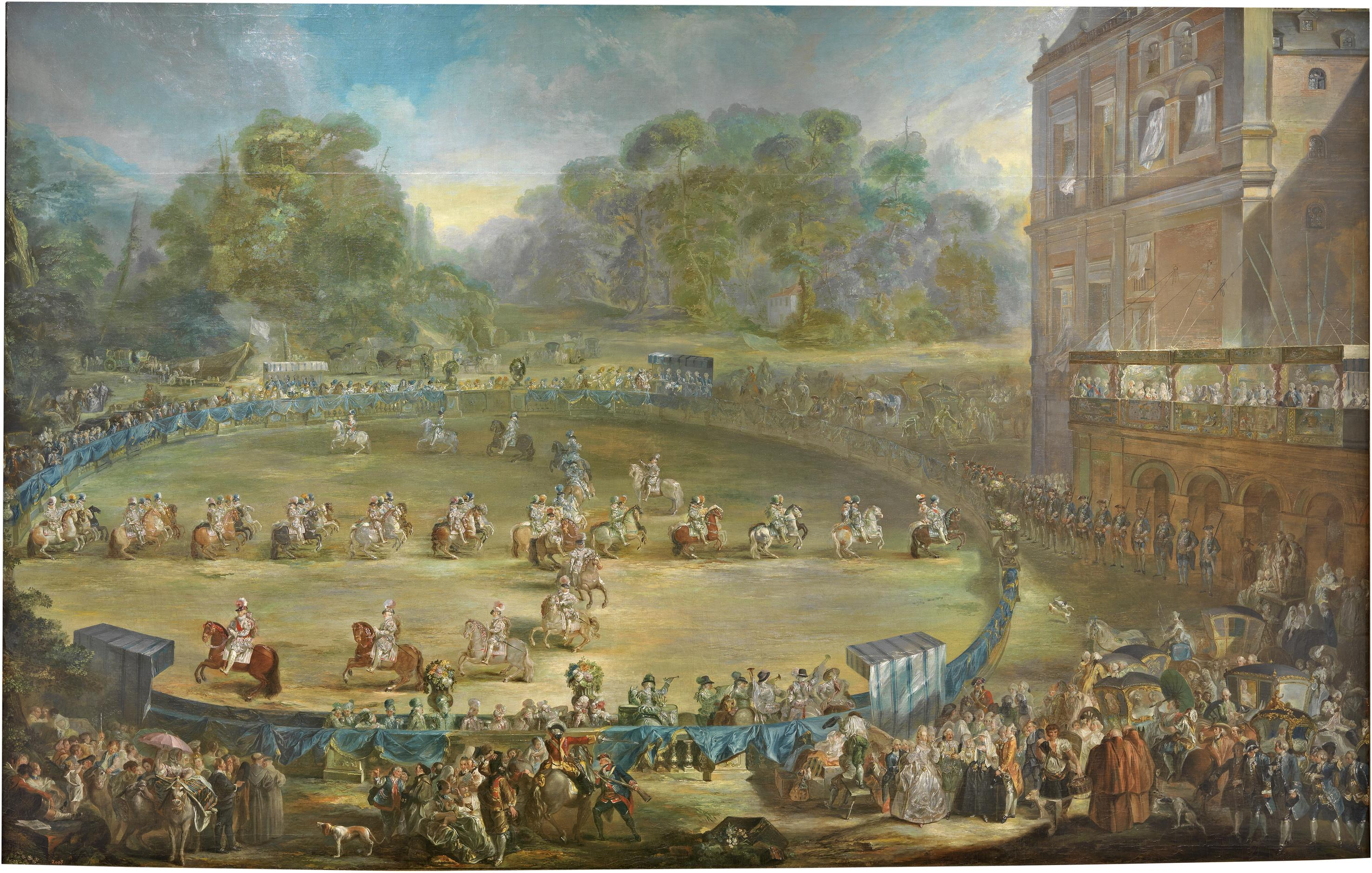
Las parejas reales, Luis Paret y Alcázar, (1770), Musée du Prado, Madrid.
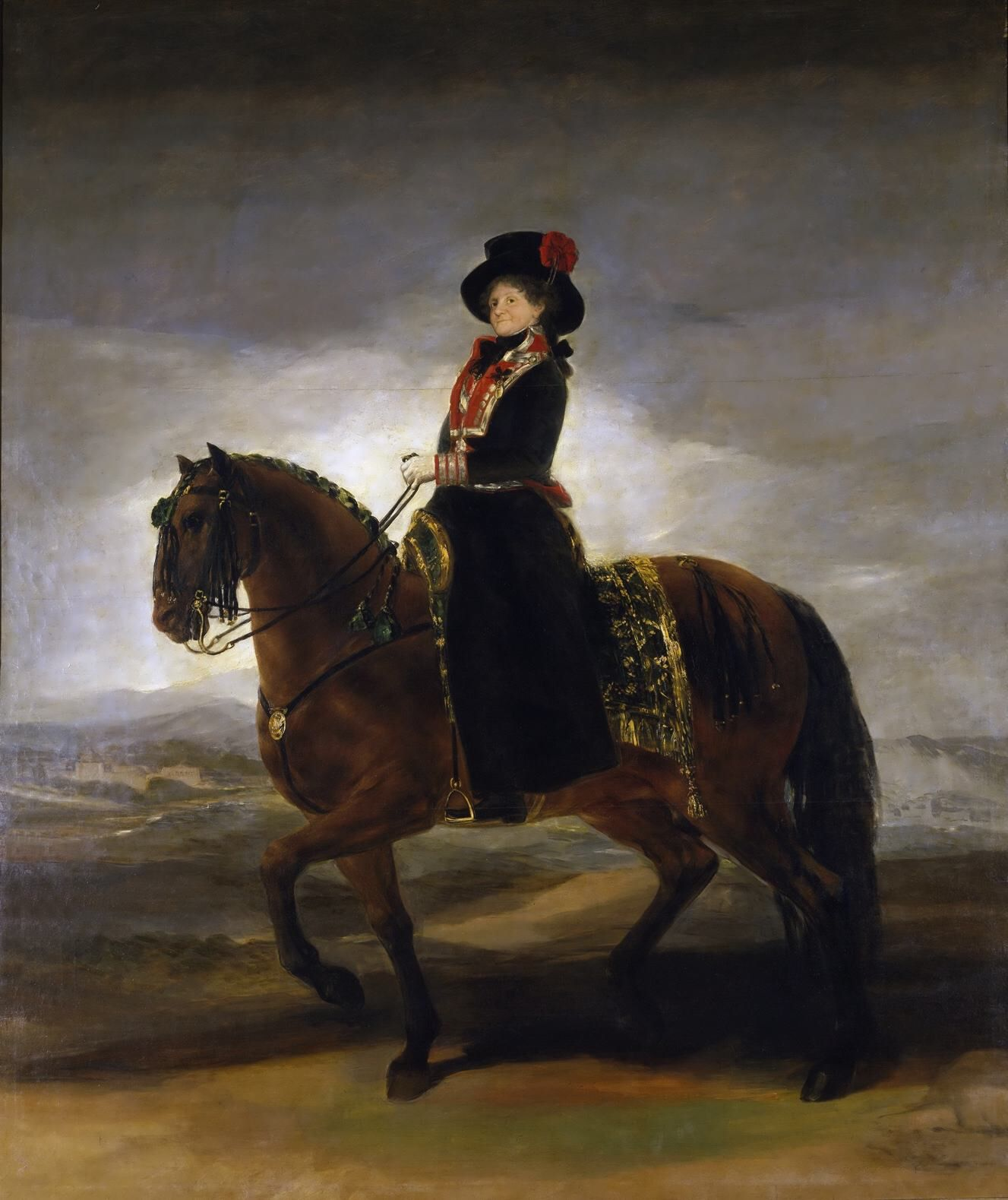
Portrait équestre de Marie-Louise de Bourbon-Parme par Goya.

### Musique concertante

#### Concertos pour violoncelle
- Nombre : 12
- Catalogue : G. 474–484, 573, deest
 publiées :
- no 4, 6–8, G. 477, 479–481 (Paris 1770–71)
- no 10, G. 483 (Vienne 1785)

Les douze concertos pour violoncelle et orchestre — ceux qui ont survécu du moins — témoignent des immenses difficultés techniques ainsi que de l'agilité stupéfiante du soliste. Boccherini utilise notamment le registre aigu de l'instrument dans de redoutables passages en double notes, ou des arpèges sur trois ou quatre cordes.
Cette virtuosité et le lyrisme du langage qui lui sont propres lui permettent d'affronter trois contraintes permettant un certain équilibre entre le soliste et l'orchestre : la question du timbre, de la tessiture et celle de l'intensité sonore. Comme l'a démontré Priscille Lachat-Sarrete, « l'un des traits de génie de Boccherini réside dans la souplesse de conception. La forme des concertos n'est pas rigide, chacun a ses spécificités, mais elles semblent très naturelles ; il n'a pas forcé la musique pour entrer dans un modèle préétabli ; elle coule naturellement avec des variantes; elle ne semble pas chaotique ». Tous les concertos sont en trois mouvements, vif-lent-vif et dans des tonalités majeures permettant de tirer parti des cordes à vide du violoncelle. Contrairement à d'autres violoncellistes de son époque tels Duport ou Romberg, les concertos de Boccherini ont toujours été considérés comme des œuvres à part entière et non de simples démonstrations de virtuosité, faisant toute l'estime de ses contemporains. L'attestent les éditions précoces de quatre concertos (G.477, G.479, G.480, G.481) publiés par le Bureau d'Abonnement Musical de Paris de mai 1770 à octobre 1771 (soit deux ans après son passage) et leur réédition vers 1810 par Naderman,. Il faut attendre aux alentours de 1900 pour les voir reparaître dans des éditions modernes mais considérablement modifiés.
Alors que les violoncellistes du XVIIIe siècle n'ont que rarement composé de concertos pour leur instrument, Boccherini a notablement enrichi le répertoire. Pour se replacer dans le contexte des productions de l'époque (exceptions faites de ceux de Vivaldi, de Platti ou de Leonardo Leo, plus anciens et précurseurs), Jean-Baptiste Bréval 7, Jean-Louis Duport 6, Pleyel 5, Leopold Hofmann — qui aurait pu rencontrer Boccherini lors de son séjour viennois — en compose 4, ainsi que Carl Stamitz, CPE Bach en laisse 3 (qui sont des transcriptions de concertos pour clavecin écrits vers 1750), comme Wagenseil, Haydn 2 (c. 1761 et 1783), Carlo Graziani 2, Anton Kraft un seul. Là encore, Boccherini se montre prolifique.
Le plus joué de tous est sans conteste le neuvième, en si bémol majeur [G.482], pour lequel Friedrich Grützmacher a écrit une cadence.

#### Autres concertos

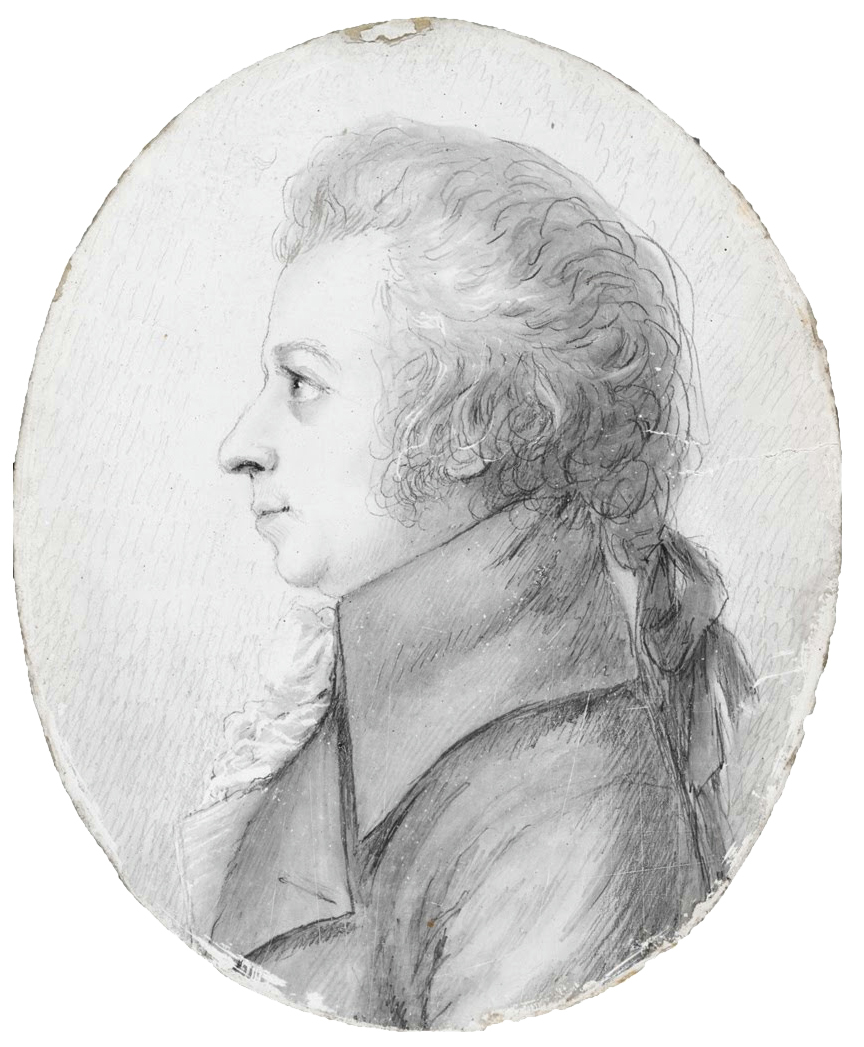
Mozart en 1789, portrait exécuté à la pointe d'argent par Doris Stock.

En dehors de la plupart des concertos pour violoncelle et orchestre, de deux symphonies concertantes, l'op. 7 de 1769 pour deux violons et petit orchestre [G.491], et d'une symphonie concertante pour guitare et orchestre de 1798 [G.523], arrangement pour grand orchestre d'un quintette à cordes, l'authenticité des autres concertos pour instrument soliste et orchestre, demeure douteuse et soumise à caution. Néanmoins, l'édition critique des œuvres de Boccherini dirigée par Christian Speck en retient deux : le concerto pour clavecin ou piano-forte et orchestre en mi bémol majeur [G.487] et le concerto pour violon et orchestre en fa majeur [G.574].
D'après le catalogue d'Yves Gérard, la partie de clavecin ou de piano-forte du concerto [G.487], présente des similitudes stylistiques avec celle des sonates op. 5 [G.25-30], dédiées à Madame Brillon de Jouy. Il pourrait avoir été composé pour la claveciniste, durant son séjour parisien de 1767–1768. L'unique concerto pour clavecin ou piano-forte et orchestre de Boccherini, ne doit pas nous faire oublier que le violoncelliste lucquois maîtrise la technique de ces deux instruments et qu'après une période de quelques années, il écrit à nouveau pour le piano-forte dans ses quintettes opus 56 et 57. Le concerto est composé dans la tonalité de prédilection de Boccherini, mi bémol majeur, et se présente sous la forme d'un mouvement lent, encadré par deux mouvements rapides. Le dernier est une suite de 12 variations sur un thème au profil sautillant et énergique, dirigées d'un bout à l'autre par l'instrument soliste.

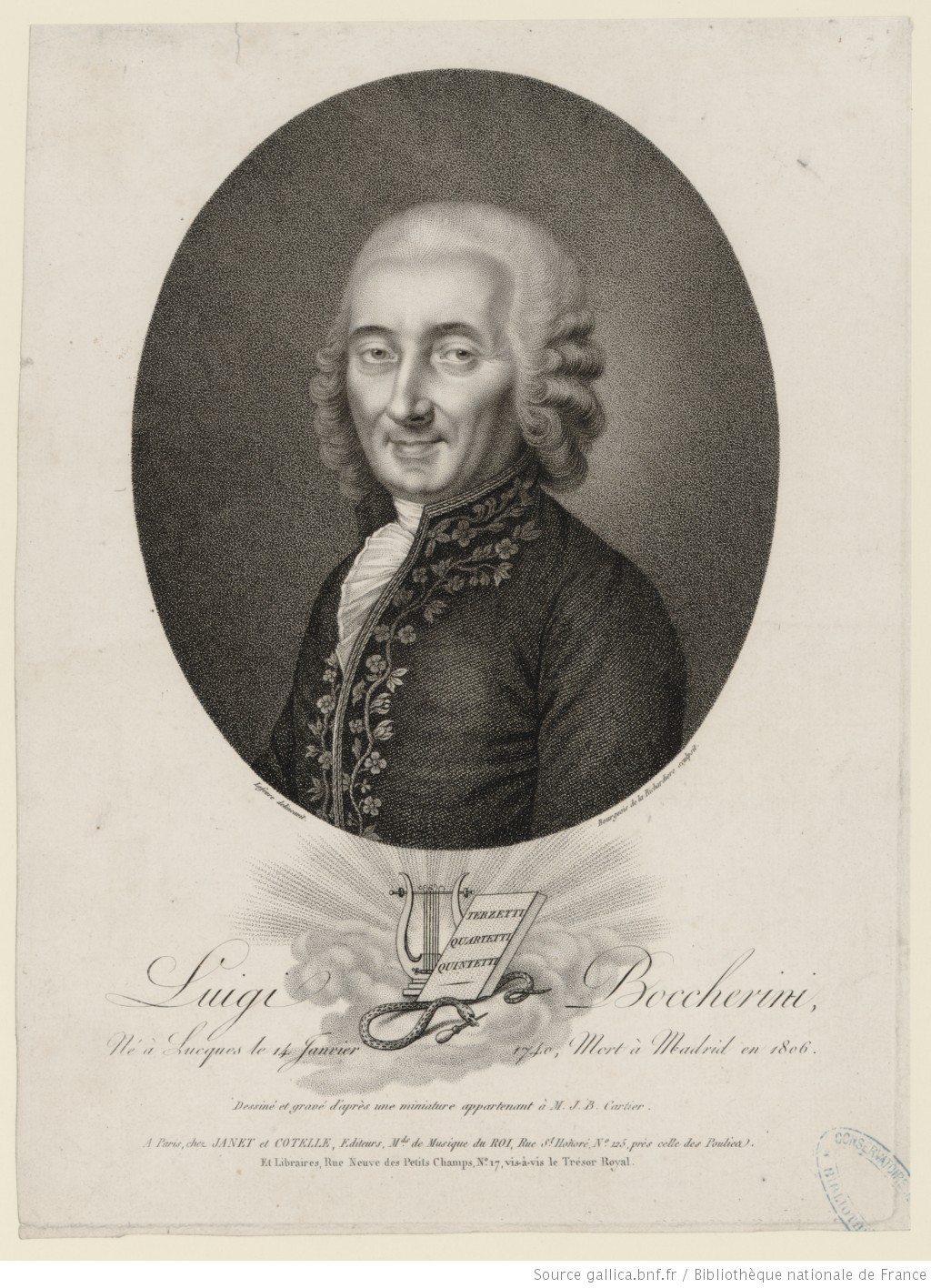
Portrait de Boccherini par Antoine Bourgeois de La Richardière, 1814.

Le concerto pour violon et orchestre en fa majeur [G.574], a été découvert à la fin des années 1950 par Pina Carmirelli, alors incomplet (partie de violon absente). Yves Gérard note que ce concerto a pu être écrit pour son ami le violoniste Manfredi, durant leur tournée en Italie du nord, notamment à Gênes. Tout comme le concerto pour piano-forte et orchestre, il se présente en trois mouvements avec un Largo comme mouvement central.
En ce qui concerne les autres concertos, considérés comme des œuvres douteuses, on pourra retenir le concerto pour flûte et orchestre en ré majeur [G.489] (paru à Paris vers 1780 comme « opus XXVII »), longtemps attribué à Boccherini sur la foi de l'édition (mais mis en doute par Picquot — « Cet ouvrage sans mérite est une spéculation sur le nom de Boccherini »), jusqu'à ce qu'en 1959, le flûtiste suisse Raymond Meylan n'en découvre son véritable auteur : un compositeur de Bohème, Franz Xaver Pokorný, grâce au manuscrit autographe retrouvé dans une bibliothèque de Ratisbonne,. Un autre concerto pour flûte et orchestre en ré majeur [G.575], emprunte des similitudes à deux œuvres de Boccherini : le concerto pour violoncelle et orchestre en ré majeur [G.479], en ce qui concerne ses deux premiers mouvements et son Allegro conclusif, dont le thème est identique à celui du premier mouvement du trio à cordes en do majeur op. 6 no 6 de 1769 [G.94].
Enfin, le concerto pour violon et orchestre en ré majeur [G.486] des années 1767–1769 présente des similitudes (thèmes, plan tonal, construction de l'œuvre) avec le concerto K.218 de Mozart de 1775. Publié par Schott en 1924 dans une édition revue par le violoniste américain Samuel Dushkin, ce dernier affirme que le concerto de Boccherini serait authentique et que Mozart l'aurait entendu lors de sa tournée en Italie par l'intermédiaire de Thomas Linley le jeune, un élève de Nardini. Cependant, l'authenticité de G.486 est plus que douteuse,,.

### Musique symphonique
- Nombre : 27
- Première œuvre : 1769
- Dernière œuvre : 1792
- Catalogue : G.491, G.493-498, G.503-522
- Op.7 (publ. : 1770)
- Op. 12 (publ. : c.1776)
- Op. 21 (publ. : c.1776)
- Op. 35 (publ. posth.)
- Op. 37 (publ. partielle : 1798)
- Op. 41 (publ. posth.)
- Op. 42 (publ. posth.)
- Op. 43 (publ. : 1798)
- Op. 45 (publ. : 1798)

Le nom de Boccherini évoque plutôt la musique de chambre et son œuvre symphonique, bien qu'abondante, reste encore peu jouée. Déjà son premier biographe qualifiait le genre de « quintettes renforcés ». La critique du XIXe siècle était peu tendre avec l'œuvre symphonique : « Quant à Boccherini, dont quelques ouvrages de musique de chambre sont restés célèbres, ses symphonies, ainsi que le remarque un de ses biographes, ne sont, à vrai dire, que des quintettes ou des sextuors un peu renforcés ».

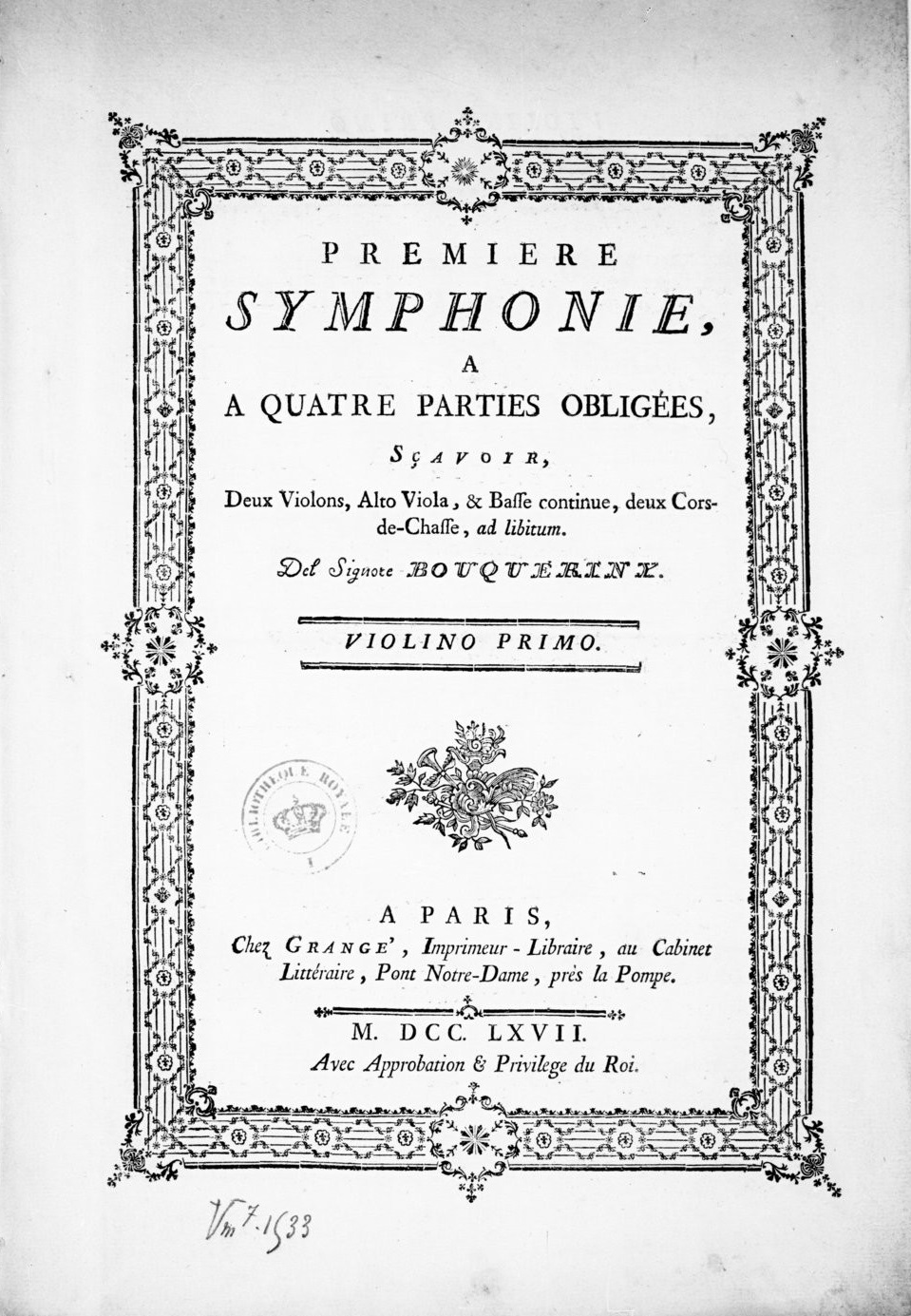
Premiere Symphonie, A A ' Quatre Parties Obligées, [...] Del Signore Bouqueriny. (Grangé, 1767) [G.500],.

Pourtant, le musicien met fréquemment en valeur dans ses compositions symphoniques, les flûtes, hautbois, bassons, cors, violons solistes et altos solistes, « qui tous jouent en alternance et se combinent dans les tutti ». L'exemple le plus représentatif étant « l'exubérant » Allegro con moto de la symphonie en do majeur, opus 37 no 1 [G.515]. Dans son étude sur les symphonies de Boccherini, Rohan H. Stewart-MacDonald a bien démontré l'importance de l'orchestration ainsi que la structure de la forme symphonique suivant les cas où les menuets étaient placés en position finale ou en position médiane. Ce sont d'ailleurs dans les sections en trio de menuets, que se libère le plus l'inventivité du compositeur. Dans la symphonie en ré majeur, opus 12 no 1 [G.503], le compositeur n'hésite pas à faire appel à l'unique flûte de l'orchestre qui prend de véritables accents d'instrument soliste afin de dépeindre le ramage des oiseaux. Dans la symphonie en ré mineur, opus 37 no 3 [G.517], c'est au tour des bassons suivis par les flûtes d'égréner successivement les motifs descendants d'un même discours aussitôt repris par les hautbois, altos et violoncelles avant que les deux cors n'imposent le retour au menuet. Comme on peut le constater, la palette orchestrale de Boccherini est beaucoup plus riche et étendue qu'on ne s'aurait s'y attendre. Ne se limitant pas à un soutien purement harmonique, les instruments à vent, le plus souvent par deux, allègent les contours parfois rudes d'une orchestration pour cordes tout en étoffant l'expression mélodique.
« Formidables incubateurs de climats, d'ambiances, d'atmosphères », ceux-ci couvrent des chants expressifs très variés faisant le plus souvent entendre d'un seul et même instrument des registres différents sinon opposés. Le cas du hautbois est révélateur. À deux reprises, dans le Lento en do mineur de la symphonie en do majeur, opus 37 no 1 [G.515], le hautbois solo entonne un chant élégiaque proche du lamento au centre duquel se révèle un duo passionné entre celui-ci et le violoncelle,,. À l'inverse, l'un des thèmes les plus doux et mélodieux créés par le compositeur est aussi confié au hautbois dans le menuet italien (sans trio) de la symphonie en la majeur, opus 21 no 6 [G.498]. Christian Speck précise que « le premier hautbois renforce continuellement les premiers violons chargés de conduire la mélodie, ce qui donne au mouvement cette couleur sonore si particulière », qui, poursuit Luigi Della Croce suscite « l'impression d'un chant flottant d'une sérénité mélancolique, ouvert sur le rêve »,. Aussi, la sérénade en ré majeur [G.501] de 1776 — écrite à l'occasion du mariage de Don Luis selon la première édition parue chez Guera l'année suivante — pour instruments à cordes, deux hautbois et deux cors atteste, s'il en est la connaissance approfondie de Boccherini aussi bien dans les tessitures que dans la technique si particulière aux instruments à vent. L'utilisation délicate des hautbois conjugués à la majesté des cors dans la succession de ces neuf courts mouvements (des airs ou des chansons préférés de Don Luis) amplifie l'espace sonore, a fortiori joués sur des instruments modernes. Une musique qui devait être très probablement jouée en plein air suivant les circonstances de son exécution (le mariage de l'Infante en 1776). « Joyau » de la symphonie opus 35 no 3 [G.511], l’Andante est également « une merveilleuse sérénade » pour cordes seules, dans lequel le thème est confié aux premiers violons alors que les autres instruments se limitent à un accompagnement en pizzicato,. « Musique nocturne d'une rare pureté », l'uniformité des timbres est sans cesse balancée par une multiplicité de variations rythmiques à l'intérieur de la mélodie faisant penser à une sérénade napolitaine.

Sérénade espagnole (c. 1855) par Carl Spitzweg, Munich, Schackgalerie.

Enfin, longtemps connue à travers son incipit (erroné) du catalogue Baillot et considérée comme perdue, la partition de la Symphonie en ré majeur opus 37 no 2 [G.516] a depuis 2004 refait surface. L'unique copie du manuscrit se trouvait parmi les archives de la Bibliothèque royale de Berlin avant que les désastres occasionnés par la Seconde Guerre mondiale n'en rende la localisation impossible. À juste raison, d'aucuns la pensaient irrémédiablement détruite. En fait, le manuscrit de la symphonie de Boccherini a été ramené avec d'autres « trophées » musicaux par l'armée rouge à Moscou,. Conservée depuis de longues années au Musée Glinka, elle a finalement été identifiée et a fait l'objet en 2010 d'un premier enregistrement mondial. Ce « Concerto a più stromenti obligati » — une symphonie concertante avec solos pour deux violons principaux, une flûte, deux hautbois, deux cors, deux altos, deux bassons et un violoncelle — composé pour le roi de Prusse Frédéric-Guillaume II en décembre 1786 se compose de quatre mouvements. Les premières mesures Grave. Forte e risoluto de son mouvement initial Allegro con molto brio illustre un procédé cher à Boccherini, celui de l'auto-citation. En effet le Grave du quintette no 1 en mi bémol majeur opus 20 [G.289] de 1775 est cité pratiquement in extenso en guise d'introduction par l'orchestre. Le Minuetto. Con moto en seconde position, débute par un thème raffiné, probablement l'un des menuets les plus profonds du compositeur. Le troisième mouvement, un Andantino mélancolique, pré-schubertien pourrait-on dire, donne tout loisir aux instruments solistes (cordes et vents) de s'affirmer, notamment avec un très beau thème joué par l'unique violoncelle. Alors que le Finale lui, déploie une énergie dont le rythme n'est pas sans évoquer une rusticité toute populaire.

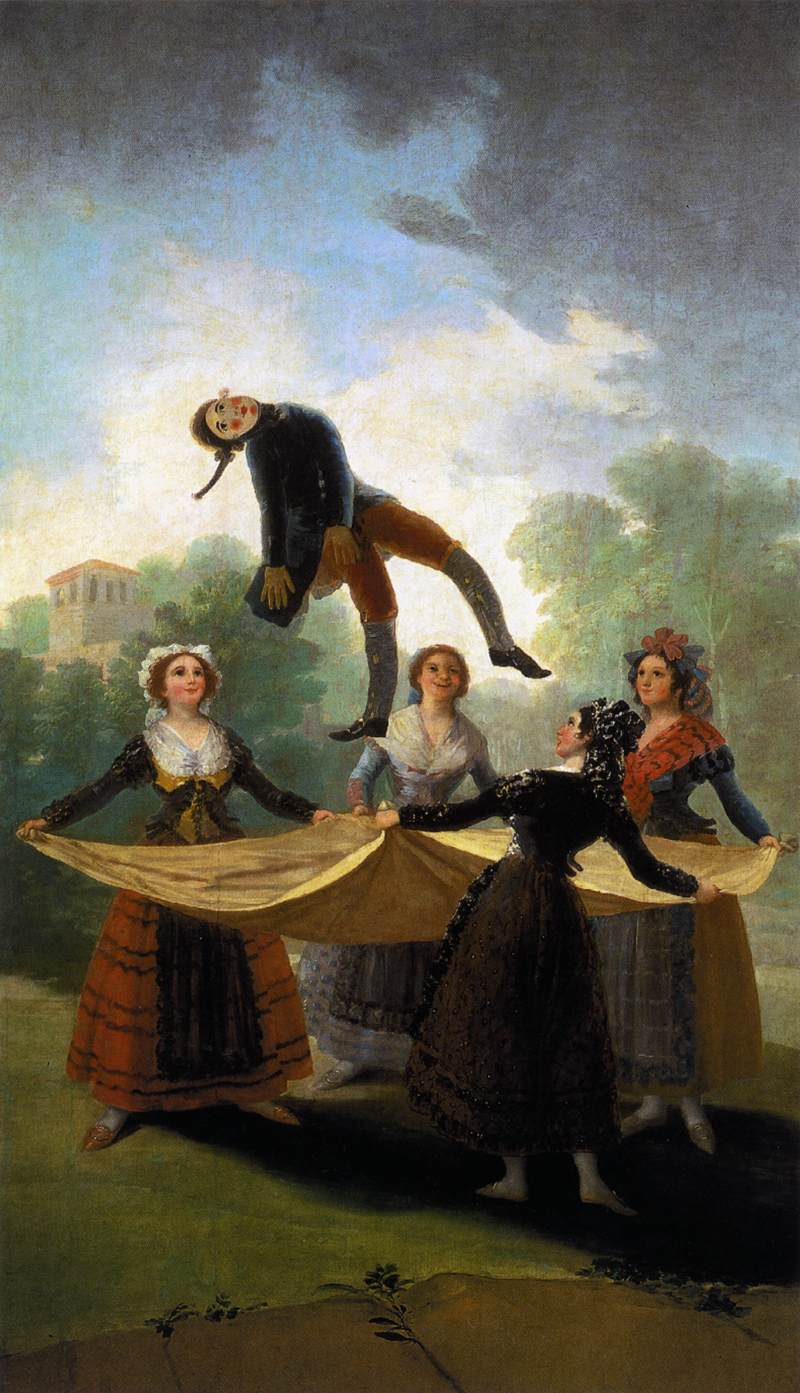
Le Pantin (El pelele) de Francisco de Goya, peint en 1791-1792 (Musée du Prado)
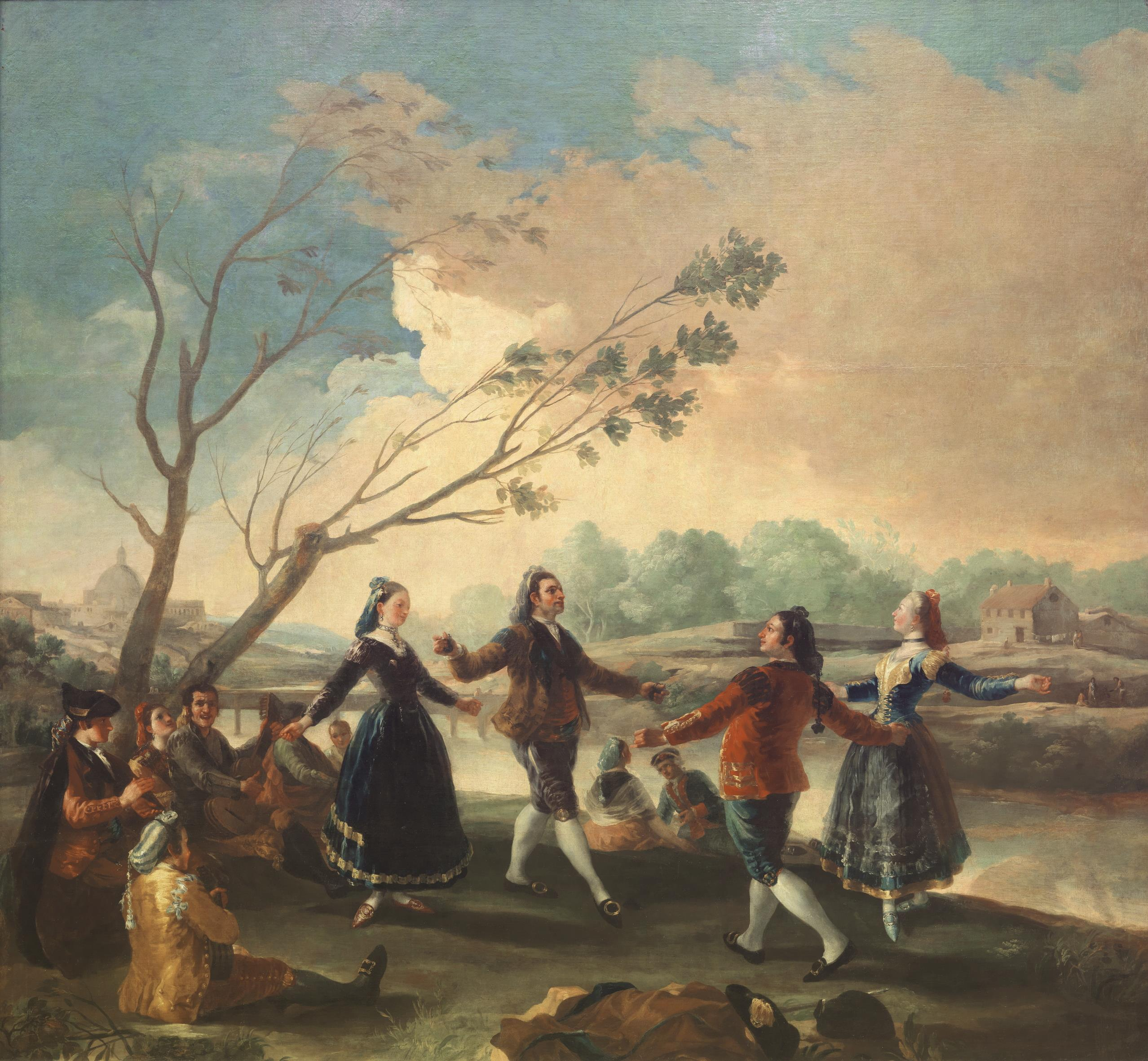
Danses sur les rives du Manzanares (1777) par Francisco de Goya (Musée du Prado)
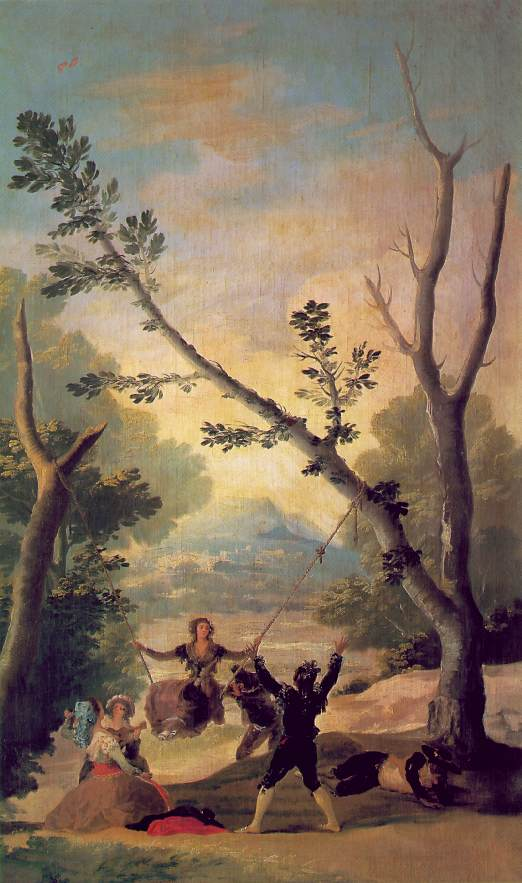
La balançoire (1787) par Goya pour les Benavente-Osuna.

### Musique vocale et religieuse
Même si le musicien a composé deux oratorios : Gioas, Re di Giudea et Il Giuseppe riconosciuto, deux cantates : La confederazione dei Sabini con Roma, les Villancicos al Nacimiento de Nuestro Señor Jesu-Christo [G.539] et la Cantata al Santo Natale di Nostro Signor Jesu-Cristo opus 63 [G.535] (1802, perdue) ne constituant en fait qu'une même œuvre dans son adaptation de l'espagnol à l'italien, des arie accademiche, une Scène tirée de Inés de Castro [G.541], une musique liturgique consistant en une Messe opus 59 [G.528] (1800, perdue), de compositions indépendantes écrites entre 1764 et 1766 : Kyrie [G.529], Gloria [G.530], Credo [G.531], trois motets sur des psaumes : Dixit Dominus [G.533], Domine ad adjuvantum [G.534] et Laudate pueri [G.deest], son répertoire vocal est moins étendu que celui de sa musique de chambre. Pourtant son arrière-petit-fils, Alfredo Boccherini y Calonje, dans la biographie de son bisaïeul en 1879, souligne que : « Le catalogue des œuvres de musique vocale est aussi considérable que celui de la musique instrumentale »,. On peut se poser la question sur cette absence d'édition de l'œuvre vocale, alors que le musicien cède si facilement ses compositions de chambre.
Ses pièces les plus jouées sont sans conteste son Stabat Mater dans sa version pour soprano et quintette à cordes et depuis peu, sa zarzuela, La Clementina.

#### La confederazione dei Sabini con Roma
La fête de trois jours à l'occasion de l'élection des magistrats de la république de Lucques, appelée communément delle Tasche (du nom des sacs recevant les votes), donne lieu à des concerts et spectacles musicaux composés presque exclusivement par des musiciens et poètes lucquois. C'est déjà à l’époque de Boccherini, une fête relativement ancienne puisque ses tout premiers témoignages remontent au début du XVIIe siècle,.

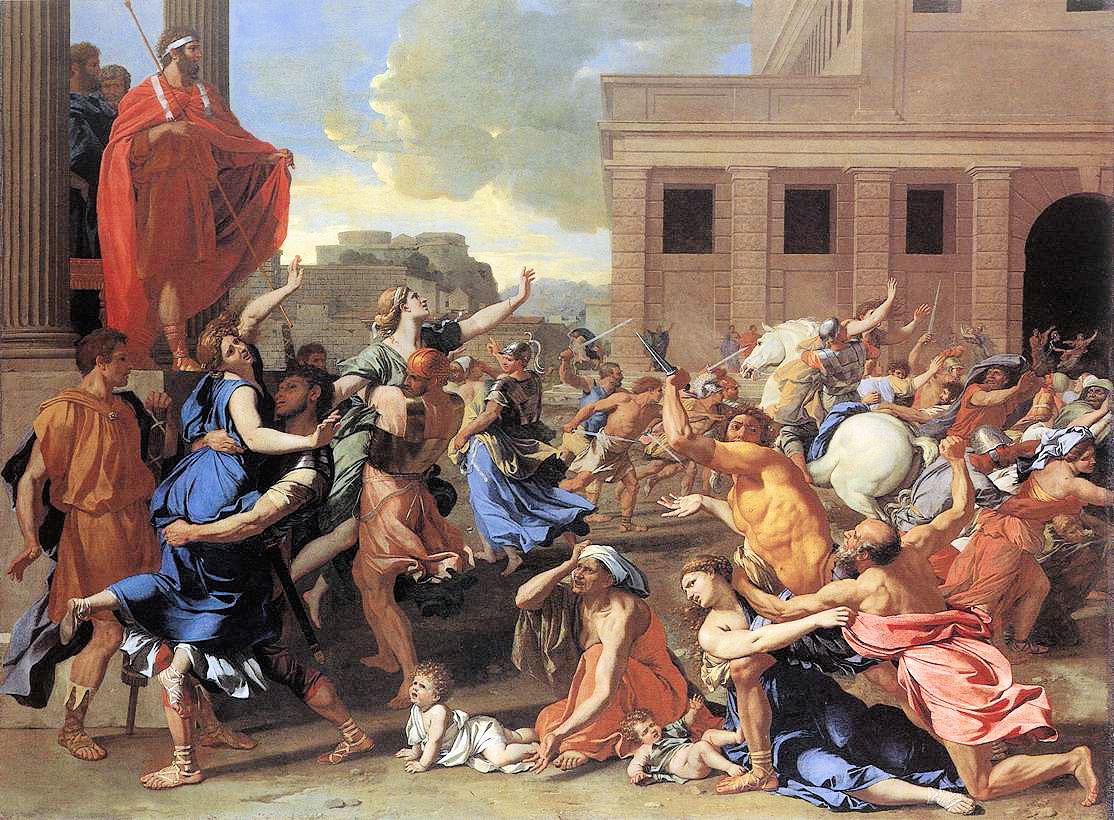
L'enlèvement des Sabines, Nicolas Poussin, (1634-1635), Metropolitan Museum of Art, New-York.

Sa cantate en deux parties, La confederazione dei Sabini con Roma [G.543] pour solistes, chœurs et orchestre est une commande passée par le concile de Lucques pour le renouvellement delle Tasche les 9, 10 et 11 décembre 1765, . Les règlements imposaient la création d'une cantate dont l'argument devait être épique ou patriotique afin d'exalter la liberté, l'indépendance et les vertus civiques. Selon Germaine de Rothschild, la commission d'une œuvre pour cette fête est « le plus grand hommage » que l'on puisse décerner à un musicien de la ville. Le livret de la cantate est de Pier Angelo Trenta basé sur un épisode célèbre de l’Histoire romaine de Tite-Live : la guerre et la réconciliation romano-sabines. Le texte est publié à Lucques la même année, sous le titre : « La confederazione dei Sabini con Roma. Dramma per esser cantato ne tre giorni delle Solennita de Comizi della Serenissima Republica di Lucca nell anno 1765 ». Quant à la partition, elle est actuellement conservée à l'Institut musical Boccherini de Lucques (I-Li, P.I.234). C'est un des rares exemples d'un manuscrit autographe du musicien à avoir pu nous parvenir de cette ampleur.
L'action met en scène la haine farouche des Sabins contre les Romains qui, tout en étant responsables de l’enlèvement des Sabines, prétendent vivre en paix avec leurs voisins. L'héroïne, Ersilia, parvient au moyen de supplications et d'habiles négociations, à réconcilier son père Tazio, roi des Sabins, avec Romolo, le chef des Romains, dont elle est l'épouse. À la faveur d'un traité de paix, les deux peuples se rejoignent l'un et l'autre pour vivre sous une loi commune.
La confederazione dei Sabini con Roma (Ouverture comprise) est exécutée le 9 décembre lors de la première journée (giornata prima) des festivités. Les deux dernières, les 10 et 11, sont des commandes au Maestro di Cappella, Giacomo Puccini ainsi qu'à Lelio di Poggio, un compositeur dilettante. Les honoraires s'élèvent à 44 lires pour Boccherini et di Poggio, 30 pour Puccini. L'orchestre de la Cappella pour l'occasion est renforcé par des professionnels locaux et des instrumentistes étrangers. Il comprend deux hautbois, deux cors, 8 violons (parmi lesquels devait figurer Filippo Manfredi), deux altos, un violoncelle (celui de Boccherini), trois contrebasses (dont celle de Leopoldo) et une cymbale, dirigé par Giacomo Puccini. Outre les deux chœurs, la cantate comprend cinq voix : une soprano (castrat), trois ténors et une basse,. Rothschild rapporte que son « exécution laissa à désirer, si l'on en juge par les critiques formulées contre les chœurs et le chanteur Baroni, invité à Lucques pour cette occasion ».

#### Gioas, Re di Giudea

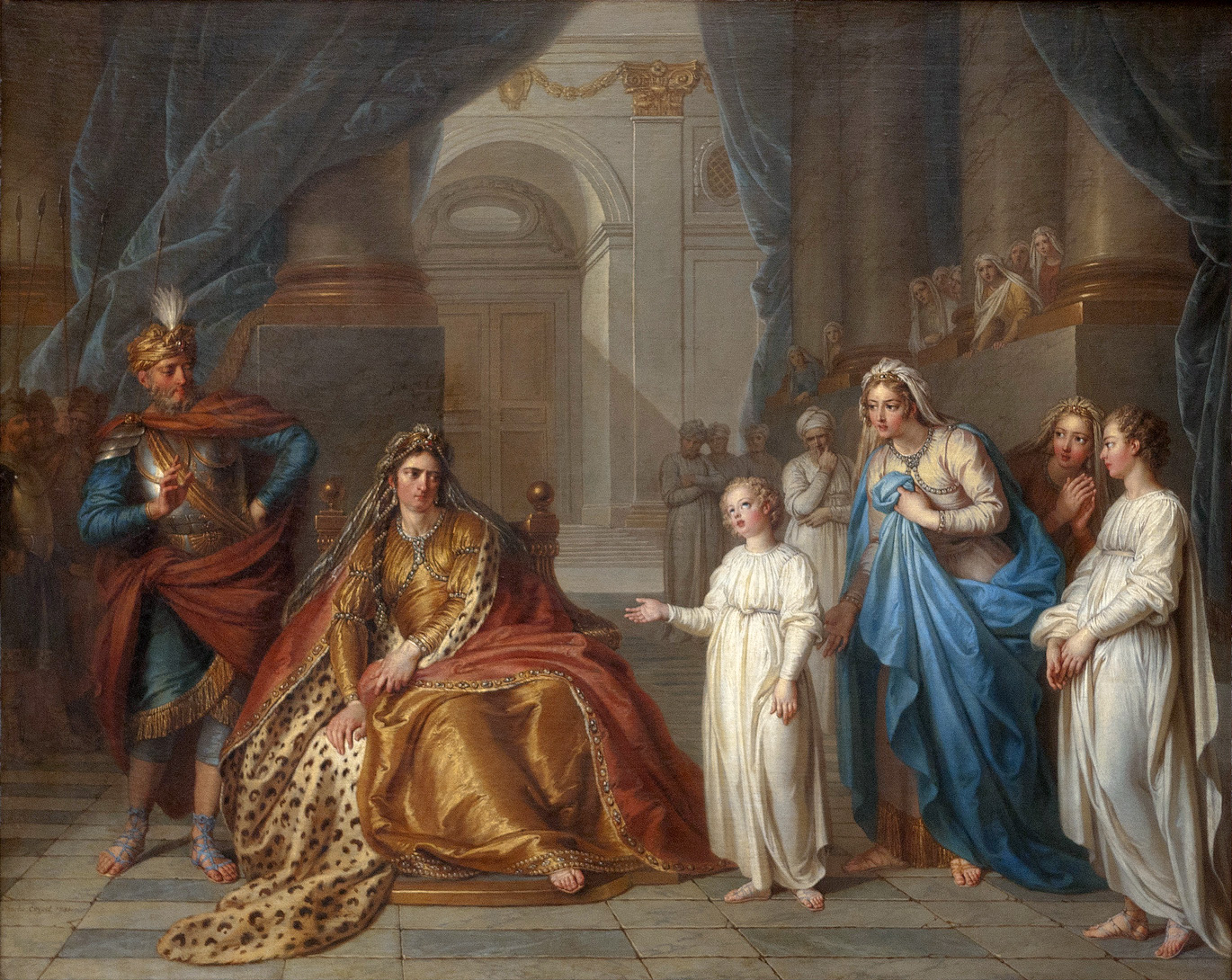
Athalie interroge Joas, Charles Antoine Coypel, (1741), Musée des beaux-arts de Brest.

Connu de longues années à travers sa première partie, cet oratorio pour solistes, chœur et orchestre date de 1765, bien que sa genèse soit à situer dès les années de formation de Boccherini. Possédant de nombreux points communs avec sa cantate La confederazione dei Sabini con Roma [G.543] et Il Giuseppe riconosciuto [G.538]; Gioas, Re di Giudea [G.537] complète ce « triptyque » d’œuvres pour grand ensemble vocal et orchestre destinées à être produites sur la scène musicale de la cité de Lucques en 1765. Selon son premier biographe lucquois, Domenico Agostino Cerù dans son ouvrage intitulé Cenni intorno alla Vita e le Opere di Luigi Boccherini, ces trois compositions furono laudatissime (« furent hautement louées »).
Basé sur le livret éponyme de Métastase de 1735, lui-même inspiré du Deuxième Livre des Rois et des Livres des Chroniques, l'oratorio prend pour argument l'un des nombreux affrontements pour la domination de Jérusalem. Athalia, grand-mère de Gioas, usurpe le trône de Judée après avoir tué les descendants de David. Sauvé par un miracle du massacre, le plus jeune d'entre eux, Gioas, fils d'Ocasia et de Sebia, est élevé au temple par Giosaba, sœur d'Ocasia et femme de Gioiada, Grand prêtre d'Israël. Le drame débute lorsque Ismaele, chef des Lévites, est informé du complot visant à renverser l'usurpatrice. Au même moment, Athalia avec l'aide de son conseiller Matan, convainc l'infortunée Sebia de présenter au peuple d'Israël un faux héritier. La seconde partie de l'oratorio narre comment Gioas, l'unique descendant de David, réussit à déjouer les tentatives de ces deux ambitieux personnages et finalement à reconquérir le trône dans la jubilation générale de tout un peuple.
Suivant la tradition, tout comme Il Giuseppe riconosciuto, la première exécution de Gioas, Re di Giudea a lieu dans l'église Santa Maria Corteorlandini à Lucques en 1765,. Le manuscrit conservé à Gênes porte l'inscription « fatto per Li R[everendi] Padri di San Filippo », c'est-à-dire pour la Congrégation de l'Oratoire de San Filippo Neri, un ordre religieux génois qui, comme le souligne Yves Gérard, est bien connu pour son patronage musical en général et en particulier pour sa commande d'oratorios tout au long des XVIIe et XVIIIe siècles,.

#### Il Giuseppe riconosciuto
Tout comme Giuseppe Porsile, le premier à l'avoir mis en musique et à sa suite Johann Adolph Hasse, Giuseppe Maria Orlandini ou encore Egidio Duni et Agostino Accorimboni, Boccherini illustre l'histoire de Joseph (Giuseppe) reconnu par ses frères à l'aide du livret de Métastase. Le librettiste s'étant largement inspiré des chapitres 37 à 46 du Livre de la Genèse pour en extraire une action dont le dénouement offre aux musiciens une occasion de briller. Boccherini ne s'en prive pas et abandonne judicieusement la stricte alternance entre recitativo secco et aria da capo pour opter en faveur d'un plus souple schéma musical. Cela lui permet, en combinant diverses formules musicales, de transmettre l'animation du dialogue ainsi que la diversité des sentiments ressentis par les personnages.

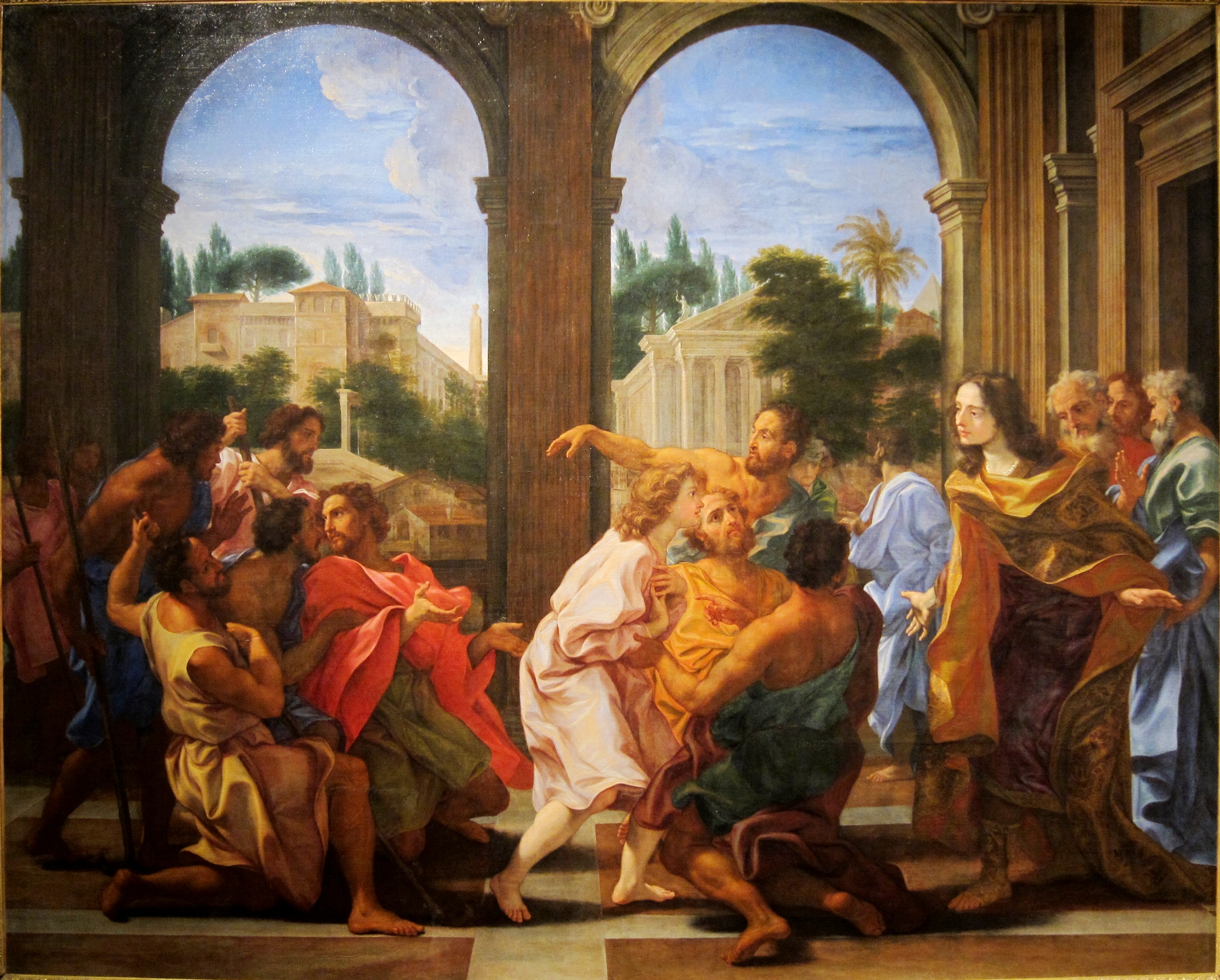
Joseph reconnu par ses frères, Baciccio, Musée Fesch.

Au moment où débute l'action, une famine ravage le pays de Canaan contraignant Giuda et Simeone à l'exception de Beniamino le plus jeune des frères de Giuseppe, à venir à Memphis s'approvisionner en grain. Giuseppe, l'intendant de Pharaon, les reçoit dans son palais, les reconnaît, bien que ses frères ne le reconnaissent pas. Tout en gardant son secret, Giuseppe les fait accuser d'espionnage et emprisonne Simeone comme otage les obligeant à revenir avec Beniamino, l'aîné. La première partie de l'oratorio commence lorsque Giuseppe demande à son confident Tanete si ses frères sont déjà revenus à Memphis. De son côté, Aseneta, sa femme, lui demande de libérer Simeone, car il n'a commis aucun crime. Giuseppe refuse mais s'entretient avec lui, lui posant des questions sur sa maison, ses parents et plus particulièrement sur ses deux frères qui ne sont pas venus. Sur ce dernier sujet, Simeone ne peut pas et ne veut rien dire. Ses frères finissent par revenir et tous y compris Simeone sont conviés à un repas où ressentant une sourde culpabilité envers leur frère de jadis, demandent à Dieu sa protection et son pardon (Bible : Gn 41,43).
Au début de la seconde partie, Tanete confirme à Giuseppe qu'il a donné aux frères le grain qu'il a ordonné. Giuseppe cache une tasse d'or dans le sac de Beniamino à dessein de les faire accuser de vol. Ses frères arrêtés, Giuseppe rassure Tanete : il ne veut pas se venger, mais souhaite que ses frères reconnaissent leur offense envers lui. Sur ces entrefaites, Aseneta tout en donnant raison à Giuseppe de punir les voleurs admire sa modération qu'elle prend pour de la sagesse. Tanete présente les prisonniers. Giuseppe leur permet de retourner dans leur patrie à l'exception de Beniamino considéré comme voleur. Il devra rester en Égypte comme esclave. Beniamino est alors terrifié et s'inquiète de la façon dont son père Jacob l'apprendra. C'est alors que Giuda se dévoue pour rester à sa place. Voyant que ses frères ont retenu la leçon, Giuseppe leur révèle son identité puis leur pardonne (Bible : Gn 44,45). L'oratorio se termine par le chœur des filles de Jacob dans lequel il est proclamé qu'avec l'aide de Dieu la vertu conduit toujours à la victoire.
La première exécution de Il Giuseppe riconosciuto [G.538] a lieu dans l'église Santa Maria Corteorlandini à Lucques en 1765. Son introduction orchestrale est identique à celle de La confederazione dei Sabini con Roma. Le manuscrit retrouvé à Milan (où séjourne Boccherini en 1765), donne à penser qu'une représentation ait pu avoir lieu avant celle de Lucques. Pour Remigio Coli et Carmela Bongiovanni, cet oratorio est également une commande des oratoriens de San Filippo Neri de Gênes,,.

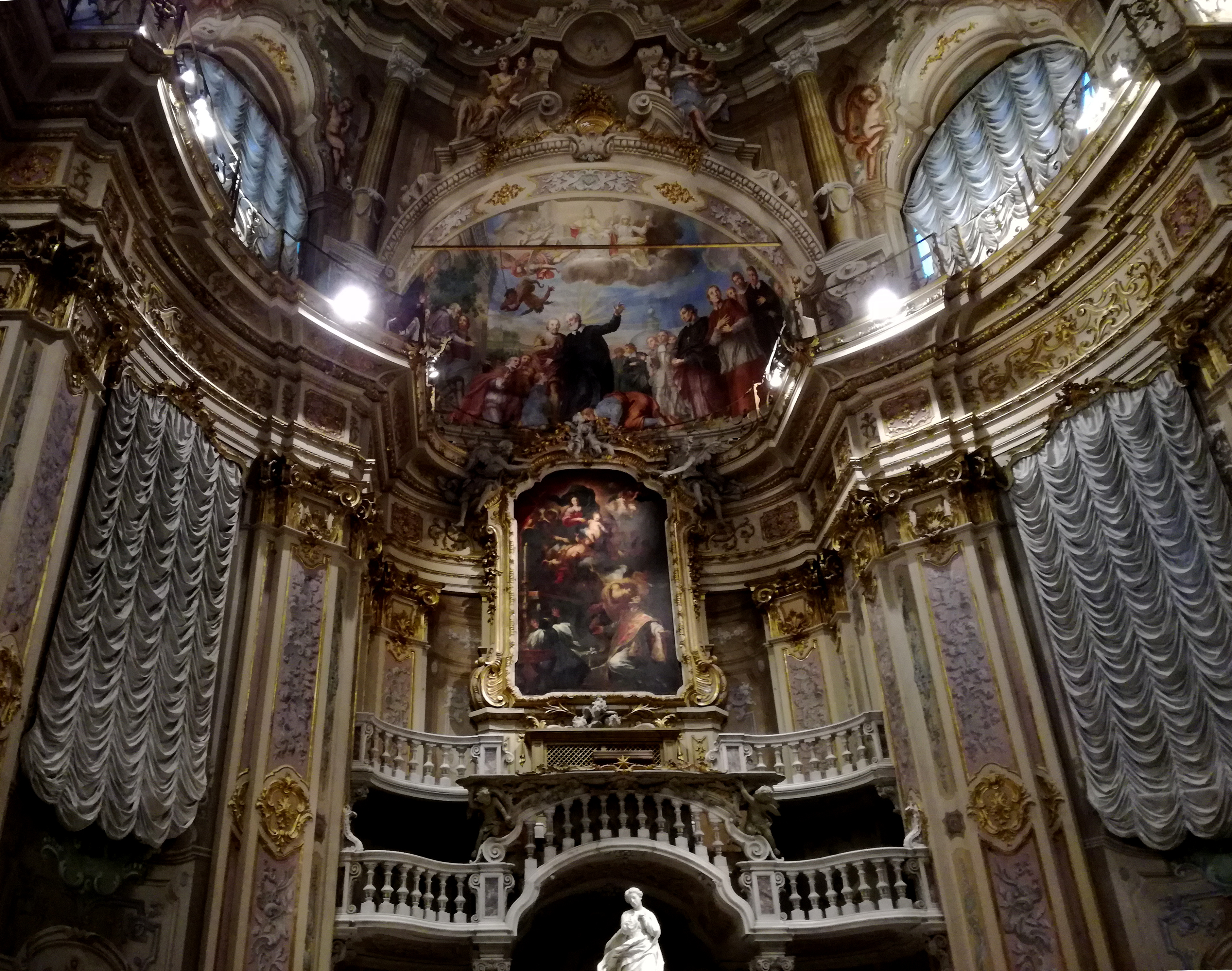
Oratoire de San Filippo Neri, Gênes.
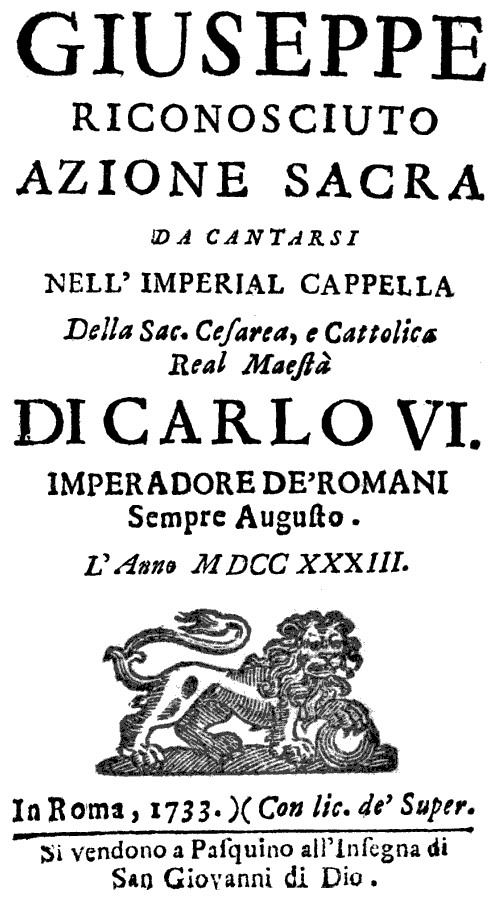
Frontispice du livret Giuseppe Riconosciuto de Pietro Metastasio, Vienne, 1733.
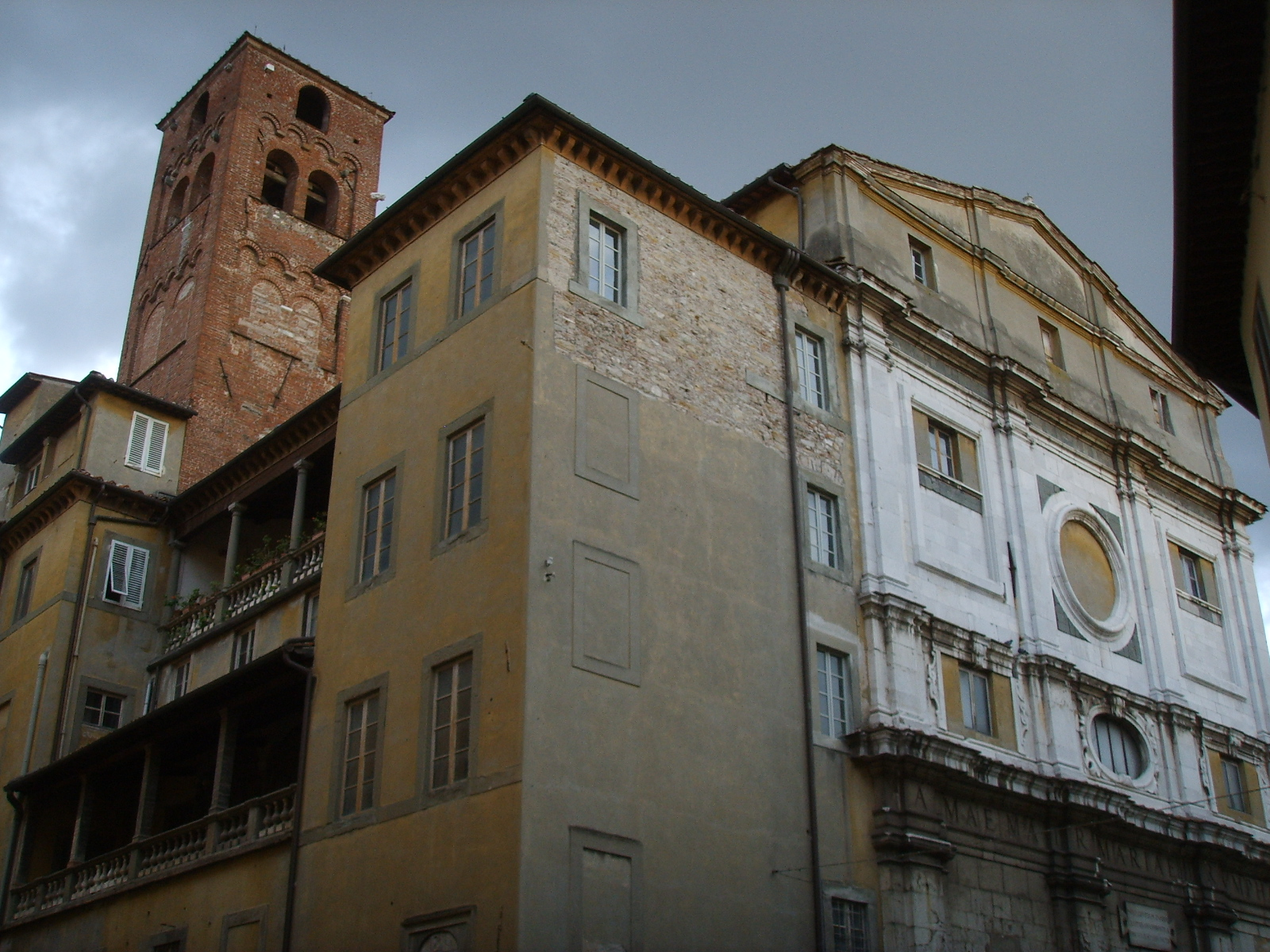
Église Santa Maria Corteorlandini, Lucques.

#### Stabat Mater
Une première version de 1781, est une commande de Don Luis. Elle est conçue pour un effectif réduit à l'image des moyens dont disposait l'Infant en exil à Arenas : une voix de soprano et un quintette à cordes. La voix se mêlant intimement aux cordes pour ne plus constituer qu'un sextuor.
Sur un poème de Jacopone da Todi, Boccherini suit Pergolèse pour sa tonalité de départ de fa mineur.
Lorsque le compositeur reprend l'œuvre, presque vingt ans plus tard au tournant du siècle, il lui adjoint une ouverture (le premier mouvement de la symphonie op. 35 no 4 de 1782) et réécrit la partie vocale pour trois voix : deux sopranos et ténor, sans rien toucher aux cordes, bien que destiné à un orchestre au complet. Ainsi remodelé, l'ouvrage est vendu en 1801 à l'éditeur napolitain Giuseppe Amiconi et prend le numéro d'opus 61 dans le catalogue recensant ses œuvres,.

#### La Clementina
À l'exception de « Dorval e Virginia dramma semiserio per musica […] La musica è del celebre maestro Buccherini  [sic] » auquel manque actuellement la musique, La Clementina (1786) est la seule œuvre pour la scène de Boccherini qui nous soit parvenue. Ce n'est pas un opéra à l'italienne, mais une zarzuela, forme espagnole remontant au XVIIe siècle, mêlant texte et musique. Dans la zarzuela, les parties parlées sont très développées, mais les livrets sont « écrits sur un ton badin ». Le chant se ménage une place en fonction de la vraisemblance de l'alternance entre le parlé et le chanté.

Acte I du livret de La Clementina [G.540].

Dans cette œuvre, comme souvent chez de la Cruz, le librettiste, l'action présente des personnages de la vie de tous les jours et différentes caractéristiques de la société espagnole. Des rôles d'Ancien Régime et d'autres personnages plus progressistes.
La musique s'articule en deux actes, comporte 21 numéros et emploie quatre chanteuses et deux hommes seulement (si l'on excepte les deux rôles muets). Certains personnages féminins (Narcisa et Cristeta, la femme de chambre) sont parfois associés à l'indication musicale con smorfia (« grinçant ») par Boccherini, qui demande aux chanteuses de feindre l'innocence.
Le premier acte se déroule autour d'une leçon de musique donnée aux deux jeunes filles de Don Clemente, en âge de se marier : Clementina, la soumise et Narcisa plus espiègle. Deux hommes sont candidats à épouser ces beaux partis : don Urbano, un Portugais de passage à la cour pour Clementina et le marquis de la Ballesta pour l'une des deux.
Au second acte, on découvre que Clementina est fille adoptive de Don Clemente et sœur de don Urbano. Ce dernier et Clementina retourneront au Portugal et le marquis pourra demander la main de Clementina à son véritable père...
Restée dans l'ombre pendant deux siècles, c'est en 1985, à Madrid, que la zarzuela est remontée dans sa version originale.

#### Arie accademiche
Il existe une quinzaine d’Arie accademiche (« arias académiques » ou de concert) [G.544-558] pour soprano et orchestre à cordes complété par 2 hautbois, 2 cors et basson sur des livrets d'opéras de Métastase. Bien que nous ignorions le contexte de leur élaboration, la plupart d'entre elles composées entre 1786 et 1797 pouvaient être destinées aux soirées académiques ou aux concerts du roi de Prusse. Dans ces partitions conservées le plus souvent à Paris (BMO), Boccherini s'y révèle un précurseur du bel canto tel qu'il devait par la suite s'épanouir avec Bellini. Parmi ces Arie da concerto, une série de douze formant probablement un cycle [G.544-555] a été vendue le 18 août 1797 à Pleyel pour 25 pistoles ; mais le projet quant à leur publication ne s'est pas concrétisé,.

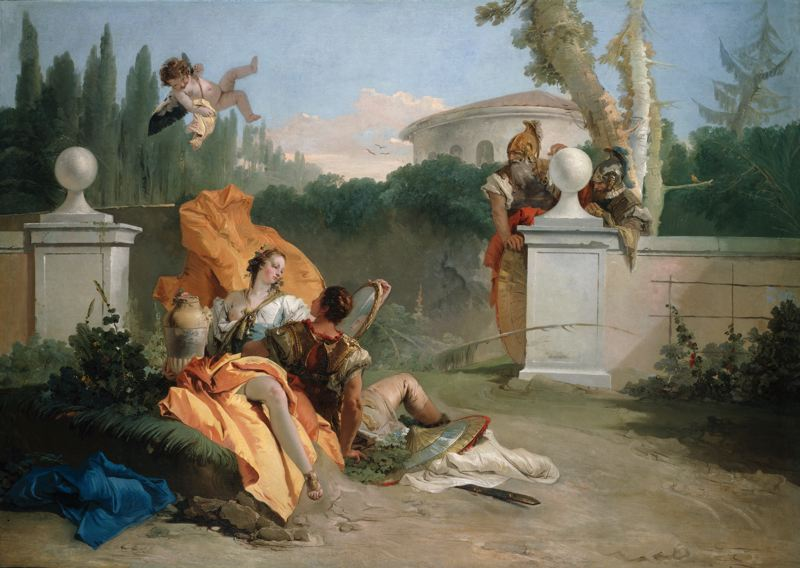
Rinaldo et Armide dans son jardin, Giambattista Tiepolo, Institut d'art de Chicago.

Les livrets de Métastase en général et ceux mis en musique par Boccherini en particulier, mettent en scène des héros et héroïnes mythologiques ou historiques (Fulvia, Giasone, Farnaspe, Artaserse, Aristea, Mandane, etc.) confrontés à leurs intérêts personnels, ceux de l'amour le plus souvent, ou bien intimement liés à l’intérêt commun : devoir pour la patrie. La structure d'une aria suit le modèle fixé tout au long du XVIIIe siècle à savoir, tripartite avec une répétition du premier fragment (forme A–B–A ou A–B–A', quand A est varié dans la répétition). Les passages vocaux soutenus par l'orchestre alternent avec des ritornelli instrumentaux, sorte de refrains à la suite desquels revient la structure de base, celle-là même qui a fourni le matériel thématique de la ligne vocale. La soprano interprète aussi bien les rôles féminins que masculins proches du registre des castrats.
Seulement trois arie se limitent à une orchestration pour cordes seules : « Si veramente io deggio » [G.544], « Se non ti moro allato » [G.545] et « Deh, respirar lasciatemi » [G.546], les instruments à vent se limitant dans les autres compositions au support harmonique. D'autre part, un des textes de Métastase « Misera dove son! - Ah! non so io che parlo » [G.548] provenant du troisième acte d'Ezio constitué d'un récitatif et d'une aria a également été mis en musique par Mozart en 1781 (K.369). La scène 12 de cet acte montre Fulvia, fille du patricien romain Massimo lequel en attentant à la vie de l'empereur Valentiniano III a fait endosser la culpabilité de son geste au général Ezio, le triomphateur des Huns, en proie à une cruelle désespérance. En effet, Fulvia connaît la vérité mais hésite à la révéler tout autant à cause de la menace redoutée de son père que de l'amour qu'elle porte pour Ezio. Boccherini illustre la scène entière dominée par l'aria notée Allegro agitato assai aux accents dramatiques, soutenus par une remarquable plasticité de l'écriture orchestrale. « Un vrai chef-d’œuvre […] qui atteint les hauteurs mozartiennes […] et qui nous fait regretter que le Lucquois n'ait pas laissé également une trace significative dans le genre du drame musical ».
Une « aria con violoncello obbligato » en si-bémol majeur composée aux environs de 1775 se détache de cet ensemble, il s'agit de « Se d'un amor tiranno » [G.557]. Écrite pour soprano, violoncelle concertant et orchestre à cordes avec 2 hautbois et 2 cors, cette aria se signale par la virtuosité de l'instrument à archet (celui de Boccherini) rivalisant dans certains passages avec l'expressivité de la voix. La séquence empreinte d'une grande intensité est tirée de l'acte II, scène 6 du drame Artaserse au moment où la princesse Mandane clame son amour sans concession pour Arbace.

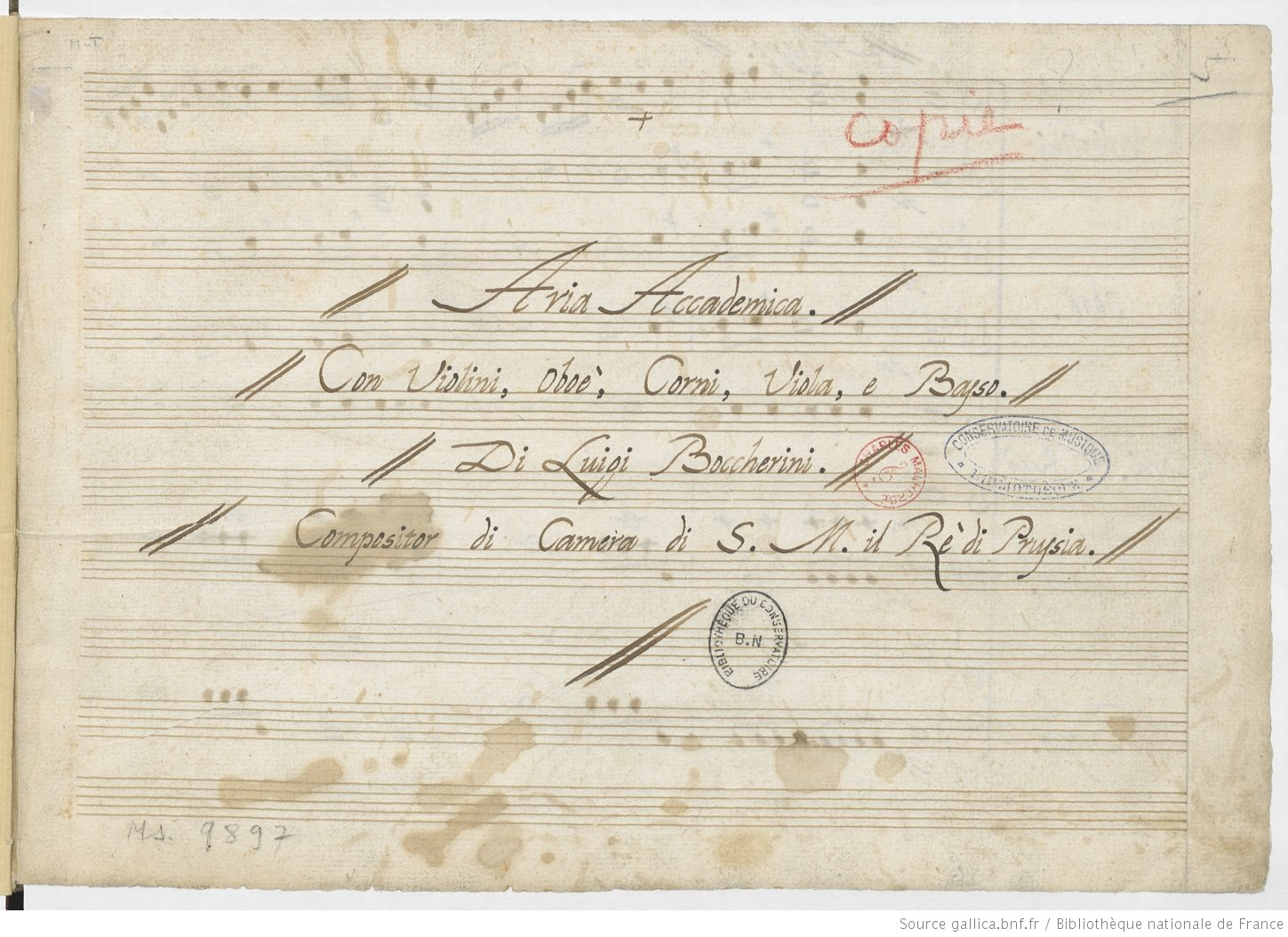

#### Inés de Castro

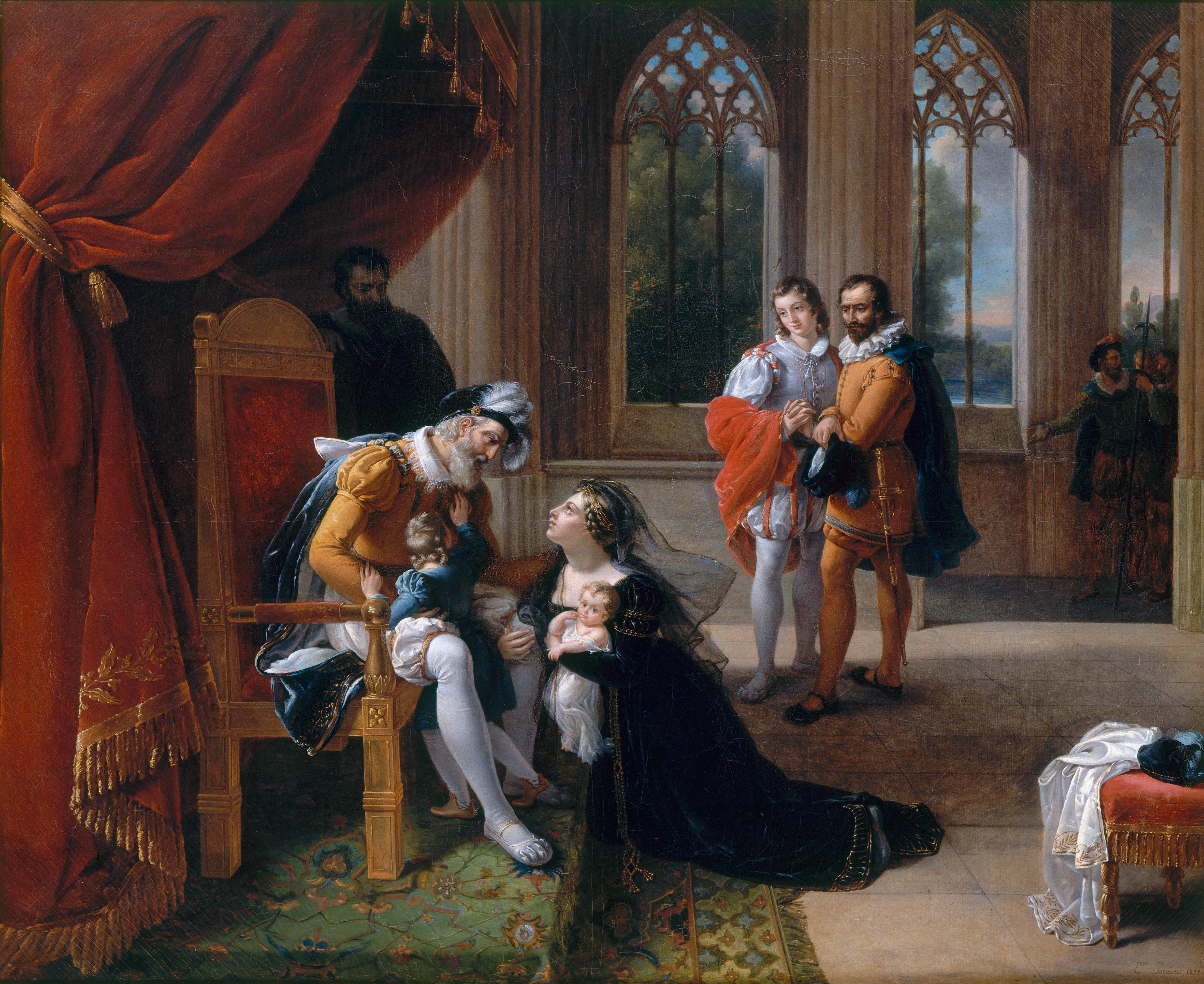
Inés de Castro se jetant avec ses enfants aux pieds d'Alphonse IV roi de Portugal, pour obtenir la grâce de don Pedro, son mari. 1335, Eugénie Servières, (Salon de 1822), Musée du château de Versailles.

Considérée à tort par Louis Picquot et Alfredo Boccherini y Calonje comme son chant du cygne, la Scène tirée de Inés de Castro [G.541] date du mois d'avril 1798,,. Connue à travers deux manuscrits, celui de la Bibliothèque nationale d'Espagne et celui du Conservatoire de Paris, la composition est écrite pour soprano et orchestre comprenant deux hautbois, deux cors et basson,. Cette œuvre est probablement composée pour être interprétée par une des filles de la Comtesse-Duchesse de Benavente-Osuna ou par une des professionnelles de chant qui donne fréquemment des récitals dans le salon de la Duchesse. La partition adopte une structure bien développée autour de deux récitatifs, une cavatine et une aria. L'auteur du texte nous est inconnu.
La tragique histoire de la noble galicienne, Inés de Castro, dont l'amour pour l'Infant don Pedro, futur roi du Portugal, est à l'origine d'intrigues politiques qui se terminent par le meurtre de cette dernière par le roi Alphonse IV, inspire de nombreuses œuvres dramatiques dont celle de Boccherini. Le premier récitatif « Senti, ferma, che fai? » concentre le calme tendu avant l'arrivée du meurtrier de doña Inés et la prémonition d'une immédiate tragédie : ses craintes pour ce qui va advenir à ses enfants et sa volonté d'échanger sa vie pour eux. L'anxiété et le désespoir de la jeune mère sont rendus par un constant changement de tempo. La cavatine suivante en mi-bémol majeur « Gelido il cor mi sento » souligne sa douce et profonde peine et est immédiatement reliée au second récitatif « Qual freddo e nero orrore » d'une ambiance tout aussi austère. L'aria finale, Allegretto non troppo en si-bémol majeur « Caro mio sposo, ah, dove siei? » apporte à l'ensemble de l’œuvre la respiration attendue. Probablement l'une des plus belles lignes mélodiques pour la voix de Boccherini. C'est une ample composition qui s'interrompt par un bref récitatif « Ma, con chi parlo? » introduisant une complainte avant que ne débute la seconde partie du récitatif, un Allegro assai qui montre le désespoir d'Inés devant l'inexorable et imminente fin qui l'attend.

### Arrangements et transcriptions d’œuvres de Boccherini

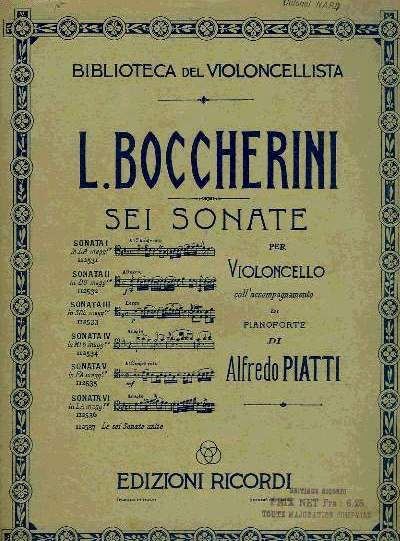
Arrangement pour violoncelle et piano de 6 sonates [G.1, 4-6, 10 et 13] pour violoncelle et basse continue de Boccherini par Alfredo Piatti (éd. Ricordi, 1865-1874).

Tout comme Bach, Mozart pour ne citer que les plus célèbres, les œuvres de Boccherini intéressent aussi bien ses contemporains que les musiciens romantique et moderne. En faisant abstraction du fameux menuet, voici une sélection de transcriptions et d'arrangements les plus représentatifs parmi leur diversité.
Des six quatuors de l'opus 26 [G.195-200] de 1778, existent deux transcriptions réalisées à la fin du XVIIIe siècle par « un claveciniste amateur, désireux d'élargir son répertoire personnel ». Les manuscrits sont conservés à Dresde et témoignent du soin pris par le transcripteur pour le texte musical, les titres des mouvements et les indications d'expression. Il s'agit des six transcriptions pour deux clavecins [G.76] ainsi que celles pour clavecin (ou piano-forte), violon, alto et violoncelle [G.259],.
Par ailleurs, il existe de nombreux arrangements des quatuors à cordes de Boccherini pour différentes combinaisons. Les plus célèbres, car ils n'enlèvent rien à l'esprit intimiste de son œuvre, sont ceux qui ont été réalisés pour quatuors à vents (clarinette, flûte, cor et basson) [G.262-264] par Othon Vandenbroek. Ce sont pour la plupart des arrangements de mouvements différents de quatuors réunis en un seul.
Un cas fameux de falsification dommageable est celle faite par le violoncelliste allemand Friedrich Grützmacher (1832–1903) à un concerto pour violoncelle et orchestre de Boccherini. Cette « transcription » très édulcorée — qualifiée même de « glose » par Tortella  — rend l'œuvre quasi méconnaissable. Il s'agit du concerto pour violoncelle en si bémol majeur [G.482]. Le violoncelliste allemand lui intègre quelques mesures d'un autre mouvement de concerto, l’Andantino grazioso du [G.480]. Grützmacher est aussi l'auteur de cadences pour les concertos pour violoncelle de Joseph Haydn et de Boccherini, d'arrangements des suites pour violoncelle seul de Bach et du… célèbre menuet.
« Divin Boccherini !

Ô toi dont la musique, originale et pure

A si bien rencontré les tons de la nature.

… Ton art qui sur la terre est un présent du ciel,

Et donne l'avant-goût du bonheur éternel. »
À noter le travail curieux de Johann Christoph Lauterbach (1832–1918), violoniste de formation, et Konzertmeister aux conservatoires de Munich et de Dresde, qui se propose de représenter le plus beau quintette jamais écrit par Boccherini. Le quintette à cordes en do majeur [G.378] est un assemblage de différents morceaux. Le collage débute par un Andante con moto issu de l'op. 42 no 2 [G.349], suivi d'un Menuet de l'op. 29 no 2 [G.314], avec un Trio de l'op. 29 no 6 [G.318], puis lui succède un Grave de l'op. 31 no 1 [G.325], pour finalement se conclure par le magnifique Rondo de l'op. 28 no 4 [G.310]. Il n'est publié qu'en 1954,.
Dans le même esprit, une Sinfonia divina en do mineur a été publiée à Berlin en 1934 par le musicologue allemand Robert Sondheimer (1881-1956). Cette symphonie idéale se compose des premier et troisième mouvements : Allegro moderato, Andante amoroso de la symphonie en ré mineur op.37 no 3 [G.517] ; du deuxième mouvement : Andante de la symphonie en ré majeur op.35 no 1 [G.509] et se termine par le finale : Allegro ma non presto de la symphonie en la majeur op.37 no 4 [G.518].
Plus proche de nous, Luciano Berio transcrit en 1975 les quatre versions de la « Ritirata notturna di Madrid » en les superposant : « Quattro versioni originali della « Ritirata notturna di Madrid » sovrapposte e transcritte per orchestra ». Berio, par de légères modifications, apporte timbres et couleurs, percussions, tambours et trompettes dans un puissant crescendo, avant de laisser s'éteindre doucement la musique dans le silence nocturne. Cette pièce est une commande destinée à l'orchestre de la Scala, pour être jouée en ouverture.

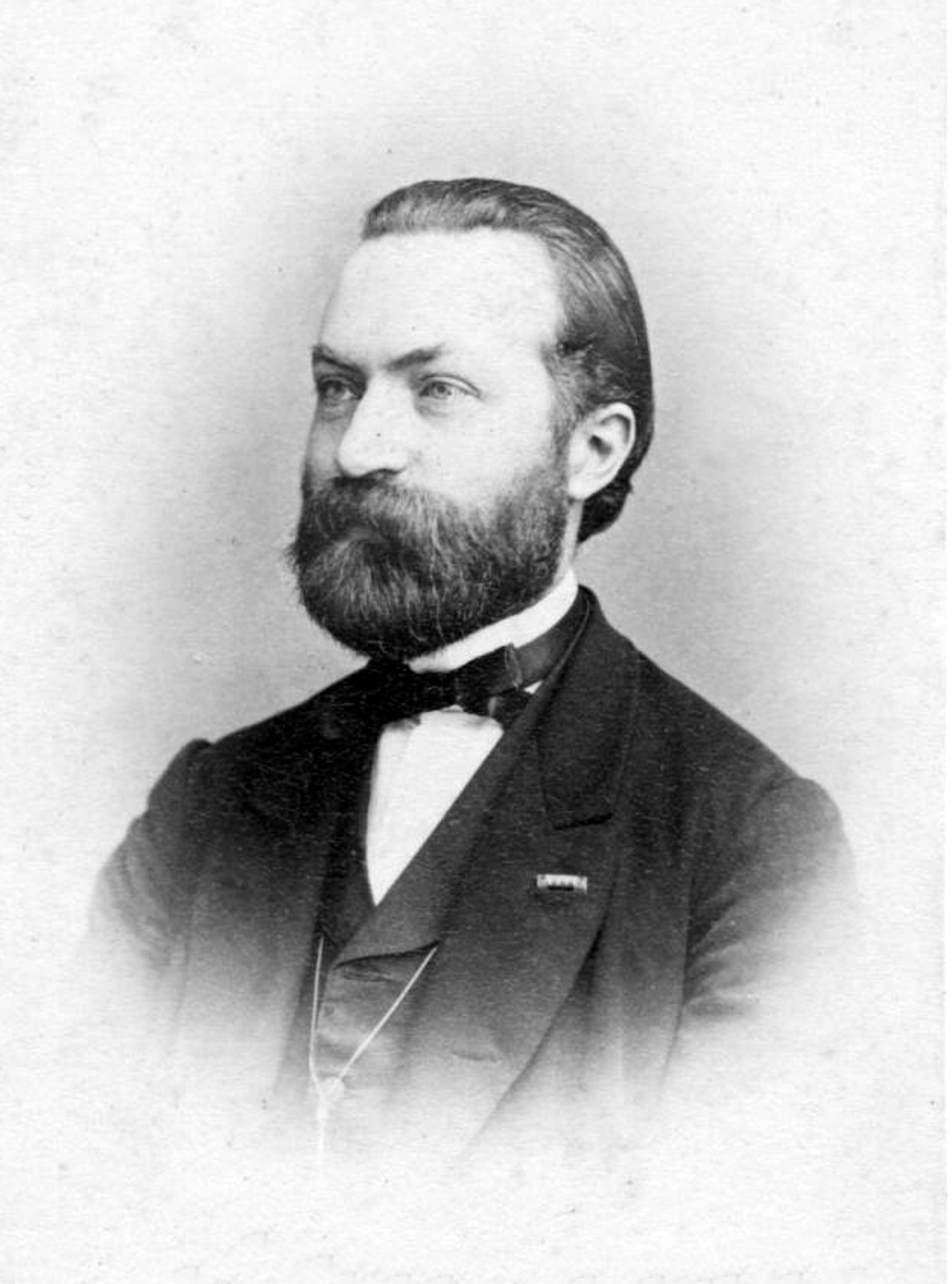
Friedrich Grützmacher.
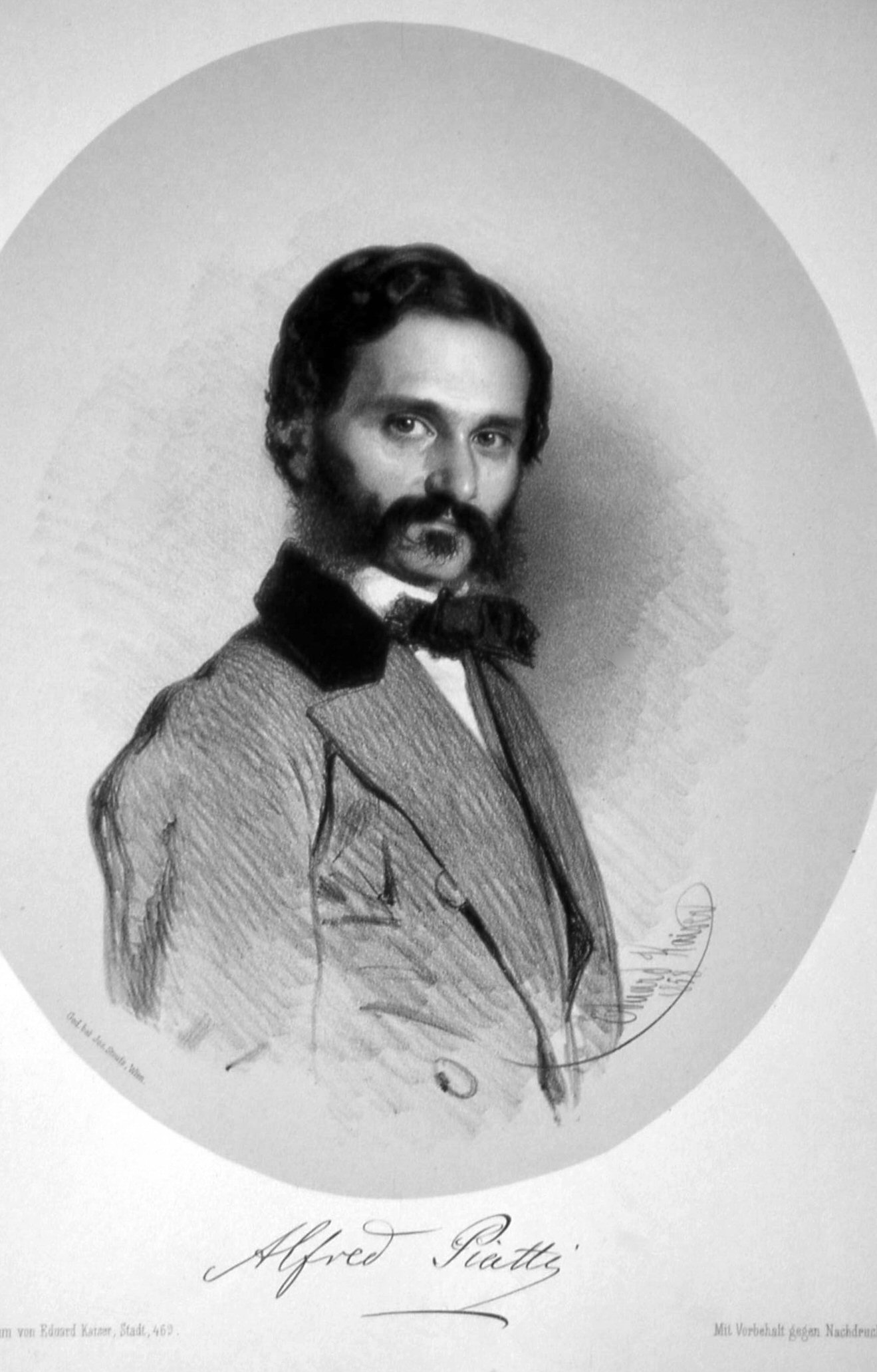
Alfredo Piatti en 1858.
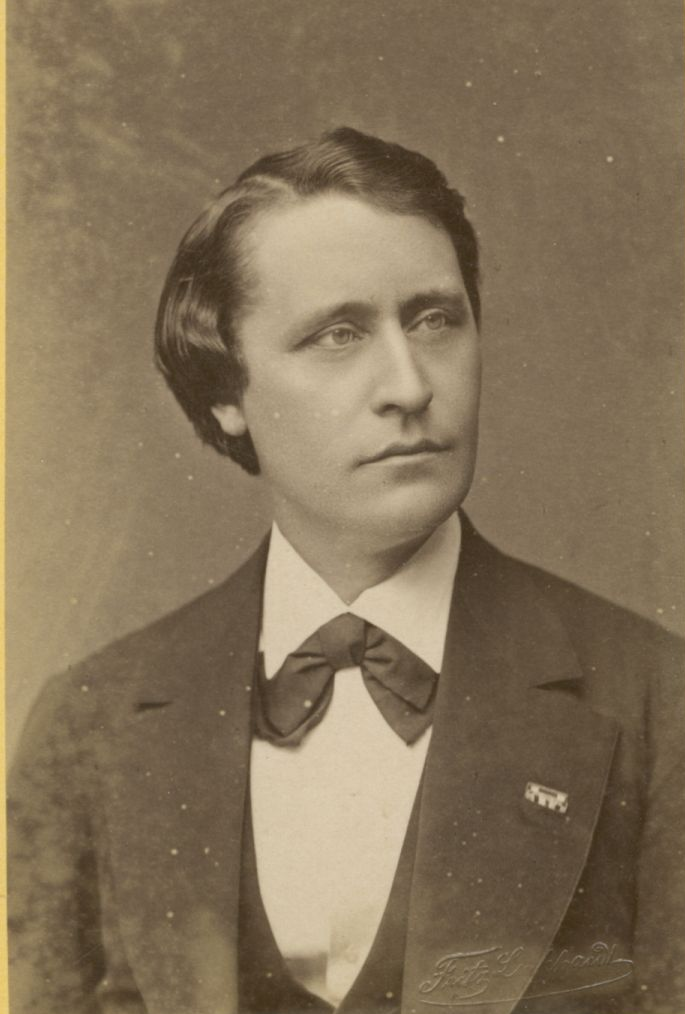
Johann Christoph Lauterbach, c. 1860.

## Catalogue d'opus
Le catalogue d'opus que Boccherini tient sa vie durant — transmis par Baillot et Picquot ainsi que par Alfredo Boccherini y Calonje — comprend 64 numéros ou opere,. Il ne recense parmi ses œuvres publiées que sa musique de chambre et sa musique symphonique exception faite de son Stabat Mater dans sa seconde version (1801). La raison en demeure à ce jour inconnue. À l'intérieur de son catalogue, Boccherini distingue ses grandes œuvres ou opere grandi composées de trois mouvements au minimum et ses petites œuvres ou opere piccole constituées seulement de deux mouvements. Cependant, cette règle comporte quelques exceptions comme La Musica Notturna delle strade di Madrid ou bien encore le quintette pour flûte et cordes opus 19 no 6 en ré majeur [G.430] « Las Parejas » qui lui comporte trois mouvements.

### Catalogue Gérard
Le catalogage le plus complet et le mieux documenté des œuvres de Boccherini est celui compilé par le musicologue français Yves Gérard (né en 1932) et publié en 1969 : Thematic, Bibliographical and Critical Catalogue of the Works of Luigi Boccherini, Oxford University Press. La base sur laquelle cette liste est construite est de deux types : d'une part, les catalogues déjà existants, publiés par Louis Picquot en 1851 et Alfredo Boccherini y Calonje, son arrière-petit-fils, en 1879 (le catalogue Baillot n'ayant pas encore été à l'époque identifié) ; d'autre part, les recherches menées en Europe par Gérard au sein de bibliothèques, d'archives, de collections privées, etc.

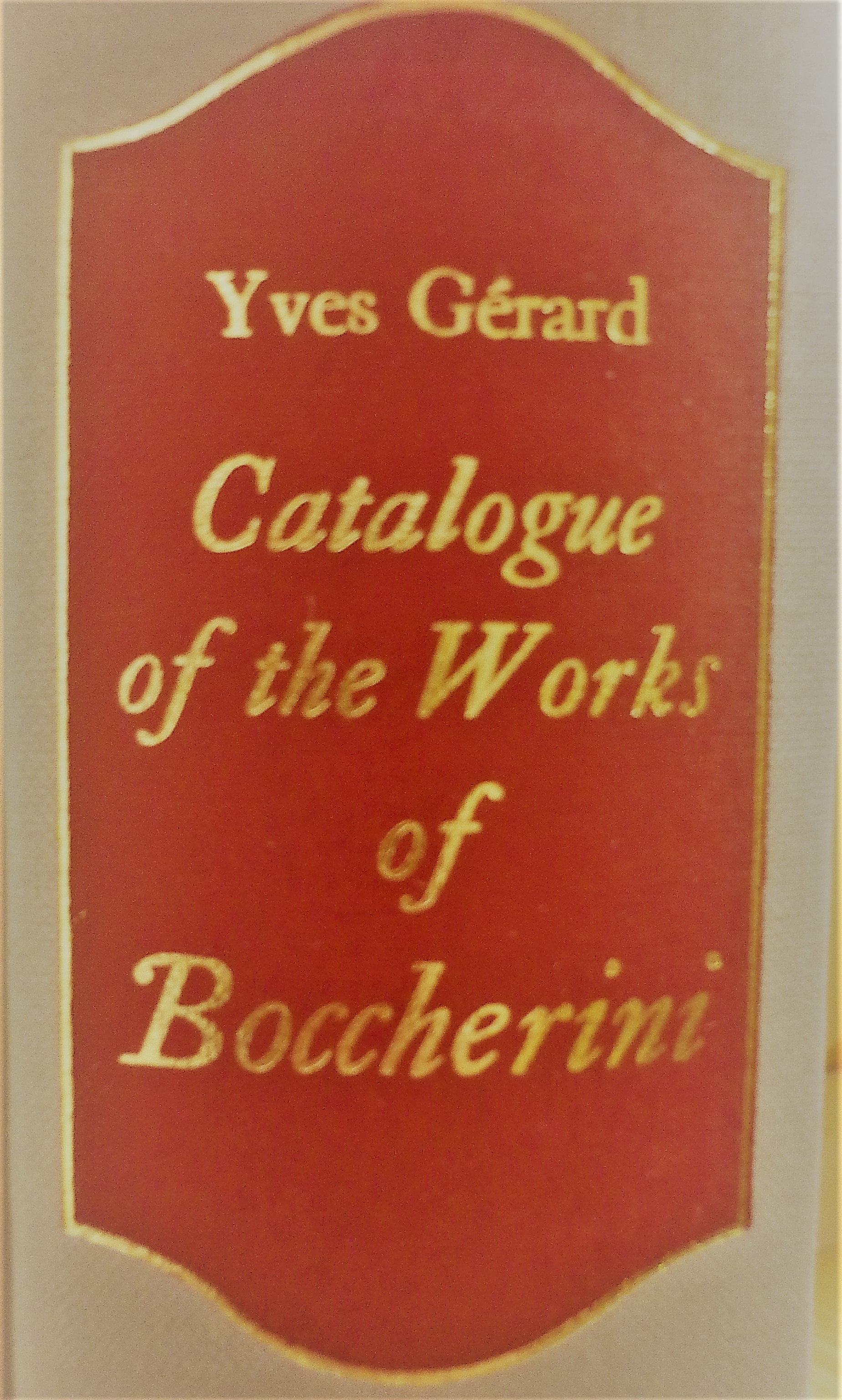
Thematic, Bibliographical and Critical Catalogue of the Works of Luigi Boccherini, Londres, 1969.

Dès décembre 1956, par l'intermédiaire de Norbert Dufourcq, directeur du conservatoire de Paris, la baronne Germaine de Rothschild prend contact avec un jeune étudiant en musicologie âgé de 24 ans, Yves Gérard. Cette dernière lui propose de collaborer à un projet à long terme sur l'œuvre d'un musicien lucquois resté jusqu'à présent dans l'ombre : Luigi Boccherini. Entièrement financée par les moyens immenses dont dispose cette famille de banquiers, Germaine de Rothschild décide de se consacrer à cette double entreprise musicologique et biographique sur les conseils de Gregor Piatigorsky, son beau-fils et Pina Carmirelli, amie violoniste — dont la préface du catalogue lui rend hommage — tous deux très grands admirateurs du compositeur italien. En 1962, paraît chez Plon, Luigi Boccherini. Sa vie, Son œuvre préfacé par Norbert Dufourcq, puis traduit en anglais par Andreas Mayor dans une version légèrement révisée en 1965 chez Oxford University Press. La première phase, biographique du projet boccherinien touche à son terme.
Sept ans plus tard, après les tâches intensives de collecte, de tri, de classement et d'étude qui selon les mots de Norbert Dufourcq, sont menées « avec méthode et scrupule », le monumental catalogue thématique, bibliographique et critique des œuvres de Boccherini « sous les auspices de Germaine de Rothschild » voit le jour, publié par Oxford University Press, à Londres, en 1969. Le catalogue de près de 715 pages regroupant 580 œuvres est en trois parties divisées en sections : musique de chambre, musique orchestrale et musique vocale plus un supplément qui rend compte des récentes découvertes (sonates, trios, concertos et une symphonie) depuis la collecte. Toutes les œuvres y sont identifiées par un numéro précédé de la lettre G et d'un incipit. Les partitions originales et manuscrites ainsi que les premières éditions sont mentionnées et localisées systématiquement autant que possible. Les manuscrits découverts depuis la publication du catalogue, qui n'ont pas (encore) d'attribution de numéros, portent un G. deest (manquant). Le travail d'Yves Gérard, unanimement reconnu par le monde musicologique n'est cependant pas exempt d'erreurs, le guitariste et musicologue Matanya Ophee dans son étude sur les quintettes avec guitare de Boccherini en a relevé certaines néanmoins en présence de documents dont ne disposait pas à l'époque Gérard. Le catalogue devient très vite un instrument de travail utile aux musicologues, aux interprètes, libraires et éditeurs, comme aux bibliothécaires. Son classement thématique est particulièrement apprécié lorsque l'œuvre d'un musicien comme celle de Boccherini est compliquée et multiple d'autant plus que les différentes publications chez des éditeurs de France ou d'Autriche portent des numéros différents pour des œuvres identiques, semant la confusion. Du reste c'est cette présentation qui a été retenue pour la catalogage des œuvres de Pleyel en 1977 par Rita Benton et plus récemment pour celles de Gaetano Brunetti par Germán Labrador en 2005 ,. Une révision à l'instar du fameux catalogue des œuvres de Mozart, publié par Köchel en 1862, compte tenu de très nombreuses références et d'identifications nouvelles— coordonnée par Yves Gérard —est en cours de préparation (Gérard 2).

### Arrangements et transcriptions par Boccherini
Parmi le recensement du catalogue Gérard, il existe quantité d'arrangements et de transcriptions dont la valeur reste discutable en l'absence des manuscrits autographes. Ce qui ne rend pas le travail musicologique aisé, d'autant que nombre de manuscrits ont été perdus lors de la guerre civile en Espagne en 1936. Parmi les arrangements et transcriptions par le compositeur lui-même de ses œuvres, citons néanmoins :
- Symphonie en do majeur pour guitare et orchestre [G.523] (1798-1799). Arrangement du quintette opus 10 no 4 [G.268] pour le marquis de Benavent[145].
- Douze quintettes à cordes pour deux altos [G.379-390]. Transcriptions des quintettes avec piano opus 56 et opus 57 (1797–1799). Longtemps tenus pour avoir été de la main de Boccherini, Fulvia Morabito a démontré dans ses dernières études, qu'il s'agit en fait pour trois d'entre eux [G.385-387] de l’œuvre d'un certain Monsieur Garnault « élève du conservatoire, professeur très distingué »[433],[434],[435]. La paternité des autres transcriptions reste quant à elle encore à déterminer.
- Huit quintettes [G.445-451, 453] (1798–99), pour guitare, deux violons, alto et violoncelle - Les quintettes nos 8, 10, 11, 12, tous regroupés sous G.452 sont perdus[436],[437]. Il s'agit de transcriptions des opus 56 et 57 ainsi que d'œuvres de provenance diverse pour le marquis de Benavent.

### Attributions douteuses

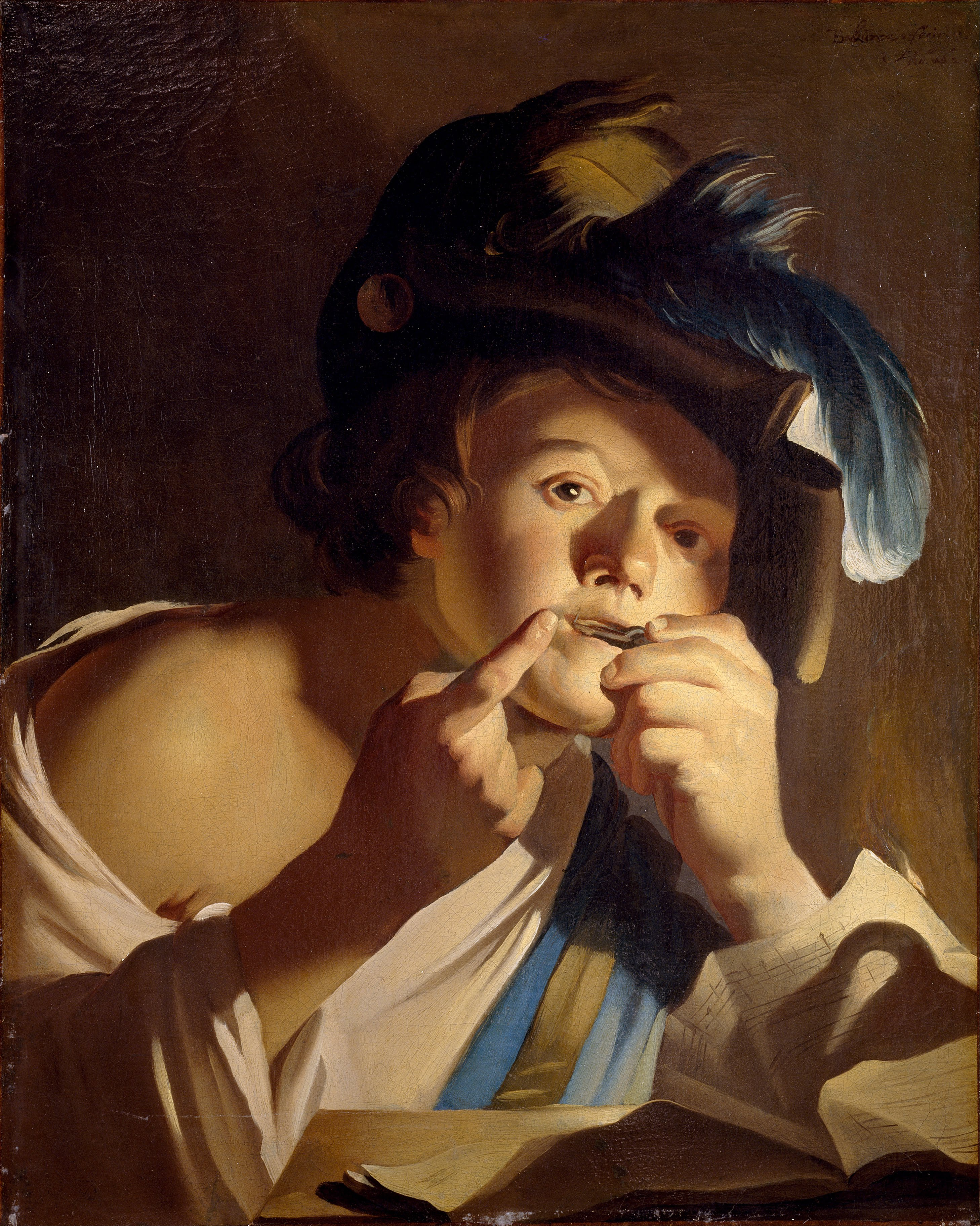
Le scacciapensiero qui donne son titre au quintette opus 36 no 6 [G.336] est un instrument de musique rudimentaire originaire de Sicile. Composé d'une languette métallique fixée à deux extrémités, le joueur tient l'instrument entre ses dents tout en faisant vibrer la languette avec son index.

Yves Gérard, dans son catalogue, distingue en dehors des œuvres authentiques du compositeur, celles douteuses et incorrectement attribuées. Comme il l'indique dans son introduction : « Les œuvres douteuses peuvent bien sûr, à la suite de la découverte d'un manuscrit autographe ou d'une preuve historique concluante, s'avérer irréfutablement authentiques, et il peut un jour être possible de les décrire par un terme plus précis. Autant que possible, nous nous sommes servis des opinions écrites des premiers spécialistes; dans certains cas, nous avons été obligés d'exprimer un jugement personnel »,. Parmi celles-ci nous citerons notamment :
- Six fugues pour deux violoncelles (ou deux bassons) [G.73][441].
- Six trios pour deux violons et violoncelle [G.119-124][442].
- Six trios pour deux violons et violoncelle [G.131-136][443].
- Symphonie en ré majeur, pour petit orchestre (2 violons, alto, basse avec 2 cors ad lib.) [G.500][444]. L'œuvre est peut-être d'Herman-François Delange (1715–1781)[445].
- Trois Concertos pour violon [G.485-486] et [G.574][446],[447].
- Concerto pour flûte et orchestre, en ré majeur [G.575][448].

### Attributions fausses
Quelques œuvres incorrectement attribuées à Boccherini suivant la terminologie retenue par le catalogue Gérard:
- Symphonie pour piano-forte en mi-bémol majeur [G.21][450].
- Deux duos pour deux violons [G.69-70][451].
- Six duos pour deux violons [G.72][452].
- Quatuor à cordes en fa mineur [G.258][453].
- Concerto pour flûte et orchestre, en ré majeur [G.489]. L'œuvre est de František Xaver Pokorný[454].
- Deux menuets pour orchestre [G.502]. Arrangement de Luigi Marescalchi (1745-1812)[455].
- Deux sonates pour deux violoncelles [G.571-572][456].
- Sonate pour violoncelle solo (et basse) en ré majeur [G.580][457].

### Fonds de manuscrits
Les manuscrits de Boccherini sont localisés principalement à Paris, Berlin, Lucques et Madrid.
La bibliothèque de l'Opéra de Paris à la BnF, conserve 617 œuvres manuscrites ou éditées.
Les œuvres écrites pour Frédéric-Guillaume II, sont à la Staatsbibliothek de Berlin.
L’Istituto Musicale de Lucques possède cinq œuvres : les quatuors opus 2 [G.159-164] et 9 [G.171-176], la seconde version du Stabat Mater [G.532] et deux autres œuvres vocales, la cantate La confederazione dei Sabini con Roma [G.543] et le Laudate pueri [G.deest].
La Library of Congress à Washington, possède les Quintettes pour guitare, violons, alto, violoncelle G. 445-450.

## Hommages et dédicaces

### Œuvres musicales
- Ignace Pleyel, « Trois quatuors concertans, pour deux Violons, Alto et Basse, composés et dédiés à son ami Louis Bocherini » (1803, Ben 365-367)[460],[461].
- Mario Castelnuovo-Tedesco, Sonate pour guitare seule en ré majeur, op. 77 « Omaggio a Boccherini » (1934).
- José Luis Turina,  Variaciones y desavenencias sobre temas de Boccherini, concerto pour clavecin et orchestre (1988) .
- Roberto Sierra,  Fantasía sobre « la Musica Notturna delle Strade di Madrid », pour quatuor à cordes et guitare (2013).
- Philippe Hersant, Rondes de nuit (Musique nocturne dans les rues de Madrid), pour ensemble instrumental (2018).

### Événements
- Arenas de San Pedro. Depuis 2008, la municipalité d'Arenas en partenariat avec l'  Asociación Luigi Boccherini a mis en place un festival international annuel centré sur le compositeur lucquois qui a lieu au mois de mai. Les programmes comprennent des concerts, des conférences et des classes de maître de violoncelle[w 35],[463].
- Lucques. Un « Festival Boccherini » se déroule dans la ville natale du compositeur au mois de septembre depuis 2016. En collaboration avec l'Institut et le  Centro Studi Luigi Boccherini  ainsi que de l'  Asociación Luigi Boccherini pour l'édition 2017, cette manifestation est voulue « comme un moment significatif de valorisation du grand compositeur lucquois »[w 36].
- Potsdam. En juin 2014, le  Musikfestspiele « Potsdam Sanssouci » rend hommage à l'un des compositeurs de Frédéric-Guillaume II dans une série de concerts ayant pour thème  Luigi Boccherini: von Lucca nach Madrid[w 37].

### Documentaire
- Le secret de Boccherini [Het geheim van Boccherini] de Carine Bijlsma, 2008 (24 min)[464],[465]. Anner Bylsma nous guide dans le Palais de La Mosquera à Arenas de San Pedro et dirige une classe de maître. Avec la participation de Josetxu Obregón. Le documentaire remporte en 2008 le prix du festival du film néerlandais d'Utrecht et le prix du documentaire du fonds pour la culture du prince Bernhard.

### Cinéma

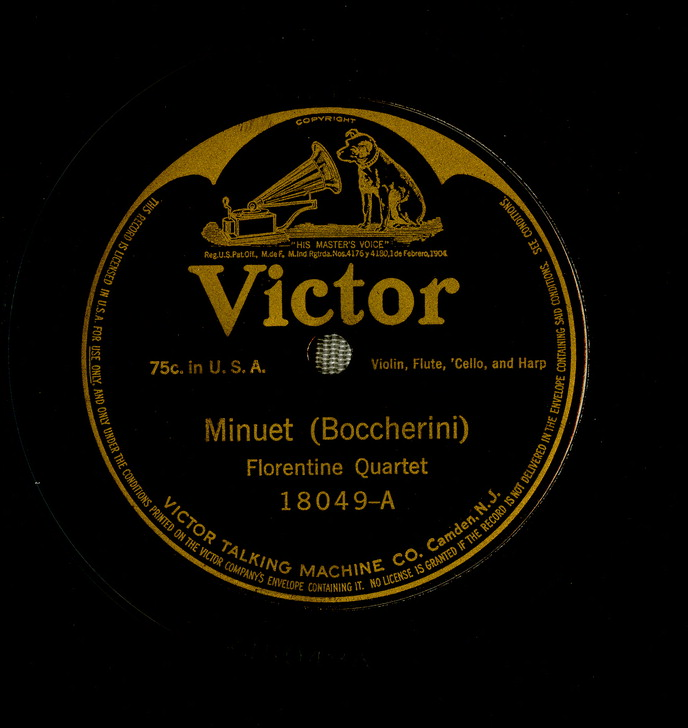
Un des premiers enregistrements (1915) du Menuet de Boccherini pour violon, flûte, violoncelle et harpe par le Florentine Quartet, Victor Talking Machine.

La musique de Boccherini est présente dans près de soixante dix films. Quelques œuvres emblématiques :
- Le menuet extrait du quintette opus 11 no 5 (G.275) apparaît dans une douzaine de films entre 1933 et 1942, plutôt comme ameublement, pour évoquer la « haute société » et le bon-genre d'une soirée, avant de tenir dans The Ladykillers en 1955, un rôle musical à part entière. Ensuite il est cité dans une multitude de films ou téléfilms[w 39] reprenant son caractère évocateur d'un monde d'Ancien Régime :
  - Grande Dame d'un jour (Lady for a Day) de Frank Capra (1933)
  - Le Dictateur (The Great Dictator) de Charles Chaplin (1940).
  - La Splendeur des Amberson (The Magnificent Ambersons) d'Orson Welles (1942).
  - Tueurs de dames (The Ladykillers), un film d'Alexander Mackendrick (1955).
  - Milliardaire pour un jour (Pocketful of Miracles) de Frank Capra (1961), remake du film de 1933.
  - Guerre et Amour (Love and Death) de Woody Allen (1975).
- Le menuet du quintette en ré mineur opus 25 no 1 (G.295) apparaît dans :
  - Marie-Antoinette de Sofia Coppola (2006)[ba].
- La Musica Notturna delle Strade di Madrid, opus 30 no 6 (G.324), est jouée dans :
  - La Chasse (Cruising) de William Friedkin (1980), avec Al Pacino.
  - Master and Commander : De l'autre côté du monde de Peter Weir (2003).

### Toponyme
L'Île Alexandre-Ier, dans l’Antarctique, possède une baie de glace nommée Boccherini.

## Discographie
Le choix suivant est volontairement limité. Il convient de se reporter aux articles détaillés regroupés dans la palette des œuvres au bas de l'article, pour une discographie plus étoffée.

### Musique de chambre
- Sonates pour violoncelle et basse continue :
  - Le sonate milanesi a violoncello solo e basso, [G.1-18, G.565, 565bis, 566, mi-bémol majeur, sol majeur, la majeur] - Luigi Puxeddu, violoncelle, I Virtuosi della Rotonda : Federico Bracalante, violoncello ; Claudia Lapolla, violon (G.2) ; Francesco Lattuada, alto (G.18) (août 2007–avril/juin 2008, 4CD Brilliant Classics 93784) (OCLC 505534148) ;
  - Sonate a violoncello solo e basso, [G.2b, G.4, G.5, G.13, G.15, G.18] - Michal Kaňka, violoncelle ; Jaroslav Tůma, clavecin ; Petr Hejný, violoncelle (juin 1998, Praga Digitals PRD 250 147) (OCLC 45257386).

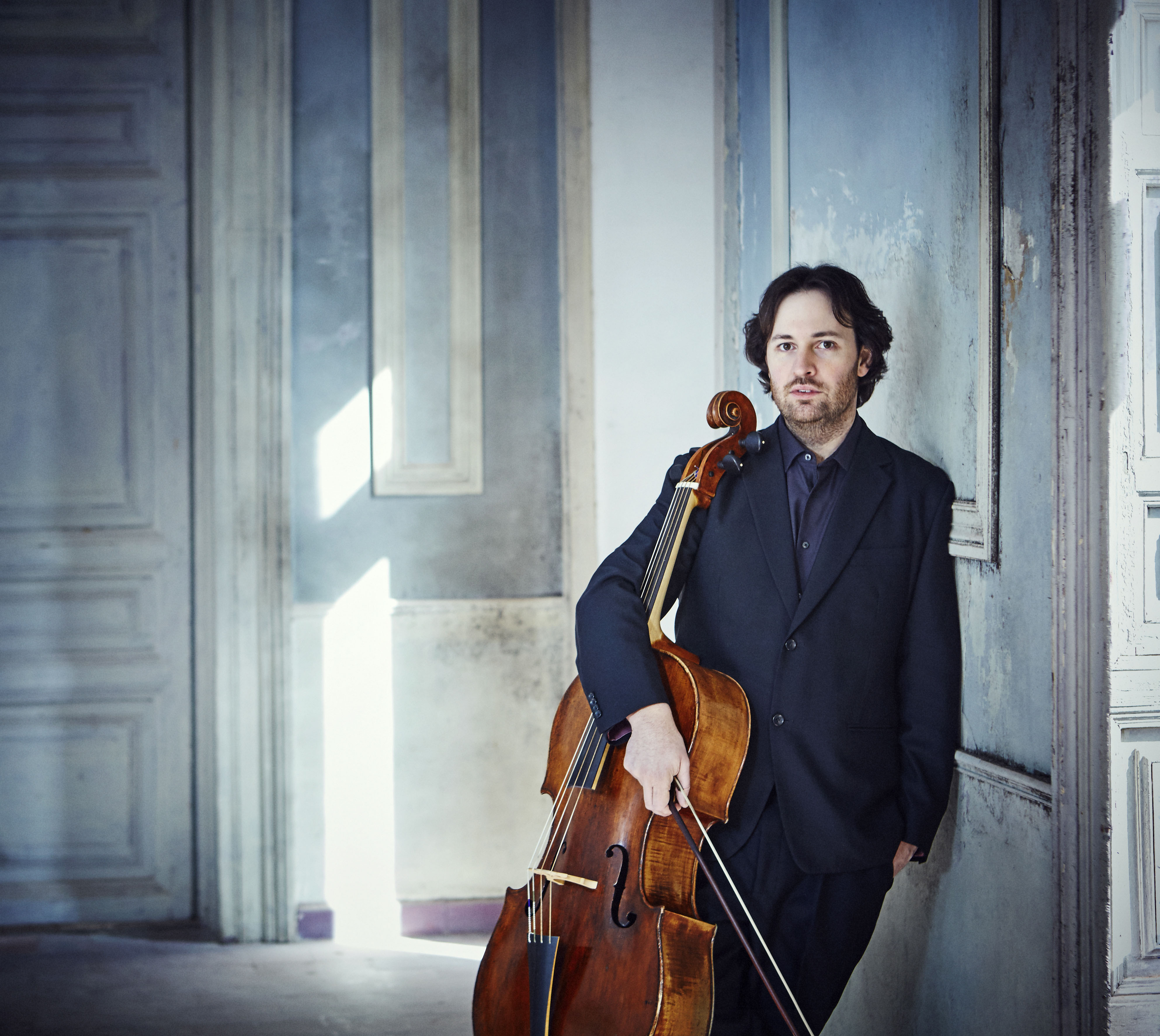
Le violoncelliste espagnol Josetxu Obregón.

- Sonates pour clavecin (ou pianoforte) et violon :
  - Sei sonate di cembalo e violino obbligato Opera V [G.25-30], Emilio Moreno, violon ; Jacques Ogg, clavecin (2000, Glossa GDC 920306) (OCLC 163650705).
  - Sonate per fortepiano con accompagnamento di un violino [G.25-30], Franco Angeleri, pianoforte ; Enrico Gatti, violon (Bologne, avril 1989, Tactus TC 740201) (OCLC 906567691).
- Duos :
  - Sei duetti per due violini op. 5 (op. 3) [G.56-61] - Marco Rogliano et Gianfranco Iannetta (Bologne, juin 2000, Tactus TC 740204) (OCLC 906567692).
- Trios à cordes :
  - Trios op. 34, Vol. I, (G.101-103), Vol. II, (G.104-106) - La Ritirata : Hiro Kurosaki, Lina Tur Bonet (violons), Josetxu Obregón (violoncelle et direction artistique) (Barcelone, 26-28 mars 2010, Columna Música 1CM0258 et 1CM0275) (OCLC 804774983).
- Quatuors à cordes :
  - Cuartetos op. 8 [G.165-170] - Artaria String Quartet, (2012, Columna Música 1CM0221)
  - Quatuors à cordes, op. 15 no 1 [G.177], op. 24 no 6 [G.194], op. 39 [G.213], op. 64 no 1 [G.248] - Quatuor Petersen (1993, Capriccio 10 451 / 67 208, « Luigi Boccherini Edition » Brilliant Classics)
- Quintettes pour formations diverses :
  - Quintettes avec deux altos [G.391, G.395 et G.397] - Ensemble 415, Chiara Banchini (juin 1993, Harmonia Mundi 901402) (OCLC 31870991) ;Le titre « La Tiran(n)a » donné par Boccherini à son quartettino opus 44 no 4 [G.223], pourrait tout aussi bien faire référence à la danse alors en vogue à Madrid, qu'à l'actrice et chanteuse sévillane María del Rosario Fernández (1755–1803), surnommée La Tirana, spécialiste des rôles tragiques et protégée de la duchesse d'Albe [466],[467]. Ici représentée en 1799 par Goya qui avait réalisé une première fois son portrait en 1794.
  - Quintettes avec contrebasse op. 39 [G.337-339] - Ensemble 415, Chiara Banchini (mars 1990, Harmonia Mundi 901334) (OCLC 36779734) ;
  - Quintettes avec flûte op. 17 [G.419-424] - Alexandre Magnin, flûte, Quatuor Janáček (1-3 décembre 1995, Naxos 8.553719) (OCLC 884183984) ;
  - Quintettes avec flûte op. 19 [G.425-430], Auser Musici (Pise, 30 mars/1er avril 2007, Hyperion CDA 67646) (OCLC 191936362) ;
  - Quintettes avec hautbois op. 55 [G.431-436], Lajos Lencsés, hautbois, Quatuor Parisii (novembre/décembre 1992, Capriccio 10 454) (OCLC 704919152) ;
  - Quintettes avec flûte [G.437-442] - Jean-Pierre Rampal, R. Pasquier, B. Pasquier, R. Pidoux, M. Sterna (22-24 mai 1996, Sony SK 62 679) (OCLC 906156351).

### Musique symphonique
- Sinfonie a grande orchestra op. 37 nos 1, 3, 4 [G.515, 517, 518] (1786/87) - Academia Montis Regalis, dir. Luigi Mangiocavallo (1996, Opus 111 OPS 30-168).
- Symphonies op. 35, 41 & 42 [G.519, G.513, G.508, G.520] - Akademie für Alte Musik Berlin (1997-2003, Harmonia Mundi HMA 1951597).
- Fandango, Sinfonia & La Musica Notturna du Madrid - Le Concert des Nations, dir. Jordi Savall (2005, Alia Vox AV 9845).

### Concertos pour violoncelle
- Concertos pour violoncelle, Ouvertures, Octuor & Sinfonia - Anner Bylsma, Tafelmusik, dir. Jeanne Lamon (15-17 septembre 1992, Sony KS 53 121) (OCLC 29434534) ;
- Concertos pour violoncelle G.480, G.483 - Ophélie Gaillard, violoncelle ; Ensemble Puccinella (janvier 2007, Ambroisie AM 126)[468] (OCLC 185707547).

### Œuvres vocales
- Stabat Mater [G.532a] (vers. 1781) - Agnès Mellon, soprano, Ensemble 415, dir. Chiara Banchini (1992, Harmonia Mundi HM 901378)
- La Confederazione dei Sabini con Roma [G.543] - Orchestra da camera Luigi Boccherini (Lucques, 1998, Bongiovanni, GB 2226-2)
- La Clementina [G.540] - María Hinojosa (Clementina), Marta Rodrigo (Doña Damiana), Sonia de Munck (Narcisa), David Alegret (Don Urbano), La Compania del Principe Aranjuez, dir. Pablo Heras-Casado (23, 24 et 25 juin 2008, Musica Antigua Aranjuez MAA 008[w 40])

### Transcriptions, arrangements
- Six Quatuors pour le clavecin ou pianoforte, violon, viola et basse obligé [G.259] - La Real Cámara, dir. Emilio Moreno (2011, Glossa GCD 920312).
- Quartetti op. 26 (1778) per due pianoforti [G.76] - Anna Clemente et Susanna Piolanti, pianos (2012, Tactus TC740209).
- Sonates pour violoncelle et basse continue [G.1, 4-6, 10 et 13] (arrangement pour violoncelle et piano Alfredo Piatti), Fedor Amosov et Jen-Ru Sun, (2010, Naxos 8.572368).
- Quatuors pour ensemble à vents [G.262/1, G.262/2, G.262/3] et [G.263/1, G.263/2, G.263/3] (arrangement Othon Vandenbroek), Ens. Consortium Classicum (Orfeo C322941A).

## Ressources documentaires
: document utilisé comme source pour la rédaction de cet article.

### Éditions musicales modernes
- Pina Carmirelli (éd.), Le opere complete di Luigi Boccherini, Rome, Istituto Italiano per la Storia della Musica, 1970-1985 (Édition Incomplète)[w 41].
- Aldo Pais (éd.), Edizione critica delle opere di Luigi Boccherini, Padoue, Guglielmo Zanibon, 1983-91 (Édition Incomplète).
- Antonio de Almeida (éd.), Luigi Boccherini : Sämtliche Sinfonie, Vienne, Musikverlag Doblinger, coll. « Diletto musicale », 1977-2005.
- (en + it + de) Christian Speck (dir.), Luigi Boccherini, Opera omnia (Italian National Edition), Bologne, Ut Orpheus Edizioni, 2005-[w 42].

#### Les premiers biographes
- Louis Picquot, Notice sur la vie et les ouvrages de Luigi Boccherini, suivie du catalogue raisonné de toutes ses œuvres, tant publiées qu'inédites, Paris, chez Philipp (=Camille Prilipp), 1851, 135 p. (OCLC 6996585, lire en ligne). 
  - rééd. : Georges de Saint-Foix et Louis Picquot, Boccherini : notes et documents nouveaux et Notice sur la vie et les ouvrages de Luigi Boccherini, Paris, Librairie musicale R. Legouix, 1930, 203 p. (OCLC 2901630).
- (it) Domenico Agostino Cerù, Cenni intorno alla Vita e le Opere di Luigi Boccherini letti alla R. Accademia de' Filomati nella tornata del 18 aprile 1864 da D. A. Cerù, Lucques, Tipografia Fratelli Cheli, coll. « Pubblicati dalla Società del Quartetto Instituita in Lucca », 1864.
- François-Joseph Fétis, Biographie universelle des musiciens et bibliographie générale de la musique. [vol. 1], Paris, Firmin-Didot, 1866–1868, 522 p. (OCLC 614247299, lire en ligne), p. 451–458.
- (es) Alfredo Boccherini y Calonje et Gonzalo Pérez Morales (préf. Jaime Tortella), Boccherini en familia : Luis Boccherini, apuntes biográficos y catálogo. Vida de Luis Boccherini, Asociación Luigi Boccherini (Madrid) ; Sant Cugat : Arpegio, coll. « Tempo de Minuetto » (no 4), 2010, XXXIII+166 (ISBN 978-84-938261-0-9).
- (it) Arnaldo Bonaventura, Boccherini, Milan-Rome, Treves, Treves-Treccani-Tumminelli, coll. « I grandi musicisti italiani e stranieri (collezione diretta da Carlo Gatti) », 1931, 218 p. (OCLC 265245051).
- (ru) Lev Ginzburg, Luigi Boccherini, Moscou, 1931.
- Germaine de Rothschild, Luigi Boccherini. Sa vie, son œuvre, Paris, Plon, 1962, 190 p. (OCLC 423512480).

#### Ouvrages modernes
- (it) Luigi Della Croce, Il divino Boccherini : Vita. Opere. Epistolario, Padoue, G. Zanibon, 1988, 330 p. (ISBN 8886642296, OCLC 21480582).
- Marc Vignal, Joseph Haydn, Paris, Fayard, 1988, 1534 p. (ISBN 2-213-01677-1, OCLC 19242507).
- (es) Ramón Barce, Boccherini en Madrid : (Primeros años: 1768-1779), Madrid, Instituto de Estudios Madrileños Europeos en Madrid, 1992, 56 p.
- (es) Ugo Biagioni, Boccherini, Madrid, Istituto Italiano di Cultura, 1993, 238 p. (ISBN 9788460087342).
- Malou Haine, 400 lettres de musiciens au Musée royal de Mariemont, Liège, Éditions Mardaga, coll. « Musique, musicologie », 1995, 596 p. (ISBN 2870095783, OCLC 35666301, lire en ligne), p. 107–110.
- (es) Jaime Tortella, Luigi Boccherini y el Banco de San Carlos : un aspecto inedito, Madrid, Editorial Tecnos, 1998, 204 p. (ISBN 9788430932504).
- (es) Jaime Tortella (préf. Yves Gérard), Boccherini, un músico italiano en la España ilustrada, Madrid, Sociedad Española de Musicología, coll. « Sección C, Estudios » (no 8), 2002, 534 p. (ISBN 8486878802, OCLC 52514815). Originellement, thèse de doctorat présenté à Barcelone en 1999.
- (nl) Ignace Bossuyt, Luigi Boccherini : 1743-1805, Louvain, Davidsfonds, 2002, 70 p. (ISBN 90-5826201-4).
- (it) Remigio Coli, Luigi Boccherini, la vita e le opere, Lucques, Maria Pacini Fazzi, 2005, 286 p. (ISBN 88-7246-679-2, OCLC 61665129).
- (it) Marco Mangani, Luigi Boccherini, Palerme, L'epos, coll. « L'amoroso canto » (no 3), 2005, 301 p. (ISBN 88-8302-289-0, OCLC 63212512).
- (it) Marcella Bertuccelli-Papi (éd.), (Collectif) (trad. Arianna Bartoli), Luigi Boccherini. Un musicista lucchese alla corte di Madrid, Lucques, Libreria Musicale Italiana, 2009, 184 p. (ISBN 8870965538, OCLC 318632164)
- (de) Babette Kaiserkern, Luigi Boccherini, Leben und Werk : Musica amorosa, Weimar, Weimarer Verlagsgesellschaft, 2014, 268 p. (ISBN 3737402132, OCLC 882905352).
- (en) Rudolf Rasch (éd.), Understanding Boccherini's Manuscripts, Cambridge Scholars Publishing, 2014, 258 p. (ISBN 9781443859202, OCLC 877038703, lire en ligne).

##### Études
- (de) Georg Thouret, Katalog der Musiksammlung auf der Königlichen Hausbibliothek im Schlosse zu Berlin, Leipzig, Breitkopf & Härtel (réimpr. Georg Olms Verlag, 1983) (1re éd. 1895), 355 p. (lire en ligne).
- (es) Emilio Cotarelo y Mori, Orígenes y establecimiento de la ópera en España hasta 1800, Madrid, Tip. de la Revista de arch., bibl., y museos, 1917, 458 p. (OCLC 10292840, lire en ligne).
- (en) Yves Gérard, Thematic, Bibliographical and Critical Catalogue of the Works of Luigi Boccherini, Londres, Oxford University Press, 1969, 716 p. (lire en ligne).
- (en) Rita Benton, Ignace Pleyel. A Thematic Catalogue of his Compositions, New York, Pendragon Press, 1977, 512 p. (ISBN 978-0918728043).
- (it) Luigi Della Croce, Le 33 Sinfonie di Boccherini : Guida e analisi critica, Turin, Eda, coll. « Collana Realta musicali », 1979, 251 p. (OCLC 5774842).
- (en) Matanya Ophee, Luigi Boccherini's Guitar Quintets : New evidence, to which is added, for the first time, a reliable biography of François de Fossa, his portrait, and a checklist of his known compositions, Boston, Editions Orphée, 1981, 87 p. (ISBN 0936186062, OCLC 8954207).
- (de) Christian Speck, Boccherinis Streichquartette : Studien zur Kompositionsweise und zur gattungsgeschichtlichen Stellung, Munich, Fink, coll. « Studien zur Musik » (no 7), 1987.
- (it) Carolyn Gianturco, Luigi Boccherini, La confederazione dei Sabini con Roma, Lucques, S. Marco Litotipo, coll. « Accademia Lucchese di Scienze, Lettere ed Arti. Studi e Testi » (no XLV), 1997, 223 p.
- (en) Elisabeth Le Guin, Boccherini’s body : an Essay in Carnal Musicology, Londres, New York, Toronto, University of California Press, 2005, 374 p. (ISBN 0520930622, lire en ligne).
- (es) Germán Labrador, Gaetano Brunetti (1744-1798), Catálogo crítico, temático y cronológico, Madrid, Asociación Española de Documentación Musical (AEDOM), 2005, 495 p.
- (it) Carlo Bellora, Filippo Manfredi. La biografia e l'opera strumentale, Varèse, Zecchini, 2009, 118 p. (ISBN 978-88-87203-79-0).
- (en) Terry King, Gregor Piatigorsky : the life and career of the virtuoso cellist, Jefferson, Caroline du Nord, McFarland & Co, 2010, 368 p. (ISBN 978-0786446353).
- (it + en + es) Marco Mangani, Germán Labrador et Matteo Giuggioli (dir.), Le Sinfonie di Luigi Boccherini : Contesti, fonti, analisi, Florence, Leo S. Olschki Editore, coll. « Historiae Musicae Cultores » (no 135), 2019, 296 p. (ISBN 978-8822266200).

##### Articles
- (en) Yves Gérard, « Luigi Boccherini and Madame Sophie Gail », The Consort, vol. XXIV,‎ 1967, p. 294-309 (OCLC 799566576).
- (it) Speciale Amadeus : Luigi Boccherini 1743-1805, supplément au no 5 (54) du mensuel musical Amadeus de mai 1994.
- (it) Collectif : Luigi Boccherini dans L’Aldilà, Rivista di Storia della Tanatologia, Istituto Storico Lucchese, Année III, 1997, no 2 .
- (en) Christian Speck, The New Grove Dictionary of Music and Musicians : Boccherini, (Ridolfo) Luigi, Londres, Macmillan, (édité par stanley sadie) seconde édition, 29 vols. 2001, 25000 p. (ISBN 9780195170672), p. 749-764.
- Joël-Marie Fauquet, « Boccherini, Luigi », dans Dictionnaire de la musique en France au XIXe siècle, Fayard, 2003, xviii-1406 (ISBN 2-213-59316-7, OCLC 936927646, BNF 39052242), p. 153.
- (es) Jaime Tortella (dir.), « Dossier Bicentenario de la muerte de Luigi Boccherini », Rivista Italiana di Musicologia, Madrid, vol. 27, no 2,‎ 2004, p. 605-812
- (en) Christian Speck, « Boccherini as Cellist and his Music for Cello », Early Music, vol. 23,‎ 2005, p. 191–210.
- (es) Marco Mangani, Elisabeth Le Guin et Jaime Tortella (éd.) (préf. J. A. Boccherini), Luigi Boccherini : Estudio sobre fuentes, recepción e historiografía, Madrid, Biblioteca Regional de Madrid Joaquín Leguina, 2006
- Boccherini Studies :
  - (de + it + en) Speck Christian (éd.), Boccherini Studies (collectif), Bologne, Ut Orpheus Edizioni, coll. « Boccherini Studies » (no 1), 2007, 350 p. (ISBN 978-88-8109-461-5). 
  - (de + it + en) Speck Christian (éd.), Boccherini Studies (collectif), Bologne, Ut Orpheus Edizioni, coll. « Boccherini Studies » (no 2), 2009, 236 p. (ISBN 978-88-8109-465-3, OCLC 836954228). 
  - (de + it + en) Speck Christian (éd.), Boccherini Studies (collectif), Bologne, Ut Orpheus Edizioni, coll. « Boccherini Studies » (no 3), 2011, 296 p. (ISBN 978-88-8109-475-2, OCLC 765809799). 
  - (de + it + en + fr) Speck Christian (éd.), Boccherini Studies : New Evidence (collectif), Bologne, Ut Orpheus Edizioni, coll. « Boccherini Studies » (no 4), 2014, 388 p. (ISBN 978-88-8109-486-8). 
  - (de + it + en + fr) Speck Christian (éd.), Boccherini Studies (collectif), Bologne, Ut Orpheus Edizioni, coll. « Boccherini Studies » (no 5), 2017, 480 p. (ISBN 978-88-8109-504-9).
- (it) Carmela Bongiovanni, « Luigi Boccherini a Genova (1765, 1767) : novità e precisazioni », Rivista Italiana di Musicologia, Florence, vol. 61, no 1,‎ 2008, p. 65 (ISSN 0035-6867, lire en ligne).
- (es) Jaime Tortella (Dir.), Luigi Boccherini : Diccionario de Términos, Lugares y Personas, Madrid, Asociación Luigi Boccherini, coll. « Tempo di Minuetto » (no 3), 2008, 484 p. (ISBN 84-612-6846-6, OCLC 731149670, lire en ligne [PDF]).
- Alessandro Dozio, « La musique de Luigi Boccherini : splendeur et misère d'une œuvre rare », Revue musicale de Suisse romande, Lausanne, vol. 63, no 4,‎ décembre 2010 (ISSN 0035-3744, lire en ligne).

#### Ouvrages généraux
- Charles Rosen (trad. de l'anglais par Marc Vignal), Le style classique : Haydn, Mozart, Beethoven [« The Classical Style… »], Paris, Gallimard, coll. « Bibliothèque des idées », 1978 (1re éd. 1971), 592 p. (ISBN 2070297446, OCLC 757203188), p. 568. Rééd. coll. « Tel », 2000.
- Jean et Brigitte Massin (dir.), Histoire de la musique occidentale, Paris, Fayard, coll. « Les Indispensables de la Musique », 1985, 1312 p. (ISBN 2213020329, OCLC 630597950).
- Marc Vignal, Dictionnaire de la musique, Paris, Larousse, 2005, 1516 p. (ISBN 2-03-505545-8, OCLC 896013420, lire en ligne), p. 73.

#### Romans
- Fernando Amorin, Les Mémoires de L. Boccherini : violoncelliste virtuose, biographie, Paris, Édilivre SA, coll. « Coup de cœur », 2007, 298 p. (ISBN 2353351190, OCLC 470780064, lire en ligne).
- (es) Antonio Cavanillas de Blas, Luigi Boccherini, vida de un genio, Madrid, Editorial Verbum, 2015, 226 p.
- (nl) Bastiaan van der Werf, De twijfel van Luigi Boccherini : het kleurrijke leven van een 18e eeuwse musicus, Brave New Books, 2016, 202 p.
- (es) Francisco Delgado Montero, Boccherini en España : La vida de un músico italiano bajo el reinado de Carlos III, Séville, Caligrama, 2017, 152 p.

#### Jeunesse
- (en) Vanessa Huet, Luigi Boccherini : A Master Musician, Montréal, Éditions Québec-International, 1989, 29 p.Micro-livre publié par Roger Huet.
- (it) Carla Nolledi, Avvicinarsi a Luigi Boccherini [En approchant Luigi Boccherini] (préf. Marco Mangani, ill. Pier Luigi Puccini), Lucques, Pacini Fazzi, coll. « Opere per ragazzi », 2011, 51 p. (ISBN 886550045X, OCLC 799556710).